# مملكة غرناطة
مَملَكَةُ غِرنَاطَة أو إِمَارَةُ غِرنَاطَة أو الدَّولَةُ النَصرِيَّة أو دَولَةُ بَنِي نَصر هي آخرُ دولةٍ إسلاميَّة قامت في الأندلُس سنة 635هـ المُوافقة لِسنة 1237م على يد والي جيَّان وأرجونة مُحمَّد بن يُوسُف بن مُحمَّد الخزرجي المعروف بابن الأحمر، الذي أصبح أوَّل أُمراء هذه الدولة. تأسست مملكة غرناطة بعد انهيار الدولة المُوحديَّة في المغرب والأندلُس، وأخذت المُدُن الأندلُسيَّة الكُبرى تسقط تباعاً في أيدي النصارى، وتعرَّض الإسلامُ والمُسلمون لِخطر الزوال، فتصدَّى مُحمَّد بن الأحمر لِلغزوات المسيحيَّة بِقيادة فرديناند الثالث ملك قشتالة، بعد أن آلت إليه -أي لابن الأحمر- مُعظم أملاك مُحمَّد بن يُوسُف بن هود الذي قُتل في ألمرية، ولمَّا هُزم ابن الأحمر على يد القُوَّات القشتاليَّة، شعر أنَّهُ لابُدَّ أن يلتمس الوسيلة لِتأمين استمراريَّة حُكمه في ظل قُوَّة قشتالة التي تُهدِّدُه، وبِخاصَّةٍ أنَّ غزوات القشتاليين وصلت إلى ضواحي غرناطة نفسها، فمال إلى الاستسلام وأبرم مُعاهدة سلامٍ مع الملك القشتالي كان من أبرز بُنُودها: تبعيَّة غرناطة لقشتالة عسكريّاً، وأن يحكم غرناطة باسم ملك قشتالة علانيَّةً؛ ويكون عضواً في مجلس «الكورتيز» (مجلس حكام المقاطعات) وبهذا كان ملك قشتالة قد أتمَّ تبعية غرناطة له تماماً. وهكذا أخذت صُورة الوضع السياسي لِلدولة الإسلاميَّة الجديدة في الأندلُس تتوضَّح تحت حُكم مُحمَّدِ بن الأحمر، الذي اتخذ غرناطة عاصمةً لهُ بدلاً من جيَّان التي كانت واقعةً تحت تهديد النصارى المُستمر.
اجتمعت تحت ظلال هذه الدولة أشلاء الأندلُس المنهارة والتي انكمشت أطرافها فيما وراء نهر الوادي الكبير جنوباً، وشغلت شرقاً رُقعةً مُتواضعةً من جيَّان وبياسة وإستجَّة حتَّى البحر المُتوسِّط، ومن ألمرية وإلبيرة غرباً حتَّى مصب الوادي الكبير. وكانت هذه المملكة الصغيرة جديرةً بِأن ترث التركة الأندلُسيَّة، واستمرَّت بِفضل وعي حُكَّامها وسياساتهم المرنة زهاء مائتين وخمسين سنةً أُخرى كمُستودعٍ لِلحضارة الإسلاميَّة في الأندلُس، واضطلعت في الوقت نفسه بِذلك النضال القديم ضدَّ الممالك المسيحيَّة حتَّى لقيت مصرعها في النهاية. فقد استمرَّت مملكة قشتالة تبتلع البلاد التابعة لِغرناطة حتَّى حاصرها الملكان الكاثوليكيان فرديناند الثاني الأرغوني وإيزابيلَّا الأولى القشتاليَّة في جُمادى الآخرة 896هـ المُوافق فيه نيسان (أبريل) 1491م، وبعد سبعة أشهُرٍ من الحصار دبَّ اليأس في نُفُوس المُسلمين وانتشر الجوع وتفشَّت الأمراض في صُفُوفهم، فأبرم آخر الأُمراء الغالب بالله مُحمَّد بن عليّ مُعاهدةً مع الملكين الكاثوليكيين قضت بِتسليم المدينة، فدخلها القشتاليُّون يوم الإثنين 2 ربيع الأوَّل 897هـ المُوافق فيه 2 كانون الثاني (يناير) 1492م، وبِذلك سقطت غرناطة وسقطت الأندلُس نهائيّاً، وأُسدل الستار على التاريخ السياسي للمُسلمين فيها.
ولم تك مملكة غرناطة الأطولَ عُمراً بين دُول المُسلمين في الأندلُس فحسب، وإنما استطاعت أن تُحقِّق نجاحاتٍ وإنجازاتٍ حضاريَّةً باهرةً تُوازي نجاحات دُول الأندلُس التي سبقتها إن لم تتفوَّق عليها. وقد حقَّقت الاكتفاء الذاتي بشهادة الرحَّالة ابن بطوطة (04-1377م) الذي وصفها بالمملكة القويَّة رُغم المُناوشات المُستمرَّة مع الممالك المسيحيَّة المُجاورة، وبِالأخص قشتالة. ومن أبرز المعالم الحضاريَّة في هذه المملكة قلعة ومسجد وقصر الحمراء الذي يُعد أحد أروع المعالم المعماريَّة في العالم، بُني لِتلبية احتياجاتٍ مُتعدِّدةٍ، فهو على الصعيد العسكري قلعةً منيعة الأسوار استطاع أُمراء غرناطة بفضلها الحفاظ على مملكتهم من الأطماع العسكرية طيلة قرنين ونيفٍ، ومن جهةٍ أُخرى صُمم لِيكون دار الإمارة ومسجداً جامعاً كبيراً، كان في أوج ازدهار المملكة منبع العُلماء ومُلتقى الدارسين من بلاد الأندلُس والمغرب، وتخرج منه عُلماء كبارٌ من أبرزهم العلَّامة الإمام الشاطبي، إبراهيم بن موسى (ت. 790هـ/1388م) الفقيه الأصولي المجتهد.

## التاريخ

### الخلفيَّة: انهيار الدولة المُوحديَّة في المغرب والأندلُس

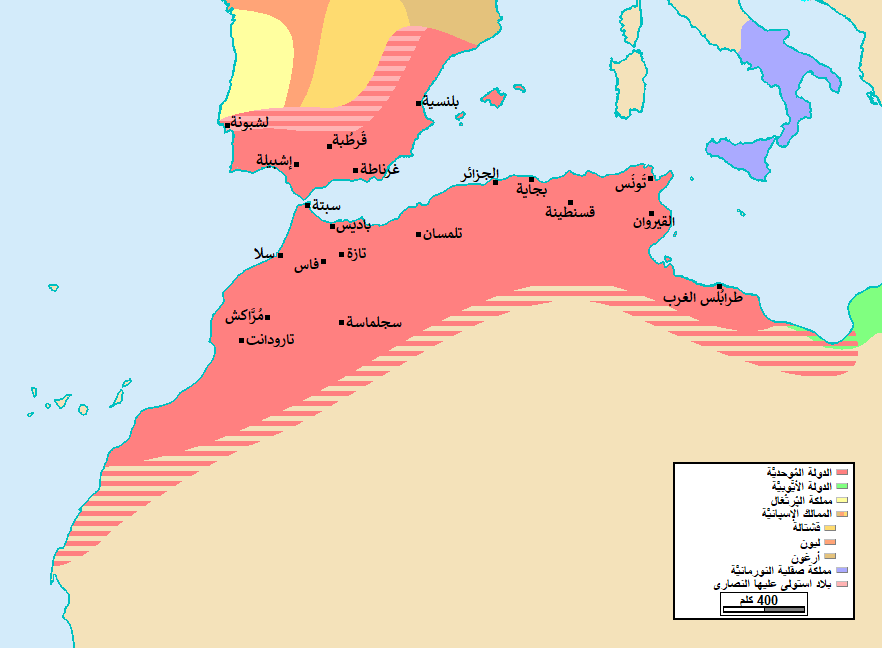
الدولة المُوحديَّة في أقصى اتساعٍ لها، شاملةً طرابُلس الغرب وإفريقية والمغربين الأوسط والأقصى والأندلُس.

تُوفي الخليفة المُوحدي الناصر لِدين الله مُحمَّد بن يعقوب بن يُوسُف يوم الأربعاء 10 شعبان 610هـ المُوافق فيه 25 كانون الأوَّل (ديسمبر) 1213م، فبدأت بوفاته بداية انهيار الدولة المُوحديَّة في المغرب والأندلُس، إذ جاء بعدهُ خُلفاء ضعاف لم يكونوا على مُستوى الأحداث الخطيرة آنذاك، أوَّلُهم ابنه أبو يعقوب يُوسُف الذي تلقَّب بِالمُستنصر بِالله، وكان أضعف من أن يتولَّى مقاليد الحُكُم في تلك الظُرُوف الحرجة. كان فتىً يبلغ السادسة عشرة من العُمر، مال إلى الدّعَة وانغمس في اللهو والترف، مولعاً بِتربية البقر والخيل، فترك تدبير شُؤون الحُكم لِأعمامه الطامحين ووُزرائه من ذوي الخلال السيِّئة، وأبعد الأندلُسيين الذين ساءهم ذلك الأمر مما عرَّضهم لِلاضطهاد والمُلاحقة، فسخطوا على المُوحدين. توزَّع الحُكُم في الأندلُس آنذاك بين ثلاثة من أعمام يُوسُف المُستنصر هم عبد الله في بلنسية ودانية وشاطبة ومرسية، وأبو الحسن في غرناطة، وأبو العلاء إدريس في قُرطُبة. وتُوفي المُستنصر وهو يلهو بين أبقاره، إذ هجمت عليه بقرة وضربته بِقرنيها في موضع القلب، فتُوفي لِساعته يومَ السبت 12 ذي الحجَّة 620هـ المُوافق فيه 6 كانون الثاني (يناير) 1224م.
مهَّدت وفاة يُوسُف المُستنصر الفُجائيَّة من دون عقبٍ لِأقاربه الذين كانوا يحُكمُون ولايات الدولة فُرصةً كبيرةً لِتحقيق أطماعهم، كما ظهر الخِلاف واضحاً بين أشياخ المُوحدين حول خلافته. ويقُولُ المُؤرِّخ عبد الواحد بن عليّ المُرَّاكشيّ إنَّهُ في سبيل الخُرُوج من هذا المأزق اختار هؤلاء المشايخ أبا مُحمَّدٍ عبد العزيز بن يُوسُف خليفةً كحلٍّ مُؤقتٍ ريثما يتفقون على خليفةٍ دائمٍ، في حين يقول كُلٌ من ابن خلدون وابن خلِّكان أنَّ من خلف يُوسُف المُستنصر كان أبا مُحمَّدٍ عبد الواحد بن يُوسُف. بِجميع الأحوال لم يمضِ شهران على اختيار الخليفة المُوحدي الجديد حتَّى ثار عليه ابن أخيه عبد الله والي مرسية وأعلن نفسه أميراً باسم «العادل في أحكام الله»، واعترف أخوه أبو العلاء إدريس والي قُرطُبة بِسيادته، ودخلت غرناطة ومالقة في طاعته، وأوعز إلى أنصاره في مُرَّاكش بِالثورة على الخليفة المُؤقَّت، فخُلع في 13 صفر 621هـ المُوافق فيه 7 آذار (مارس) 1224م، وقُتل بعد ثلاثة أيَّام. ثمّ عبر العادل إلى المغرب حيثُ أمضى أربع سنواتٍ يعمل على وأد الفتن الداخليَّة حتَّى سقط قتيلاً على يد بعض الثُوَّار، فخلفهُ أخوه أبو العلاء إدريس بِحُكم الدولةِ واتخذ لقب المأمون. ثُمَّ إنه شُغل في السنوات القلائل التالية بِالعمل على توطيد سُلطانه بِالمغرب، واستبدَّ بِالحُكم واستعمل العُنف المُثير، وقاد حركةً تجديديَّةً ألغى بِمُوجبها بعض النُظُم المُوحديَّة منها إبطال عصمة ابن تومرت المهدي ومحو اسمه من الخطبة والسكَّة، كما قتل نحو مئةٍ من مشايخ المُوحدين لِعللٍ مُختلفةٍ اتهمهم بها، وسمح لِجماعةٍ من النصارى القشتاليين بِبناء كنيسةٍ في مُرَّاكش. ونتيجة هذا كفَّر الشعبُ الخليفة الجديد، وسرت روح السخط بين القبائل، وأخذ الزُعماء المُتوثبون يترقَّبون الفُرص، واشتعلت نيران الثورة في المغرب، وفي تلك الأثناء أخذ سُلطان المُوحدين في الأندلُس يضطرب ويتداعى بِسُرعةٍ وينهار حُكمهم تباعاً.

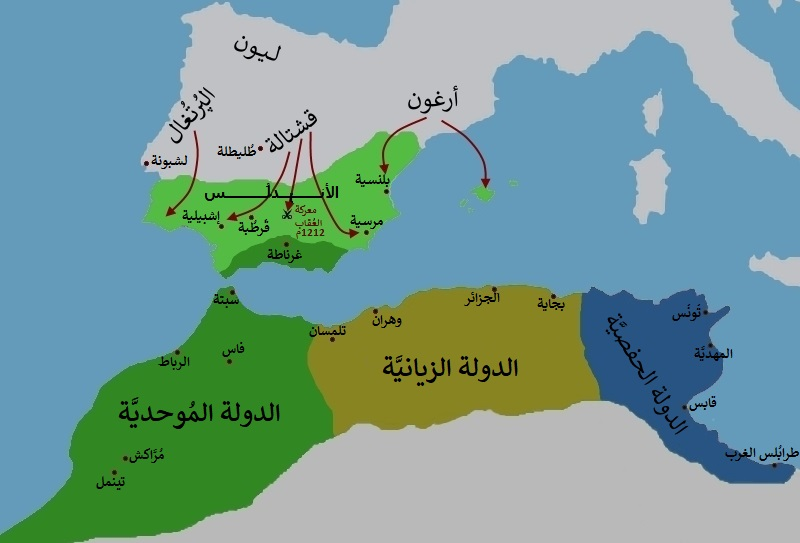
خريطة توضح التقدُّم العسكري لِلممالك المسيحيَّة على حساب الأندلُس الإسلاميَّة ما بعد سنة 1212م، بُعيد انهزام المُسلمين في معركة العُقاب.

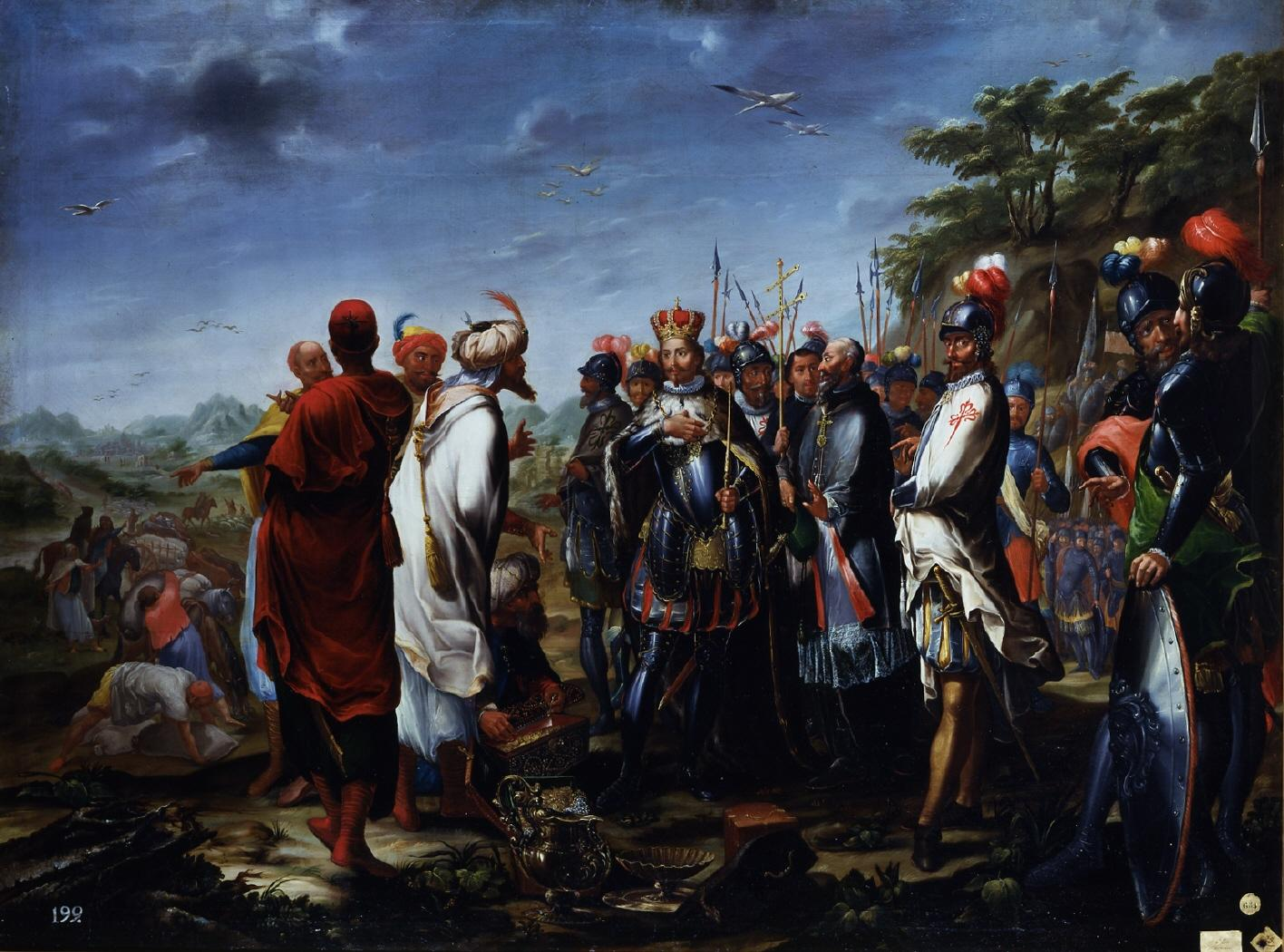
سفارة إسلاميَّة إلى فرديناند الثالث ملك قشتالة، يُحتمل أنها تُصوِّر سفارة الخليفة المُوحدي عارضاً الحلف على النصارى، أو سفارةً سلميَّةً لِابن هود.

ففي تلك الآونة ظهر في منطقة مرسية أميرٌ من سُلالة بني هود العائدة إلى عصر مُلُوك الطوائف يُدعى مُحمَّد بن يُوسُف بن هود، وسيطر على تلك المنطقة وتلقَّب باسم «المُتوكِّل على الله»، ودعا بِدعوةٍ جديدةٍ تُمثِّلُ روح الأندلُس الحقيقيَّة، وهي وُجُوب العمل على تحرير الأندلُس من نير الموحدين والنصارى معاً لا سيَّما بعد أن تحالف الخليفة المُوحدي إدريس المأمون مع ملك قشتالة وتنازل لهُ عن عددٍ من الحُصُون والقواعد، ومنح المسيحيين في أراضيه امتيازاتٍ خاصَّةً -كحق بناء الكنيسة في مُرَّاكش كما أُسلف- لقاء مُعاونة ملك قشتالة له على مُحاربة خُصُومه، فأسبغ هذا التحالف بين الموحدين والقشتاليين قُوَّةً خاصَّة على دعوة ابن هود، واندفع الأندلُسيُّون إلى الانضواء تحت لوائه، وأعلن ابن هود أنه يعتزم تحرير الأندلُس من سُلطان المُوحدين الذين لم يعودوا أهلاً لِلحُكم، وكذا من النصارى المُتوثبين لِطرد المُسلمين من البلاد، وأنَّهُ سيعمل على إحياء الشريعة الإسلاميَّة وسُننها، ودعا لِلخلافة العبَّاسيَّة، وكاتب الخليفة العبَّاسي المُستنصر بالله أبو جعفر منصور بن مُحمَّد بِبغداد وأعلن تبعيَّة الأندلُس لِلعبَّاسيين، فبعث إليه الخليفة المذكور بِالخلع والمراسيم. ولم يمضِ سوى قليلٍ حتَّى دخلت في طاعة ابن هود عدَّة من قواعد الأندلُس مثل جيَّان وقُرطُبة وماردة وبطليوس، ثُمَّ استطاع أن ينتزع غرناطة قصبة الأندلُس الجنوبيَّة من المأمون في سنة 628هـ المُوافقة لِسنة 1231م. وفي مُفتتح سنة 630هـ المُوافقة لِسنة 1233م، تُوفي المأمون وخلفه ابنه الفتى عبد الواحد الرشيد، واعترف بِخِلافته قسمٌ من الأندلُس الإسلامية مثل إشبيلية والجزيرة الخضراء مما زاد الأُمور تأجُجاً في البلاد حيثُ استمرَّ ابن هودٍ مدةً يخوضُ مع المُوحدين والنصارى معاركَ مُتعاقبة. في هذا الوقت الذي اندلعت فيه الثورات في رُبُوع الأندلُس الإسلامية كانت الممالك المسيحيَّة فيها تسيرُ بِخُطىً ثابتةً، وتتطلَّع بِأملٍ إلى حيازة كافَّة المُدن الأندلُسيَّة من أيدي المُسلمين مُستغلَّةً انهيار الجبهة الدفاعيَّة وتراجُع القُوَّة العسكريَّة المُوحديَّة وانهماك المُوحدين بِخلافاتهم الداخليَّة وحُرُوبهم الأهليَّة، فهاجم ألفونسو التاسع ملك ليون (1171–1230) مدينة قصرش سنة 622هـ المُوافقة لِسنة 1225م واستولى عليها، وأضحى الطريق مفتوحاً أمامهُ لِلانسياب إلى ماردة وبطليوس الواقعتين جنوبي قصرش، كما استولى على حصن منتانجش الواقع شماليّ ماردة أوائلَ سنة 627هـ المُوافقة لِأواخر سنة 1229م، ثم حاصر ماردة واقتحمها في شهر رجب سنة 627هـ المُوافق لِشهر أيَّار (مايو) 1230م، وفشل ابن هود الذي تصدَّى لهُ في إنقاذها، كما سقطت بطليوس في يده، وكان هذا النصر العسكري آخر عملٍ حربيٍّ قام به ألفونسو التاسع قبل وفاته. وإلى جانب ملك ليون كان ابنه فرديناند الثالث (الملقب بالقديس) (1199-1252) ملك قشتالة يُراقب بِحذرٍ وخشيةٍ تطوُّر الأوضاع في تلك المناطق بِفعل تأثيرها على مملكته لاسيَّما وأنَّ نطاق حركة مُحمَّد المُتوكِّل قد اتسع ودخلت مُعظم بلاد الأندلُس الإسلامية في طاعته الأمر الذي جعل منه كُتلةً قويَّةً مُتماسكةً يصعُب تدميرها. ولمَّا كانت نيران الحرب الأهليَّة مُضطرمةً في بلادُ المُسلمين، وابن هود يُقاتلُ الأُمراء والوُلاة المُوحدين لإدخالهم في طاعته، فقد أسرع الملك القشتالي لِاستغلال الفُرصة، وسيَّر قُوَّاته لِمُقاتلة ابن هود، فالتقى الجمعان في فحص شريش على ضفاف نهر وادي لكة، فانهزم المُسلمون رَغم تفوُّقهم العددي، وسار فرديناند بعد ذلك لاجتياح أُبَّدة فسقطت في يده بعد حصارٍ قصيرٍ سنة 631هـ المُوافقة لِسنة 1234م. وأوغل الملك القشتالي جنوباً حتَّى وصل فحص غرناطة مُدمِّراً القُرى ومُهلكاً الزرع في دربه، ثُمَّ عاد إلى الشمال وحاصر جيَّان غير أنَّهُ فشل في اقتحامها ففكَّ الحصار عنها بعد مضيّ ثلاثة أشهر وعاد أدراجه لِيكتشف وفاة والده، فتوجَّه إلى ليون على وجه السُرعة ليجلس على عرشها مكانه ويُوحّد بين مملكتيّ قشتالة وليون.

#### ظُهُور مُحمَّد بن يُوسُف بن نصر

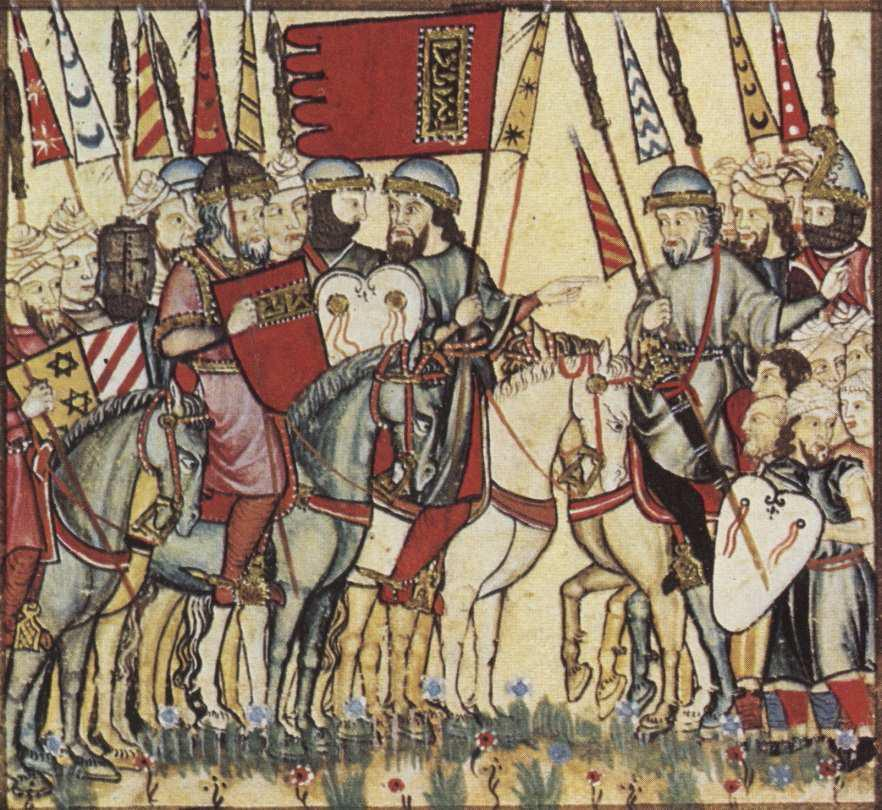
مُنمنمة قشتاليَّة من مخطوطة "كانتيجاس دي سانتا ماريَّا" التي وضعها الملك ألفونسو العاشر تُصوِّرُ مُحمَّد بن الأحمر (يرتدي جلباباً ورديّاً ويحملُ درعاً أحمر) على رأس جيش المُسلمين، ويلاحظ فارسٌ عن يمينه يحمل درعاً مزيناً بخاتم سليمان (نجمة داوود) ما يعتقد أنه يمثّل اليهود (على الأرجح لكسب التعاطف المسيحي ضد الطرف المقابل).

لم يُدركِ الأُمراءُ المُسلمون مدى جديَّة الخطر المسيحي، فراحوا يتنافسون ويتحاربون الأمر الذي أتاح لِعدُّوهم التفوُّق عليهم. شعر ابن هود، بعد انهيار سُلطان المُوحدين في الأندلُس وبسطه سيادته على مُعظم البلاد، أنَّهُ غدا زعيم المسلمين الأندلُسيين الأوحد وقائد حركتهم في صراعهم مع النصارى والمسؤول عن حماية الأرض والشعب، لكن نافسهُ أبو جُميل زيَّان بن مُدافع الجذامي في بلنسية، غير أنَّ هذه المُنافسة في الشرق لم تُضايقه، إنما خشي من بُرُوز زعيمٍ آخر أخذ نجمه يسطع في أواسطِ الأندلُس وجنوبها بِسُرعةٍ ويظفر بِطاعة مدينةٍ بعد أُخرى، ذلك هو مُحمَّد بن يُوسُف بن نصر المعروف بابن الأحمر. يرجعُ ابن الأحمر في نسبه إلى سعد بن عُبادة الخزرجيّ الأنصاري أحد كِبار صحابة الرسول مُحمَّد، وُلد في مدينة أرجونة من حُصُون قُرطُبة في جهة الشرق عام 591هـ المُوافقة لِسنة 1195م، وهو عام الأرك. اشتهر بِعزمه وجُرأته في القتال ولمَّا كثُرت غزوات النصارى لِلمناطق الإسلامية في الأندلُس أخذ يدعو لِلم الشمل، فالتفَّ حولهُ الأنصار في أرجونة والمناطق المُجاورة لها، ودخلت في طاعته جيَّان وبسطة ووادي آش والحُصُون القريبة، وأيَّدتهُ قرمونة وقُرطُبة وإشبيليّة سنة 629هـ ثُمَّ عدلت قُرطُبة وإشبيليّة إلى طاعة ابن هود، كما دخلت في طاعته شريش ومالقة والحُصُون القريبة منها، وانضمَّ إليه كثيرٌ من المُسلمين الذين هجروا المناطق التي احتلَّها القشتاليُّون، وارتأى أن يستظل بِدعوة الحُكَّام المُسلمين الكبار، فدعا لِصاحب إفريقية السُلطان أبي زكريَّاء يحيى بن حفص، والخليفة العبَّاسي المُستنصر بالله أبو جعفر منصور بن مُحمَّد.

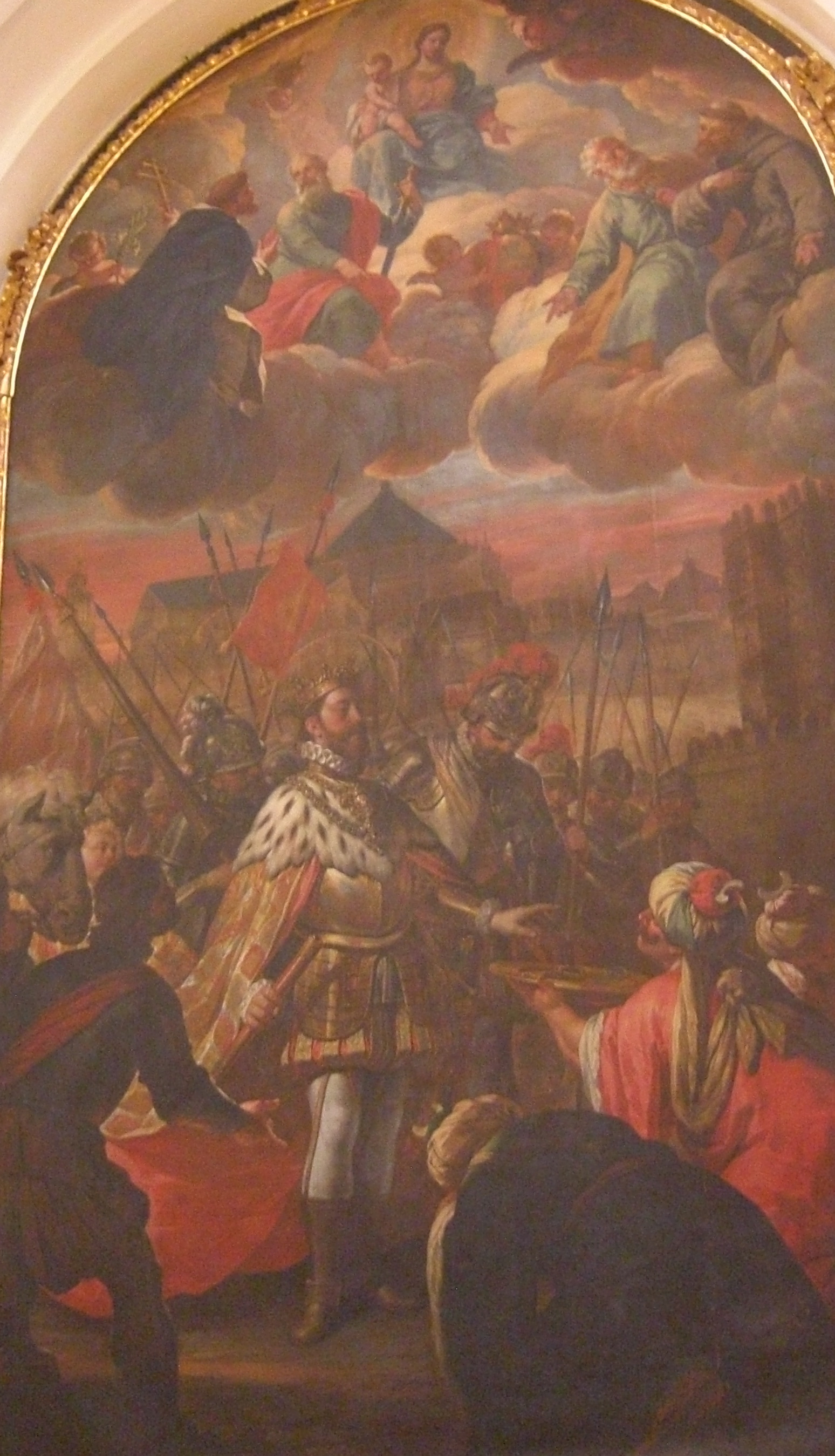
جداريَّة بِريشة أنطونيو پالومينو تُصوِّرُ دُخُول الملك فرديناند الثالث قُرطُبة وتسليم المُسلمين مفاتيح المدينة له. يلاحظ الربط مع الموضوع الديني من خلال الرسم في الأعلى.

ومالبث ابن هودٍ أن شعر بِخُطُورة ابن الأحمر فقرَّر القضاء عليه، غير أنَّهُ انهزم أمامهُ في معركةٍ جرت بِالقُرب من إشبيليّة سنة 631هـ المُوافقة لِسنة 1234م. ويبدو أنَّ الزعيمين المُسلمين أدركا بعد ذلك خطر الحرب الأهليَّة بينهما، وأنَّ فرديناند الثالث المُتربِّص بكليهما هو المُستفيد الأوَّل، فمالا إلى التفاهم وعقدا صُلحاً اعترف فيه مُحمَّد بن الأحمر بِطاعة مُحمَّد بن هود مُقابل أن يُقرَّه هذا الأخير على جيَّان وأرجونة وبركونة وأحوازها. رأى فرديناند الثالث في تحالف الزعيمين خطراً عليه، فتدخَّل لِيُفرِّق بينهما، فهاجم منطقة جيَّان التابعة لابن الأحمر من جهة، وعقد صُلحاً مع ابن هود لِثلاثة أعوامٍ من جهةٍ أُخرى على أن يدفع لهُ هذا الأخير جزيةً سنويَّةً مئةً وثلاثين ألف دينار، ويتنازل لهُ عن بعض الحُصُون الواقعة في سلسلة جبال الشارات، ثُمَّ قفل عائداً إلى بلاده، واستولى في طريقه على حصن الأطراف وشنت إشتيبن، وثلاثين حصناً آخر. الواقع إنَّ غزوات فرديناند الثالث المُتوالية لِمناطق المسلمين في الأندلُس وعقده الاتفاقيَّات المُهدِّئة مع مُحمَّد بن هودٍ وسيطرته على حُصُون منطقة جيَّان ومدينة أُبَّدة لم تكن سوى مُقدِّماتٍ لِحدثٍ أخطرَ وأبعدَ مدىً كان يعمل على تحقيقه ألا وهو الاستيلاء على قُرطُبة لاسيَّما وأنَّ الأمر فيها فوضى وليس من يجمع الكلمة. أواخرَ ربيع الآخر 633هـ المُوافق فيه أوائلَ كانون الثاني (يناير) 1236م سار قسمٌ من الجيش القشتالي الذي استولى على أُبَّدة إلى منطقة أندوجر الواقعة شرقيّ قُرطُبة، واستطلع وضع المدينة وعلم أنَّها في وضعٍ سيّئٍ وقد أُهملت وسائل الدفاع عنها، فطمع بالاستيلاء عليها. رأى القشتاليَّون أنَّ حيازة المدينة الكبيرة الحصينة ليس بِالأمر السهل، ولا بُدَّ لِتحقيقه من قُوَّاتٍ ضخمةٍ، فراسلوا ملكهم فرديناند الثالث يعلمونه بالوضع فأتاهم على وجه السُرعة تُلاحقه قُوَّاته من سائر الأنحاء. أرسل أهلُ قُرطُبة إلى ابنِ هودٍ -أميرهم الشرعي- يطلبون الغوث والإنجاد؛ وقدَّر هذا خطورة الموقف، وسار لِنجدة المدينة المحصورة، ولكنَّهُ علم في طريقه أنَّ جيش القشتاليين يفوقه في الأهبة والكثرة، ووصلهُ من جهةٍ أُخرى صريخ أبي جُميل زيَّان أمير بلنسية لِمُعاونته ضدَّ يعقوب (چايم) ملك أرغون الذي اشتدَّ في مُناوَأته وإرهاقه، ووعدهُ (أي وعد ابنَ هودٍ) بِأن ينضوي تحت لوائه [سقطت بلنسية بعدئذٍ عام 1238 بيد خايمي الأول (يعقوب) الأرغوني بحملةٍ صليبيةٍ باركها بابا روما عقب حصارٍ دام خمسَ سنين، وقيل قُتل وقتئذٍ ستون ألف مسلم، وعنى سقوطها فقدان التحكم بالساحل الشرقي]، ولاح لِابن هودٍ أنَّ السير إلى بلنسية أيسر وأجدى، فترك قُرطُبة لِمصيرها على أمل أن يصمد أهلها لِلدفاع عنها أو يستطيع إنقاذها فيما بعد. لبث حصار قُرطُبةَ بضعةَ أشهُرٍ حتَّى ضاق الحال بأهلها وفقدوا كُلَّ أملٍ في الغوث والإنقاذ، فاضطرُّوا إلى التسليم، ودخل النصارى قُرطُبة في 23 شوَّال 633هـ المُوافق فيه 29 حُزيران (يونيو) 1236م، ولم يلبثْ ابنُ هودٍ أن تُوفي بعد ذلك بِقليلٍ أوائل سنة 635هـ المُوافقة لِسنة 1237م في ثغر ألمرية في ظُرُوفٍ غامضة. أحدثت وفاة مُحمَّدِ بنِ هودٍ انعطافةً كبيرةً في تاريخ المُسلمين في الأندلُس ذلك الوقت، إذ كان حتَّى وفاته أقوى الأُمراء المُسلمين في جنوبيّ البلاد، فانهارت بِوفاته دولته التي كانت تُبشِّرُ بِبعثٍ أندلُسيٍّ جديد، وآل مُعظم تُراثه إلى مُحمِّدِ بن الأحمر أمير جيَّان وأرجونة.

### قيام مملكة غرناطة

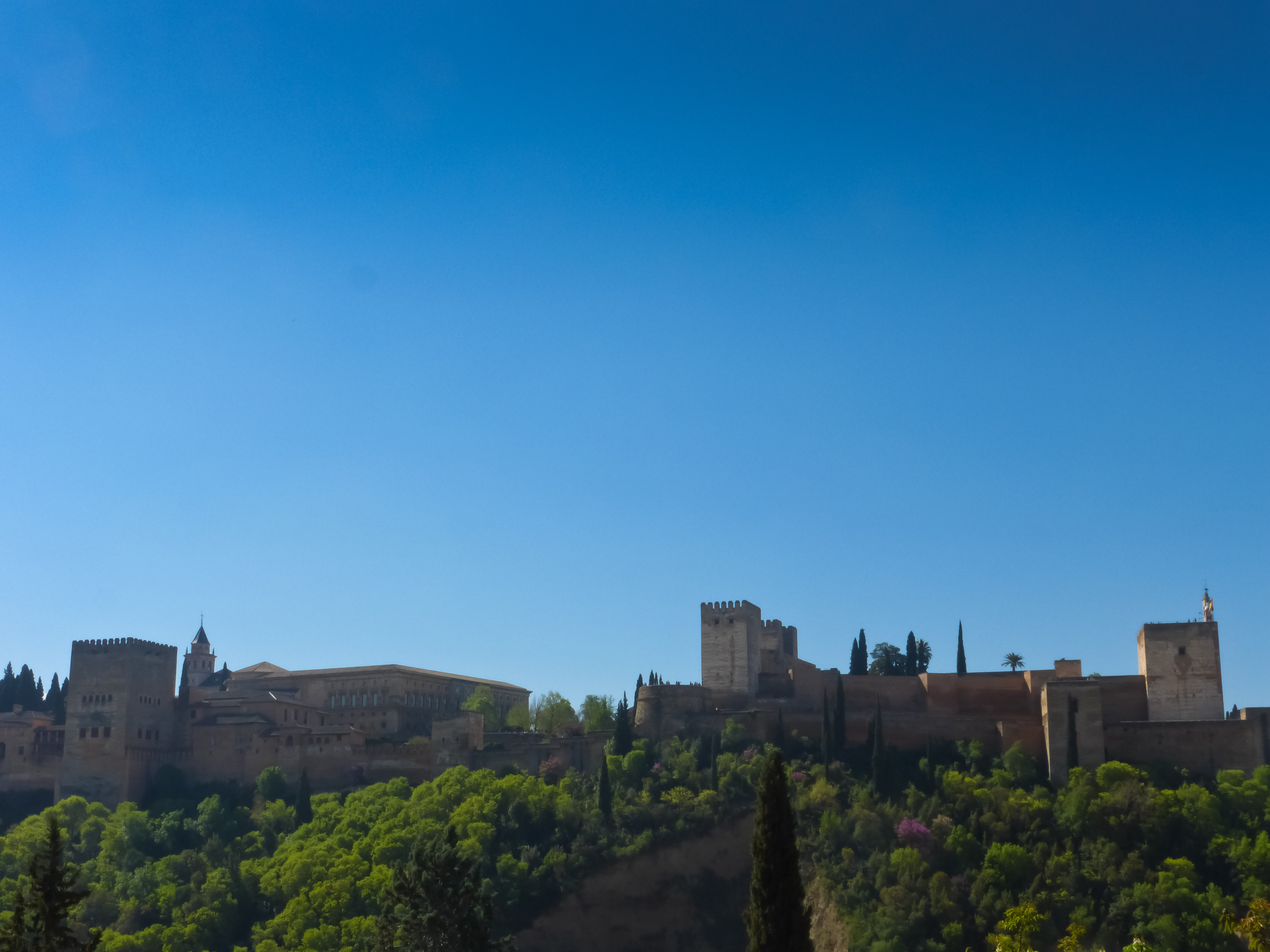
قصبة غرناطة حيثُ بُويع مُحمَّد بن يُوسُف بِإمارة المُسلمين عقب مقتل ابن هودٍ وقتل واليه على المدينة.

عند وفاة ابن هود بادر مُحمَّد بن يُوسُف إلى العمل لاجتناء تُراثه في الأنحاء الوُسطى. وكان ابن هود قد ولَّى على غرناطة عُتبة بن يحيى المُغيلي، وكان خصماً لِابن الأحمر يأمُرُ بِسبِّهِ على المنابر، وكان ظلوماً جائراً فلمَّا اشتدَّت وطأته على أهل غرناطة ثار عليه جماعةٌ من أشرافها، فهاجم أربعون رجُلاً منهم القصبة والقصر واقتحموها وسُيُوفهم مشهورة وقتلوا عُتبة وأعلنوا طاعتهم لِابن الأحمر، وبعثوا إليه يستدعونه. سار ابن الأحمر إلى غرناطة ودخلها أواخرَ رمضان سنة 635هـ المُوافق فيه شهر نيسان (أبريل) 1238م، وهو يرتدي ثياباً خشنةً، وحلَّةً مُرقَّعةً كثياب الصوفيَّة، ونزل بِجامع القصبة وأمَّ الناس لِصلاة المغرب بِفاتحة الكتاب و﴿إِذَا جَاءَ نَصْرُ اللَّهِ وَالْفَتْحُ﴾ أو ﴿إِنَّا فَتَحْنَا لَكَ فَتْحًا مُّبِينًا﴾، و﴿قُلْ هُوَ اللَّهُ أَحَدٌ﴾، وهو مُتقلِّدٌ سيفه، ثُمَّ خرج إلى قصر باديس والشُمُوع بين يديه ونزل فيه مع خاصَّته، وبِذا غدت غرناطة حاضرته ومقر حُكمه، وكان ذلك لِأشهُرٍ قلائلَ فقط من وفاة ابن هود، وماكاد يستقر في حاضرته الجديدة حتَّى عوَّل على ضم ألمرية وسحق ابن الرميمي -وزير ابن هودٍ وقاتلِه- فسار إليها في بعض قُوَّاته وحاصرها مُدَّة، فلمَّا اشتدَّ عليها الحصار غادرها الرميمي من جهة البحر بِأهله وماله في سفينةٍ خاصَّة، واستقرَّ بِمدينة تُونُس تحت كنف السُلطان أبي زكريَّاء يحيى بن حفص، ومَلَك ابن الأحمر ألمرية وامتدَّ بِذلك سُلطانه إلى سائر الشواطئ الجنوبيَّة. وكان من أعظم أعوان مُحمَّد بن يُوسُف في تلك المعركة التي انتهت بِتحقيق رياسته عشيرته أي بني نصر، وأصهاره بنو أشقيلولة. وهكذا نشأت مملكة غرناطة الصغيرة من غمر الفوضى التي سادت الأندلُس على إثر انهيار دولة المُوحدين، ولكنها كانت في حاجةٍ إلى الاستقرار والتوطُّد، وكان مُحمَّد بن يُوسُف يُواجه في سبيل هذه المُهمَّة كثيراً من الصعاب،. كانت الأندلُس مزَّقتها الحرب الأهليَّة شيعاً وانتثرت إلى حُكُوماتٍ ومناطقَ عديدةٍ، وكان ابن الأحمر يحظى بِتأييد جمهرةٍ كبيرةٍ من الأندلُسيين ولا سيَّما في الجنوب، ولم يكُ ثمَّة مايمنع من التفاف المُسلمين الأندلُسيين كُلِّهم حول لواء هذا الزعيم المُنقذ، ولكن روح التفرُّق والتنافُس كانت مُتأصِّلةً في نُفُوس المُتغلِّبين والطامعين، وكان أصاغر الحُكَّام والزُعماء يُؤثرون الانضواء تحت ألوية المُلُوك المسيحيين والاحتفاظ في ظلِّهم بِمُدُنهم وقواعدهم على مُناصرة ابن الأحمر والانضواء تحت لوائه. حدث ذلك بِنوعٍ خاصٍ في مرسية وشرقيّ الأندلُس، فقد ارتضى صاحب مرسية مُحمَّد بن عليّ بن هود وحُكَّام لقنت وأوريولة وقرطاجنة وجنجالة وغيرها أن يعقدوا الصُلح مع ملك قشتالة معترفين بِطاعته ويُؤدوا لهُ الجزية، وأن يبقوا مُتمتعين في ظلِّه بِحُكم مُدُنهم ومواردهم، وعلى إثر ذلك سُلِّمت مرسية ودخلها ألفونسو ابن فرديناند الثالث ملك قشتالة في احتفالٍ فخمٍ يومَ 10 شوَّال 640هـ المُوافق فيه 2 نيسان (أبريل) 1243م.

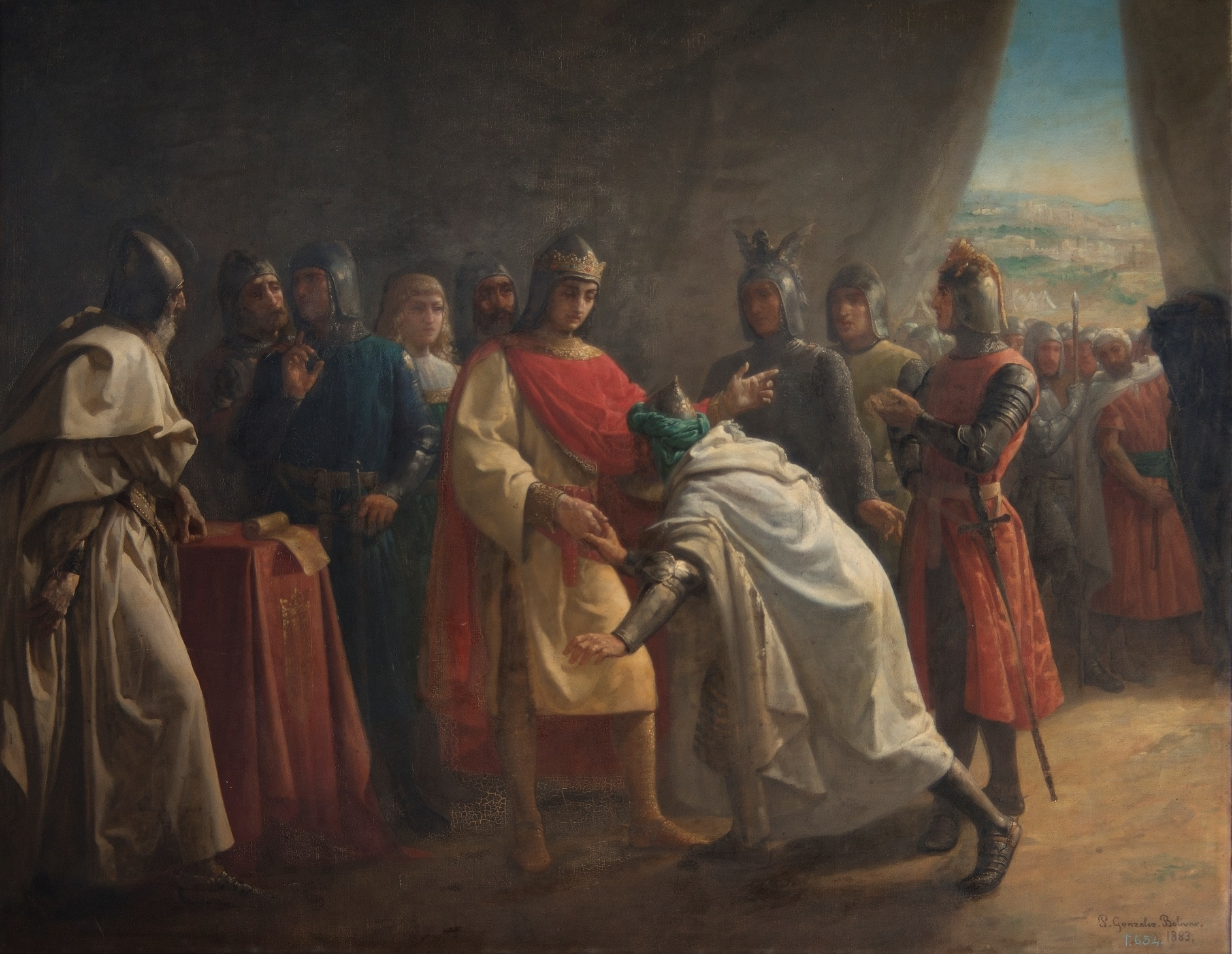
مُحمَّد بن يُوسُف يُقبِّلُ يد فرديناند الثالث ملك قشتالة بعدما أتى إلى مُعسكره مُتخضِّعاً لِتسليمه مدينة جيَّان وقُبُوله أن يكون أميراً تابعاً لِمملكة قشتالة (لوحة بِريشة بدروس گونزالس بوليڤار تعود لِسنة 1883م).

وكان فرديناند الثالث يرى في ابن الأحمر، بعد اختفاء ابن هود، زعيم الأندلُس الحقيقي والخصم الذي يجب تحطيمه. وكان ابن الأحمر من جانبه يُقدِّر خُطُورة المُهمَّة التي أُلقيت على عاتقه، وكان يعقد العزم على مُحاربة النصارى واستخلاص التُراث الإسلامي الأندلُسي من أيديهم؛ فماكاد يستقر في غرناطة حتَّى نشط إلى مُحاربة النصارى، وسار إلى قلعة مرطوش في قُوَّةٍ كبيرةٍ وضرب حولها الحصار سنة 636هـ المُوافقة لسنتيّ 1238 و1239م، ولكنَّ النصارى قدموا لِإنجادها بِسُرعة، واضطرَّ المُسلمون إلى رفع الحصار واشتبكوا مع الأعداء في معركةٍ أحرزوا النصر فيها. على أنَّ مثل هذه المعارك المحليَّة لم تك حاسمةً في سير الحوادث، وكان فرديناند الثالث يرقب نُهُوض هذه القُوَّة الأندلُسيَّة الجديدة بِعين التوجُّس ويتأهَّب لِمُقارعتها، فماكاد ينتهي من إخضاع الثُغُور الشرقيَّة والاستيلاء على مرسية حتَّى عمد إلى مُهاجمة ابن الأحمر، وبعث لِقتاله جيشاً ًقويّاً بِقيادة ولده ألفونسو، واستولى النصارى على حصن أرجونة وعدَّة حُصُونٍ وأماكنَ أُخرى من أملاك أمير غرناطة، ثُمَّ حاصروا غرناطة نفسها سنة 642هـ المُوافقة لِسنة 1244م، ولكنَّهم رُدُّوا عن أسوارها بِخسائرَ فادحة. وفي السنة التالية زحف القشتاليُّون على جيَّان وحاصروها حتَّى كادت تسقط في أيديهم. فلمَّا رأى ابن الأحمر تفوُّق النصارى وعبث المُقاومة آثر مُصانعة ملك قشتالة ومُهادنته، فسار إلى لقائه في مُعسكره وقدَّم إليه طاعته، واتفق على أن يحكم أراضيه باسمه وفي ظلِّه وأن يُؤدِّي لهُ إتاوةً سنويَّةً مئةً وخمسين ألف دينارٍ مُرابطي -وهو مبلغٌ شكَّل أهم مصادر دخل مملكة قشتالة في ذلك الوقت- وأن يُعاونه في حُرُوبه ضدَّ أعدائه فيُقدِّم إليه الجُند أينما طلب منهُ ذلك، وأن يشهد اجتماع مجلس قشتالة (مجلس حكام المقاطعات أو الكورتيز) بِاعتباره من الأُمراء التابعين لِلعرش، وسلَّم إليه جيَّان وأرجونة وبركونة وبيغ ووادي الحجارة وقلعة جابر والفرنتيرة لِعجزه عن الاحتفاظ بها، وفي مُقابل هذا الثمن الفادح عقد فرديناند الثالث صاحب قشتالة السلم مع ابن الأحمر لِمُدَّة عشرين سنة، وأقرَّهُ على ما بقي بِيده من القواعد والحُصُون. وهكذا أمنت غرناطة شرَّ العدوان حتَّى حين، وقبل ابن الأحمر أن يُضحِّي بِاستقلاله السياسي وهيبته الأدبيَّة احتفاظاً بِبلاده، وتطلُّعاً إلى ظُروفٍ أفضل يستطيع فيها النضال والصُمُود، وانصرف إلى تنظيم مملكته وتوطيد حُكمه الداخليّ.

### قيام الدولة المرينيَّة وثورة الأندلُسيين

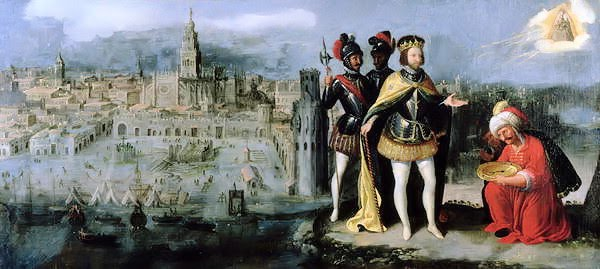
رسمٌ تعبيريّ يُصوِّرُ استسلام المُسلمين الإشبيليين لِلملك فرديناد الثالث. كان سُقُوط إشبيلية أحد العوامل المُؤثِّرة التي حثَّت بني مرين على إعلان الجهاد لِنُصرة الأندلُس، بِالإضافة إلى كثرة استغاثة الأهالي بِأُمراء وحُكَّام المغرب لِانتشالهم ممَّا هُم فيه من ضيق.

خِلال فترة التخبُّط التي أعقبت وفاة ابن هود وقيام مملكة غرناطة كانت أحداث المغرب تمخَّضت عن قيام دولةٍ جديدةٍ فتيَّةٍ هي الدولة المرينيَّة. ولم يلبث المرينيُّون أن هرعوا إلى الأندلُس لِنجدة إخوانهم، وبِخاصَّةٍ بعد مُهاجمة القشتاليين مدينة سلا سنة 660هـ المُوافقة لِسنة 1262م، ونهبها، الأمر الذي دفع أبا يُوسُف يعقوبَ بنَ عبدِ الحق سُلطانَ بني مرين على رفع راية الجهاد نحو الأندلُس. وممَّا ساهم في حث المرينيين على الجوازِ إلى الأندلُس تتابعُ سُقُوط مُدن المُسلمين في المنطقتين الشرقيَّة والوُسطى، ففي 27 رمضان 646هـ المُوافق فيه 23 تشرين الثاني (نوڤمبر) 1248م، سقطت إشبيليّة بِيد النصارى، وتبعتها سائر المُدُن والحُصُون الإسلاميَّة الواقعة فيما بينها وبين مصب نهرِ الوادي الكبير مثل شريش وشذونة وقادس وشلوقة وغليانة وفارو (شنتمرية الغرب) وغيرها، وأخذت رقعة الدولة الإسلاميَّة تنكمش بِسُرعة. اضطرَّ ابن الأحمر -إيفاءً بِاتفاقيته مع ملك قشتالة- إلى بذل ما استطاع من العون الماديّ والأدبيّ لِلاستيلاء على إشبيلية، وتقول بعض الروايات الإسلاميَّة إنَه كان يرمي بِمُعاونة النصارى على هذا النحو إلى الانتقام من أهل إشبيلية لِخذلهم إيَّاه ونُكُولهم عن طاعته. ويبدو أنَّ ابنَ الأحمرِ لم يك يعتزم المضيّ في ذلك المسلك المُهين لهُ ولِلمُسلمين ولتُراثهم، فراودته نفسه بِضرورة كسر الأغلال التي صفَّدته بها مُحالفة النصارى، فلمَّا آنس ازدياد قُوَّته علت صرخته واستنجد بِالسُلطان المريني. والحقيقة إنَّ رسائل الأندلُسيين كانت تتواتر وتتتابع إلى أُمراء المغرب وأكابرهم تستنصرهم ممَّا تكابدهُ من عدوان الممالك المسيحيَّة، وكان عُلماء المغرب وخُطباؤها وشُعراؤها يبُثُّون دعوة الغوث والإنجاد، ومن ذلك قصيدةً مُؤثِّرةً وضعها أبو الحكم مالك بن المُرحَّل السبتي، وقُرئت في جامع القرويين بِفاس -عاصمة بني مرين- في أحد أيَّام الجُمُعة سنة 662هـ بعد الصلاة، وممَّا ورد فيها:

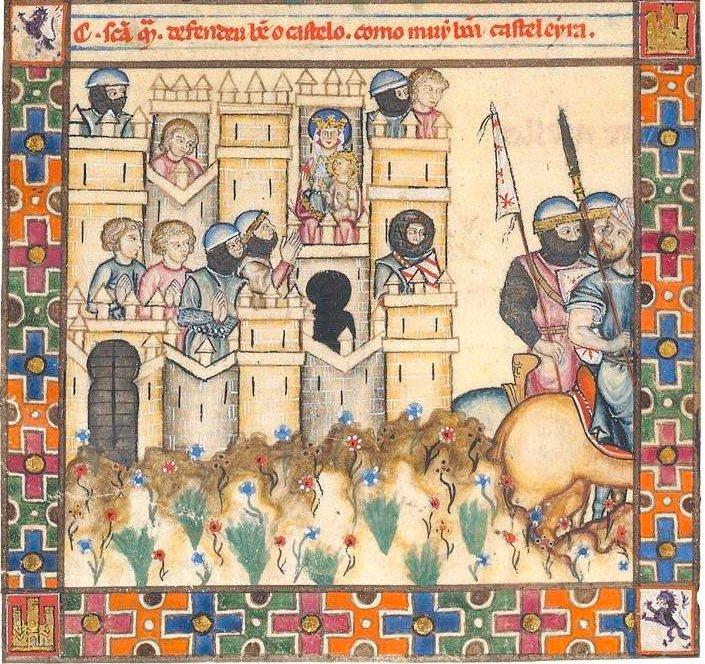
المُسلمون يُحاصرون قلعةً مسيحيَّةً أثناء ثورة المُدجَّنين. تذكر مخطوطة "كانتيجاس دي سانتا ماريَّا" أنَّ الغرناطيُّين تراجعوا عن الحصار بعدما رفعت الحامية تمثالاً لِلسيِّدة مريم العذراء على الأسوار (يظهر التمثال في الوسط تقريباً).

أمام هذا الواقع جهَّز السُلطان المريني حملةً عسكريَّةً قوامها ثلاثة آلاف مُقاتلٍ بِقيادة أبي معروف مُحمَّد بن إدريس بن عبد الحق المريني وأخيه عامر عبرت إلى الأندلُس سنة 661هـ المُوافقة لِسنة 1263م، فتقوَّى بها مُحمَّدُ بنُ الأحمر، واستطاع بِمُساعدتها أن يُجبر ألفونسو العاشر صاحب قشتالة على فكِّ الحصار الذي ضربهُ على غرناطة بعدما كان فاتحَ المُسلمين بِالعدوان، كما تمكَّن من أن يستردَّ بِواسطتهم مدينة شريش من أيدي النصارى، ولو إلى حين. خشي ألفونسو العاشر من صحوة المُسلمين وتدفُّق المُتطوعين المُجاهدين إلى الأندلُس الأمر الذي يُؤثِّرُ سلباً على خططه، فضاعف ضغطه على المُدُن الأندلُسيَّة الباقية ونجح في انتزاع إستجَّة حيثُ تنازل لهُ صاحبها، ابن يُونُس، عنها صيفَ سنة 662هـ المُوافقة لِسنة 1264م، وظهرت نيَّته واضحةً في الانقضاض على بقيَّة المُدُن والثُغُور، فاشتدَّ الخوف في سائر الأنحاء. استأنف الأندلُسيُّون رسائل الاستنجاد إلى أُمراء المغرب للمُبادرة لإمدادهم غير أنَّ المرينيين انشغلوا عن تلبية النداء ما دفع مُحمَّد بن الأحمر إلى استعمال ورقة المُسلمين المُدجَّنين واستغلال ثورتهم كعامل ضغطٍ ضدَّ ألفونسو العاشر. والمُدجَّنون هُم المُسلمون الذين بقوا تحت حكم الممالك المسيحيَّة بعد سقوط مُدُنهم وقُراهم بأيدي النصارى، وقد آثروا البقاء بسببٍ أُسري، أو لِظُروفٍ اقتصاديَّةٍ أو اجتماعيَّة. [ومعظمهم من أهل البلاد الأصليين أي من أصولٍ غير عربيةٍ أو أمازيغيّةٍ (أو أحد أبوين على الأقل) وقد شهدت الأندلس ثوراتٍ عديدةً من قبلهم على حكامهم الجدد بسبب الفارق في السوية الحضارية والثقافية، والاضطهاد الذي مارسه أولئك الحكام عليهم، غالباً لفرض أحكامٍ جائرةٍ وتقييد حرياتهم، وهم على الأعم يتقنون اللغات المحلية الدارجة أكثر من العربية التي أضحت ذلك الوقت لغة المثقفين فقط، كما حُظرت كلغةٍ رسميةٍ للحكم والقضاء والدواوين في الممالك المسيحية الأندلسية]. تعرَّض الملك القشتالي لِثورةٍ شعبيَّةٍ عارمةٍ (ثورة المدجنين (1264-1266)) في جميع مُدن الأندلُس الواقعة تحت سيطرته سنة 663هـ المُوافقة لِسنة 1265م، واستولى الثائرون على عددٍ من المُدُن منها شريش وطريانة ولبلة ووادي آنة وشذونة ولوشة وبقيرة وقورية وغيرها، كما حاصر سُكَّان إشبيلية مقرَّ ألفونسو العاشر فيها [كانت إشبيلية منذ احتلالها (1248م) غدت عاصمة قشتالة]، لكنَّهُ تمكَّن من الفرار وغادر المدينة.
نتيجة استفحال الثورة استنجد ألفونسو العاشر بالبابا كليمنت الرابع، وطلب منهُ العمل على حثِّ نصارى أوروپَّا بِتقديم مُساعداتٍ عاجلةٍ لِإنقاذ قشتالة، كما استعان بِالمُنظمات الدينيَّة العسكريَّة، وبِخاصَّةٍ فُرسان قلعة رباح، واتصل بِبعض المُتمرِّدين في غرناطة ومنهم بنو أشقيلولة بِمالقة ووادي آش، وشجَّعهم على الثورة على مُحمَّدِ بنِ الأحمر مع تقديم المُساعدة لهم، فاستجابوا لِه وشاركوه في حصار غرناطة بعدما تمكَّن من إخماد الثورة سنة 664هـ المُوافقة لِسنة 1265م. ومن المعروف أنَّ بني أشقيلولة، أصهار ابن الأحمر، كانوا أوَّل أمره حُلفاءَه، ثُمَّ انقلبوا عليه بِسبب مُنازعاتٍ على الحُكم. وهكذا فُوجئ مُحمَّد بن الأحمر بِالثورة عليه انطلاقاً من مالقة في الوقت الذي يستعد فيه لِصد هجمات القشتاليين المُحاصرين لِغرناطة، وراح يترنَّح تحت ضربات هؤلاء وهؤلاء في ظلِّ إحجام المرينيين عن تقديم مُساعدةٍ عاجلة، فأدرك عندئذٍ عدم قُدرته على صدِّ العدوان القشتالي وعدم تمكُّنه من إخماد ثورة بني أشقيلولة، فجنح إلى السلم وسعى لمُهادنة ألفونسو العاشر بالتنازل لهُ عن عددٍ كبيرٍ آخر من المُدن والحُصُون الأندلُسيَّة الهامَّة، منها شريش والقُليعة وغيرها. وهكذا فقدت الأندلُس مرَّة أُخرى عديداً مما تبقَّى من مُدنها وحُصُونها. وتعرَّض أميرُ غرناطة لِثورةٍ أُخرى قام بها أصهاره بنو أشقيلولة سنة 665هـ المُوافقة لِسنة 1267م بعد فشله في إيجاد حُلُولٍ مُلائمةٍ معهم بِشأن النزاع على حاكميَّة مالقة، فحاصر المدينة مرَّتين ولم يتمكَّن منها، وفي تلك الآونة عاود النصارى التحرُّك والتحرُّش بِالمملكة الإسلاميَّة حين هاجم ملك قشتالة الجزيرة الخضراء وعاث في أرباضها فساداً مما دفع الأمير المُسلم إلى التفاهم مع بني أشقيلولة وإقرار صهره أبا مُحمَّد على حُكم مالقة، والتماس المُساعدة من السُلطان المريني أبي يُوسُف يعقوب. ولكنَّ ابن الأحمر لم يعش لِيرى نتيجة هذه الدعوة إذ تُوفي بعد ذلك بِقليلٍ في 29 جُمادى الآخرة 671هـ المُوافق فيه 20 كانون الثاني (يناير) 1273م.

### الحملات المرينيَّة لِإنقاذ الأندلُس
كان مُحمَّد بن يُوسُف قد عهد إلى ابنه، أبي عبد الله مُحمَّد بن مُحمَّد بن يُوسُف، بِولاية العهد، فلمَّا تُوفي حلَّ مكانه في إمارة المُسلمين، وهذا الرجل هو الذي وضع أُسس الدولة النصريَّة، ورتَّب رُسُوم المُلك، ووضع ألقاب خدمتها، ونظَّم دواوينها وجبايتها، فخلع عليها صفة المُلُوكيَّة. لُقِّب مُحمَّد الثاني بالـ«فقيه» لِعلمه وتقواه، وتمتع بِصفاتٍ حسنةٍ من قُوَّة العزم وبُعد الهمَّة وسِعة الأُفق والبراعة السياسيَّة، فقد تقلَّب في سياسته بين الممالك المسيحيَّة والدولة المرينيَّة من أجل الحفاظ على سيادته وسلامة أراضه، وكان عالماً يقرصُ الشعر ويُؤثر مجالسة العُلماء والأُدباء، وفي عهده انهارت الدولة المُوحديَّة تماماً واستتب الأمر لِبني مرين في المغرب.

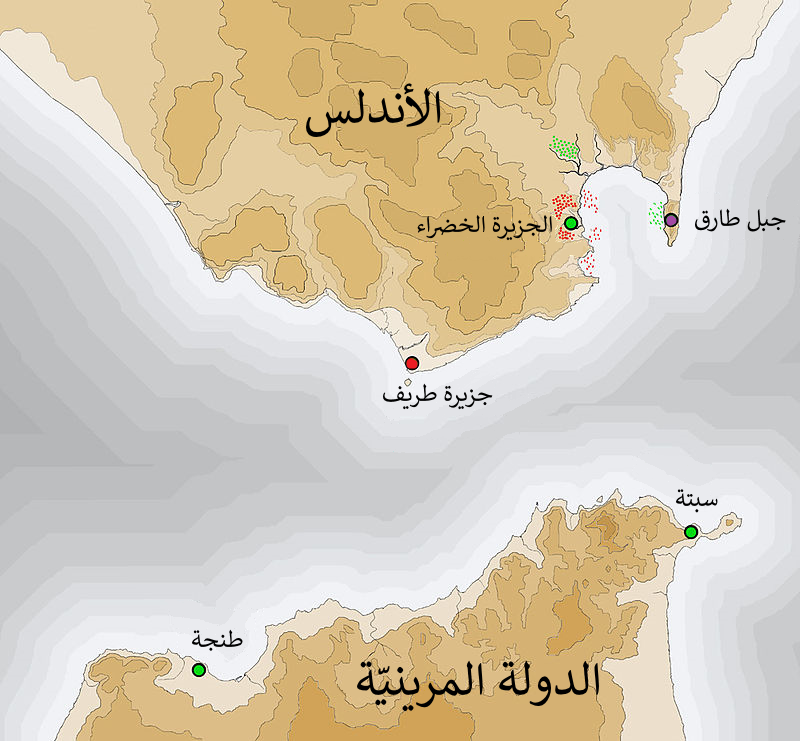
المرافئ الرئيسيَّة في مضيق جبل طارق التي تحكَّمت بِالعُبُور من المغرب إلى الأندلُس زمن قيام الدولة المرينيَّة ونشاطها الجهادي في الأندلُس. النقاط بحسب السيطرة السياسيَّة: ، ، و.

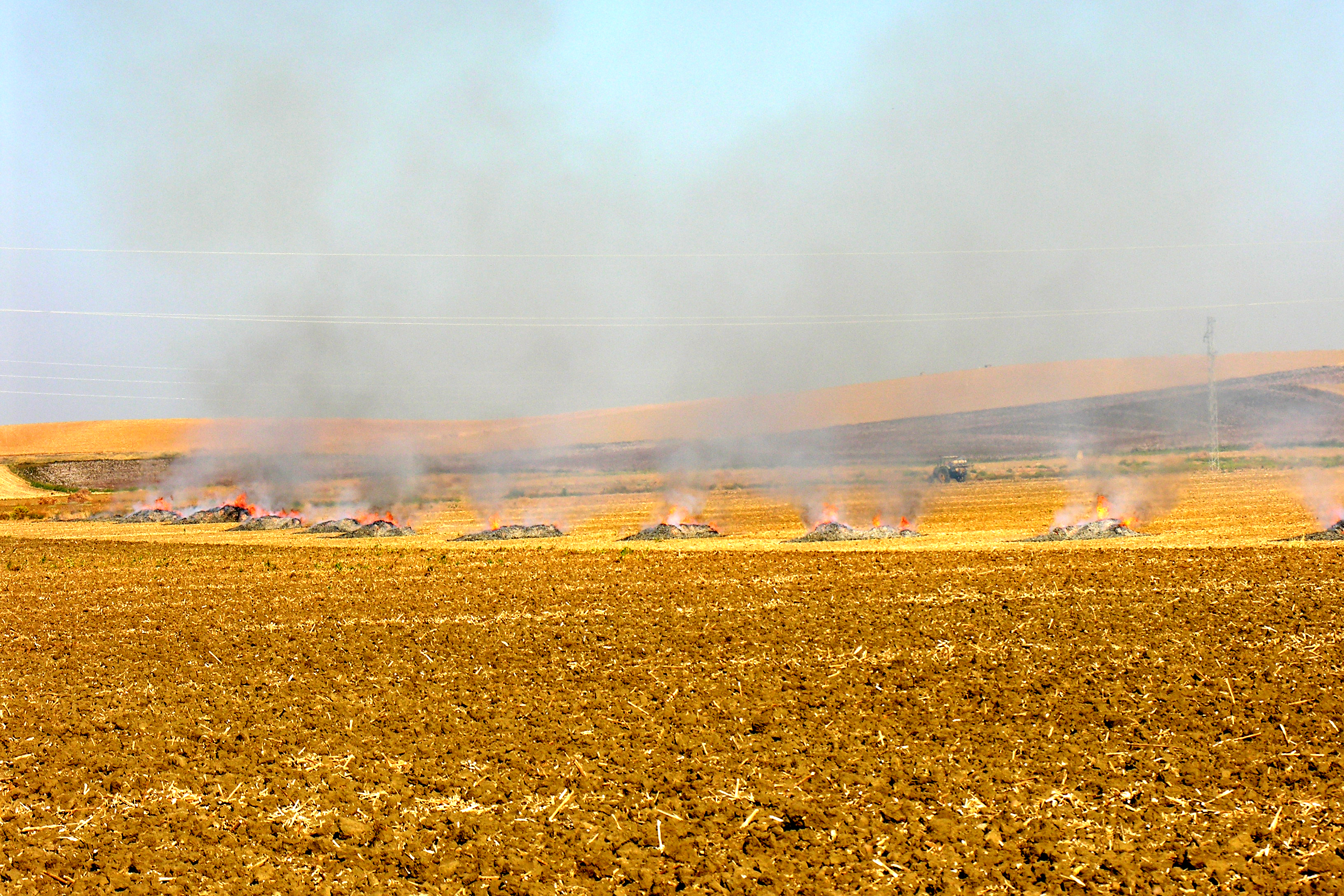
الحُقُول في ظاهر إشبيليّة حيثُ دارت المعركة بين المُسلمين تحت راية المرينيين، والقشتاليين، وانتصر فيها المُسلمون نصراً كبيراً.

أرسل مُحمَّد الفقيه، عقب ولايته بِقليل، وفداً من أكابر الأندلُس إلى السُلطان المريني أبو يُوسُف يعقوب بن عبد الحق، يحملُ رسالة استغاثةٍ مُؤثِّرة، فشرحوا لهُ حال الأندلُس من الضعف ونقص الأهبة، وتداعي الأعداء عليها، واستصرخوه لِلغوث والجهاد، وممَّا جاء في رسالة مُحمَّد الفقيه إلى أبي يُوسُف بعد الديباجة:
«تَطَوَّلَ عَلَينَا بِمَعلُومِ حِدِّك وَمَشهُودِ جِدِّك، قَد جَعَلَكَ الله رَحمَةً تُحيي عَيشَهَا بِجُيُوِشكَ السَّريعَة، وَخَلَّفَكَ سُلَّمًا إلى الخَيرِ وَذَرِيعَة، فَقَد تَطَاوَلَ العَدُوُّ النَّصرَانِيُّ عَلَى الإِسلَامِ، واهتُضِمَ جَنَاحَهُ كُلَّ الاهتِضَامِ، وَقَد استَخلَصَ قَوَاعِدُهَا وَمَزَّقَ بُلدَانُهَا، وَقَتَلَ رِجَالَهَا وَسَبَى ذَرَارِيهَا وَنِسَاءَهَا، وَغَنِمَ أَموَالَهَا. وَقَد جَاءَ بِإِبرَاقِهِ وَإِرعَادِهِ وَعَدَدهِ وَإِيعَادِه، وَطَلَبَ مِنَّا أَن نُسَلِّمَ لَهُ مَا بَقِيَ بِأَيدِينَا مِنَ المَنَابِرِ وَالصَّوَامِعِ وَالمَحَارِيبِ وَالجَوَامِعِ، لِيُقيمَ بِهَا الصُّلبَان، وَيُثبِّت بِها الأَقِسَّةُ وَالرُّهبَان. وَقَد وطَّأ الله لَكَ مُلكًا عَظِيمًا شَكَرَكَ الله عَلَى جِهَادِكَ فِي سَبِيلِه، وَقِيَامِكَ بِحَقَّهِ وَإِجهَادِكَ فِي نَصرِ دِينِهِ وَتَكمِيلِهِ، وَلَدَيكَ مِن نِيَّةِ الخَيرِ، فَابعَث بِاعِثَ بَعثِكَ إِلَى نَصرِ مَنَارِه، وَاقتِبَاسِ نُورِهِ، وَعِندَكَ مِن جُنُودِ الله مَن يَشتَرِيَ الجَنَّاتَ بِنفسِهِ. فَإِن شِئتَ الدُّنيَا فَالأَندَلُسِ قُطُوفُهَا دَانِيَة، وَجَنَّاتُهَا عَالِيَة، وَإِن أَرَدّتَ الآخِرَة بِهَا جِهَادٌ لَا يَفتَر، وَهَذِهِ الجَنَّة أَدخَرَهَا الله لِظِلَالِ سُيُوفِكُم، وَاحتِمَالِ مَعرُوفِكُم، وَنَحنُ نَستَعِينُ بِالله العَظِيمِ وَبِمَلَائِكَتِهِ المُسَوِّمِين، ثُمَّ بِكُم عَلَى الكَافِرِين. فَقَد قَالَ تَعَالَىٰ وَهُوَ أَصدَقُ القَائِلِين: ﴿قَاتِلُوهُمْ يُعَذِّبْهُمُ اللَّهُ بِأَيْدِيكُمْ وَيُخْزِهِمْ وَيَنصُرْكُمْ عَلَيْهِمْ وَيَشْفِ صُدُورَ قَوْمٍ مُّؤْمِنِينَ﴾». وافق السُلطان المريني على طلب الأندلُسيين ووعد مُحمَّداً الفقيه بِالعُبُور إلى الأندلُس، لكنَّهُ اشترط عليه أن يتنازل لهُ عن بعض الثُغُور الساحليَّة لِتنزل بها جُنُوده، فتنازل لهُ عن رندة وجزيرة طريف والجزيرة الخضراء، فكان الأمر كما حصل قبل نحو قرنين من الزمن عندما عبر أمير المُرابطين يُوسُف بن تاشفين إلى الأندلُس. وبعد أن هيَّأت التطوُّرات الداخليَّة في المغرب، من واقع وضع حد لِأطماع بني عبد الواد في تلمسان، أضحى بِإمكان أبي يُوسُف يعقوب بن عبد الحق التفرُّغ لِلجهاد في الأندلُس، فخرج من فاس سنة 673هـ المُوافقة لِسنة 1275م، وأرسل ابنه أبا زيَّان كطليعةٍ إلى الأندلُس على رأس قُوَّةٍ قوامها خمسة آلاف مُقاتل، فعبر البحر ونزل بِثغر طريف في شهر ذي الحجَّة المُوافق فيه شهر حُزيران (يونيو)، وتوغَّل في أراضي قشتالة حتَّى مدينة شريش، فعاث فيها وعاد إلى ثغر الجزيرة الخضراء فنزل فيها وانتظر عُبُور والده. وكان أبو يُوسُف يعقوب بن عبد الحق قد انتهى من استعداداته، فعبر إلى الأندلُس في صفر 674هـ المُوافق فيه آب (أغسطس) 1275م على رأس جيشٍ كثيفٍ ونزل في جزيرة طريف، فهرع مُحمَّد الفقيه إلى لقائه وانضمَّ إليه مع قُوَّاته، وكذلك فعل صهره مُحمَّد بن أشقيلولة الذي يبدو أنَّهُ أراد أن يستغل القُوَّة المرينيَّة لِإزاحة مُحمَّد الفقيه عن حاكميَّة غرناطة والحُلُول مكانه، ورُبما صدرت من ابن أشقيلولة في حق ابن الأحمر جفوة بِمحضر السُلطان يعقوب الأمر الذي أثار حفيظة العاهل الغرناطي، فارتدَّ إلى غرناطة وهو حذر.
وسار السُلطان المريني بِجيش المُسلمين إلى بسائط الفرنتيرة، فعاث فيها ثُمَّ توغَّل في أراضي قشتالة ووصل إلى حصن المُقوَّرة وأُبَّدة على مقرُبةٍ من شرقيّ قُرطُبة، فهبَّ القشتاليُّون لِلدفاع عن أراضيهم، وخرجوا في جيشٍ ضخمٍ بِقيادة الدون «نونيو گونزالس دي لارا» (بالإسبانية: Nuño González de Lara)‏، صهر الملك ألفونسو العاشر. وعندما علم السُلطان أبو يُوسُف بِذلك ارتدَّ إلى إستجَّة، ونشبت المعركة بين الطرفين في ظاهرها يوم السبت 15 ربيع الأوَّل 674هـ المُوافق فيه 8 أيلول (سپتمبر) 1275م، وأسفرت عن انتصار المُسلمين، وتكبَّد الجيش القشتالي كثيراً من القتلى كان من بينهم نونيو گونزالس دي لارا نفسه، وأرسل أبو يُوسُف يعقوب بِرأسه إلى مُحمَّدٍ الفقيه، فأرسله هذا الأخير إلى ألفونسو العاشر لِيتقرَّب منه ويستعين به ضدَّ السُلطان المريني، وقد ندم على استدعائه إلى الأندلُس. وقارن المُؤرخون المُسلمون هذه المعركة بِمعركتيّ الزلَّاقة (1086م) والأرك (1195م) بِفعل أنَّ الانتصار ثبَّت أقدام المُسلمين في الأندلُس بعد أن اهتزَّت، وأوقف اعتداءات النصارى، ولو إلى حين، كما كان أوَّل انتصارٍ باهرٍ يُحققه المُسلمون على النصارى مُنذُ معركة العُقاب (1212م). وفي 1 جُمادى الأولى المُوافق فيه 23 تشرين الأوَّل (أكتوبر)، خرج أبو يُوسُف غازياً من جديد، فتوغَّل في أراضي قشتالة حتَّى وصل إشبيلية فدمَّر أحوازها ولم يتمكَّن سُكَّانها من فعل شيء، ثُمَّ ارتحل المرينيُّون إلى مدينة شريش، فنالها ما نال إشبيلية من تدمير حتَّى خرج الرُهبان مُتوسلين سُلطان المُسلمين أن يكُفَّ عنهم، فقبل رجاءهم، ثُمَّ ارتحل عنهم مُحمَّلاً بِالغنائم والسبي، فمكث في الجزيرة الخضراء بِضعة أسابيع وعاد إلى المغرب في 30 رجب 674هـ المُوافق فيه 19 كانون الثاني (يناير) 1276م، وترك في الأندلُس قُوَّةً عسكريَّةً قوامها ثلاثة آلاف مُقاتل لِمُساعدة الأندلُسيين على ردِّ اعتداءات النصارى. والواقع إنَّ غزوات أبي يُوسُف يعقوب ضدَّ القشتاليين لم يكن لها من أثرٍ على وضع الطرفين المُتقاتلين، كما لم تُغيِّر من وضع الأراضي، ولم تكن سوى مُظاهرةٍ عسكريَّةٍ لِعرض القوَّة، كما أنَّ مُحمَّداً الفقيه ارتاب في نوايا السُلطان المريني، وبِخاصَّةٍ بعدما قرَّب إليه بني أشقيلولة وغيرهم من الثائرين على حُكمه، ومثِّل بِذهنه مصير مُلُوك الطوائف عندما قضى عليهم يُوسُفُ بن تاشفين بعد أن عبر لِإنجاد الأندلُس، فأرسل إلى أبي يُوسُف يعقوب يُعاتبه على تصرُّفه في حقِّه ويلتمس منه في الوقت نفسه المُساعدة على رد اعتداءات القشتاليين ضدَّ غرناطة، وطلب منه الصفح والعفو عمَّا بدر منه.

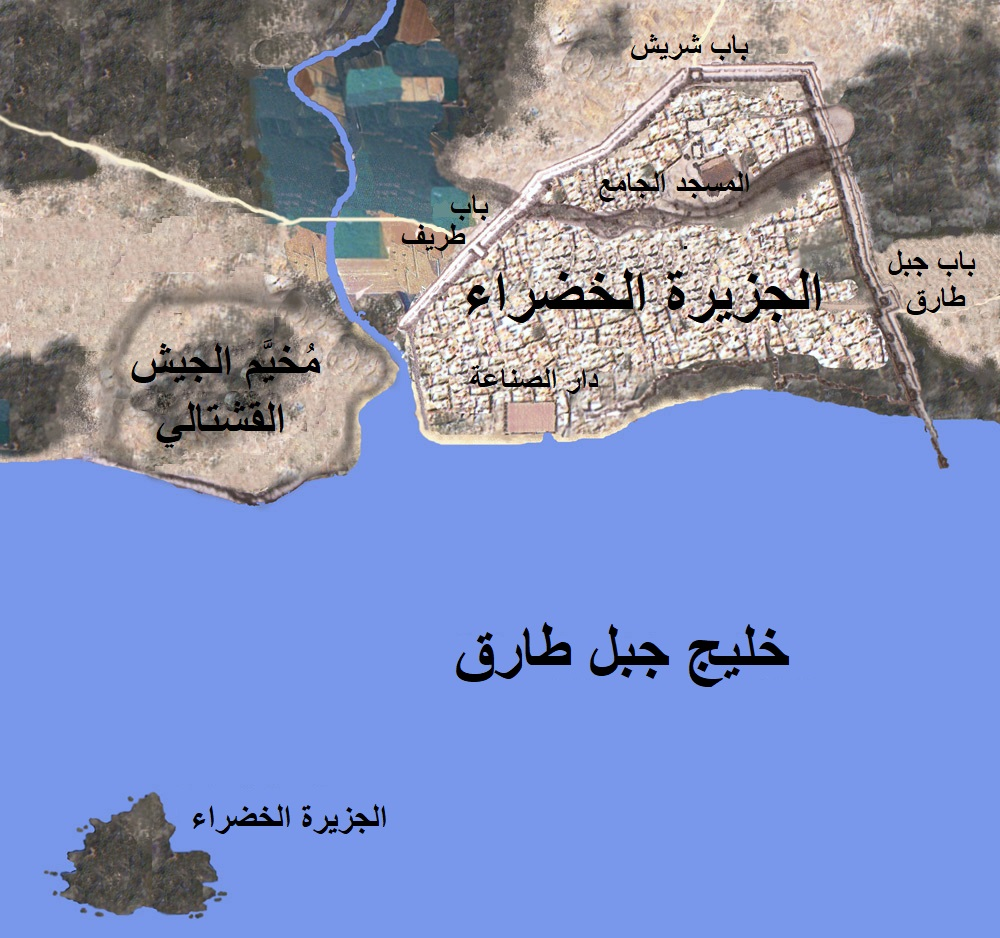
خريطة ساتليَّة للجزيرة الخضراء زمن قيام المرينيين لِنجدة الأندلُس، ويظهر فيها أيضًا موقع مُخيَّم الجيش القشتالي الذي أرسلهُ ألفونسو العاشر لِلحيلولة دون نُزُول الميرنيين.

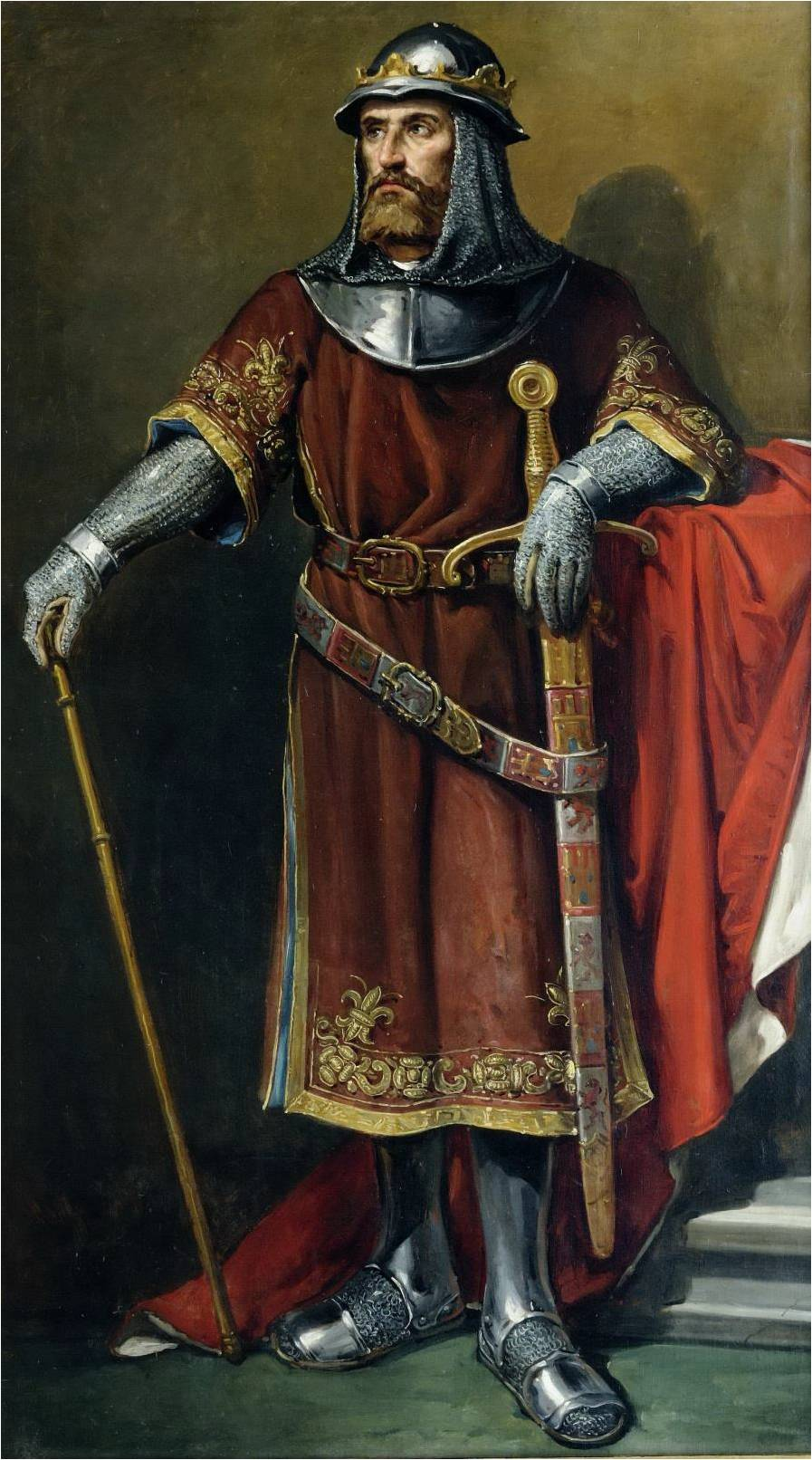
شانجة بن ألفونسو ملك قشتالة.

ردَّ أبو يُوسُف يعقوب على رسالة مُحمَّدٍ الفقيه بِرسالةٍ تتضمَّن استعداده لِلعودة إلى الأندلُس. وفعلاً خرج من عاصمته وعبر المضيق لِلمرَّة الثانية في 28 مُحرَّم 676هـ المُوافق فيه 26 حُزيران (يونيو) 1277م، وانضمَّ إليه أبناء أشقيلولة، فسار معهم لِغزو إشبيلية، فتوغلوا في أراضيها ووصلوا إلى أحوازها، فتصدَّى لهم ألفونسو العاشر. وجرى قتالٌ بين الطرفين على ضفَّة الوادي الكبير، أسفر عن انتصارٍ واضحٍ لِلمُسلمين. ثُمَّ ارتحل هؤلاء نحو الشرق وأرسلوا السرايا تغزو مُختلف النواحي وخرَّبوا حُصُوناً كثيرةً لِلقشتاليين. وحدث في غُضُون ذلك أن تُوفي أبو مُحمَّد بن أشقيلولة صاحب مالقة، وخلفه ابنه مُحمَّد، فسار على نهج أبيه في التقرُّب من المرينيين، فاجتمع بِالسُلطان المريني وتنازل لهُ عن مدينته، الأمر الذي زاد من مخاوف أمير غرناطة من تملُّك المرينيين لِلأندلُس كما تملَّكها المُرابطون من قبل، لا سيَّما وأنَّهُ كان يتطلَّع إلى ضم مالقة إلى مملكته بعد وفاة صاحبها أبي مُحمَّدٍ زوج أُخته. عمد الأمير الغرناطي إلى الحيلة والدهاء في سبيل انتزاع المدينة سالِفة الذِكر من المرينيين، فاتصل بواليها عُمر بن يحيى المُحلَّى واستماله وفاوضه على تسليمها إليه مُقابل خمسين ألف دينار، وتعويضه بِالمنكَّب وشلوبانية وهُما ثغران صغيران يقعان جنوبي غرناطة، فوافقه على ذلك. ولم يكتفِ مُحمَّد الفقيه بِذلك، بل ارتمى في أحضان ألفونسو العاشر ملك قشتالة، وارتبط معهُ بِمُعاهدة ولاءٍ لِدفع بني مرين عن مملكة غرناطة، ودعا الأمير يغمراسن بن زيَّان أمير تلمسان وخصم السُلطان المريني إلى الدُخُول في هذا الحلف. جاء ردُّ أبي يُوسُف يعقوب سريعاً ضدَّ هذا التحالف المُوجَّه ضدَّه، وبدأ في الاستعداد لِلعودة إلى الأندلُس، وعندما علم ألفونسو العاشر بِذلك أرسل أُسطُوله البحري فرابط في شرقيّ مضيق جبل طارق لِمنع وُصُول الإمدادات من المغرب إلى الأندلُس، فماكان من السُلطان المريني إلَّا أن استنفر المُدن البحريَّة بِالمغرب لِإعداد أساطيلَ لِلمُسلمين، ثُمَّ أبحر إلى الأندلُس وهزم السُفن القشتاليَّة هزيمةً كبيرةً وقتل منهم مقتلةً عظيمةً، وغنم منهم الكثير من الغنائم وأنزل جُنُوده في الجزيرة الخضراء واستعادها من أيدي القشتاليين الذين كانوا قد استولوا عليها لِصد المرينيين.
وتعرَّض المُجتمع القشتالي بُعيد ذلك لِحربٍ أهليَّةٍ، إذ ثار النُبلاء على ملكهم ألفونسو بِفعل مُحاولته القضاء على امتيازاتهم، كما ثار عليه ابنه شانجة (سانشو) طمعاً في انتزاع العرش منه، وقد خسر ألفونسو العاشر عرشه في هذا الصراع الذي دام عامين، فاستغاث بِالسُلطان يعقوب الذي استجاب لِطلبه، ونهض لِاغتنام تلك الفُرصة لِمُواصلة الجهاد وتصفية الحساب مع مُحمَّدٍ الفقيه بِشأن السيطرة على مالقة، فعبر إلى الأندلُس لِلمرَّة الثالثة في شهر ربيعٍ الآخر 681هـ المُوافق فيه شهر تمُّوز (يوليو) 1282م، فنازل السُّلطانُ قُرطُبة وغزا نواحيها، وبثَّ السَّرايا في أرجائها، وفعل مثل ذلك بِطُليطلة، حتى وصل حصن مجريط، وعاد لِامتلاء أيدي المُسلمين بِالغنائم وضيق مُعسكرهم بها. التفت أبو يُوسُف يعقوب بعد ذلك إلى انتزاع مالقة من يد مُحمَّدٍ الفقيه وتأديبه، فسار إليها على رأس جيشٍ كبيرٍ وأخضع الحُصُون التابعة لها. وجرت حول المدينة حربٌ شديدةٌ، وحوصرت نحو خمسين يوماً دون أن تسقط، ولمَّا رفض شانجة ملك قشتالة مُساعدة الأمير الغرناطي مال مُحمَّد الفقيه إلى التفاهم مع السُلطان المريني الذي خاف بدوره عاقبة التحالُفات المُتداخلة على أوضاع المُسلمين في الأندلُس، فمال إلى التفاهم أيضاً. وبعد أن عَقَد السُلطان يعقوب الصُّلح مع ابن الأحمر أرسل السَّرايا من الجزيرة الخضراء في العام الذي يليه، فأوغلوا وأثخنُوا، ثم غزا قُرطُبة وطُليطلة بنفسه، فافتتح عدَّة حُصُونٍ وأثخن في نواحيهما، وغزا ألبرت وأُبَّدة وبيَّاسة، وعاد إلى الجزيرة الخضراء مُحمَّلاً بِغنائمَ لاتُحصى، ثُمَّ عبر البحر إلى المغرب. وفي مطلع سنة 683هـ المُوافقة لِسنة 1284م، تُوفي ألفونسو العاشر، وصفا المُلك لِابنه شانجة، فعبر السُلطان المريني إلى الأندلُس لِلمرَّة الرابعة، يوم 5 صفر 684هـ المُوافق فيه 12 نيسان (أبريل) 1285م، وقام بِاجتياحٍ واسعٍ لِأراضي قشتالة وأنهك الجُيُوش المسيحيَّة إنهاكاً كبيراً. وسُرَّ مُحمَّد الفقيه لِهذا الاجتياح الواسع، وأرسل قُوَّةً عسكريَّةً اشتركت في العمليَّات على الأرض. كما تدخَّل الأُسطُول المريني في الحرب حيثُ طارد الأُسطُول القشتالي في مياه المضيق. أثارت هذه الحملة الكبيرة مخاوف الملك شانجة الذي رأى عُقم المُقاومة، فجنح إلى السلم وصالح المُسلمين على شُرُوطٍ مُغريةٍ، كما اتفق السُلطان المريني مع الأمير الغرناطي على ألا يتدخَّل في شُؤونه الداخليَّة، على أن تبقى قُوَّة عسكريَّة مرينيَّة في غرناطة بِصُورةٍ دائمةٍ لِلدفاع عنها. وبعد أن رتَّب أوضاع الأندلُس عاد أبو يُوسُف يعقوب إلى الجزيرة الخضراء ثُمَّ إلى المغرب حيثُ أدركه المرض، وتُوفي في مُحرَّم سنة 685هـ المُوافق فيه شهر آذار (مارس) 1286م، بعد حياةٍ حافلةٍ بِالجهاد في المغرب والأندلُس.

### انهيار العلاقة مع المرينيين وقيام الاضطرابات في الأندلُس

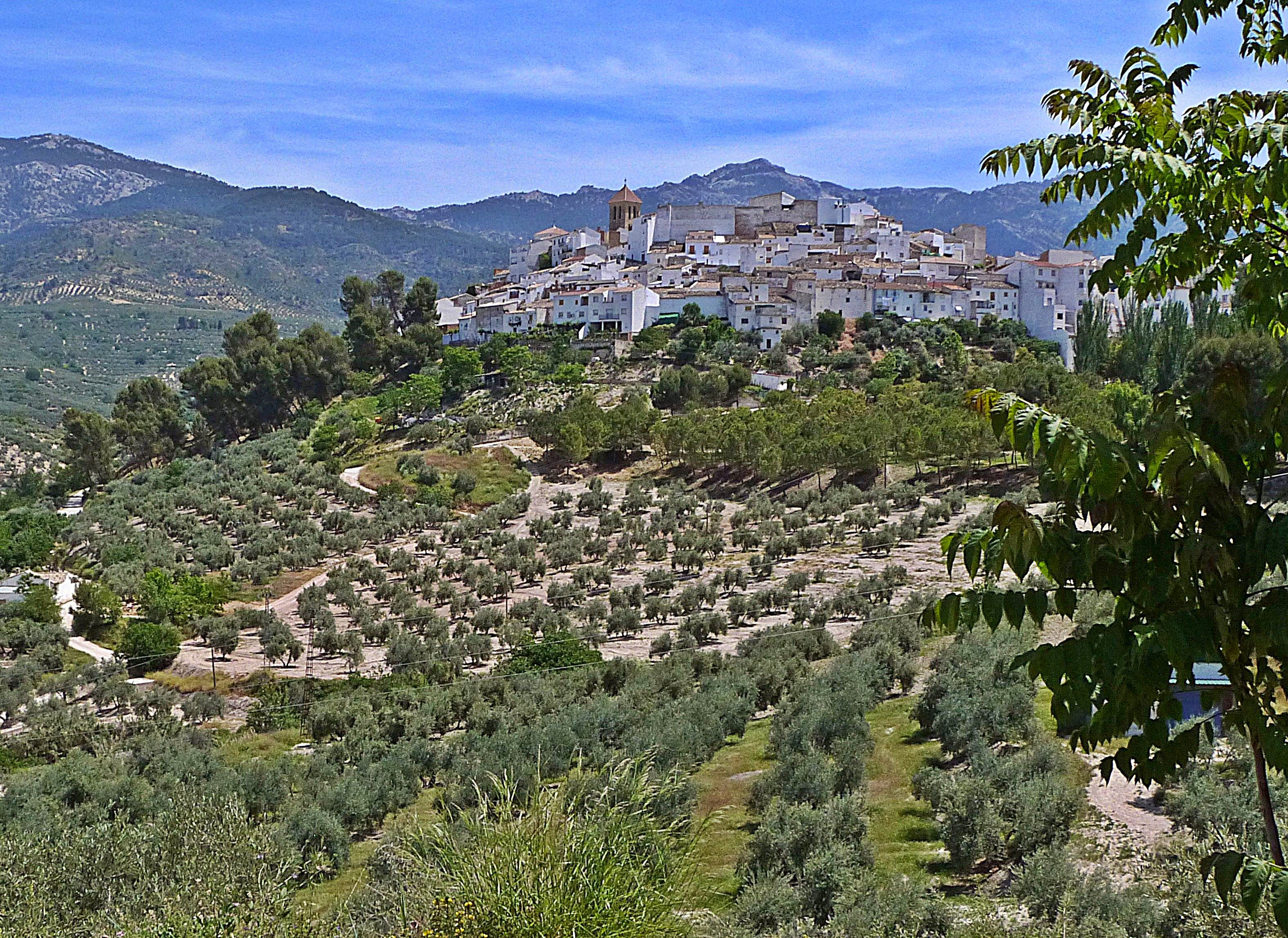
قيجاطة، استردَّها مُحمَّد الفقيه لِلمُسلمين سنة 1295م، فكانت إحدى مكاسب مملكة غرناطة أثناء عهده.

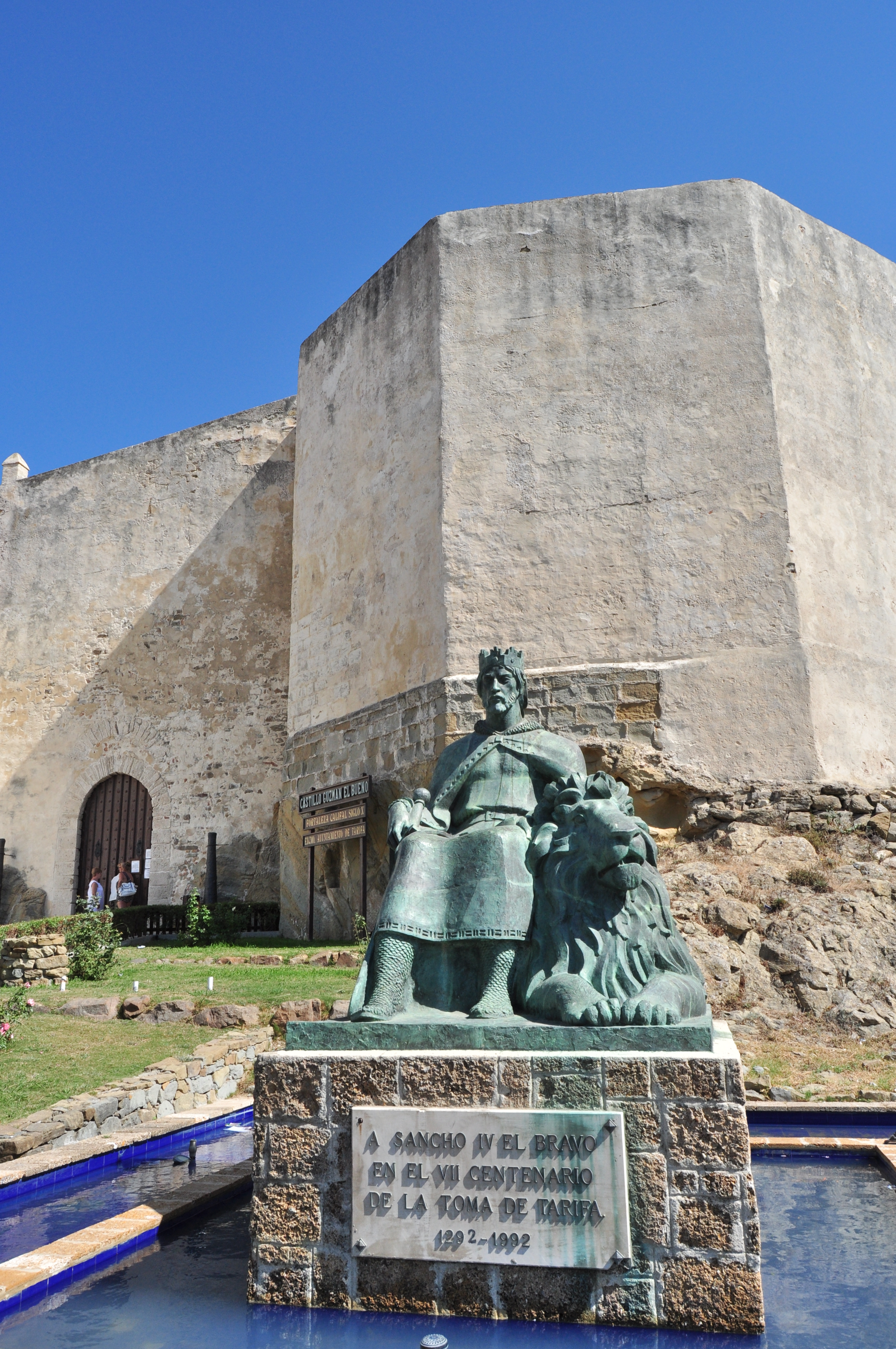
أسوار مدينة طريف التي أخذها شانجة ملك قشتالة (تمثاله في مُقدِّمة الصُورة) من المُسلمين بِطريق الخداع، فاحتفظ بها لِنفسه بعد أن وعد مُحمَّد الفقيه بِتسليمه إيَّاها.

خلف أبا يُوسُف يعقوب بن عبد الحق ابنه أبو يعقوب يُوسُف الناصر. وفي بداية عهده استمرَّت علاقته بِمُحمَّد الفقيه جيِّدة، وازدادت وُثُوقًا عندما تنازل لهُ عن وادي آش والأراضي التي كانت تحت حُكم بني مرين في الأندلُس، باستثناء الجزيرة الخضراء وطريف ورندة، وأرسل إليه شانجة ملك قشتالة وفدًا جدَّد اتفاق الصُلح الذي عقده مع والده. وفي سنة 690هـ المُوافقة لِسنة 1291م، نقض شانجة مُعاهدة الصُلح في ظُرُوفٍ غامضةٍ وهاجم ثُغُور مملكة غرناطة، فاضطرَّ أبو يعقوب يُوسُف أن يتدخَّل في شُؤون الأندلُس، وأرسل إليها الجُند والمُجاهدين، فردَّ الملك القشتالي بِأن أرسل أُسطُوله البحريّ إلى مياه المضيق لِقطع الطريق البحري بين العدوتين، فأرسل السُلطان المريني بِدوره أُسطُوله واشتبك مع القشتاليين، غير أنَّهُ تعرَّض لِلهزيمة، فأرسل أُسطُولًا آخر، وكان الأُسطُول القشتالي قد تعرَّض لِلإنهاك بِفعل المعركة البحريَّة، فآثر الانسحاب من مياه المضيق. وسُرعان ما عبر أبو يعقوب يُوسُف إلى الأندلُس وتوغَّل بِجيشه حتى أحواز إشبيلية، فعاث فيها ثُمَّ عاد إلى المغرب. توجَّس شانجة ملك قشتالة خيفةً من مشروعات السُلطان المريني، وحتَّى يُضعف موقفه ويحول دون اتحاد المُسلمين سعى إلى التفاهم مع مُحمَّدٍ الفقيه، فخوَّفه من ضياع مُلكه على يد المرينيين، واتَّفق معهُ على استعادة ثغر طريف على أن يكون من نصيب مملكة غرناطة، على أن تتنازل الأخيرة لِمملكة قشتالة عن 6 حُصُونٍ حُدوديَّة. نُفِّذت الخطَّة المُتفق عليها خِلال شهر رجب سنة 691هـ المُوافق فيه شهر حُزيران (يونيو) 1292م، فسقطت طريف في يد القشتاليين بعد أربعة أشهُرٍ من الحصار، ولمَّا طالب بها أمير غرناطة، رفض الملكُ القشتاليُّ تسليمها، واحتفظ بها لِنفسه، فأدرك مُحمَّد الفقيه عندئذٍ فداحة ما ارتكبه من خطأ حين وثق بِشانجة وعادى أبا يعقوب يُوسُف، فعبر البحر إلى المغرب سنة 692هـ المُوافقة لِسنة 1293م، واجتمع بالسُلطان المريني في مدينة طنجة واعتذر لهُ عمَّا سلف، وتنازل لهُ عن الجزيرة الخضراء ورندة وعددٍ من الحُصُون التي كانت في السابق تحت حُكم المرينيين. وعاد مُحمَّد الفقيه إلى بلاده بِرفقة قُوَّة عسكريَّة لِاسترداد طريف، يقودها الوزير عُمر بن السعود، فحاصرها حينًا، ولكنَّهُ فشل في اقتحامها. وحدث في سنة 695هـ المُوافقة لِسنة 1296م أن تُوفي شانجة ملكُ قشتالة، وخلفه ابنه فرديناند الرابع وكان طفلًا لا يتجاوز السادسة من عُمره، فتولَّت أُمُّه الوصاية عليه، بينما حُكمت المملكة فعليًّا بِواسطة هنري بن فرديناند، شقيق الملك الراحل. استغلَّ مُحمَّد الفقيه هذا الوضع الانتقالي، وغزا جيَّان وحاصر قيجاطة واستردَّها، كما استردَّ القبذاق، وشحنهما بِالمُسلمين بِهدف الاستقرار. وحتَّى يُقوِّي موقفه عقد حلفًا مع يعقوب (چايم) الثاني ملك أرغون ضدَّ قشتالة، ولم يمضِ على عقد هذا الحلف بضعة أشهر حتَّى تُوفي مُحمَّد الفقيه ليلة الأحد 8 شعبان 701هـ المُوافق فيه 8 نيسان (أبريل) 1302م، بعد أن حكم أكثر من ثلاثين عامًا، قضاها في تثبيت دعائم مملكة غرناطة.

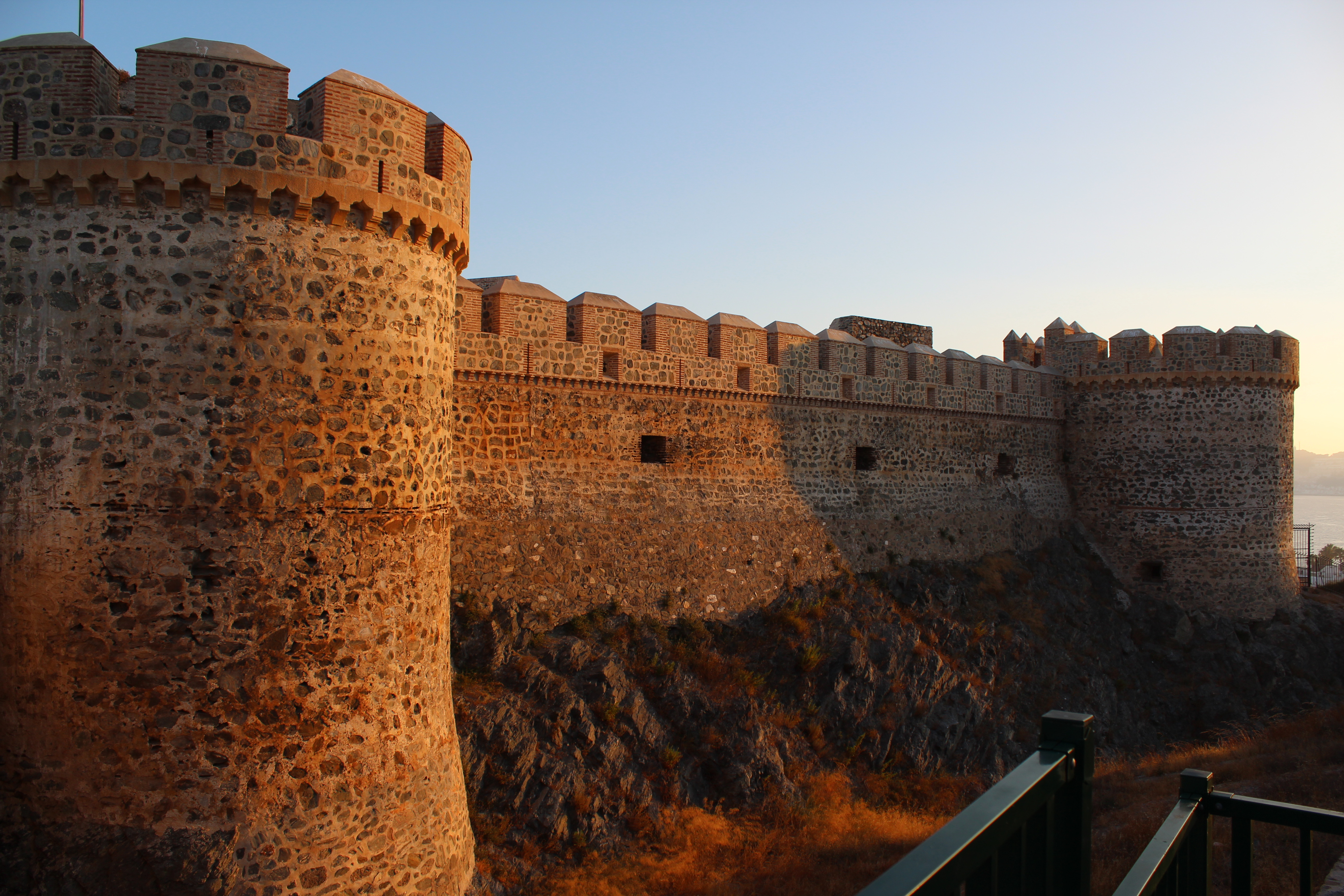
حصن المنكَّب حيثُ نُفي الأمير الغرناطي أبو عبد الله مُحمَّد المخلوع طيلة خمس سنوات، بعد أن أُرغم على التنازل عن العرش لِصالح أخيه نصر نتيجة سياساته وسياسات وزيره التي أثارت عامَّة الناس ضدَّهما.

خلف مُحمَّد الفقيه ولده أبو عبد الله مُحمَّد المُلقَّب بِالمخلوع، وكان ضريرًا، ولكنَّهُ كان داهية، عالمًا شاعرًا يُؤثرُ مجالس العُلماء والشُعراء، مُحبًّا لِلإصلاح والإنشاء. وكان بين مُنشآته المسجد الأعظم بِالحمراء، فهو الذي أمر ببنائه على أبدع طراز، وزوَّدهُ بِالعُمد والنُقُوش والثُريَّات الفخمة؛ ولكنَّهُ لم يُحسن تدبير شُؤون المُلك والسياسة، وغلب عليه كاتبه ووزيره ووزيرُ أبيه من قبل أبو عبد الله مُحمَّد بن الحكيم اللخمي، فاستبدَّ بِالأمر دونه وحجر عليه، فاضطربت الأُمُور، وأخذت عوامل الانتقاص تجتمع وتبدو في الأُفُق. وفي عهده القصير، اضطربت العلاقات بين مملكة غرناطة والدولة المرينيَّة مرَّة أُخرى، والواقع أنَّهُ في بداية عهده حاول إحكام المودَّة بينه وبين بني مرين، ثُمَّ أعرض عن ذلك وبدا لهُ أن يتحالف مع ملك قشتالة ضدَّ المرينيين، مُستغلًا قيام بعض الاضطرابات في المغرب لِيتوسَّع على حساب أبناء جلدته من المُسلمين، فهاجم سبتة واستولى عليها في شهر شوَّال سنة 705هـ المُوافق فيه شهر نيسان (أبريل) 1306م، مما أثار غضب السُلطان المريني، فبعث حملةً بِقيادة ولده أبي سالم إلى سبتة، فحاصرها حينًا، ولكنَّهُ أخفق في استرجاعها، فعقد السُلطان العزم على المسير بِنفسه لِاستخلاص المدينة لولا أن سقط قتيلًا على يد كبير الخصيان، ونشبت عقب مصرع السُلطان حربٌ أهليَّةٌ حول العرش بين ولديه أبي ثابت وأبي سالم، هُزم فيها أبو سالم وقُتل، واستقرَّ أبو ثابت على العرش، ولكنَّهُ لم يُعمِّر طويلًا، فقد تُوفي في شهر صفر سنة 708هـ المُوافق فيه شهر تمُّوز (يوليو) 1308م، وخلفه أخوه أبو الربيع سُليمان. ووقعت في الأندلُس آنذاك أحداثٌ هامَّةٌ، ذلك أنَّ عوامل الثورة على حُكم مُحمَّد بن مُحمَّد كانت تضطرم في البلاد بِفعل اشتداد وطأة وزيره ابن الحكيم على الناس. وما لبث أن انفجر الوضع، وتزعَّم نصر بن مُحمَّد، أخو الأمير الغرناطي، الثورة عليه، وسانده أعيان الدولة الذين سئموا نظام القهر الذي فرضه الأمير ووزيره. ووثب الثائرون بِالوزير ابن الحكيم فقتلوه، واعتقلوا الأمير مُحمَّدًا، وأرغموه على التنازل عن العرش، وتربَّع أخوه نصر مكانه في المُلك، ونُفي الأمير المخلوع إلى حصن المنكَّب، حيث قضى خمسة أعوام في الأسر، ثُمَّ أُعيد مريضًا إلى غرناطة وتُوفي فيها سنة 713هـ المُوافقة لِسنة 1313م.

#### سُقُوط جبل طارق

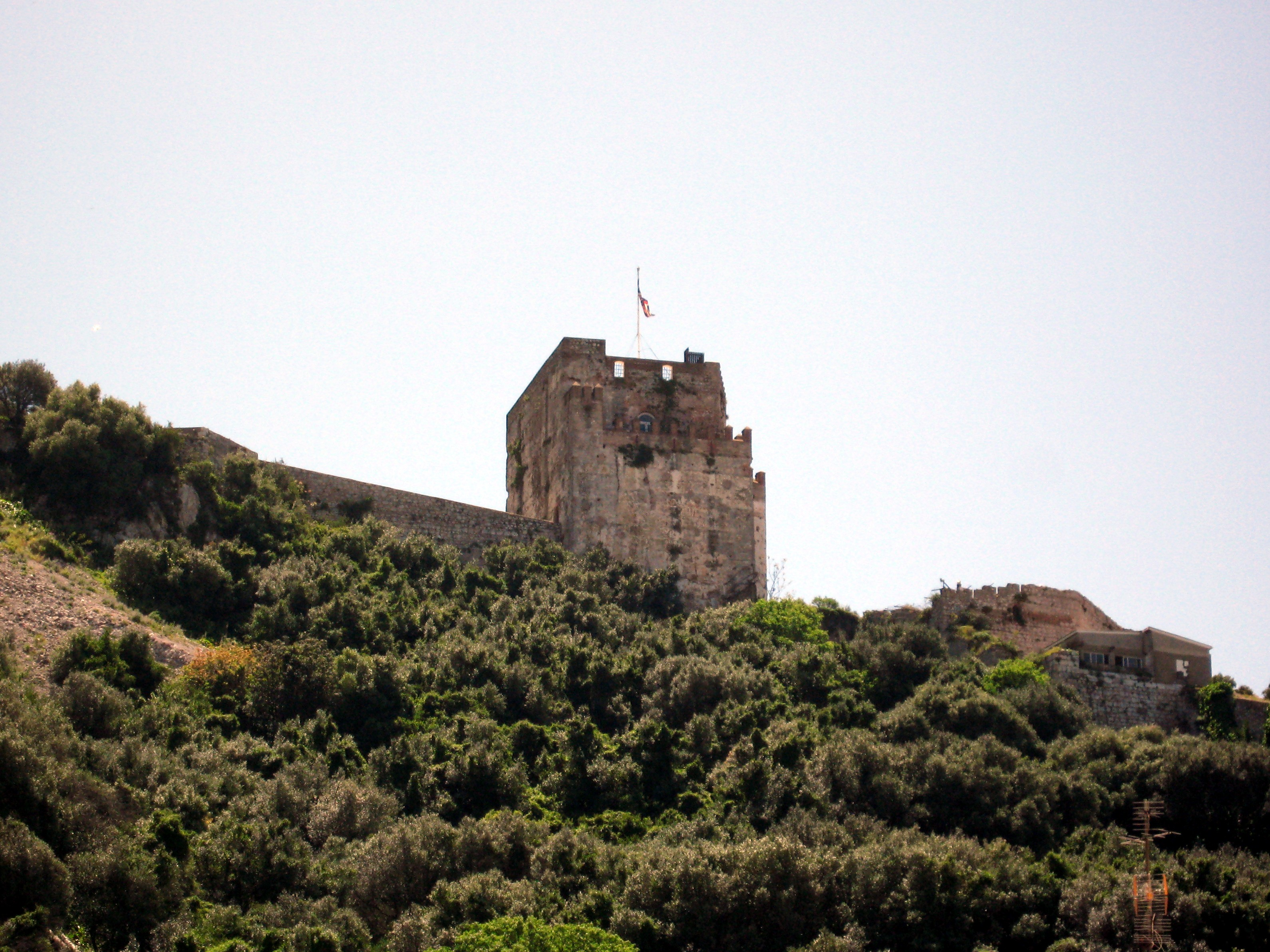
حصن جبل طارق، أو القلعة الحُرَّة، التي خسرها المُسلمون لِصالح القشتاليين خِلال عهد نصر بن مُحمَّد.

تولَّى نصر بن مُحمَّد الحُكم بعد خلع أخيه، وقد اشتهر بِالعلم، ولكنَّهُ فشل كسياسيّ، وتعثَّرت إدارة الدولة في عهده، وساءت سيرته وسيرة وزيره ابن الحاج، وسُرعان ما سخط الناس عليه كما سخطوا على أخيه من قبل، فاضطربت الأوضاع وتوالت الأزمات. وكانت أحداث سبتة نذيرًا بِتفاقم التوتُّر بين مملكة غرناطة والدولة المرينيَّة. والمعروف أنَّ سُكَّان سبتة سئموا حُكم الأندلُسيين المُتعسِّف، فثاروا ضدَّ أمير غرناطة، وساندهم السُلطان أبو الربيع سُليمان بِقُوَّةٍ عسكريَّةٍ بِقيادة تاشفين بن يعقوب، فطردوا الحامية الأندلُسيَّة واستعادوا المدينة، وذلك خلال شهر صفر سنة 709هـ المُوافق فيه شهر تمُّوز (يوليو) 1309م. ومن جهةٍ أُخرى، ساءت العلاقة بين غرناطة وبين كُلٍّ من قشتالة وأرغون. فقد اغترَّ نصر بِقُوَّته وأغار على منطقة بلنسية ناقضًا بِذلك حلف غرناطة التقليدي مع مملكة أرغون، وحينئذٍ عقد يعقوب (چايم) الثاني حلفًا مع فرديناند الرابع ملك قشتالة واتفقا على مُهاجمة المُسلمين، فغزا الأوَّل ألمرية، إلَّا أنَّهُ فشل بِاقتحامها وعاد أدراجه، وهاجم الثاني حصن جبل طارق وحاصره من البرِّ والبحر حتَّى أضنى حاميته، فاضطرَّت إلى الاستسلام، وذلك في شهر شوَّال سنة 709هـ المُوافق فيه شهر آذار (مارس) 1310م. كان سُقُوط حصن جبل طارق كارثةً بالغة الخُطُورة حلَّت بِالأندلُس مُنذُ سُقُوط مُدُنها الكُبرى، فازداد تخوُّف الأندلُسيين من المُستقبل. فقد كان هذا الحصن باب الأندلُس من الجنوب، وصلةالوصل المُباشر بين الدولتين الإسلاميتين: الغرناطيَّة والمرينيَّة. وأدرك نصر فداحة الخطأ الذي ارتكبه بِمُعاداة بني مرين، فأرسل إلى السُلطان أبي الربيع سُليمان يُبدي أسفه ويطلب منهُ الصفح والصُلح، وتنازل لهُ عن الجزيرة الخضراء ورندة وحُصُونها ترضيةً لهُ وترغيبًا في مُساعدته، وتزوَّج من أُخته، توثيقًا لِروابط المودَّة، فاستجاب السُلطان لِسياسة التقارب. غير أنَّ هذا التحسُّن في العلاقة بين الدولتين لم يُشجِّع المرينيين على مُساندة الأندلُسيين كما في السابق، ذلك أنَّ الجُيُوش المرينيَّة لم تعد تعبر إلى الأندلُس بِكثرة بسبب الأوضاع الداخليَّة في المغرب ولِسيطرة القشتاليين على جبل طارق الذي يُعدُّ بوَّابة الدُخُول إلى الأندلُس، فوجد نصر نفسهُ وحيدًا يُواجهُ قُوَّة القشتاليين المُتنامية. ونتيجةً لِهذه المُعطيات السلبيَّة، رأى نصر أن يتقرَّب من فرديناند الرابع تجنُّبًا لِخطره الذي يُهدِّده، وتعهَّد لهُ بِدفع الجزية، وكان ذلك ممَّا زاد في سوء إدارته وفي سخط الغرناطيين عليه. ولم تلبث بُذُور الثورة أن ظهرت في الجنوب حين أعلن أبو سعيد فرج بن إسماعيل النصري صاحب مالقة، التمرُّد على حُكم نصر واستولى على ألمرية وبلَّش وغيرهما من مُدن الجننوب، ثُمَّ سار في سنة 713هـ المُوافقة لِسنة 1313م على رأس قُوَّاته باتجاه غرناطة، فاصطدم بِقُوَّات نصر وتغلَّب عليها، وأخيرًا أجبر نصرًا على التنازل عن الحُكم، ونفاه إلى وادي آش حيثُ تُوفي سنة 722هـ المُوافقة لِسنة 1322م.

### إحياء الجهاد الإسلامي الأندلُسي ضدَّ قشتالة

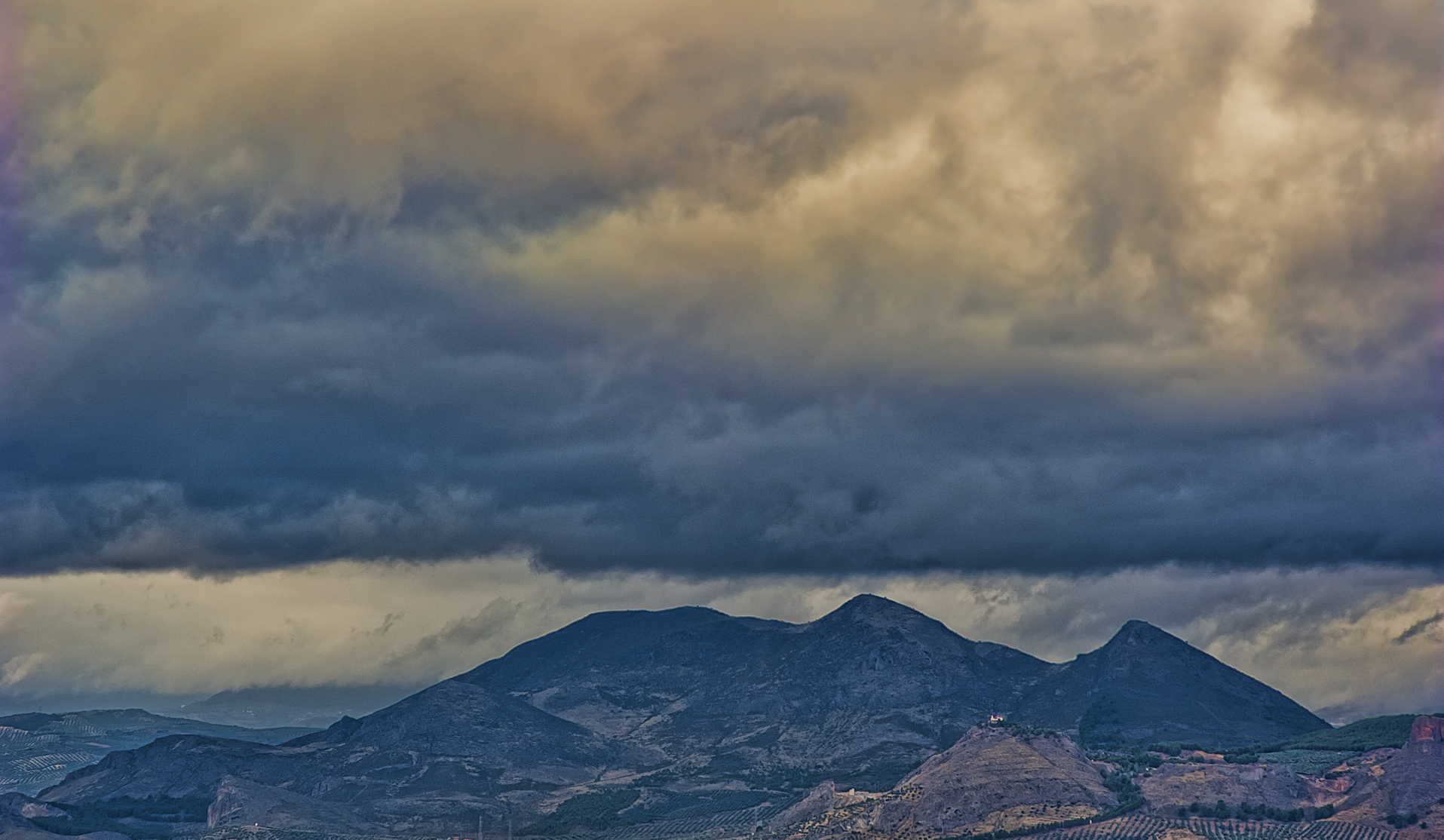
هضبة إلبيرة حيثُ جرت الموقعة الكبيرة بين المُسلمين والقشتاليين وأفضت إلى انتصار المُسلمين ومقتل الوصيَّان على الملك ألفونسو الحادي عشر: بُطرس سيِّد الكاميروس ويُوحنَّا سيِّد قلعة بلنسية دي كامپوس، في ما أصبح يُعرف عند النصارى بِكارثة سهل غرناطة.

خلف أبو الوليد إسماعيل بن فرج نصرًا في حُكم غرناطة، وهو حفيد لِإسماعيل أخي مُحمَّد بن الأحمر مُؤسس الدولة النصريَّة. امتاز عهده بِتوطُّد المُلك واستقرار الأُمُور وإحياء عهد الجهاد. وفي أوائل عهده غزا القشتاليُّون كعادتهم بسائط غرناطة واستولوا على عدة من القواعد والحصون، وهزموا المسلمين هزيمة شديدة في وادي فرتونة سنة 716هـ المُوافقة لِسنة 1316م. ولمَّا رأى القشتاليون نجاح غزوتهم اعتزموا الاستيلاء على الجزيرة الخضراء ليحولوا دون وُصُول الإمداد إلى المُسلمين من عدوة المغرب. ولكنَّ الأمير الغرناطي بادر إلى تحصينها وجهَّز الأساطيل لِحمايتها من البحر، فعدل القشتاليون عن مشروعهم، وعوَّلوا على مُهاجمة غرناطة نفسها. ومن المعروف أنَّ فرديناند الرابع ملك قشتالة كان قد تُوفي سنة 712هـ المُوافقة لِسنة 1312م، وخلفه ابنه الرضيع ألفونسو الحادي عشر، فتولَّى الوصاية عليه زعيما النُبلاء: بُطرس سيِّد الكاميروس (بالإسبانية: Pedro señor de los Cameros)‏ ويُوحنَّا سيِّد قلعة بلنسية دي كامپوس (بالإسبانية: Juan señor Valencia de Campos)‏، وعلى الرُغم ممَّا كان يسودُ المملكة من اضطراباتٍ بِفعل المرحلة الانتقاليَّة؛ فقد قرَّر الوصيَّان المضيّ في غزو بلاد المُسلمين. بادر إسماعيل بن فرج بِطلب الغوث والإمداد من السُلطان المريني أبي سعيد عُثمان بن يعقوب، لكنَّ الأخير رفض معاونته، وطالب بتسليم شيخ الغُزاة الأندلُسي عُثمان بن أبي العلاء لما كان منه في حق بني مرين، فأبى الأمير الغرناطي خشية العواقب؛ وزحف القشتاليون على غرناطة بِجيشٍ ضخمِ، يقوده زعيما النُبلاء سالِفا الذِكر، ومعهما عدّة من الأُمراء القشتاليين، وفرقة من المتطوعة الإنگليز بِقيادة أميرٍ إنگليزيٍّ. فبادر المُسلمون إلى لقائهم في هضبة إلبيرة على مقرُبةٍ من غرناطة حيثُ هزموا الطليعة، وفي 20 ربيع الآخر 718هـ المُوافق فيه 20 حُزيران (يونيو) 1318م، التقى الجمعان في سهل غرناطة ونشبت بين الفريقين موقعة شديدة، كانت الدائرة فيها على القشتاليين، فهُزموا شرَّ هزيمة وقُتل منهم عددٌ جمٌّ، بينهم الوصيَّان بُطرس ويُوحنَّا، ورهطٌ كبيرٌ من الأُمراء والنُبلاء والأحبار، وغرق منهم عند الفرار في نهر شنيل عدَّة كبيرة، وأُسر منهم بضعة آلاف.

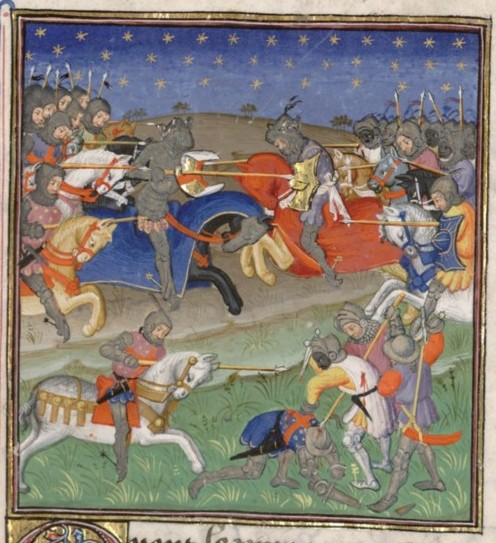
مُنمنمة أوروپيَّة تُصوِّرُ المعركة بين المُسلمين والقشتاليين لِلسيطرة على حصن إطابة.

تعاقبت غزوات المُسلمين ضدَّ أراضي قشتالة بعد معركة إلبيرة. ففي سنة 724هـ المُوافقة لِسنة 1324م، حاصر إسماعيل بن فرج حصن أشكر، وضربهُ بِالحديد والنار من آلاتٍ قاذفةٍ تُشبه المدافع، حتَّى استسلمت حاميته، وهاجم مدينة مرتش يوم 10 رجب 725هـ المُوافق فيه 21 حُزيران (يونيو) 1325م، وفتحها عنوةً، وعاد إلى غرناطة مُنتصرًا، فارتفعت مكانته وبدا كأنَّهُ قادرٌ على بثِّ القُوَّة والحياة في كيان مملكته الصغيرة وتمكينها من استعادة بعض ما ضاع من الأندلُس، بيد أنَّهُ لم يمضِ على عودته ثلاثة أيَّامٍ حتَّى قُتل غيلةً بِباب قصره يوم الإثنين 26 رجب المُوافق فيه 8 تمُّوز (يوليو) نتيجة مُؤامرة حاكها ابن عمِّه مُحمَّد بن إسماعيل صاحب الجزيرة الخضراء، الذي حقد عليه لأنَّهُ انتزع منهُ جاريةً حسناء، وقتلهُ بيده وهو بين وُزرائه وأعيانه. خلف إسماعيل ابنه مُحمَّد، وكان في الحادية عشرة من عُمره، فكفلهُ وزير والده أبو الحسن بن مسعود ولكن لِبضعة أشهُرٍ فقط بِفعل وفاته، وخلفه في الوزارة والكفالة وكيل والده مُحمَّد بن أحمد بن المحروق، فاستبدَّ بِالأمر من دونه، واستمرَّ على حاله إلى أن شبَّ الأمير الصغير وضاق بِوزيره، فأوعز بِقتله، فقُتل. كانت فاتحة الأعمال السياسيَّة لِلأمير الشاب، على صعيد العلاقات الخارجيَّة، تجديده لِمُعاهدة الصداقة مع مملكة أرغون، وكان والده قد جدَّدها في سنة 721هـ المُوافقة لِسنة 1321م لِمُدَّة خمس سنوات وانتهت الآن، أمَّا علاقاته مع قشتالة فكانت سيِّئة. فقد تبادل الغزوات مع القشتاليين، فاستردَّ لِلمُسلمين مدينتيّ قبرة وباجة. أمَّا على الصعيد الداخليّ فقد حدث خلافٌ بين وزيره المُتغلِّب على أمره مُحمَّد بن أحمد بن المحروق وبين شيخ الغُزاة عُثمان بن أبي العلاء في سنة 727هـ المُوافقة لِسنة 1327م، فاعتصم هذا بِألمرية وبعض الثُغُور الجنوبيَّة واصطدم مع السُلطة المركزيَّة في غرناطة في عدَّة معارك كانت سجالًا، وانتهز ملك قشتالة هذه الفُرصة فاستولى على حصن إطابة وهدَّد ألمرية. ولمَّا تفاقمت غزوات القشتاليين، قرَّر مُحمَّد بن إسماعيل التفاهم مع مشيخة الغُزاة وتجديد التحالف مع السُلطان المريني أبي الحسن عليّ بن عُثمان، فعقد هدنةً مع المشيخة على أن يستقرّ المُجاهدين الغُزاة بِوادي آش تحت طاعته، وتنازل لِلسُلطان المريني عن الجزيرة الخضراء لِيتخذها قاعدة تجمُّع وانطلاق، كما تنازل لهُ عن رندة ومربلَّة. واشترك العاهلان المُسلمان في استعادة جبل طارق من أيدي القشتاليين في سنة 733هـ المُوافقة لِسنة 1333م، وأدرك ألفونسو الحادي عشر أنَّ لا أمل لهُ في كسب المعركة فجنح إلى السلم، وانتهى الأمر بِعقد هدنة بين العاهلين الغرناطي والقشتالي. وأثناء عودة مُحمَّد بن إسماعيل إلى غرناطة، بعد استرجاع حصن جبل طارق، اغتالهُ في الطريق جماعة من المُتآمرين بِتحريض بني العلاء، يوم الأربعاء 13 ذي الحجَّة المُوافق فيه 25 آب (أغسطس)، والمعروف أنَّ رجال هذه الأُسرة قد سيطروا على أجهزة الدولة وأخذوا يُنازعون أُمراء غرناطة، الأمر الذي ضايق الأمير، فقرَّر القضاء عليهم، ولمَّا شعر هؤلاء بِنيَّته التخلُّص منهم تآمروا عليه واغتالوه.

#### معركة طريف

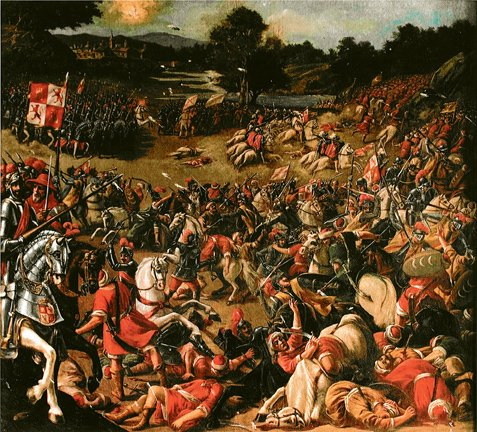
لوحة زيتيَّة تعود لِلقرن السابع عشر الميلاديّ، تُصوِّرُ معركة طريف.

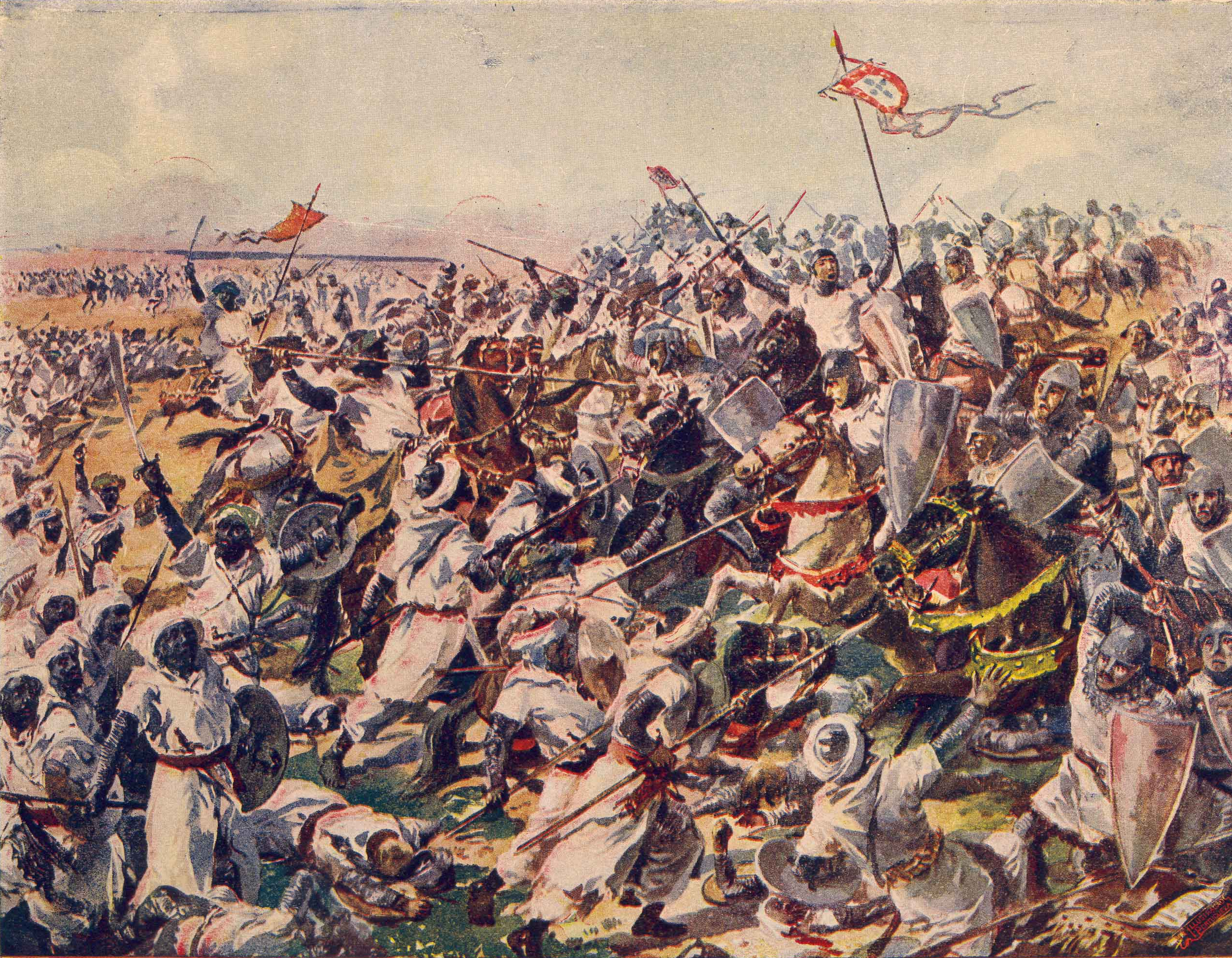
لوحة بِريشة الرسَّام الپُرتُغالي: ألفريدو روك جاميرو؛ تعود لِسنة 1917م، وتُصوِّرُ معركة طريف بين المُسلمين والصليبيين.

خلف مُحمَّد بن إسماعيل أخوه أبو الحجَّاج يُوسُف، وكان فتىً في السادسة عشرة من عُمره، وهو من أقدر أُمراء بني نصر وأوفرهم مواهب. فإلى جانب جُرأته وشجاعته وبراعته السياسيَّة، كان أديبًا وفنَّانًا ورجُل إنشاءٍ وتعمير. فهو الذي أضاف إلى قصر الحمراء أعظم مُنشآته وأروعها، واسمه منقوشٌ على جُدرانها ونوافذها عشرات المرَّات؛ من قاعة المشور إلى بهو السباع. كان أوَّل عملٍ قام به هو أنَّهُ تتبَّع أُسرة بني العلاء، قتلة أخيه، فجرَّدهم من وظائفهم وقبض على شُيُوخهم ثُمَّ نفاهم إلى إفريقية حيثُ استقرُّوا في مدينة تُونُس، فأنهى بِذلك رئاستهم في الأندلُس بعد أن طالت زهاء نصف قرن، واستردَّ منهم وادي آش، وعهد مشيخة الغُزاة إلى زعيمٍ آخر من قرابة بني مرين، هو يحيى بن عُمر بن رحُّو، فكان أفضل من سلفه وأصدق. وشهد حُكم أبو الحجَّاج يُوسُف ذُروة الصراع بين المُسلمين والنصارى في الأندلُس، ذلك أنَّ ألفونسو الحادي عشر ملك قشتالة، عندما بلغ سن الرُشد، تطلَّع إلى أن يقتطع جُزءًا من أراضي مملكة غرناطة الصغيرة، فكثُرت غزواته لِأراضيها، الأمير الذي أثار الأمير يُوسُف الذي كانت وسائله الدفاعيَّة ضعيفة، وقد دفعهُ ذلك إلى التماس المُساعدة من أبي الحسن عليّ بن عُثمان، السُلطان المريني، فسارع هذا بِإرسال ولده أبي مالك، مع قُوَّاتٍ مرينيَّةٍ، فاخترق سُهُول الجزيرة الخضراء مُعلنًا الجهاد. توجَّست الممالك المسيحيَّة بِعامَّةً من قُدُوم الجُيُوش الإسلاميَّة من المغرب وقرَّرت التصدِّي لها، فأرسلت أُسطُولًا مُشتركًا من سُفن قشتالة وأرغون والپُرتُغال إلى مياه المضيق، بِقيادة أمير البحار الدون ألونسو جوفري تينوريو (بالإسبانية: Alonso Jofre Tenorio)‏ لِمنع عُبُور القُوَّات الإسلاميَّة. وبارك البابا بندكت الثاني عشر هذه الحملة، لكنَّ أبا مالك تمكَّن مع قُوَّاته من اجتياز المضيق، وهزم القُوَّات الصليبيَّة المُتحالفة وقتل أمير البحار القشتالي سالف الذِكر، وذلك في سنة 740هـ المُوافقة لِسنة 1339م، ونزل في الجزيرة الخضراء. وشجَّعهُ هذا الانتصار على التوغُّل في الأراضي القشتاليَّة، فاجتاح سهل البجَّانة من أرض ألمرية. وعندما علمت الدوائر المسيحيَّة الحاكمة بِذلك جهَّزت الجُيُوش لِلتصدي لِلقُوَّات المرينيَّة ووقف زحف أبي مالك، فنصحهُ بعض قادته بِالدُخُول إلى أرض الإسلام والاحتماء بِحُصُونها إلَّا أنَّهُ رفض ذلك، وأصرَّ على المُواجهة المُسلَّحة، فحاصرته الجُيُوش المسيحيَّة على حين غفلة وأحاطت بِمُعسكره واقتحمته، فأُسقط في يده، وتعرَّض لِهزيمةٍ قاسيةٍ كلَّفتهُ حياته، فقُتل مع كثيرٍ من جُنده. أثارت هذه الكارثة نفس السُلطان المريني، فصمَّم على الاستمرار في الجهاد والأخذ بِثأر ابنه مهما كلَّفهُ ذلك من تضحيات، فاستنفر أهل المغرب، ودعا الحفصيين في إفريقية لِلمُشاركة في الجهاد، فلبُّوا نداءه، وجهَّز حملةً كبيرةً من نحو 60,000 جُنديّ، وعبر المضيق ونزل في سهل طريف على مقرُبةٍ من نهر سلادو الصغير، وذلك في شهر مُحرَّم سنة 741هـ المُوافق فيه شهر تمُّوز (يوليو) 1340م، ثُمَّ ضرب حصارًا على المدينة، وانضمَّ إليه أميرُ غرناطة يُوسُف بن إسماعيل على رأس قُوَّات الأندلُس، وشاركه بِتطويقها. وما أن علم ألفونسو الحادي عشر بِقُدُوم الجيش الإسلامي الضخم، التمس مُساعدة البابا، وناشدهُ بِدعوة الأوروپيين إلى حربٍ صليبيَّة. وتدفَّقت على الأندلُس جُمُوع الصليبيين من جميع مناطق غربيّ أوروپَّا، وبِخاصَّةً من فرنسا وإنگلترا، بِالإضافة إلى جماعات الفُرسان الدينيَّة، وفي مُقدمتها فُرسان شنت ياقب. وقاد الملك القشتالي نحو 20,000 مُقاتل، منهم 8,000 فارس و12,000 راجل، يصحبهم نحو 1,000 فارسٍ پُرتُغاليٍّ، وحمل بِنفسه راية البابا تدليلًا على أنَّ المعركة صليبيَّة، وعسكر في مُواجهة المُسلمين. ونشبت بين الطرفين رحى معركة ضارية في 8 جُمادى الأولى المُوافق فيه 29 تشرين الأوَّل (أكتوبر)، أسفرت عن انتصارٍ واضحٍ لِلقُوَّات الصليبيَّة، وخسر السُلطان المريني زوجاته وأولاده وبعض خواصه، حين هاجمت قُوَّة قشتاليَّة مقرَّه، وقتلت كُل من كان فيه بِوحشيَّةٍ بالغةٍ، ثُمَّ غادر أرض المعركة، وعبر البحر عائدًا إلى المغرب، وارتدَّ الأمير يُوسُف بن إسماعيل إلى غرناطة.

### عودة الاضطرابات الداخليَّة
كانت معركة طريف ضربةً قاسيةً لِأبي الحجَّاج يُوسُف خُصوصاً والمُسلمين عُموماً، إذ شكَّلت نذيراً مُخيفاً لِاقتراب نهاية الصراع على مصير الأندلُس. وقد استثمر ألفونسو الحادي عشر انتصاره هذا، فهاجم خِلال السنوات التالية بلاد المُسلمين واستولى على قلعة بني سعيد بِالإضافة إلى الجزيرة الخضراء وطريف، فأضحى هذان الثغران الجنوبيَّان المُشرفان على مضيق جبل طارق في أيدي النصارى، يتحكّمون من خلالهما بِحركة الملاحة إلى المغرب، ولم يبقَ بِأيدي المُسلمين سوى ممرٍ ضيِّقٍ يصلُ المغرب بِغرناطة، وهو الذي يقومُ على مدخله حصن جبل طارق. وقد حاول الملكُ القشتاليّ سالف الذِكر أن يستوليَ على الحصن المذكور أيضاً لِاستكمال عزل مملكة غرناطة وإحكام الطوق حولها من ناحية الجنوب، فضرب الحصار حول الحصن، وصمد المُسلمون بِداخله، ثُمَّ ساعدهم القدر بِانتشار وباء الطاعون الأسود في البلاد الذي أودى بِحياة الكثير من الناس، ومنهم ألفونسو الحادي عشر نفسه وأفراد جيشه المُحاصرين لِلحصن، وذلك في 10 مُحرَّم 751هـ المُوافق فيه 20 آذار (مارس) 1350م. أمَّا أبو الحجَّاج يُوسُف فقد استمرَّ في الحُكم بضعة أعوامٍ أُخرى ساد خلالها السلام والأمن، ولكنَّهُ قُتل يوم 1 شوَّال 755هـ المُوافق فيه 19 تشرين الأوَّل (أكتوبر) 1354م وهو يُصلِّي في المسجد الجامع بِالحمراء على يد شخصٍ مخبولٍ لم يُفهم منهُ شيئٌ عندما سُئل عن دوافعه.
خلف أبو الحجَّاج يُوسُف ابنَه مُحمَّد المُلقَّب بِالغنيّ بِالله، وكان حدثاً يافعاً، فاستأثر حاجبه ومولى أبيه أبو النعيم رضوان بِشُؤون الدولة. وكان لسانُ الدين بن الخطيب مُؤرِّخ الدولة النصريَّة وأعظم كُتَّاب الأندلُس وشُعرائِها آنذاك من بين كُتَّابه ووُزرائه، وقد أرسلهُ سفيراً إلى الدولة المرينيَّة لِيُؤكِّد لِسُلطانها عهد الصداقة والمودَّة جرياً على خطا أسلافه عند تنصيب حاكمٍ جديد، كما ساد الهُدُوء جبهات القتال مع مملكة قشتالة. وطغت، في بداية حُكمه، الأحداث الداخليَّة على المُشكلات الخارجيَّة ذلك أنَّ حُكمه تعرَّض لِلانتكاس بِفعل ثورة أخيه إسماعيل عليه بِمُساندة بعض زُعماء غرناطة، واستطاع إسماعيل أن ينتزع الحُكم منه في 28 رمضان 760هـ المُوافق فيه 21 آب (أغسطس) 1359م، بعد مضيّ خمس سنوات على تولِّيه المُلك، وقُتل أبو النعيم رضوان خلال هذه الثورة، وفرَّ مُحمَّد بن يُوسُف إلى وادي آش، ثُمَّ انتقل إلى المغرب مُلتجئًا إلى المرينيين. اتخذ إسماعيل بن يُوسُف سلسلةً من الإجراءات لِتثبيت أقدامه في الحُكم، فعزل المُوظفين المُوالين لِأخيه، وعيَّن مكانهم رجالاً يثقُ بهم. ولم يشهد عهده أحداثاً تُذكر لِقصره، إذ سُرعان ما قامت ثورة ضدَّه في عاصمة مُلكه كان من نتيجتها أن حوصر في أحد الأبراج ثُمَّ قُتل، وبِمقتله تمكَّن مُحمَّد الغنيّ بِالله من استرداد مُلكه سنة 763هـ المُوافقة لِسنة 1362م، لِتبدأ المرحلة الثانية من حُكمه، وكانت مرحلة ازدهارٍ يسُودها الهُدوء النسبي، ذلك أنَّ الغنيّ بِالله تميَّز بِالصرامة والعدل مع رعيَّته.

### استقرار غرناطة وصراع الممالك المسيحيَّة

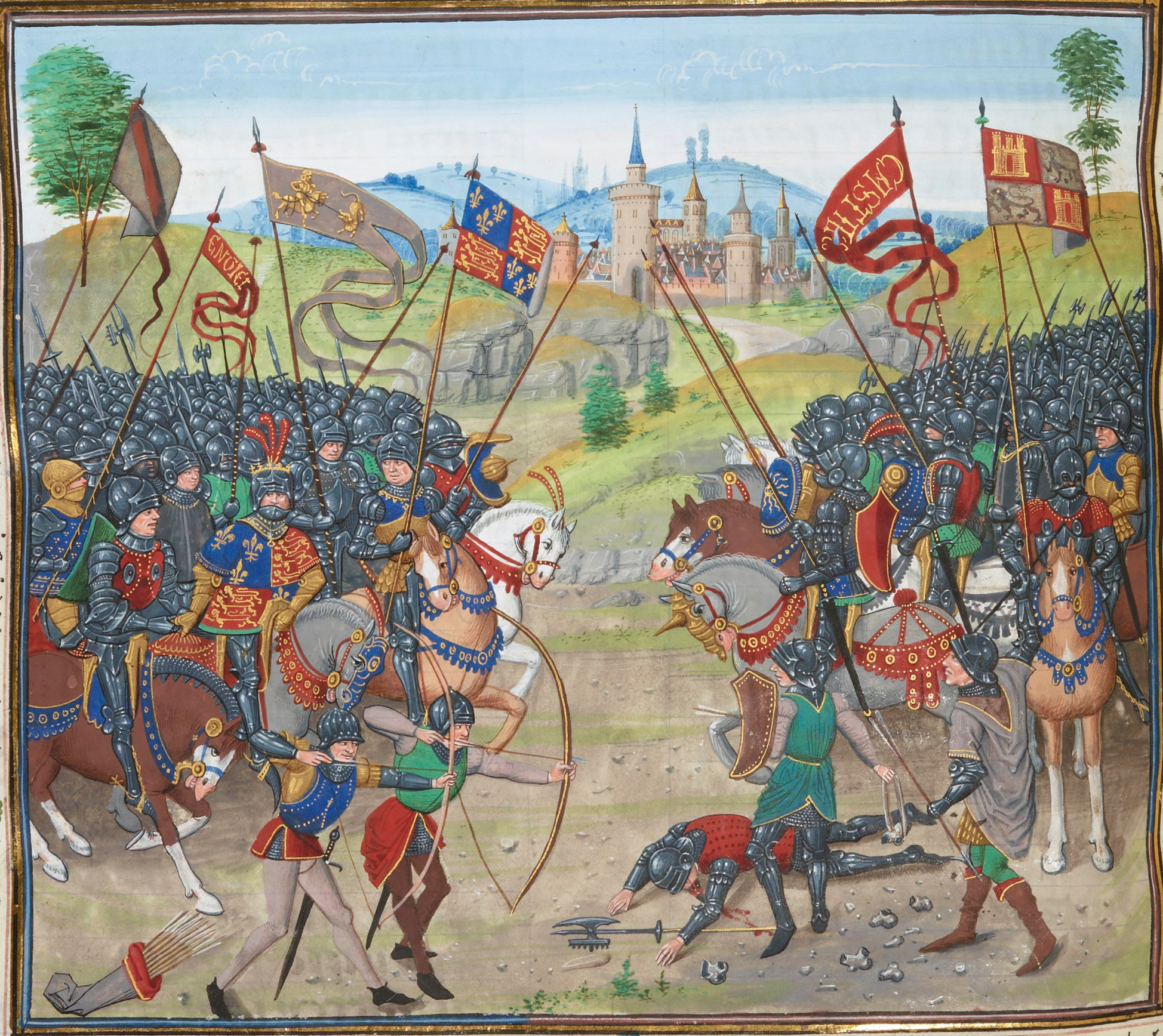
معركة ناجرة بين الأخوان بُطرس وهنري.

كانت فاتحة أعمال مُحمَّد الغنيّ بِالله، في ولايته الثانية، إبعاد بني العلاء عن رئاسة مشيخة الغُزاة، فقبض على زعيمهم إدريس وأودعهُ في السجن لِفترة، وآل أمر المشيخة إلى عليّ بن بدر الدين  بن مُوسى بن رحُّو، فبقي في منصبه حتَّى تُوفي سنة 768هـ، فقرَّر الأميرُ الغرناطيُّ عندئذٍ ربط أمر مشيخة الغُزاة المُجاهدين به شخصيًّا، فوضع بِذلك حدًّا لِلوُجود العسكري المريني في بلاده. واستهلَّ مُحمَّد الغني بِالله ولايته الثانية بِتوثيق عرى الصداقة مع بُطرس ملك قشتالة المُلقَّب بِالقاسي، فأرسل المُؤرِّخ والعالم ابن خلدون، الوافد من المغرب، إلى البلاط القشتالي من أجل هذه الغاية، وحظي بِعطف الملك بُطرس وإعجابه. وتحوَّلت هذه الصداقة مع قشتالة إلى حلفٍ قويٍّ دفع الأمير الغرناطي إلى التضحية بِالصداقة التقليديَّة التي تربط مملكة غرناطة بِمملكة أرغون، إثر نُشُوب الصراع بين المملكيتن. وقد برع مُحمَّد الغنيّ بِالله في استغلال هذا الصراع لِلحفاظ على سلامة مملكته، وأخذ يتدخَّل مُباشرةً في شُؤون الممالك المسيحيَّة. وعندما اندلعت الحرب بين قشتالة وأرغون، في سنة 763هـ المُوافقة لِسنة 1362م، أسرع الغنيّ بِالله بِمُساعدة حليفه ملك قشتالة وزوَّدهُ بِقُوَّةٍ عسكريَّةٍ مكَّنتهُ من تنفيذ غارةٍ على منطقة مرسية. تمتعت غرناطة، في هذه الأثناء، بِالهُدُوء في ظل الصراع على العرش القشتالي بين بُطرس الأوَّل الذي اتصف نظامه بِالقسوة البالغة وبين أخيه اللاشرعي، الكونت هنري التراستاماري ابن إليانور دي گوزمان. وقاد هذا جيشه إلى قشتالة في سنة 767هـ المُوافقة لِسنتيّ 1365 - 1366م، وسانده شارل الخامس ملك فرنسا، لِأنَّ بُطرس القشتالي كان قد قتل زوجته الشرعيَّة بلانش البوربونيَّة، أخت ملكة فرنسا جوان، لِيتزوَّج من خليلته (بِحسب الرواية الفرنسيَّة، على أنَّها قد تكون ماتت بِسبب الطاعون)، فلم يقوَ بُطرس على المُقاومة لِاشتداد السخط عليه، وتخلِّي الشعب عنه، وفرَّ إلى أقطانية فيما وراء جبال البرتات، والتمس مُساعدة الأمير الإنگليزي إدوارد المُلقَّب بِالأسود، وليُّ عهد إنگلترا، وكان يحكم هذه الأنحاء المُحتلَّة من فرنسا باسم أبيه، فاستجاب لِطلبه وسار معهُ إلى قشتالة على رأس قُوَّاته. والتقى الأخوان في ناجرة، في شهر شعبان سنة 768هـ المُوافق فيه شهر نيسان (أبريل) 1367م، ونشبت بينهما رحى معركة ضارية انتهت بِهزيمة هنري واسترداد بُطرس عرشه، ولكنَّهُ لم يفِ بِوعده لِلأمير الإنگليزي، فلم يُؤدِّ إليه الجزية المُتفق عليها، فسخط عليه وارتدَّ بِقُوَّاته عائدًا إلى فرنسا، فتجدَّدت عندئذٍ الثورة في قشتالة ضدَّ بُطرس وانتهت بِمقتله وجُلُوس أخيه هنري مكانه على العرش، وذلك في سنة 770هـ المُوافقة لِسنة 1369م.

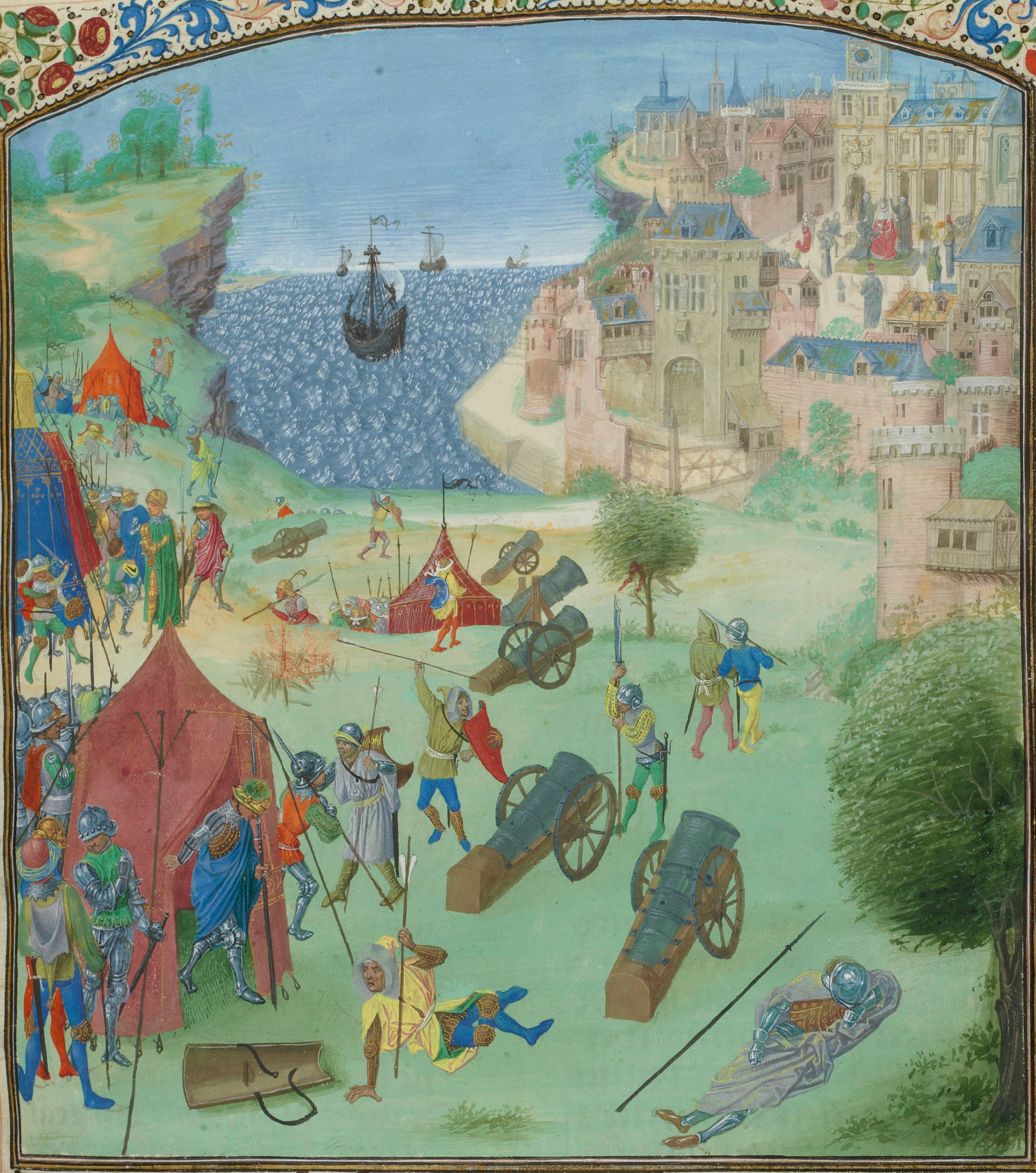
رسمٌ بِيد المُؤرِّخ يُوحنَّا فروسارت يُصوِّرُ القشتاليين يُحاصرون مدينة لشبونة عاصمة مملكة الپُرتُغال خِلال ذروة الصراع بين الممالك المسيحيَّة الأيبيريَّة، الأمر الذي أعطى مُتنفسًا لِمملكة غرناطة لِعدَّة سنوات.

ويبدو أنَّ البابا أوربان الخامس كان وراء هذا الصراع الدامي في قشتالة، بِفعل سياسة الملك بُطرس المُسالمة تجاه المُسلمين، فحرَّك جُمُوعًا غفيرةً من النصارى القشتاليين لِمُساعدة الكونت هنري، واشترط عليه في حال انتصاره على أخيه أن يعمل على تحالف الممالك المسيحيَّة وتوجيه السياسة الخارجيَّة ضدَّ المُسلمين لِطردهم من الأندلُس. وقسَّم الأملاك الإسلاميَّة التابعة لِمملكة غرناطة بين أرغون وقشتالة، فأعطى الأوَّل ما يلي الشاطئ الشرقيّ الجنوبيّ حتَّى ألمرية، ومنح الباقي إلى الأُخرى، على أن تشترك الأساطيل المسيحيَّة في احتلال الساحل الجنوبي وتقطع طريق المُواصلات بين الأندلُس والمغرب، ولكنَّ الخطَّة لم تُنفَّذ على الأرض بِفعل يقظة حُكَّام غرناطة. استغلَّ مُحمَّد الغنيّ بِالله فُرصة هذا الصراع بين الأخوين لِما فيه مصلحة بلاده والمُسلمين، فاسترجع عدَّة حُصُون واقعة بين مملكته ومنطقتيّ قُرطُبة وجيَّان، كحصن اللوز وأطريرة وباغاة وأندوجر، كما حاصر قُرطُبة نفسها وكاد أن يسترجعها لِلمُسلمين لولا هُطُول الأمطار الغزيرة وفيضان النهر وصُمُود الحامية. ولعلَّ من أهم انتصارات الأمير الغرناطي سيطرته على الجزيرة الخضراء في 23 ذي الحجَّة 770هـ المُوافق فيه 28 تمُّوز (يوليو) 1369م، لكنَّهُ أدرك أنَّهُ لا يُمكنهُ الاحتفاظ بها بِشكلٍ دائمٍ، فانسحب منها بعد عشر سنوات بعد أن خرَّبها ودمَّرها كي لا يستفيد منها الأعداء، ثُمَّ عقد الصُلح مع كُلٍّ من الملك هنري ومملكة أرغون لِمُدَّة ثمانية أعوام، انتهز خِلالها فُرصة الهُدوء والسِّلم، فعكف على تحصين أطراف بلاده، سواء في البرِّ أو البحر. كما حاول الغنيّ بِالله - خِلال هذه الفترة - التقرُّب من المماليك في مصر والشَّام لِمُواجهة التحديات المُستقبليَّة التي ستتعرَّض لها مملكته حتمًا من قِبل النصارى، بِهدف القضاء عليها واسترداد كامل الأندلُس، فكتب إلى السُلطان الأشرف زين الدين شعبان بن حُسين يُهنئه على ما أحرزهُ المُسلمون من نصرٍ حاسمٍ على الإفرنج في موقعة الإسكندريَّة سنة 767هـ المُوافقة لِسنة 1365م، فردَّ السُلطان المملوكي يُشيدُ بِموقف غرناطة كمركزٍ لِلجهاد والصُمُود بِوجه الأعداء، ولم تتقدَّم المُباحثات أكثر من حد المُراسلات والسفارات بين الدولتين الإسلاميتين. واستطال حُكم الغنيّ بِالله حتَّى سنة 793هـ المُوافقة لِسنة 1391م، وساد الأمن والسلام أغلب هذه الفترة، وشُغلت قشتالة عن مُحاربة المُسلمين بِحوادثها الداخليَّة وحُرُوبها الأهليَّة وصراعاتها مع الممالك المسيحيَّة المُجاورة، كحربها مع مملكة الپُرتُغال، فغلب التهادن في تلك الفترة بين غرناطة وقشتالة. وفي سنة 793هـ المُوافقة لِسنة 1391م، تُوفي مُحمَّد الغنيّ بِالله لِتُختم بِوفاته صفحة العُهُود الزاهرة لِلمُسلمين في الأندلُس، ويبدأ العد العكسي لِإسدال الستارة على التاريخ الإسلامي في شبه الجزيرة الإيبيريَّة.

### بداية النهاية

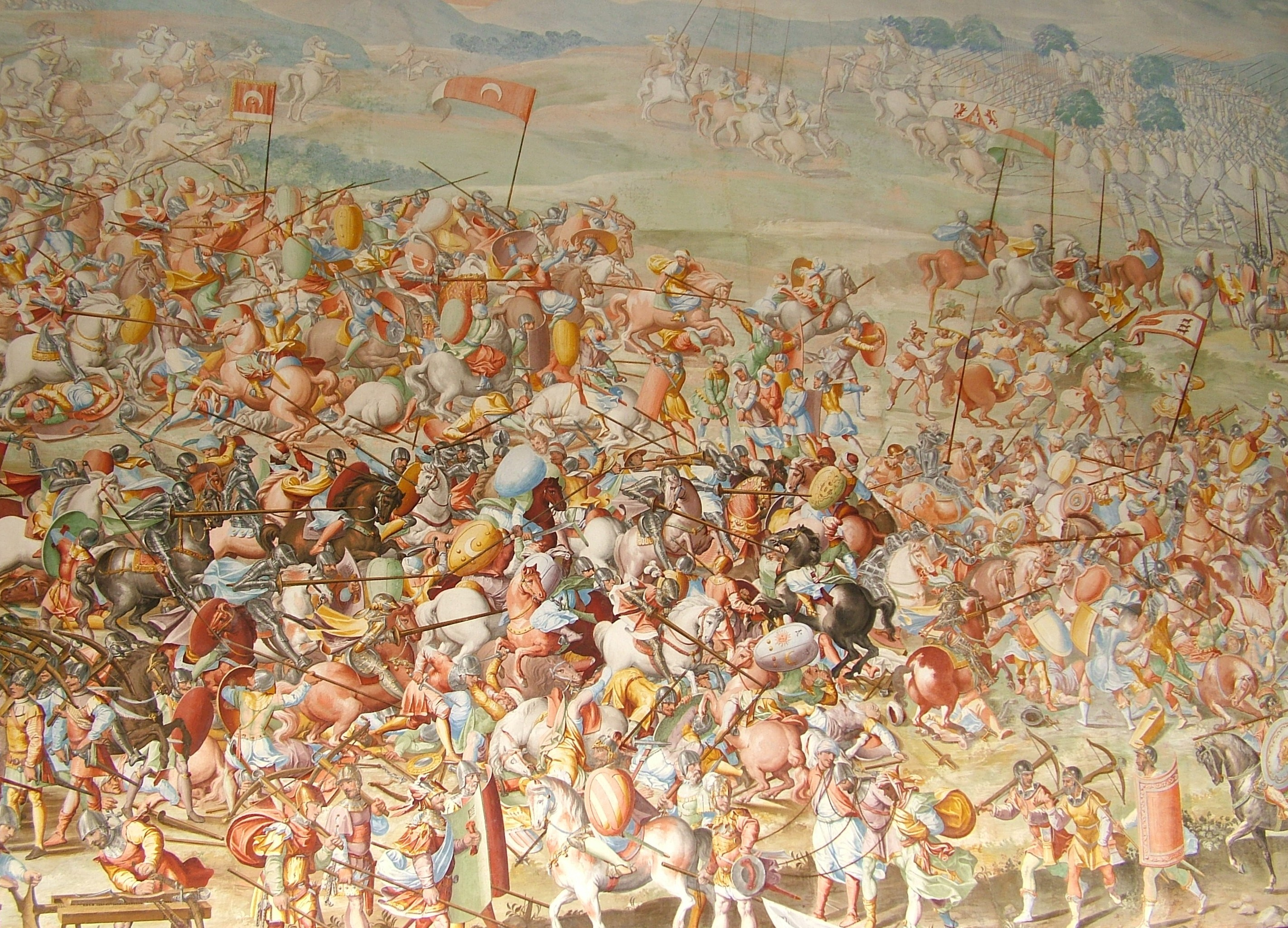
الغزوة القشتاليَّة لِمملكة غرناطة التي أفضت إلى خلع مُحمَّد الأيسر وتنصيب يُوسُف بن المول على العرش.

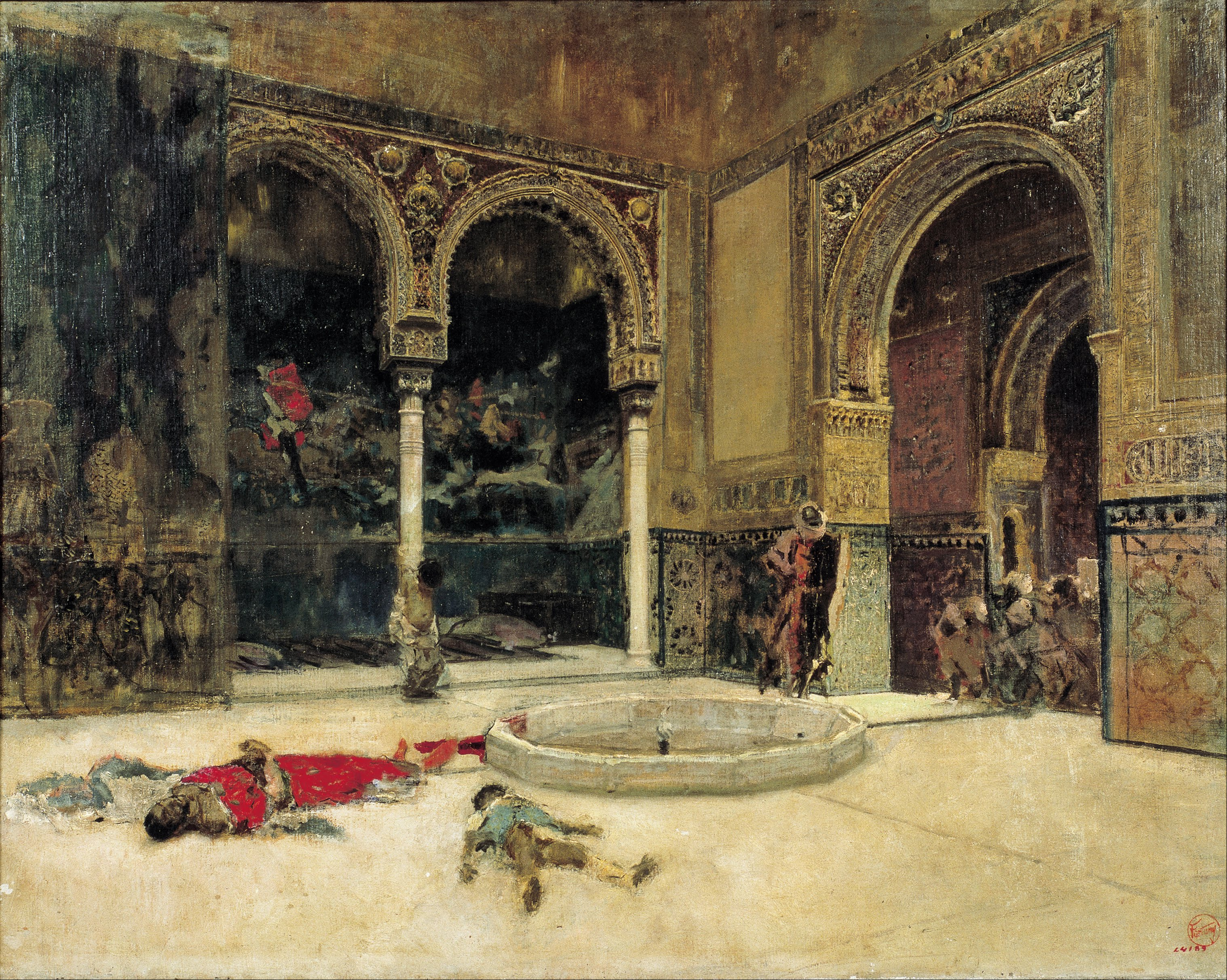
«قتلُ بني سراج»، لوحة بِريشة ماريانو فورتوني تعود لِسنة 1870م، وهي تُصوِّرُ مصرع بعض زُعماء بني سراج خِلال عهد الأمير سعد بن عليّ بن يُوسُف، الأمر الذي أفضى إلى اندلاع حربٍ أهليَّةٍ في غرناطة بعد أن حرَّض أعيان هذه الأُسرة أبو الحسن عليّ بن سعد على والده، فخلعه من الحُكم وجلس مكانه.

لم يتغيَّر الوضعان السياسي والعسكري خِلال رُبع القرن الذي تلا وفاة مُحمَّد الغنيّ بِالله، وهي المُدَّة التي حكم فيها ثلاثة من الأُمراء هُم: أبو الحجَّاج يُوسُف بن مُحمَّد وأبو عبد الله مُحمَّد بن يُوسُف وأخوه يُوسُف، وذلك لِأنَّ مُعاصري هؤلاء الأُمراء من مُلُوك قشتالة كانوا بِدورهم ضعافًا، وانهكموا في نزاعاتهم الداخليَّة إمَّا مع مُنافسيهم على العرش أو مع النُبلاء الثائرين. والحدث الوحيد الجدير بِالذكر، خِلال السنوات الأولى من القرن التاسع الهجري المُوافق لِلقرن الخامس عشر الميلاديّ، هو سُقُوط مدينة أنتقيرة في أيدي فرديناند الأوَّل ملك أرغون، في 17 جُمادى الأولى 813هـ المُوافق فيه 16 أيلول (سپتمبر) 1410م. والحقيقة أنَّ عُلماء الأندلُس وساستها ومُفكريها استشعروا اقتراب النهاية مُنذُ أواخر عهد الغنيّ بِالله، ومن أبلغ ما قيل في ذلك هو ما وجهه الوزير لسانُ الدين بن الخطيب في وصيَّته إلى أولاده من النُصح بِعدم الإسراف في اقتناء العقارات بِالأندلُس بعدما استشعر بِخطر الفناء الذي ينتظرُ البلاد، إذ قال لهم: «...وَمَن رُزِقَ مِنكُم مَالًا بِهَذَا الوَطَنِ القَلِقِ المِهَادِ، الَذِي لَا يَصلَحُ لِغَيرِ الجِهَادِ؛ فَلَا يِستَهلِكهُ أَجمَعَ في العَقَارِ، فَيُصبِحُ عُرضَةً لِلمَذَلَّةِ وَالاحتِقَارِ، وَسَاعِيًا لِنَفسِهِ إِن تَغَلَّبَ العَدُوُّ عَلَى بَلَدِهِ فِي الافتِضَاحِ وَالافتِقَارِ؛ وَمُعَوَّقًا عَنِ الانتِقَالِ أَمَامَ النُّوَب الثِقَالِ؛ وَإِذَا كَانَ رِزقُ العَبدِ عَلَى المَولَى، فَالإِجمَالُ فِي الطَّلَبِ أَولَى...».
تُوفي يُوسُف بن مُحمَّد في سنة 820هـ المُوافقة لِسنة 1417م وخلفهُ عددٌ من الأُمراء الضعاف لم يكونوا على مُستوى المسؤوليَّة، وانهمكوا في نزاعاتهم الداخليَّة وصراعهم على العرش، أوَّلُهم ابنه أبو عبد الله مُحمَّد المُلقَّب بِالأيسر، وشهد عهده تصاعد نُفُوذ أُسرة عربيَّة عريقة هي أُسرة بني سراج، في ظل الاضطرابات الداخليَّة، وتولَّى أحد أفرادها، ويُدعى يُوسُف، الوزارة، وخلفه ابنه عبد البرِّ. وقد اعتمد مُحمَّد الأيسر على بني سراج لِمُواجهة المُؤامرات التي أطاحت مرَّتين بِحُكمه لِينتهي الأمر بِضُعف مملكة غرناطة سواء في عهده أو في عهد خُلفائه الذين خُلع بعضهم أكثر من مرَّة. والمعروف أنَّ مُحمَّدًا الأيسر خُلع في سنة 831هـ المُوافقة لِسنة 1428م وخلفهُ ابن أخيه مُحمَّد بن مُحمَّد بن يُوسُف المُلقَّب بِالصغير، لِمُدَّة عامين وبضعة أشهر، أُعيد بعدها إلى الحُكم لِلمرَّة الثانية في سنة 833هـ المُوافقة لِسنة 1430م، ثُمَّ خُلع بعد سنتين وورثهُ أبو الحجَّاج يُوسف بن المول، وكان شيخًا مريضًا، فحكم ستَّة أشهُرٍ فقط ثُمَّ تُوفي، وأُعيد مُحمَّد الأيسر إلى الحُكم لِلمرَّة الثالثة. ومن الجدير بِالذكر أنَّ الأيسر أُعيد إلى عرشه بِاتفاق الأعيان والأحزاب في غرناطة، لا سيَّما وأنَّ يُوسُف بن المول كان قد استعان بِملك قشتالة يُوحنَّا الثاني لِخلع مُحمَّد الأيسر، وتعهَّد لهُ بِأن يحكم غرناطة بِاسمه وفي طاعته، فاستجاب لهُ ملك قشتالة، وأرسل جُندهُ فغزت مرج غرناطة وانتصرت على مُحمَّدٍ الأيسر في موقعةٍ هائلةٍ، ونصَّب يُوسُف على العرش بعدما تعهَّد لهُ بِما أُسلف، وبأن يُؤدِّي جزيةً سنويَّةً، وأن يحضر اجتماع مجلس قشتالة النيابي، ممَّا يبدو أنَّهُ أثار العامَّة والخاصَّة في غرناطة.
والحقيقة أنَّ مُحمَّد الأيسر كان أميرًا صارمًا سيئ الخِلال، مُتعاليًا على أهل دولته، بعيدًا عن الاتصال بِشعبه، لا يكاد يبدو في أيَّة مُناسبةٍ عامَّة، وكان وزيره يُوسُف بن سراج واسطته الوحيدة لِلاتصال بِشعبه وكُبراء دولته، وكان هذا الوزير النابه يعمل بِبراعته ورقَّة خِلاله لِتلطيف حدَّة السخط العام على مليكه، بيد أنَّهُ كان يُحاولُ أمرًا صعبًا. فساءت الأحوال أكثر فأكثر في عهد الأيسر، واشتدَّ سخط الشعب على أميرهم، ولم تُجدِ مُحاولات الوزير ابن سراج لِتهدئة الأُمُور، وقامت ثوراتٌ مُتعاقبة ضدَّ هذا الأمير تدخَّلت فيها مملكة قشتالة وآزرتها، ممَّا شكَّل سببًا في انحلال المملكة الإسلاميَّة وعجَّل بِسُقُوطها. ولم تمضِ أعوامٌ قلائلٌ من حُكم مُحمَّد الأيسر حتَّى عاد النصارى إلى غزو مملكة غرناطة، فتكرَّرت الهجمات القشتاليَّة على بلاد المُسلمين ما بين سنتيّ 859 و861هـ المُوافقة لِما بين سنتيّ 1455 و1457م، ولعلَّ أخطر ما تعرَّضت لهُ المملكة هو استيلاء القشتاليين على جبل طارق خِلال شهر ذي القعدة 866هـ المُوافق فيه شهر آب (أغسطس) 1462م، ويُعدُّ سُقُوط هذا المعقل أوَّل خُطوةٍ ناجحةٍ في سبيل قطع العلاقة بين الأندلُس والمغرب الذي كانت تأتي منه المُساعدات لِغرناطة. وكان الضعف قد أدرك دولة بني مرين، ومضت مُسرعةً في طريق التفكُّك والانحلال، كما بلغت الدولة الزيانيَّة في تلمسان مراحل شيخوختها، وتراجعت قُوَّة الحفصيين في إفريقية، فتوقَّفت نتيجة ذلك، المُساعدات القادمة من شماليّ أفريقيا، فتوجَّه الغرناطيُّون إلى الدولة المملوكيَّة في المشرق وأرسلوا سفارةً إلى القاهرة تطلب مُساعدةً عاجلةً من حُكَّام مصر والشَّام، لكنَّ دولة المماليك لم تكن بِدورها أفضل حالًا من مملكة غرناطة، أمَّا القُوَّة الإسلاميَّة الوحيدة التي كان بِوسعها أن تُقدِّم المُساعدة لِغرناطة فهي الدولة العُثمانيَّة الفتيَّة، والتي برزت على مسرح السياسة بِوصفها أعظم القوى الإسلاميَّة في شرقيّ البحر المُتوسِّط، ولكنَّ العُثمانيين كانوا مُنهمكين بِفُتُوحهم في البلقان والصرب بعد أن فتحوا القُسطنطينيَّة في سنة 857هـ المُوافقة لِسنة 1453م بِقيادة السُلطان مُحمَّد بن مُراد الذي لُقِّب بِالفاتح. وهكذا شعرت غرناطة بأنها أضحت وحيدةً في مُواجهة عدُوِّها القويّ من دون حليفٍ ولا ناصر. وازداد الوضع الداخلي في غرناطة تفاقُمًا بِفعل ما جرى من نُشُوب الحرب الأهليَّة بين أُمراء البيت الحاكم. ففي سنة 868هـ المُوافقة لِسنة 1463م، ثار على الأمير سعد بن عليّ بن يُوسُف ابنه أبو الحسن عليّ، المُلقَّب بِالغالب بالله بِتحريضٍ من بني سراج، الذين كانوا يُناصبون الأمير الأوَّل العداء، فعمد إلى قتل بعض زعمائهم ومن بينهم وزيره مُفرَّج بن سراج وأرغم ولداه مُحمَّد وعلي على الهرب إلى مالقة، فاتصلوا بِأبي الحسن وحرَّضوه على أبيه، فقام بِخلعه ونفاه إلى ألمرية (أو مالقة) حيثُ تُوفي في السنة التالية.

### اتحاد مملكتي قشتالة وأرغون

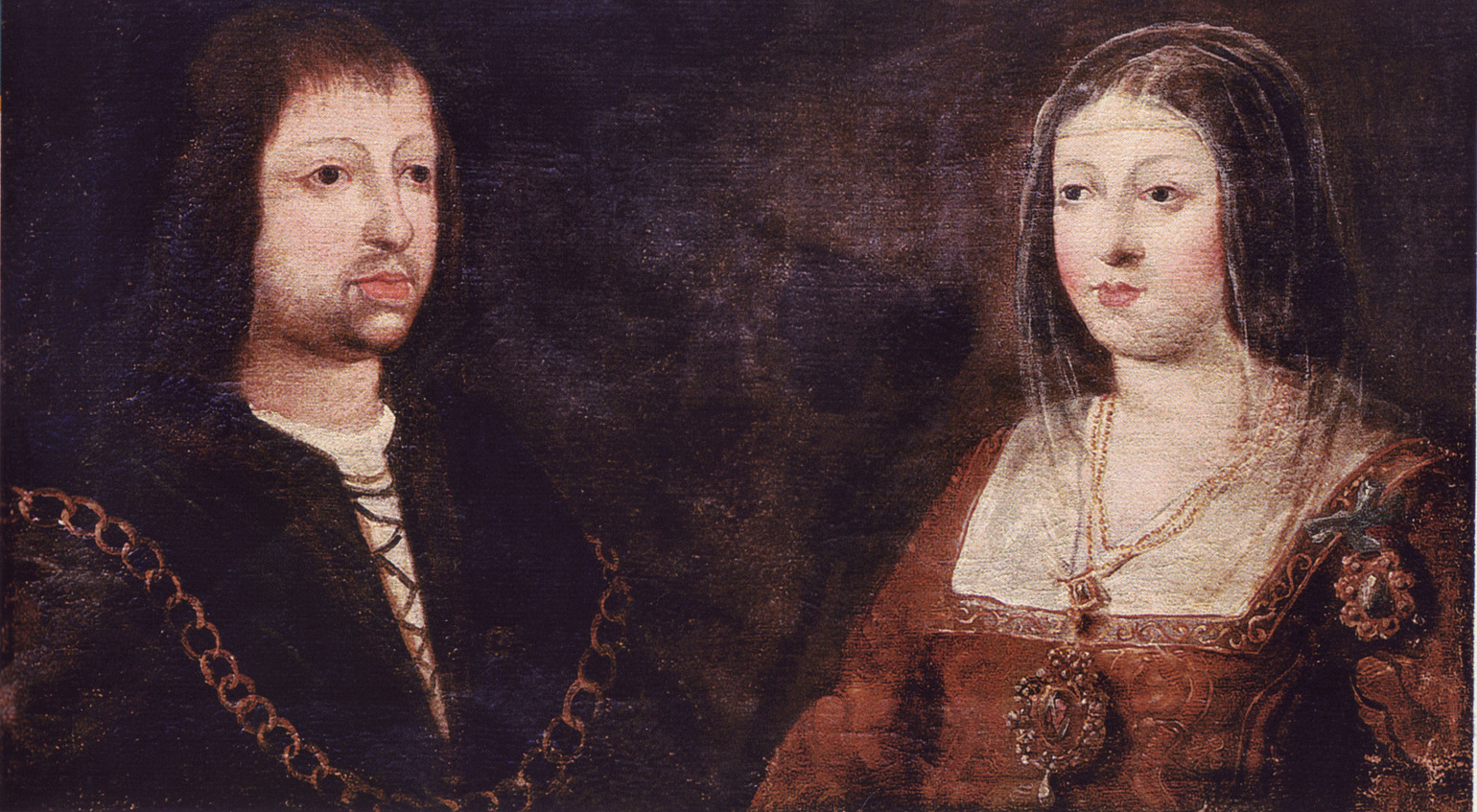
لوحة تُصوِّرُ الملكين الزوجين فرديناند وإيزابيلَّا المُلقَّبين بِالكاثوليكيين مُوحِّدي مملكتي قشتالة وأرغون.

في الوقت الذي كانت فيه الأندلُس الإسلاميَّة تشتعلُ بِنار الفتنة الداخليَّة كانت الممالك المسيحيَّة تسيرُ بِخُطاً ثابتةً نحو توحيد صُفُوفها. ففي سنة 879هـ المُوافقة لِسنة 1474م، تُوفي هنري الرابع ملك قشتالة من دون أن يخلف ولداً ذكراً، وعارض النُبلاء تنصيب ابنته الوحيدة حنَّة لما يُحيط بِنسبِها إليه من الشك حيثُ أُشيع بِنسبتها إلى صديقه وصفيِّه الدوق بلتران دي لاكويڤا (بالإسبانية: Beltrán de la Cueva)‏، وهُنا تقدَّمت أخت الملك الراحل إيزابيلَّا مُطالبةً بِعرش البلاد، وكانت تحظى بِعطف الشعب القشتالي، ويُناصر وراثتها لِلعرش فريقٌ كبيرٌ من النُبلاء، وكان أخوها الملك هنري قد اعترف بِحقِّها في العرش، وأيَّدها المجلس النيابي القشتالي في ذلك عقب وفاة أخيها، ومن ثَمَّ فقد كان حقِّها في وراثة العرش أمراً واضحاً. وكانت إيزابيلَّا قد تزوَّجت قبل وفاة أخيها بِبضعة أعوام بابن عمِّها فرديناند الأرغوني ولد الملك يُوحنَّا الثاني، وهو الذي تولَّى عرش المملكة بعد وفاة والده في سنة 884هـ المُوافقة لِسنة 1479م، وبِهذا الزواج توحَّدت مملكتا قشتالة وأرغون في ظلِّ عرشٍ واحدٍ بعد أن فرَّقت بينهما المُنافسات أحقاباً. وتمكَّن الزوجان من الانتصار على خُصُومهما وعلى رأسهم ألفونسو الخامس ملك الپُرتُغال الذي حرَّضهُ خُصُوم إيزابيلَّا على غزو قشتالة في سبيل تنصيب الأميرة حنَّة سالفة الذِكر على العرش على أن يقترن بها، فتصدَّى الملكان لِلجُيُوش الپُرتُغاليَّة وأجبروها على الارتداد، ثُمَّ استقرَّا معاً على العرش دون مُنازع. وبدأت مملكة قشتالة وأرغون المُتحدة في ظلِّ فرديناند وإيزابيلَّا أو في ظل «الملكين الكاثوليكيين» حسبما لُقِّبا بعد، عصراً من العظمة والقُوَّة والسُؤدد لم تشهده في تاريخها من قبل، بحيثُ اعتُبر فاتحة العصر الإسپاني الذهبي. وكان فرديناند الكاثوليكي من أعظم المُلُوك المسيحيين في عصره وأوفرهم عزماً وهمَّة، وكان يتمتَّع بِمقدرةٍ فائقةٍ سواءً في الإدارة أو في ميادين الحرب والسياسة. بيد أنَّ هذا الجانب الحسن من خِلاله كانت تغشاه صفاتٌ سيِّئة، فقد كان فرديناد ملكاً لا وازع له يجنح في سياسته إلى تحقيق أطماعه الكبيرة بأيّ الوسائل مهما كانت تُجانب المبادئ الأخلاقيَّة السائدة في ذلك الزمان، أو مُقتضيات الفُروسيَّة والشهامة والوفاء، فكان رجُل الفُرصة السانحة. وكانت زوجته الملكة إيزابيلَّا تتمتَّع أيضًا بكثيرٍ من الذكاء والعزم، واشتهرت بِرقَّتها وتواضُعها واحتشامها ممَّا قرَّبها إلى قُلُوب الشعب القشتالي. بيد أنَّها كانت تجيش بِنزعةٍ دينيَّةٍ عميقةٍ تذهب أحياناً مذهب التعصُّب المُضطرم، وكانت تقع تحت تأثير الكهنة والقساوسة المُتعصبين وتنزل عند تحريضهم وتوجيههم، وكان مشروع غزو مملكة غرناطة والقضاء على تلك الدولة الإسلاميَّة يحملُ هذه الملكة على مؤازرة محاكم التفتيش وإقرار كُل ما جُنح إلى ارتكابه باسم المسيحيَّة من جرائمَ وأعمالٍ مُؤلمة. ومن المعلوم أنَّ شهر الحرب على مملكة غرناطة كان من أهم الأغراض القوميَّة المُشتركة التي تعاهد الملكان على الاضطلاع بها، ومن ثَمَّ فإنَّهُ ماكادت تستقر شُؤون قشتالة الداخليَّة حتَّى أخذ الملكان الكاثوليكيَّان يستعدان لِمُحاربة المُسلمين بكُلِّ ما أوتيا من قُوَّةٍ وعزمٍ.
والحقيقة أنَّ النزعة الصليبيَّة كانت تضطرمُ في أوروپَّا بِشكلٍ مُضاعفٍ مُنذُ أن سقطت القُسطنطينيَّة في يد المُسلمين بِقيادة السُلطان العُثماني مُحمَّدٍ الفاتح، إذ انهار ذاك الصرح المنيع الذي كان يحمي أوروپَّا المسيحيَّة من جهة الشرق من غزوات الإسلام، وانساب تيَّار الفُتُوحات الإسلاميَّة تحت الراية العُثمانيَّة إلى جنوب شرقيّ أوروپَّا يكتسحُ في طريقه كُلَّ مُقاومةٍ، فرُوِّعت أوروپَّا المسيحيَّة لِهذا الخطر الجديد، وتردَّد صدى الروح الصليبيَّة في إيبيريا حيثُ كانت مملكة غرناطة ماتزال بالرُغم من صغرها وضعفها تُمثِّلُ صولة الإسلام القديمة في الأندلُس، وقد تغدو في الغرب نُواةً لِهذا الخطر الإسلامي الداهم، الذي بدت طلائعهُ في الشرق على يد العُثمانيين، ومن ثَمَّ فقد كان طبيعيّاً أن تجيش قشتالة بِفورةٍ صليبيَّةٍ جديدةٍ، وأن يُذكِّي هذا الخطر الجديد اهتمامها بِالقضاء على مملكة غرناطة. وبالرُغم ممَّا كانت تجوزه مملكة غرناطة يومئذٍ من فتنٍ داخليَّةٍ، وما كان يفتُّ في قواها من عوامل الانحلال السياسي والاجتماعي، فقد كانت تُعتبرُ دائماً في نظر النصارى عدُوّاً داخليّاً لهُ خطره. وكان أشدَُ ما يخشاه النصارى أن تغدو غرناطة قاعدةً لِفورةٍ جديدةٍ من الغزو الإسلامي تنسابُ من وراء البحار، كما حدث في القُرُون الأخيرة غير مرَّة. والحقيقة أنَّ حياة هذه المملكة الإسلاميَّة الصغيرة قد استطالت أكثرَ ممَّا كانت تُقدِّرهُ الممالك المسيحيَّة، لكنَّ نزاعاتها الداخليَّة حالت دون تضافر الجُهُود لِلقضاء عليها، فلمَّا جلس الملكان الكاثوليكيَّان على العرش، وحقَّقا الوحدة، واستقرَّت الأحوال واجتمعت الموارد، أخذت فُرصة القضاء الأخير على المملكة الإسلاميَّة الصغيرة تبدو لِخصيمتها القويَّة المسيحيَّة في الأُفق قويَّةً سانحة.

### سُقُوط مُعظم ما بقي من بلاد الأندلُس

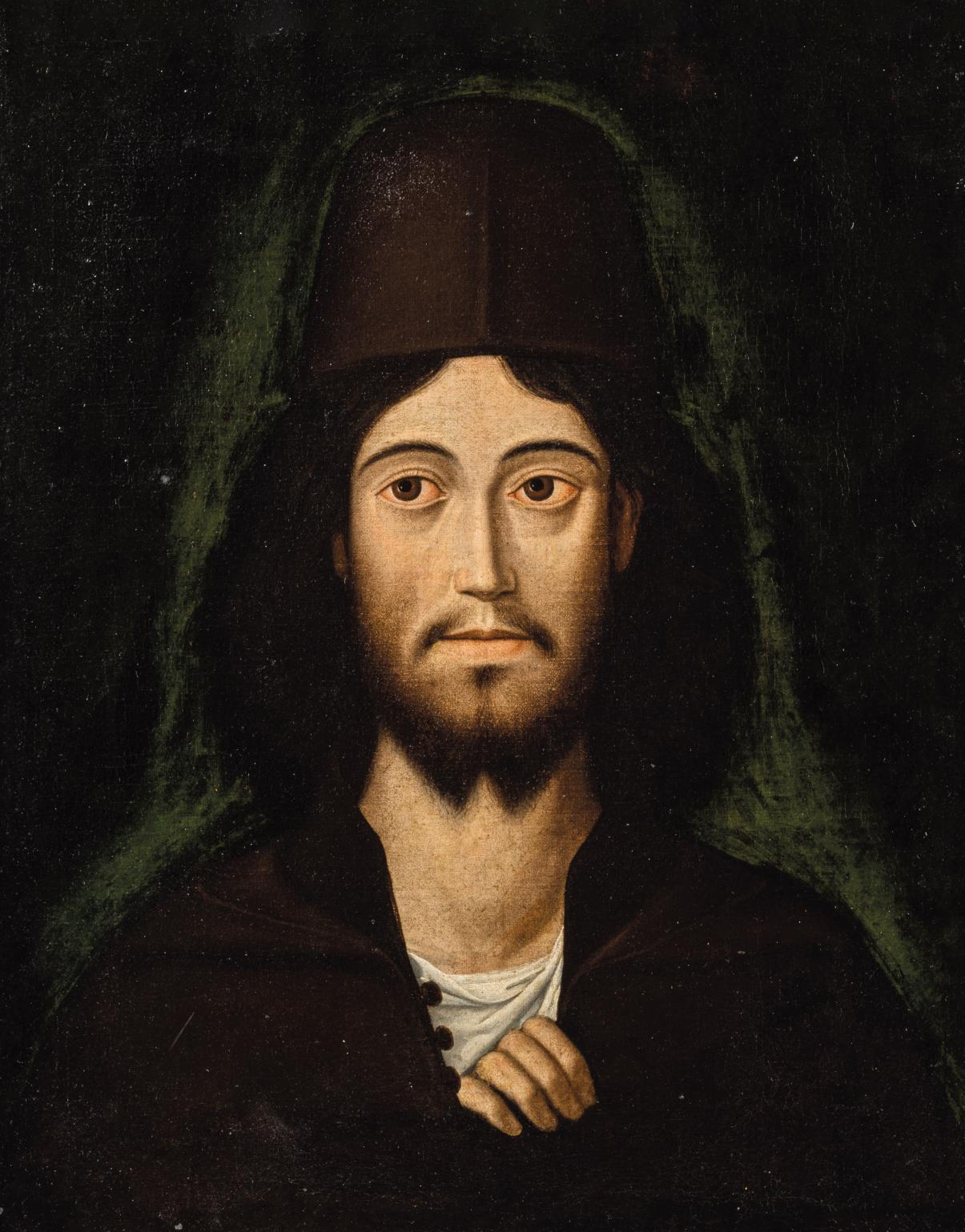
رسمٌ لِفنانٍ مجهول يُصوِّرُ أبا عبد الله مُحمَّد بن عليّ، آخر أُمراء غرناطة وآخر مُلُوك المُسلمين عُمومًا في الأندلُس. شهد عهده آخر جولات الصراع بين النصارى والمُسلمين في البلاد الأندلُسيَّة.

خلال فترة قيام الاتحاد بين مملكتا قشتالة وأرغون، كان الصراع على العرش الغرناطي في أوجَّهُ بين أبي الحسن عليّ - الذي خلع والده كما أُسلف - وأخويه أبي الحجَّاج يُوسُف وأبي عبد الله مُحمَّد المعروف بِالزغل، وقد تُوفي يُوسُف وبقي الزغل، وكان يحكم مالقة، لِيخوض حياة حافلة بِالأحداث ضدَّ أخيه بِمُساعدة ملك قشتالة. فلمَّا اشتدَّ النزاع بين أبي الحسن وأخيه الزغل، طلب الأوَّل من الملكين الكاثوليكيين عقد الهدنة، ولكنَّهُما اشترطا اعترافه بِتبعيَّتهما ودفع جزيةٍ كبيرة، فرفض أميرُ غرناطة، واندلعت الحرب بين الجانبين، فهاجم القشتاليُّون مدينة الحمة واستولوا عليها يوم 19 مُحرَّم 887هـ المُوافق فيه 9 آذار (مارس) 1482م، وهاجموا لوشة بعد أشهُر، إلَّا أنَّهم فشلوا في الاستيلاء عليها بعدما تصدَّى لهم المُسلمون وكبَّدوهم خسائر فادحة. رُغم ذلك، أثار ضياع الحامة غضب الشعب على أبي الحسن عليّ، وازداد غضبهم أكثر لمَّا حاولوا استرجاع المدينة المذكورة، فأقاموا عليها الحصار دون أن يأمر الأمير ووزيره بِالهُجُوم، فأُشيع في وسط الناس أنَّ أمير المُسلمين مُتواطئ مع النصارى، والحقيقة أنَّهُ ووزيره كانا قد استعملا حيلةً وكتبا رسائل مُزوَّرة ادعيا أنها وقعت في أيديهما ورد فيها أنَّ النصارى جمعوا جمعًا عظيمًا وهم سائرون لِقتال المُسلمين وإبادتهم ولا طاقة لِهؤلاء بِقتالهم، فأُسقط في أيدي الناس ورحلوا كارهين. ولم يلبث أن نشب الخلاف بين أبي الحسن عليّ وبين بني سراج، لا سيَّما بعد أن هجر زوجته عائشة الحُرَّة ابنة مُحمَّد الأيسر، وقرَّب إليه جاريته القشتاليَّة الحسناء إيزابيلَّا دي سوليس المعروفة بِثُريَّا الروميَّة، والتي أضحت سيِّدة غرناطة الأولى، فحيكت مُؤامرة أفضت إلى الإطاحة بِالأمير في السنة سالِفة الذِكر، واختار الثائرون ابنه أبا عبد الله مُحمَّد مكانه، وهو المعروف بِابن الحُرَّة، والتجأ أبو الحسن عليّ إلى أخيه الزغل في مالقة. كان أبو عبد الله مُحمَّد بن عليّ فتىً في الخامسة والعشرين من عُمره، فأراد أن يحذو حذو والده وعمِّه الزغل في الحرب والجهاد، وبِخاصَّةً بعد أن صدَّ حملةً قشتاليَّةً هاجمت مالقة، وأحرز انتصارًا على القُوَّات المسيحيَّة في موقعة بلش مالقة في شهر صفر 888هـ المُوافق فيه شهر آذار (مارس) 1483م، فانتهز فُرصة اضطراب أوضاع النصارى عقب الهزيمة، وخرج على رأس قُوَّاته من أهل غرناطة ومن حولها من الحُصُون والقُرى مُتوجهًا إلى قُرطُبة. واجتاح في طريقه عددًا من القُرى والحُصُون، وهزم النصارى في عدَّة معارك جانبيَّة، ثُمَّ سار إلى بلدة اللَّسَّانة فأدركه هؤلاء في ظاهرها وتغلَّبوا عليه، ووقع أسيرًا في أيديهم. وعادت فُلُول جيش المُسلمين بِدون أميرهم، فحاولت عائشة الحُرَّة الإمساك بِزمام الأُمُور في غرناطة واتفقت مع أعيان البلاد على استدعاء زوجها أبي الحسن عليّ لِيتسلَّم الحُكم، لكنَّ هذا كان قد أصابهُ مرض شبه الصرع كما فقد بصره ولم يستطع أن يضطلع بِأعباء الحُكم طويلًا، فتنازل لِأخيه الزغل في سنة 890هـ المُوافقة لِسنة 1485م.

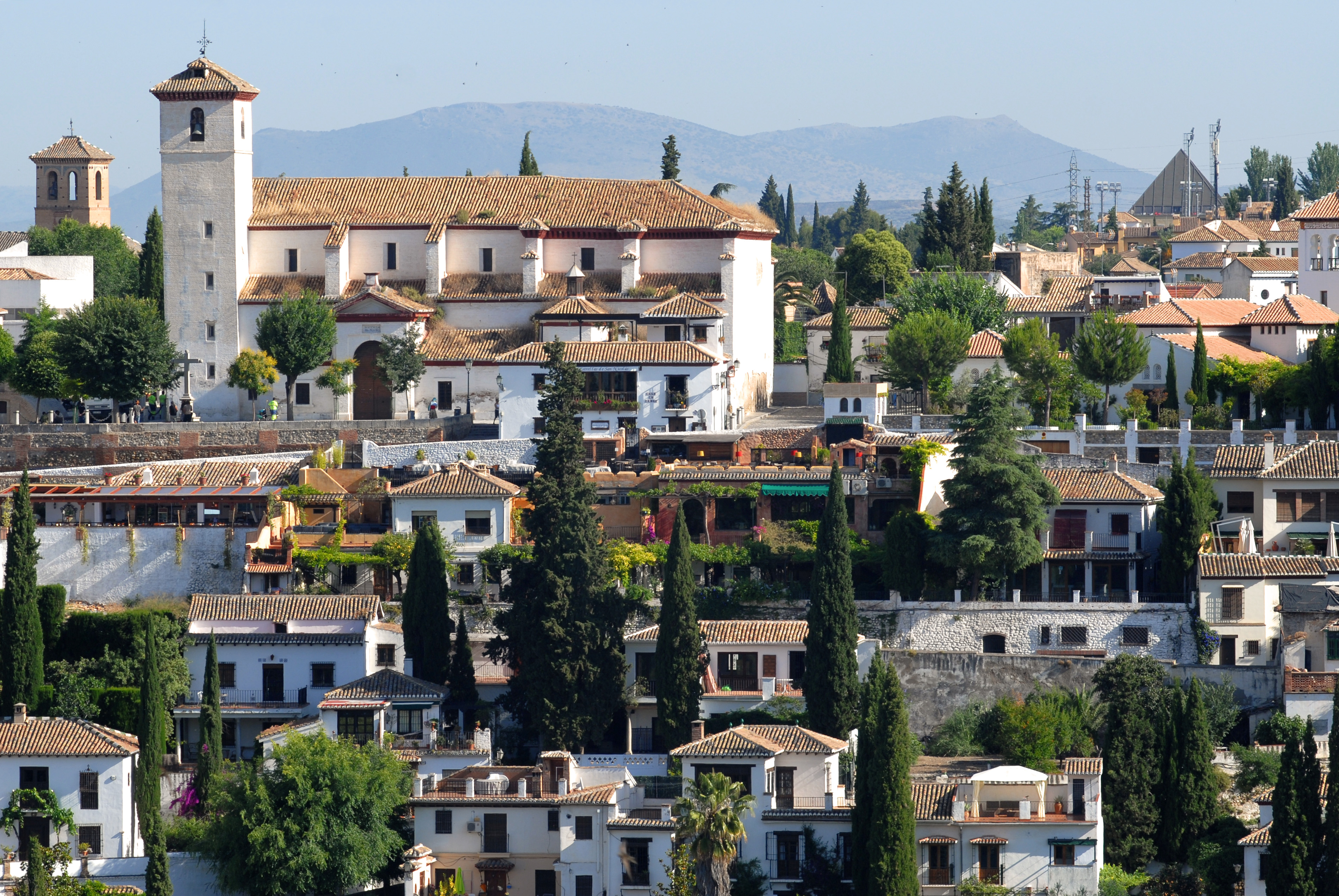
جانب من ربض البيازين في غرناطة، وهو الحي الشعبي الذي أيَّد مُهادنة النصارى بناءً على دعوة أبي عبد الله مُحمَّد بن عليّ.

ويبدو أنَّ وُقُوع أبي عبد الله مُحمَّد بن عليّ في الأسر ساهم في انتقال تفكير الملكين الكاثوليكيَّين من مُجرَّد إخضاع غرناطة وإجبارها على اسئناف دفع الجزية، إلى مُحاولة شنِّ حربٍ شاملةٍ لِلقضاء عليها وإنهاء وُجُودها، لِذلك رفضا إغراءات والده الماليَّة لِافتدائه، وآثرا أن يحتفظا بِالأسير واتخاذه صنيعة لهما. وبذلت الأميرة عائشة الحُرَّة جُهُودًا حثيثة لِإطلاق سراح ابنها، فأرسلت سفارةً إلى قشتالة بِرئاسة الوزير ابن كمَّاشة، فأجرى مُفاوضات ناجحة مع الزوجين الملكيين أسفرت عن توقيع مُعاهدة أُطلق بِموجبها سراح الأمير الغرناطي مُقابل دفع جزية سنويَّة وإعلان الطاعة التامَّة لِقشتالة. وكان فرديناند الكاثوليكي يرى الاكتفاء بِذلك والانصراف عن مُواصلة الحرب، غير أنَّ زوجته إيزابيلَّا صمَّمت على خوض الحرب حتَّى النهاية. واجتاحت الجُيُوش القشتاليَّة منطقة غربيّ مالقة في أوائل سنة 890هـ المُوافقة لِسنة 1485م، واستولت على عدَّة حُصُون منها: قُرطُمة ودكوين والمرة والشيطنين، الواقعة في مُنتصف الطريق بين مالقة ورندة، الأمر الذي أدَّى إلى عزل هذه الأخيرة، وأضحى الطريق مُمهدًا لِاقتحامها. وفعلًا هاجمها القشتاليُّون واستولوا عليها خِلال شهر جُمادى الأولى المُوافق فيه شهر أيَّار (مايو)، وأسقطوا شريطها الساحليّ المُمتد حتَّى مالقة، إلَّا أنهم فشلوا أمام موكلين ورُدُّوا بِخسائر فادحة. كان سُقُوط رندة ضربةً قاسيةً لِلمُسلمين، وانهارت بِسُقُوطها وسائل الدفاع عن المنطقة الغربيَّة، وأضحى القشتاليُّون يُهددون مالقة من الغرب. وسار أبو عبد الله مُحمَّد بن عليّ، بعد إطلاق سراحه، إلى منطقة بلش وأعلن نفسهُ أميرًا بِمُساعدة القشتاليين، وأخذ يبث دعوته المُتعلِّقة بِالاستقرار والسلم ومُهادنة النصارى، فناصرهُ سُكَّان ربض البيازين، وهو حي غرناطة الشعبي. وشُغل الزغل بِإخماد هذه الفتنة عن مُقاتلة النصارى، وهذا ما كان يرمي إليه الملكان الكاثوليكيَّان.

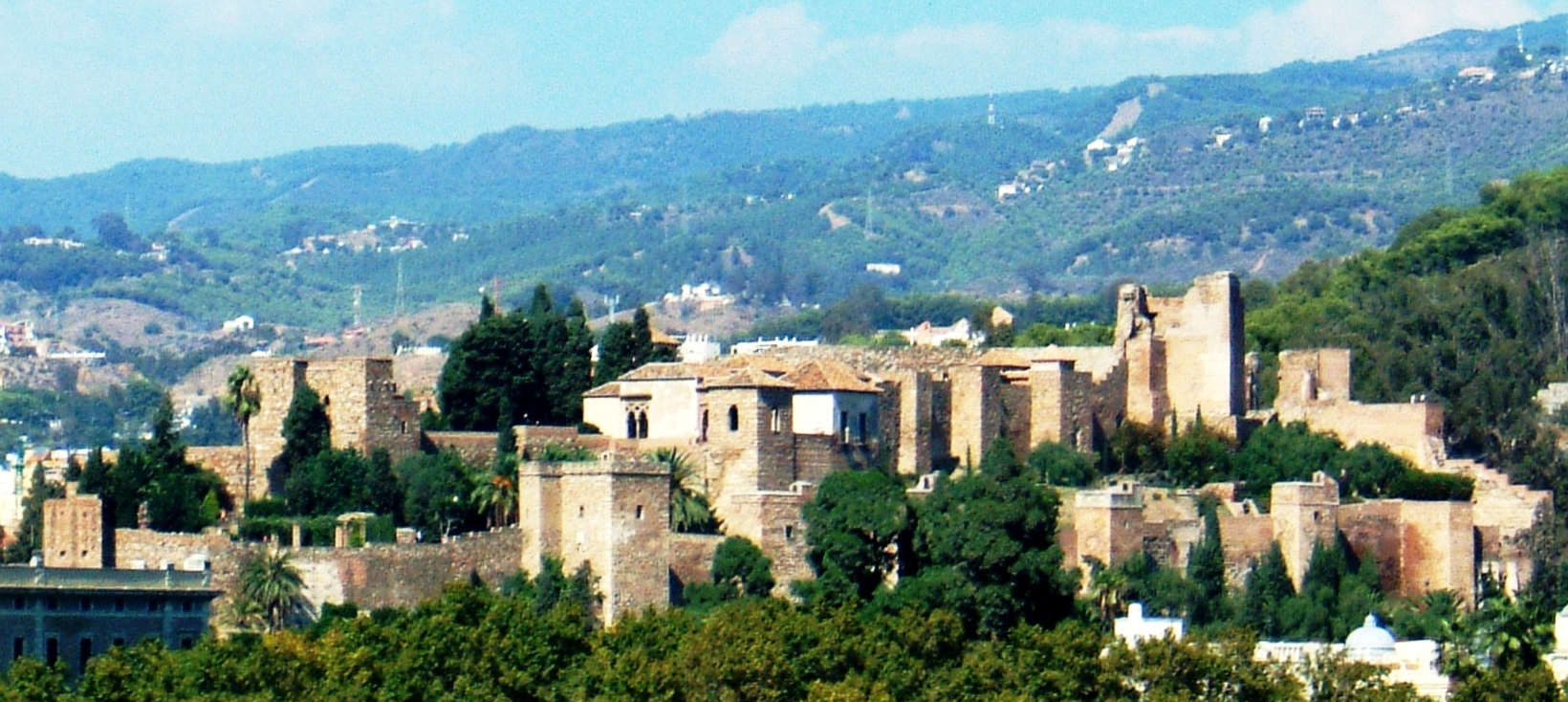
قصبة مالقة. سقطت في يد النصارى بعد ثلاثة أشهُرٍ من الحصار العنيد، كانت خِلاله سفارة الأمير مُحمَّد الزغل قد وصلت القاهرة لِلاستنجاد بِسلاطين مصر والشَّام.

ويبدو أنَّ أبا عبد الله مُحمَّد أدرك خطأه بعد ذلك وتهيَّب مُقاتلة عمِّه، فأجرى معهُ مُفاوضات انتهت إلى الانضواء تحت سُلطانه ومُقاومة الغزو القشتالي، الأمر الذي أثار الملك فرديناند فألقى بِثقل جيشه كُلِّه على فحص غرناطة، وهاجم لوشة مرَّةً أُخرى واستولى عليها في 26 جُمادى الأولى 891هـ المُوافق فيه 30 أيَّار (مايو) 1486م، ولمَّا غادرها أخذ معهُ أبا عبد الله مُحمَّد بن عليّ إمَّا أسيرًا أو أنَّهُ سار معهُ لِالتماس مُساعدته في تنفيذ خطَّته لِاستعادة عرش غرناطة، وهي خطَّة أيَّدها الملك القشتاليّ وشجَّعها لأنهَّا تخدم أهدافه في القضاء على تلك المملكة الإسلاميَّة الصغيرة التي مزَّقتها الحُرُوب الأهليَّة، وانتهز هذه الفُرصة فاستولى على موكلين ومنتفريد وقلميرة. وتحرَّج وضع الزغل. وحدث أن عاد أبو عبد الله بن عليّ من قشتالة إلى منطقة بلش في شهر شوَّال 891هـ المُوافق فيه شهر تشرين الأوَّل (أكتوبر) 1486م، في مُحاولةٍ لِاستعادة الحُكم، وظهر في ربض البيازين فالتفَّ أنصاره حوله. وهاجم فرديناند الكاثوليكي، في هذه الأثناء، مدينة بلش، وهي حصن مالقة من الشرق واستولى عليها في 10 جُمادى الأولى 892هـ المُوافق فيه 4 أيَّار (مايو) 1487م، فأسقط بِذلك خط الدفاع عن مالقة التي باتت مُهدَّدةً بِالسُقُوط. وأثناء عودة الزغل من بلش إلى غرناطة، بعد أن فشل في إنقاذها، علم بِسُقُوط هذه الأخيرة في يد ابن أخيه الذي اعتلى العرش لِلمرَّةٍ الثانية. أضحت مالقة، بعد سُقُوط جبل طارق، صلة الوصل الأخيرة مع المغرب، لِذلك كانت هدف النصارى التالي، فزحف إليها وحاصرها من البرِّ والبحر، في شهر جُمادى الآخرة المُوافق فيه شهر حُزيران (يونيو)، وتحصَّن السُكَّان بداخلها وراحوا يُدافعون عنها، واستولى على القُرى والحُصُون المُجاورة، كقمارش ومنتنميش. كانت مالقة ما تزال تُدين بِالطاعة لِلزغل، ولكنَّهُ لم يستطع أن يسير لِإنجادها بِقُوَّاته خوفًا من غدر ابن أخيه أمير غرناطة، فتركها مُتحسرًا تُواجه مصيرها. ولكنَّهُ فكَّر في وسيلةٍ أخيرةٍ لِعلَّها تُجدي في إنقاذ الأندلُس من خطر الفناء الداهم، هي أن يستغيث بِسلاطين وأُمراء المُسلمين لِآخر مرَّة، فأرسل إلى السلاطين الحفصيين في إفريقية، والمماليك في مصر والشَّام، والعُثمانيين في القُسطنطينيَّة. وكانت الحوادث الأندلُسيَّة المُفجعة قد ذاعت يومئذٍ في أنحاء ديار الإسلام، واهتزَّ لِمصابها أُمراء وسلاطين الإسلام قاطبةً، وكان صداها يتردد في بلاط القاهرة وغيره من قُصُور المشرق. وكانت الدولة المملوكيَّة ترتبط يومئذٍ مع ثُغُور الأندلُس ولا سيَّما مالقة وألمرية بِعلاقات تجاريَّة وثيقة، وكان لِلمماليك هيبتهم التالدة بين الدُول المسيحيَّة مُنذُ الحُرُوب الصليبيَّة، وبِالأخص لأنَّ الدولة المملوكيَّة تحكم الأراضي المسيحيَّة المُقدَّسة، وبين رعاياها ملايينٌ من النصارى. فلم يكن غريبًا أن تُفكِّر الأندلُس في محنتها القاسية في الإستغاثة بِالمماليك بعد أن رأت قُصُور الدُول المغربيَّة عن إنجادها. وكان من الطبيعي أن تهتم الدُول الإسلاميَّة من أقصاها إلى أقصاها بِمصير الأندلُس، وأن تُفكِّر في التماس السبيل إلى غوثها إن استطاعت إلى ذلك سبيلًا. ولا تُشير المصادر الإسلاميَّة إلى فكرةٍ أو سياسةٍ مُعيَّنةٍ وضعتها أو اعتزمتها الدول الإسلاميَّة لِتحقيق هذه الغاية، ولكنَّها تُشيرُ فقط إلى سفارةٍ أندلُسيَّةٍ وفدت على البلاط المملوكي في القاهرة في شهر ذي القعدة سنة 892هـ المُوافق فيه شهر تشرين الثاني (نوڤمبر) 1487م، وخِلال تلك الفترة كانت مالقة قد سقطت في يد القشتاليين بعد حصارٍ عنيد، عانى المُحاصرون خلاله من الجوع والإعياء والمرض، فاضطرُّوا إلى الاستسلام لِقاء الأمان، لكنَّ فرديناند الكاثوليكي غدر بِالأهالي، فأصدرًا قرارًا ملكيًّا باعتبار المُسلمين واليهود من السُكَّان رقيقًا يجب عليهم افتداء أنُفسهم ومتاعهم مهما كان سنُّهم وظُروفهم، ولمَّا دخل القشتاليُّون المدينة عاثوا فيها وسبوا النساء والأطفال، ونهبوا الأموال والمتاع، وفرَّ من استطاع من المُسلمين إلى غرناطة أو وادي آش أو عبر إلى المغرب.
وعلى أيِّ حال، فإنَّ المُؤرِّخ ابن أيَّاس وصف السفارة الأندلُسيَّة إلى المماليك قائلًا أنَّ «صاحب الأندلُس» طلب من السُلطان المملوكي القائم آنذاك، وهو أبو النصر سيفُ الدين قايتباي المحمودي الأشرفي، أن يمُدَّهُ بِجُنُودٍ يُعينونه على قتال النصارى كونهم أشرفوا على أخذ غرناطة من المُسلمين. ولم يكن من الميسور على المماليك تلبية نداء الأندلُس بِطريقةٍ فعَّالةٍ بِسبب بُعد المسافة وما كان يشغل الدولة المملوكيَّة يومئذٍ من الحوادث الداخليَّة، وتوجُّسها من التحرُّكات العُثمانيَّة على حُدُودها الشماليَّة. فحاول السُلطان مُعاونة الأندلُس عن طريق الدبلوماسيَّة والضغط السياسي، فوجَّه سفارةً إلى كُلٍ من: البابا إنوسنت الثامن، وملك النبلطان (ناپولي) فرديناند الأوَّل، وملكا قشتالة وأرغون فرديناند وإيزابيلَّا. وفي هذه الكُتُب عاتب السُلطان المملوكي مُلُوك النصارى على ما ينزل بِأبناء دينه وأُمَّته في الأندلُس من اعتداءاتٍ وغزواتٍ وقتلٍ، في حين أنَّ رعاياه المسيحيين في مصر والشَّام، وهم ملايين، يتمتعون بِجميع الحُريَّات والحمايات، آمنين على أنفُسهم وعقائدهم وأملاكهم. وطالب فرديناند وإيزابيلَّا الكف عن التعرُّض لِلمُسلمين وردِّ ما أُخذ من بلادهم، كما طلب من البابا وملك النبلطان التدخُّل لدى ملكيّ قشتالة وأرغون لِردِّهما عن إيذاء المُسلمين والبطش بهم، وإلَّا فإنَّهُ سيتبع مع رعاياه النصارى سياسة التنكيل والقِصاص، ويبطش بِكبار الكهنة والقساوسة في بيت المقدس، ويمنع دُخُول كافَّة المسيحيين إلى الأراضي المُقدَّسة، بل ويهدم كنيسة القيامة. ولم يرَ الملكان الكاثوليكيَّان في مطالب السُلطان قايتباي ووعيده ما يحملهما على تغيير خطَّتهما، في الوقت الذي أخذت فيه قواعد الأندلُس الباقية تسقط تباعًا في أيديهما، واقترب فيه أجل الظفر النهائي؛ ففي الوقت الذي استغرقهُ وُصُول السفارة المملوكيَّة إلى شبه الجزيرة الأيبيريَّة، أي نحو عامٍ ونصف، كان القشتاليُّون قد استولوا على ما بقي من الحُصُون الشرقيَّة والغربيَّة الواقعة على أطراف مالقة، مثل بيرة والبلشين وأشكر وغيرها، بحيثُ لم يبقَ لِلمُسلمين من الثُغُور سوى ألمرية، التي أصبح احتلالها أمرًا وشيكًا لا جدال فيه. وكتب الملكان إلى السُلطان المملوكي في أدبٍ ومُجاملةٍ أنَّهُما لا يُفرِّقان في المُعاملة بين رعاياهما المُسلمين والنصارى، ولكنَّهما لا يستطيعان صبرًا على ترك أرض الآباء والأجداد في يد الأجانب، وأنَّ المُسلمين إذا شاءوا حياةً في ظل حُكمهما راضين مُخلصين، فإنهم سوف يلقون منهما نفس ما يلقاه الرعايا الآخرون من الرعاية. ومن غير المعلوم مصير هذه الرسالة وما إذا كانت وصلت بلاط القاهرة، وليس في المصادر الإسلاميَّة ما ينص على أنَّ السُلطان المملوكي نفَّذ وعيده باتخاذ إجراءاتٍ مُعيَّنةٍ ضدَّ المسيحيين أو مُقدَّساتهم في فلسطين، ويُرجَّح أنَّهُ شُغل عن هذا بالاضطرابات الداخليَّة والتحرُّكات العسكريَّة العُثمانيَّة على الحُدُود الشماليَّة، ومن ثُمَّ فإنَّهُ يبدو أنَّ مُحاولة المماليك إنقاذ الأندلُس قد وقفت عند هذا الحد. على الرُغم مما سلف، تذكر مصادر غربيَّة أنَّ السُلطان بايزيد بن مُحمَّد العُثماني وسيفُ الدين قايتباي تهادنا مُؤقتًا بِالرُغم ممَّا كان بينهما من خُصُوماتٍ مُضطرمة وعقدا حلفًا لِإنجاد الأندلُس وإنقاذ دولة الإسلام فيها، ووضعا خطَّةً مُشتركة مفادها أن يُرسل السُلطان بايزيد أُسطولًا قويًّا لِغزو جزيرة صقلية التي كانت يومئذٍ من أملاك قشتالة، لِيشغل بِذلك اهتمام فرديناند وإيزابيلَّا، وأن تُبعث سريَّات كبيرة من الجُند من مصر وإفريقية تجوز البحر نحو الأندلُس لِتُنجد جُيُوشها وقواعدها. على أنَّ بعض المُؤرخين العرب والمُسلمين يُشككون بِصحَّة هذا القول بِسبب ما كان بين المماليك والعُثمانيين من الجفاء والقطيعة يومذاك، بِسبب ضم العُثمانيين لِبعض البلاد الأناضوليَّة التي كانت تتبع الدولة المملوكيَّة أو تدخل تحت حمايتها.
وهكذا، تُركت الأندلُس لِمصيرها المحتوم، وانقضَّ فرديناند الكاثوليكي على القواعد الشرقيَّة والجنوبيَّة التي تقع تحت سيطرة الزغل، فحاصر مدينة بسطة التي كانت من أهم القواعد الشرقيَّة، وشدَّد عليها طيلة ستَّة أشهر، عانى السُكَّان خلالها من شتَّى أنواع المُضايقات والعذاب، فاشتدَّ الكرب بهم وفتك الجوع والمرض بِالعامَّة، واضطرُّوا أخيرًا إلى الاستسلام في 10 مُحرَّم 895هـ المُوافق فيه 5 كانون الأوَّل (ديسمبر) 1489م، وغادرها مُعظم سُكَّانها إلى وادي آش. وهرعت جميع الحُصُون القريبة إلى الاستسلام والدُخُول في طاعة الملك القشتالي، ثُمَّ استسلمت ألمرية بعد ذلك بِقليل، وتلاها وادي آش بِموجب مُعاهدة أبرمها الزغل مع الملك الكاثوليكي، وبِمُوجبها انتقل إلى مدينة أندرش وعاش فيها فترةً من الزمن، ثُمَّ رفض ما حلَّ به وتنازل عن كُلِّ ما يملُك، ورحل إلى المغرب حيثُ نزل في وهران ثُمَّ انتقل إلى تلمسان وعاش فيها حتى وفاته.

### سُقُوط غرناطة

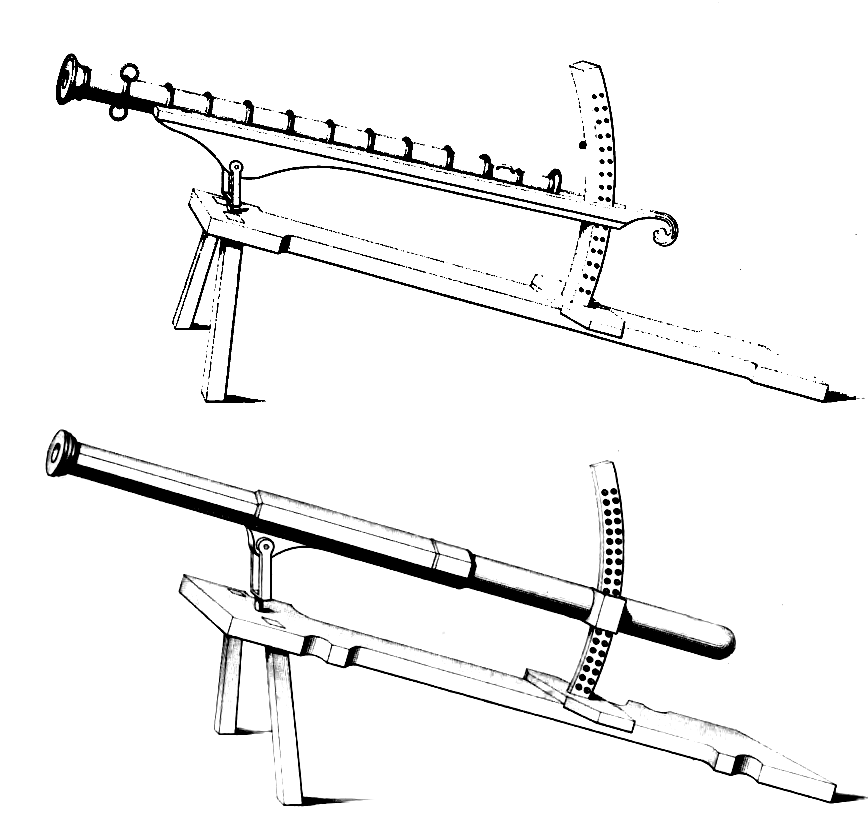
نمُوذج عن المدافع التي كانت معروفةً خِلال القرن الخامس عشر الميلاديّ، والتي استعملها النصارى في حصار غرناطة، وسمَّاها المُسلمون «الأنفاط» لِقذفها النفط والبارود.

بعد سُقُوطِ القسم الشرقي من مملكة غرناطة بِأيدي النصارى، لم يبقَ في أيدي المُسلمين سوى القسم الغربي الذي يشمل مدينة غرناطة وأعمالها، فركَّز فرديناند الكاثوليكي ضغطه لِانتزاعه، والقضاء على دولة المُسلمين في الأندلُس. كان الملكان الكاثوليكيَّان رأيا أنَّ الوقت حان لِتسديد الضربة القاضية لِلوُجُود الإسلامي في الأندلُس، فأرسلا سفارةً إلى أبي عبد الله مُحمَّد بن عليّ يطلُبان منه تسليم ما بيده وفقاً لِاتفاقيَّة الصُلح المعقودة بين الجانبين، والتي تنص على أنَّهُ متى يتمُّ تسليم بسطة وألمرية ووداي آش إليهما يتنازل أميرُ غرناطة لهما عن القسم الواقع تحت يده. ويبدو أنَّهُما اكتفيا بِأن طلبا منهُ تسليم قُصٌور الحمراء، مقر المُلك والحُكم، وأن يبقى مُقيماً في غرناطة في طاعتهما وتحت حمايتهما، أُسوةً بما جرى في سائر نواحي الأندلُس. الواقع إنَّ فكرة الاستسلام كانت تلقى استنكاراً عامّاً في غرناطة، فما أن جمع الأمير الأعيان والكُبراء والأجناد والفُقهاء والخاصَّة والعامَّة وأخبرهم بما طلب منهُ العدوّ حتَّى أجمعوا أمرهم كُلِّهم على قتاله ومُدافَعَته عنهم بما أمكن حتَّى ينتصروا أو يهلكوا عن آخرهم، وتعاهدوا مع أميرهم أن يكونوا يداً واحدةً على قتال عدوِّهم. وأبلغ أبو عبد الله ملكَ قشتالة -على يد سفيره- بِأنَّهُ لم يعد لهُ القول والفصل في الأمر، وأنَّ المُسلمين يأبون كُلَّ تسليمٍ أو مُهادنةٍ ويُصمّمون على المُقاومة والدفاع، وبِهذا انتقل هذا الأمير بِسبب عزم شعبه من الاستكانة والمُهادنة إلى التحدِّي والمُقاومة، وصدحت صيحات الحرب والجهاد في مُختلف أرجاء غرناطة. والحقيقة إنَّ سرايا من الجُند المُسلمين خرجت تُعيثُ في الأراضي المسيحيَّة القريبة، وتمكَّنت من السيطرة على عددٍ من القُرى والحُصُون واسترجاعها -حتَّى حين- وأثارت هذه الانتصارات حميّة المُسلمين الخاضعين لِلنصارى في الضياع والقُرى، وبدأت بوادر الانتفاض والثورة تسري إلى وادي آش وما حولها، وتحمَّس الناس لِلقتال حتَّى النصر، ودعمهم أبو عبد الله بِالجُند والسلاح، وتمكَّن من إلحاق بعض الهزائم المُذلَّة بِالقشتاليين وأسْر المئات منهم ممَّا أثار غضب الملك فرديناند. أيقن فرديناند أنَّهُ لا بُدَّ لِاستتباب الأُمُور في المناطق الإسلاميَّة التي استولى عليها من الاستيلاء على غرناطة التي مازالت تُثيرُ بِمُثلها وصلابتها روح الثورة في البلاد المغلوبة، فقضى شتاء سنة 1490م يجمعُ جميع جُيُوشه ويستعد لِتوجيه الضربة القاضية إلى آخر ممالك المُسلمين في الأندلُس. أوائل سنة 1491م، خرج فرديناند في قُوَّاته مُعتزماً أن يُقاتل الحاضرة الإسلاميَّة حتَّى ترغم على التسليم، وزوَّد فرديناند جيشه بِالمدافع والعتاد الضخمة والذخائر والأقوات الوفيرة، وأشرف على فحص غرناطة الواقع جنوبيّ الحاضرة الإسلاميَّة يوم 12 جُمادى الآخرة 896هـ المُوافق فيه 23 نيسان (أبريل) 1491م، وعسكر على ضفاف نهر شنيل على قيد فرسخين من غرناطة وأرسل بعض جُنده إلى حُقُول البشرات التي تمُدُّ غرناطة بِالمُؤن، فأتلفوا زُرُوعها وهدموا قُراها، وأمعنوا في أهلها قتلاً وأسراً قاطعين بِذلك عن غرناطة مورداً من أهم مواردها.

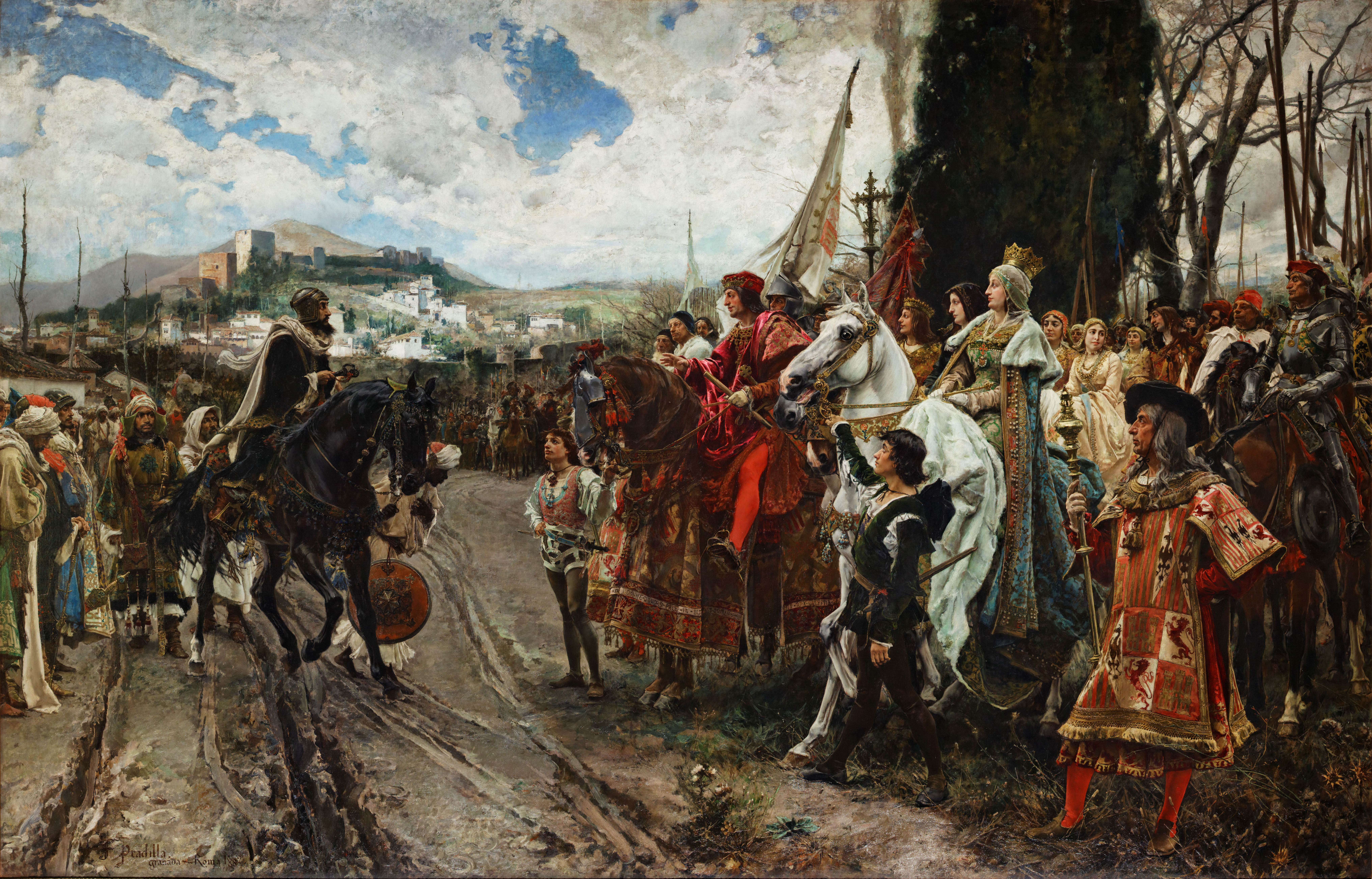
تسليمُ غرناطة لِلملكين الكاثوليكيين.

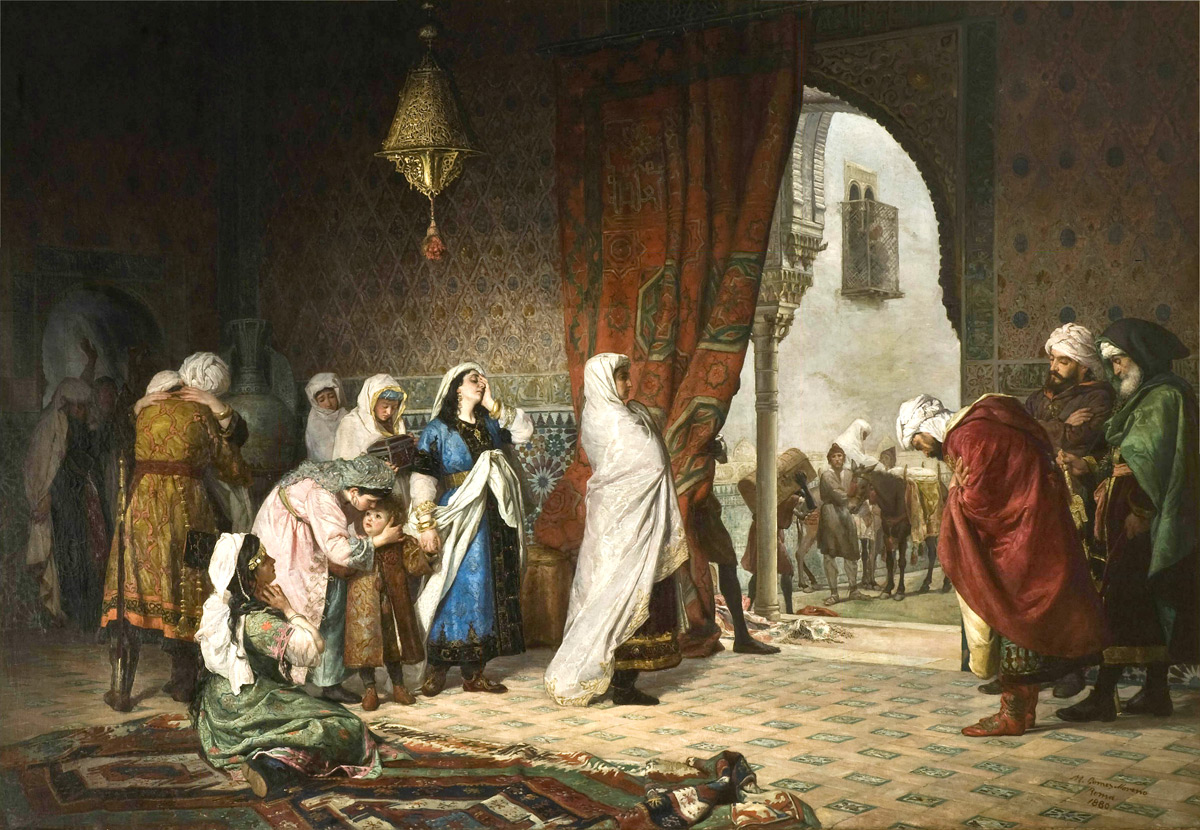
بنو الأحمر بُعيد تلقيهم خبر دُخُول القشتاليين إلى المدينة، واستعدادهم لِلرحيل عنها.

وضرب فرديناند حول غرناطة حصاراً صارماً، وصمَّم على مُتابعته حتَّى يحتلها بِحد السيف أو تستسلم. وأنشأ المُحاصِرون في فحص غرناطة مُعسكراً تحوَّل إلى مدينةٍ سمُوها «سانتا في» (بالإسبانية: Santa Fe)‏ أي العناية المُقدَّسة، ولفَظَهَا المُسلمون «شنتقي»، واتُخذت مركزًا لِقيادة العمليَّات العسكريَّة. وكان مُقاتلون من غرناطة يخرجون لِشلِّ مُخططاتِ النصارى وإفشالِها، على رأسهم مُوسى بن أبي الغسَّان الذي نُسجت حول شجاعته الأساطير. دام الحصار سبعة أشهرٍ صمد خلالها الغرناطيُّون، وفشلت كُلَّ مُحاولات الاقتحام المُتكرِّرة. ومع بداية شهر مُحرَّم سنة 897هـ المُوافق فيه أوائل شهر تشرين الثاني (نوڤمبر) 1491م، ونتيجة اليأس وانتشار الجوع وتفشِّي المرض، اجتمع أبو عبد الله مُحمَّد بن عليّ مع أعيان المدينة والقادة واتخذوا قرار تسليم المدينة، عارض القائد موسى بن أبي الغسَّان القرار وخرج من الاجتماع مُغاضِباً، فأرسلوا الوزير أبا القاسم بن عبد الملك لِلتفاوض مع الملك الكاثوليكي. انتهت المُفاوضات بِالتوقيع على مُعاهدة التسليم في 12 صفر 897هـ المُوافق فيه 12 كانون الأوَّل (ديسمبر) 1491م، والتي تنصُّ على: تسليم غرناطة إلى الملك فرديناند، وتأمين المُسلمين على أنفُسهم وأموالهم وأعراضهم، واحتفاظهم بِشريعتهم وقضائهم ونُظُمهم تحت إشراف الحاكمٍ المسيحيٍّ، وتأمين حُريَّة الدين والشعائر والحفاظ على المساجد والأوقاف، وألا يدخُلَ مسيحيٌّ إلى مسجدٍ أو دارِ مُسلمٍٍ، وأن يسير المُسلم في ديار النصرانيَّة آمنًا لايحملُ علامةً مُميزةً، وأن يُسمح لمن أراد من المُسلمين العُبُور إلى المغرب في سُفن القشتاليين لِمُدَّة ثلاثة أعوامٍ دون مُقابل، وألا يُجبرَ مُسلمٌ أو مُسلمةٌ على التنصُّر، وأن يُعاملَ الحاكمُ المسيحي المُسلمين بِالرفق والعدل، وأن يخرج الأمير مُحمَّد بن عليّ من قصر الحمراء لِيُقيمَ حيثُ يشاء في مُمتلكاته، وأن يُوافق البابا على الوثيقة. ويُروى أنَّ أبا عبد الله مُحمَّد بن عليّ لمَّا أتمَّ المُعاهدة دخل مجلسهُ وأعلم الأعيان والأكابر والقادة بِما حدث، فساد صمتٌ أليمٌ وعلا اليأس وُجُوه الحاضرين، فصاح قائلًا: «اللهُ أَكبَر لَا إِلَهَ إِلَّا الله، مُحَمَّد رَسُولُ الله، وَلَا رَادَّ لِقَضَاءِ الله. تَاللهِ لَقَد كُتِبَ لِي أَن أَكُونَ شَقِيّاً، وَأَن يَذهَبَ المُلكَ عَلَى يَدِي»، وصاح الحاضرين على إثره: «الله أكبر ولا رادَّ لِقضاء الله»، وكرَّروا جميعاً إنَّها إرادةُ الله ولتكن، وأنَّهُ لا مفرَّ من قضائه ولا مهرب، وأنَّ شُرُوط ملك النصارى أفضل ما يُمكن الحُصُول عليه. وفي يوم الإثنين 2 ربيع الأوَّل 897هـ المُوافق فيه 2 كانون الثاني (يناير) 1492م فُتحت أبواب غرناطة لِيدخُلها موكب الملكين فرديناند وإيزابيلَّا ومعهم الجُند والرُهبان والقساوسة، ورفعوا فوق بُرج الحمراء صليباً فضياً كبيراً وبِجانبه علميّ قشتالة والقدِّيس يعقوب بن زبدي. وغادر في اليوم نفسه أبو عبد الله مُحمَّد بن عليّ قصره مع أهله وتوجَّه إلى أندرش في جبل البشرات المُطل على غرناطة، وقد حُدِّدت هذه القرية مكاناً لِإقامته تحت إشراف القشتاليين.

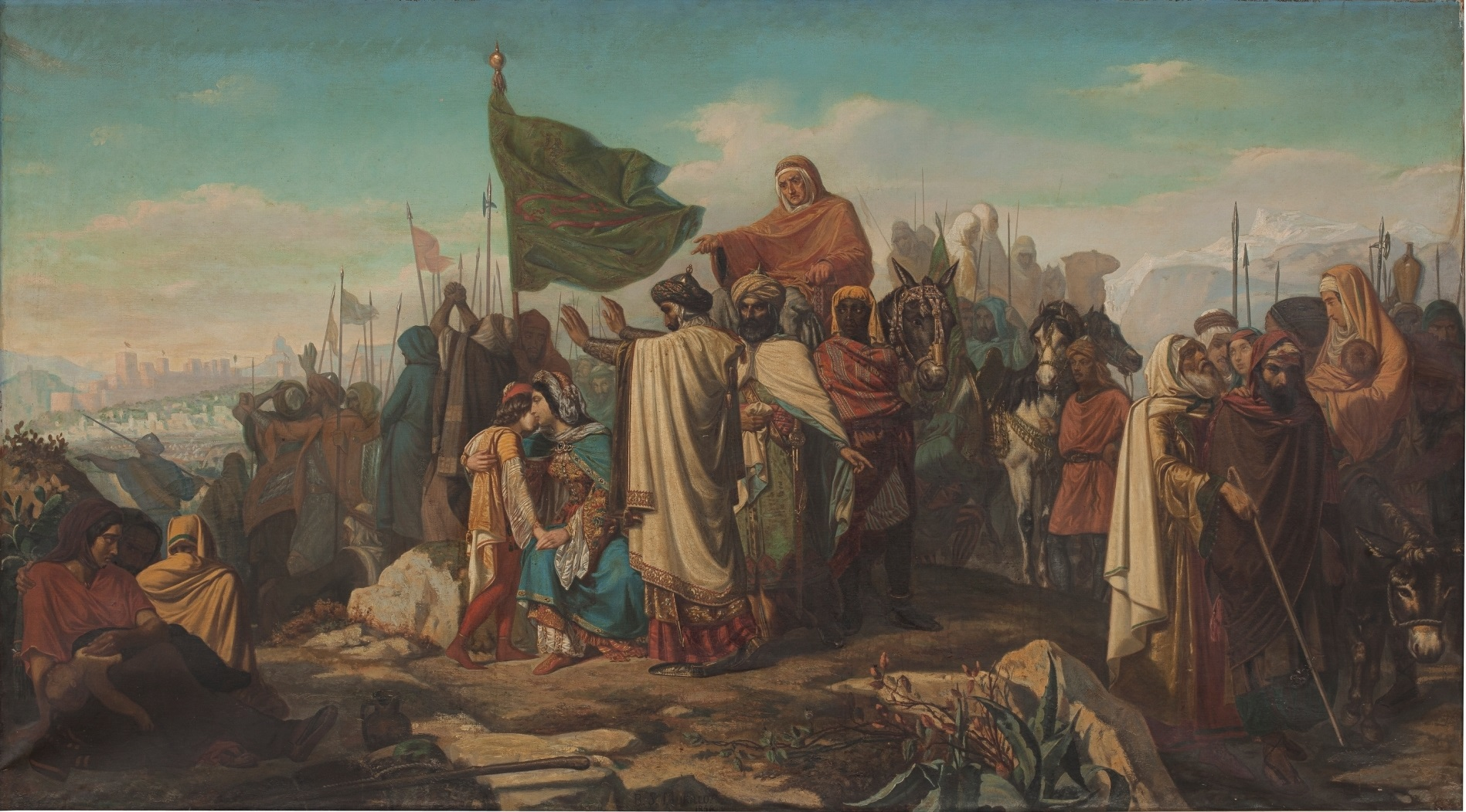
لوحة تُصوِّرُ أبا عبد الله مُحمَّد بن عليّ وحاشيته ومن رافقه من أهالي غرناطة وهم يُلقون نظرة الوداع على مسقط رأسهم، وتبدو في وسط الصُورة عائشة الحُرَّة (على صهوة جوادها) وهي تؤنِّب ولدها لِعدم استطاعته الحفاظ على مُلك المُسلمين في الأندلُس.

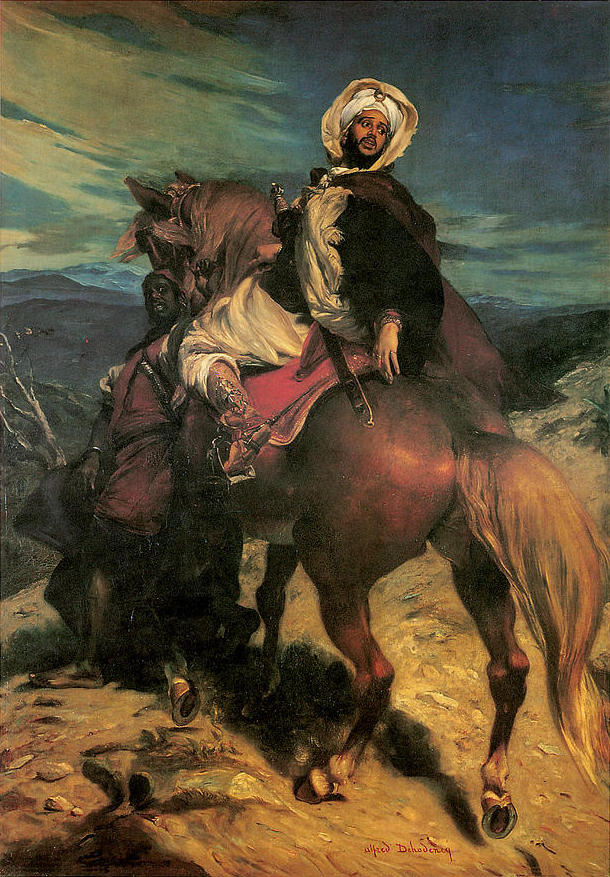
«وداع بوعبديل»، لوحة بِريشة الرسَّام الفرنسي ألفريد دودنك تُصوِّرُ أبا عبد الله مُحمَّد بن عليّ (بوعبديل بحسب اللفظ الفرنسي المُحرَّف) وهو يُلقي نظرة الوداع على غرناطة.

وكان أبو عبد الله سلَّم مفاتيح الحمراء إلى فرديناند، وأوصاه لِآخر مرَّةٍ أن يكون عادلاً ورحيماً مع المُسلمين، ثُمَّ ارتدَّ إلى طريق البشرات حيثُ تقول الرواية إنَّ أبا عبد الله أشرف أثناء مسيره في شِعبِ تلِّ البذول على منظر غرناطة، فوقف يُسرّح بصره في البلاد التي وُلد وترعرع فيها والتي كانت لِلمُسلمين طيلة قُرُونٍ طويلةٍ، فلم يتمالك نفسه وبكى بُكاءً مُرّاً، فصاحت به أُمُّه عائشة:
وتعرف الرواية الإسپانيَّة تلك الأكمة التي كانت مسرحاً لِذلك المنظر باسمٍ شاعريٍٍّ مُؤثِّرٍ هو «منفذ زفرة المُسلم الأخيرة» (بالإسبانية: Puerto del Suspiro del Moro)‏ وأضحت فيما بعد من المعالم السياحيَّة لِلمنطقة. وبعد أشهُرٍ قليلةٍ على إقامته في أندرش، باعت الملكة إيزابيلَّا تلك القرية التي سمحت له بالإقامة فيها، فأدرك عندئذٍ أنَّ الملكة لم تعد تُريده في البلاد، فعبر مضيق جبل طارق إلى مليلية في المغرب واستقرَّ في فاس عاصمة الدولة الوطاسيَّة مع أهله وأولاده مُعتذراً عمَّا أسلفه مُتلهفاً على ما خلَّفه، وفي ذلك يقول مُخاطباً السُلطان أبو زكريَّاء مُحمَّد الشيخ المهدي: «... وَمَاالذِي يَقُولُ مَن وَجهِهِ خَجِل، وَفُؤَادِهِ وَجِل، وَقَضِيَّتُهُ المَقضِيَّةُ عَنِ التَنَصُّلِ وَالاعتِذَارِ تَجِل. بَيدَ أَنِّي أَقُولُ لَكُم مَا أَقُولُهُ لِرَبِّي، وَاجتِرَائِيَ عَلَيهِ أَكثَر، وَاجتِرَامِيَ إِلَيهِ أَكبَر، اللهُمَّ لَا بِريءَ فَأَعتَذِر، ولَا قَوِيَّ فَأَنتَصِر، لِكِنِّي مُستَقِيلٌ مُستَنِيلٌ، مُستَعتِبٌ مُستَغفِرٌ، وَمَاأُبَرِّئُ نَفسِيَ، إِنَّ النَّفسَ لأَمَّارَةٌ بِالسُّوءِ... عَلَى أَنِّي لَاأُنكِرُ عُيُوبِيَ، فَأَنَا مَعدَنُ العُيُوب، وَلَاأَجحَدُ ذُنُوبِيَ فَأَنَا جَبَلُ الذُّنُوب، إِلَى الله أَشكُو عُجرِيَ وَبَجرِيَ وسَقَطَاتِيَ وَغَلَطَاتِيَ...». عاش أبو عبد الله مُحمَّد بن عليّ بقيَّة أيَّامه في فاس وتُوفي فيها سنة 940هـ المُوافقة لِسنة 1534م. وبِسُقُوط غرناطة سقطت الأندلُس نهائيّاً، وأُسدل الستار على تاريخ المُسلمين السياسي فيها. ومن أشهر المراثي التي نُظمت في رثاء الأندلُس عقب سُقُوط غرناطة بِقليلٍ رثاءٌ طويلٌ مُؤثِّرٌ لِشاعرٍ أندلُسيٍّ مجهولٍ يبدو أنَّهُ عاصر محنة المُسلمين من بدايتها حتَّى نهايتها، وقد أُرِّخ مخطوطه في شهر شعبان 897هـ المُوافق فيه شهر حُزيران (يونيو) 1492م، ومن بعض ما جاء فيه:

### حال بقايا المُسلمين والمشروع العُثماني لِاسترداد الأندلُس

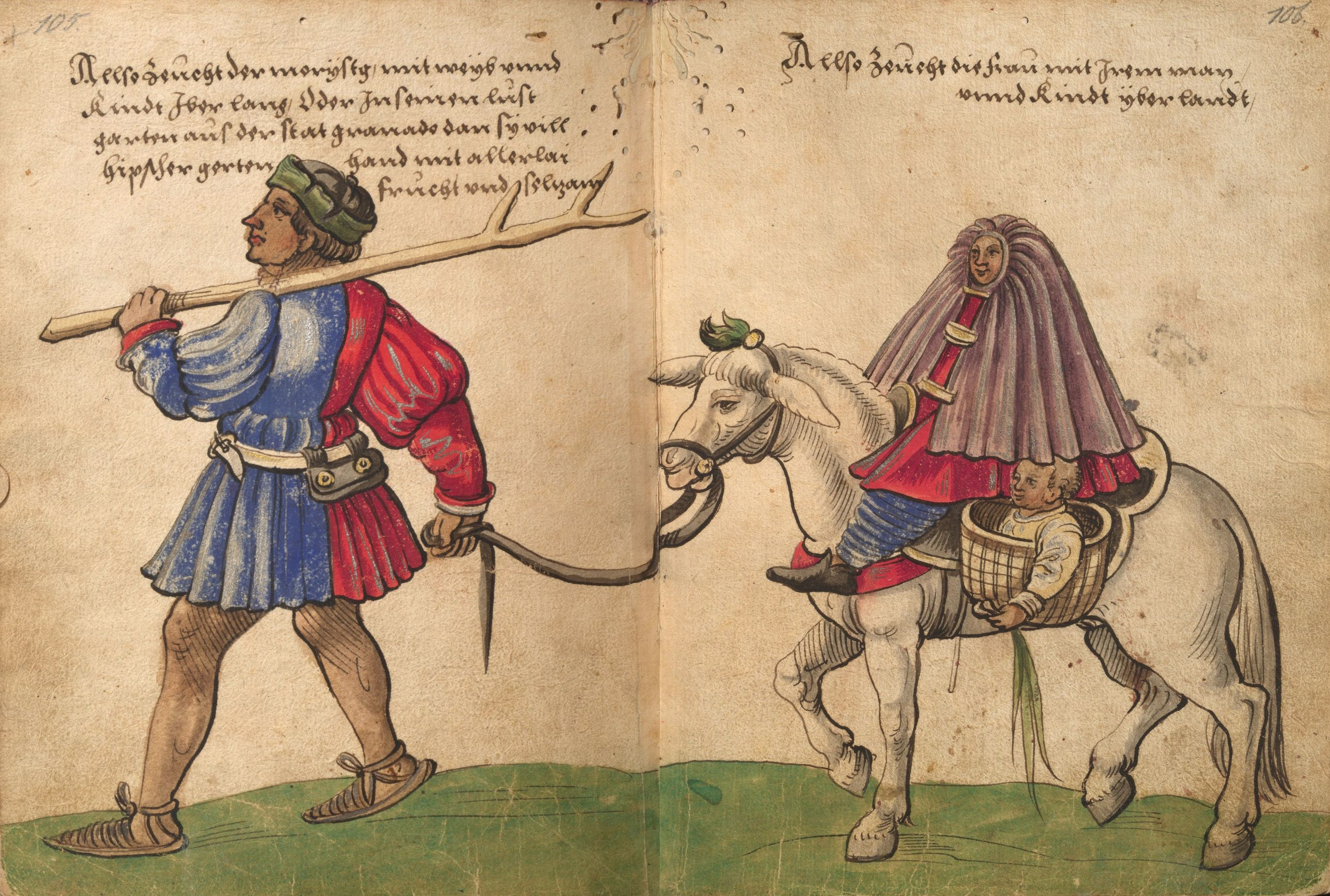
رسمٌ لِعائلةٍ مُسلمةٍ ممن بقي في الأندلُس وأصبح من جُملة المورسكيين.

رُغم انتهاء معالم السُلطة السياسيَّة الإسلاميَّة في شبه الجزيرة الأيبيريَّة مع سُقُوط غرناطة بِيد النصارى، إلَّا أنَّ الوُجُود الإسلامي لم ينتهِ في البلاد. فقد ظلَّ من بقي من المُسلمين مُحتفظين بِعقيدتهم ويُمارسون شعائرهم الدينيَّة وفقًا لِبُنُود مُعاهدة تسليم غرناطة. لكنَّ هذا لم يدم طويلًا، فبُعيد رحيل الأمير مُحمَّد بن عليّ وبني الأحمر، بدأت قصَّة اضطهاد الأندلُسيين حيثُ انقلبت سياسة التسامح إلى اضطهادٍ مُنظَّمٍ بِهدف تنصير هؤلاء أو ترحيلهم. والمعروف أنَّ كثيرًا من المُسلمين هاجروا إلى المغرب بعد رحيل أميرهم، وبعض هؤلاء هاجر تواليًا إلى مصر والشَّام، واستوطن فيها وساهم في ازدهارها ونُمُوِّها. والواقع أنَّهُ ترسَّخت في مملكة قشتالة وأرغون المُوحَّدة سياسيًّا فكرة تحقيق الوحدة الدينيَّة بِوصفها مُلازمة لِلوحدة السياسيَّة، أي أنَّ رعايا هذه الدولة يجب أن يكونوا مسيحيين على المذهب الروماني الكاثوليكي، وألَّا يُسمح لِايِّ شخصٍ أن يكون على غير دين الدولة الرسمي، ففُرض التنصير على المُسلمين واليهود تحت طائلة طردهم من البلاد. ومُنُذُ أن فُرض التنصير والطرد على هؤلاء، أطلق النصارى على المُسلمين منهم مُصطلحًا جديدًا استُبدل به مُصطلح المُدجَّنين القديم، وهو اسم «المورسكيين» (بالإسبانية: Moriscos)‏ أي المُسلمين الصغار، وهو تصغير لِلفظ «مورو» الذي كان يعني المُسلم بِوجهٍ عام، وقد قُصد به التحقير. وعلى الرُّغم من تحولُّهم إلى المسيحيَّة، إلَّا أنهم حافظوا على عاداتهم بما في ذلك لُغتهم وأسماءهم المُتميزة والغذاء واللباس وحتى بعض الاحتفالات. ومارس البعض منهم الإسلام سرًا، والمسيحية الكاثوليكية علنًا. وقد أدى ذلك إلى تبني الحكّام الكاثوليك سياسات متعصبة وقاسية لاستئصال هذه الخصائص. وبرزت في هذه الأثناء، شخصيَّة الكردينال فرانثيسكو خيمينيث دي ثيسنيروس، الذي قدم إلى غرناطة في شهر ربيعٍ الآخر 905هـ المُوافق فيه شهر تشرين الثاني (نوڤمبر) 1499م، فحاول استقطاب المورسكيين في غرناطة بِغية تنصيرهم، إلَّا أنَّهُ فشل في ذلك، لِأنَّ الكنيسة لم تكن تملك القُدرة على ذلك، كما أنَّ المورسكيين لم تكن لديهم الرغبة في التنصير، عندئذٍ لجأ إلى استعمال القُوَّة لِإجبارهم على ذلك، فاضطهدهم، وصادر مُمتلكاتهم، الأمر الذي أدَّى إلى اندلاع الثورة في ربض البيازين في غرناطة، ولكنَّ هذه الثورة لم تزد الكردينال والسُلطات الحاكمة إلَّا تشدُّدًا، فأخمدوها بِالقُوَّة والقسوة البالغة. وأجبرت وسائل القمع الوحشيَّة، التي استُعملت، المورسكيين في باقي المناطق على حمل السلاح، لِأنَّهُ كان الخيار الوحيد الذي أبقته لهم الملكة إيزابيلَّا لِشدَّة تأثرها بآراء الكهنة شديدي التعصُّب. ولجأت جماعاتٌ من المورسكيين إلى المعاقل الجبليَّة يعتصمون بها، وأخذوا يُشنُّون الغارات الخاطفة ضدَّ القُوَّات المسيحيَّة التي كانت تُلاحقهم بِاستمرار.

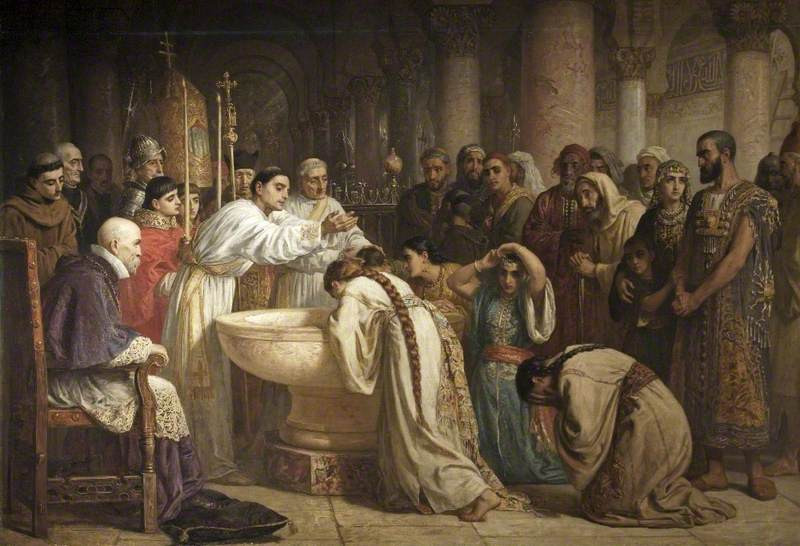
تعميدُ المُسلمين إجباريًّا تحت رعاية الكردينال فرانثيسكو خيمينيث دي ثيسنيروس، ممَّا شكَّل انتهاكًا لِمُعاهدة غرناطة والسبب الرئيسي لثورة المورسكيين على حُكَّامهم النصارى.

وفي شهر مُحرَّم 907هـ المُوافق فيه شهر تمُّوز (يوليو) 1501م، أصدرت الملكة إيزابيلَّا أمرًا يُحرِّمُ على المورسكيين مُمارسة أيِّ عملٍ يمُت إلى عقيدتهم ولُغتهم بِصلة، الأمر الذي دفع الكثير منهم إلى الالتحاق بِالجماعات المُتحصِّنة بِالجبال. وقد أدَّى هذا التضييق والاضطهاد إلى اندلاع ثورة أُخرى في منطقة البشرات الواقعة جنوبيّ غرناطة، غير أنَّ النصارى قمعوها بِالقُوَّة. وفي شهر شعبان 907هـ المُوافق فيه شهر شُباط (فبراير) 1502م، أصدرت الملكة مرسومًا يُخيِّرُ المورسكيين بين التنصير والرحيل، وأمهلتهم حتَّى أواخر شوَّال المُوافق فيه نهاية نيسان (أبريل)، فرحل من غرناطة خِلال هذه المُدَّة نحو ثلاثُمائة ألف شخص، وعُدَّ من بقي مُتنصرًا بِحُكم الأمر الواقع. نتيجة التنكيل والإسراف في مُطاردة المورسكيين، استغاث بعضهم واستنجد بٍسلاطين وأُمراء المُسلمين، وفي مُقدمتهم السُلطان العُثماني بايزيد بن مُحمَّد، التي تنُصُّ إحدى الوثائق على أنَّ أندلُسيًّا مُتنصرًا كتبها إلى السُلطان المذكور يستغيثه ويصفُ لهُ في شعرٍ ركيكٍ ما يُصيب المورسكيين من عسف محاكم التفتيش، ويستصرخهُ لِنُصرة إخوانه المغلوب على أمرهم، وممَّا قيل في القصيدة:

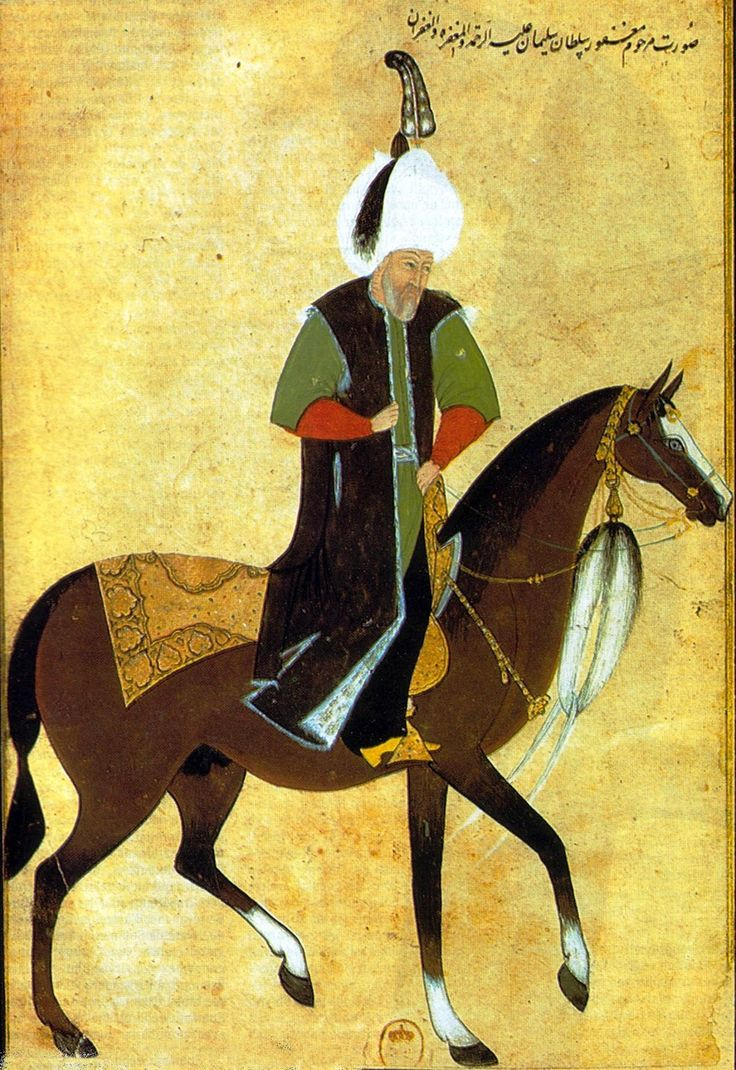
مُنمنمة عُثمانيَّة تُصوِّرُ السُلطان سُليمان القانوني، صاحب مشروع استرداد الأندلُس لِلمُسلمين، في أواخر أيَّامه بعد أن تقدَّمت به السُنُون.

لكنَّ بايزيد كان مشغولًا بِخلافات البيت العُثماني، فاكتفى بِإرسال كتابٍ إلى الملكين الكاثوليكيين لم يعملا به. تُوفيت الملكة إيزابيلَّا في سنة 910هـ المُوافقة لِسنة 1504م، ثُمَّ تُوفي زوجها في سنة 922هـ المُوافقة لِسنة 1516م، وخلفهما كارلوس الخامس المُلقَّب بِشارلكان، فنشبت في عهده ثورة سُكَان المُدُن، فقام رعاع بلنسية ضدَّ المورسكيين وأجبروهم على التنصُّر بِقُوَّة السلاح، إلَّا أنَّهُ كان تنصُّرًا شكليًّا باعتراف الكنيسة والسُلطة السياسيَّة. وفي تلك الفترة كان اتحاد الممالك المسيحيَّة الأيبيريَّة قد تسمَّى بِمملكة إسپانيا، وازدادت السياسة الإسپانيَّة تشدُّدًا في عهد خليفة شارلكان فيليپ الثاني الذي اعتلى العرش سنة 963هـ المُوافقة لِسنة 1556م، وقد وقع هذا الملك مُنذُ صغره تحت تأثير الكهنة والقساوسة، فنشأ مُشبعًا بِالروح الصليبيَّة والتعصُّب الشديد ضدَّ المُسلمين بِعامَّة. ولعلَّ أخطر ما أصدره من مراسيم ضدَّ المورسكيين، المرسوم الذي صدر في سنة 970هـ المُوافقة لِسنة 1563م، الذي حظَّر عليهم حمل السلاح، ثُمَّ المرسوم الذي صدر في سنة 973هـ المُوافقة لِسنة 1566م، وقد حرَّم استعمال اللُغة العربيَّة. ورأى هذا الملك أنَّ أنجع وسيلة لِحلِّ مُشكلة المورسكيين تكمن في مُصادرة أملاكهم وأراضيهم وطمس هويَّتهم تمامًا، فينتهي بِذلك وُجُودهم، فأصدر مرسومًا، في سنة 974هـ المُوافقة لِسنة 1567م، قضى بِهجر الكُفَّار، ويقصد بهم المورسكيين، ملابسهم المُزركشة، واعتمار قُبَّعات النصارى وسراويلهم، ونبذ لُغتهم وعاداتهم واحتفالاتهم. ولمَّا حاول هؤلاء إجراء حوارٍ من أجل تخفيف مفاعيله أصرَّت السُلطة على تنفيذ مضمونه، فاندلعت الثورة التي استمرَّت ثلاثة أعوام، وانتشرت في مُعظم المناطق التي تواجد المُسلمون فيها، لكنَّ السُلطات نجحت في قمعها بِوحشيَّةٍ بالغة. خِلال هذه الفترة، كانت الدولة العُثمانيَّة قد بلغت ذُروة مجدها وقُوَّتها، وفرضت هيبتها على الإمبراطوريَّة الرومانيَّة المُقدَّسة وجميع الممالك المسيحيَّة في أوروپَّا الغربيَّة، فيمَّم السُلطان سُليمان القانوني وجهه شطر شبه الجزيرة الأيبيريَّة، واتفق مع أمير البحار وصاحب الجزائر خيرُ الدين بربروس، إنَّهُ بعد أن يُهيِّئ القواعد اللازمة لِأساطيله في إفريقية، بعد تحريرها من الإسپان، عليه الانقضاض على إسپانيا نفسها لاسترجاع الأندلُس، ولِيضرب هُناك مركز الخطر الذي غدا يُهدد العالم الإسلامي الآن، حيثُ يندفع الإسپان والپُرتُغاليّون بأساطيلهم لِتطويق ديار الإسلام والوُصول إلى المُحيط الهندي للسيطرة على التجارة الشرقيَّة وإضعاف بلاد المُسلمين. وكان خيرُ الدين بربروس قد شرع قبلًا بمُهاجمة السُفن الإسپانيَّة والأوروپيَّة بصِفةٍ عامَّة انتقامًا للمُسلمين في الأندلُس، وأوفد سُفنه لِحمل المُسلمين واليهود الهاربين من محاكم التفتيش ومُحاولات التنصير، لكنَّ سُليمان القانوني تُوفي سنة 1566م دون أن يوجّه ضربتهُ إلى إسپانيا، وتولّى بعده ابنه سليم، الذي ضرب بكُل خيارات والده عرض الحائط وقرَّر فتح جزيرة قبرص أولًا والتخلُّص من البنادقة، ثُمَّ التفكير بعد ذلك باسترداد الأندلُس، لكنَّ انشغال العُثمانيين في عدَّة جبهاتٍ شرقيَّة ثُمَّ انهزامهم في معركة ليپانت البحريَّة، أنهى الطابع الهُجومي للإستراتيجيَّة العُثمانيَّة في البحر المُتوسِّط، ومعهُ فكرة الهُجوم على إسپانيا واسترداد الأندلُس.

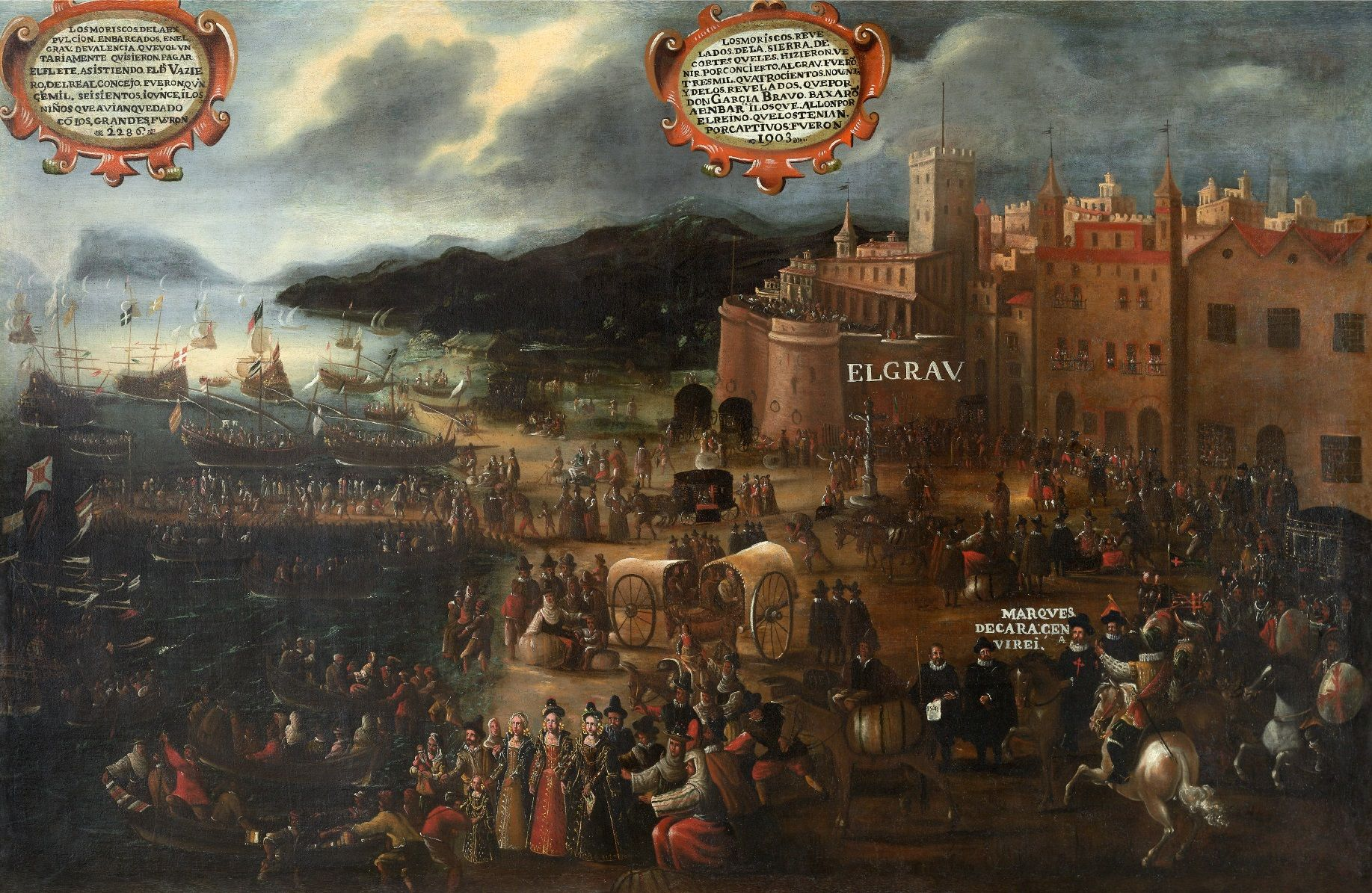
إقلاع المورسكيون في القوارب من مرفأ بلنسية.

وكان فيليپ الثاني قد أصدر مرسومًا يُخوِّلُ الجُنُود قتل المورسكيين وسبي نسائهم، وخُصِّصت مُكافآت ماليَّة لِمن يقتل مُسلمًا، فتدفَّق المُرتزقة الأوروپيُّون على غرناطة طمعًا في ذلك، فاعتقلوا المورسكيين أينما وجدوهم، وباعوهم عبيدًا. وعلى أثر الهزيمة العُثمانيَّة في ليپانت وزوال الكابوس الذي كان يُهدد إسپانيا، أصدر الملك فيليپ مرسومًا قضى بِنفي المُسلمين من غرناطة وتفريقهم في أنحاء البلاد ومُصادرة أملاكهم، فازداد، على أثر ذلك، ديوان محاكم التفتيش في تعقُّبهم ومُطاردتهم، وكانت أحكام الإعدام الجماعي تصدر عليهم بعد مُحاكماتٍ شكليَّة. تُوفي فيليپ الثاني سنة 1006هـ المُوافقة لِسنة 1598م وخلفه ابنه فيليپ الثالث، وكان صغير السن، ضعيف الشخصيَّة، وقع تحت تأثير رجال الدين وبِخاصَّةً وزيره الدوق فرانثيسكو گوميث دي ساندوڤال (بالإسبانية: Francisco Goméz de Sandoval)‏، وهو من أشد أنصار فكرة التخلُّص من المورسكيين، وقد طرح عدَّة مشروعات لِإبادتهم جماعيًّا، وهو يعلم أنَّ سخطهم على فيليپ الثاني دفعهم لِلاتصال بِالسُلطانين العُثماني والسعدي والملك الفرنسي هنري الرابع لِمُهاجمة إسپانيا. وحدث في هذه الأثناء أن تُوفي سُلطان المغرب الأقصى أحمد المنصور الذهبي السعدي الحسني، في سنة 1012هـ المُوافقة لِسنة 1603م، فاشتعلت الحرب الأهليَّة بين أبنائه الثلاثة، واستعان أحدهم، وهو أبو عبد الله مُحمَّد المأمون، بِفيليپ الثالث لِلقضاء على أخويه واعتلاء العرش. وفي المُقابل، ساند المورسكيُّون، في بلنسية وشرقيّ الأندلُس، أخاه زيدان الناصر على أن يقوم بِغزو إسپانيا، فاتخذ الملك الإسپاني ذلك ذريعةً لِنفي المورسكيين عقابًا لهم. وفي شهر شوَّال 1017هـ المُوافق فيه شهر كانون الثاني (يناير) 1609م، بحث مجلس الدولة هذه المسألة وقدَّم تقريرًا بِوُجُوب نفي المورسكيين لِأسبابٍ دينيَّةٍ وسياسيَّةٍ، أهمُّها تعرُّض إسپانيا لِخطر الغزو من المغرب، فصدر المرسوم الذي يقضي بِنفي هؤلاء غير حاملين معهم من المتاع أكثر مما تُطيقه ظُهُورهم. وأُكرهت الأُسر البائسة على بيع أملاكها بِخسائر فادحة، وساروا إلى الموانئ حيثُ حملتهم سُفنٌ أُعدَّت لهم إلى مُختلف سواحل الإيالات العُثمانيَّة بِالإضافة إلى الدولة السعديَّة، ويُقدَّر أنَّ عدد المطرودين تراوح بين ستُمائة ألف إلى مليون نسمة. وبِهذا اختُتم تاريخ الإسلام تمامًا في شبه الجزيرة الأيبيريَّة، وصفت البلاد لِلمسيحيَّة الكاثوليكيَّة طيلة قُرُون.
استمرَّ العديد من المُسلمين يعيشون مُستترين في الأندلس ويتبعون التقية خوفًا على حياتهم، لكنَّهم ظلّوا يُضطهدون رُغم ذلك بين الحين والآخر، وكانت آخر حملات الاضطهاد الكُبرى في غرناطة سنة 1727م. حافظت القلَّة الأخيرة من الموريسكيين على بقايا ثقافتها وهويَّتها الإسلاميَّة حتَّى أواخر القرن الثامن عشر الميلادي قبل أن تندثر تمامًا.

## الثقافة والمظاهر الحضاريَّة

### المُجتمع

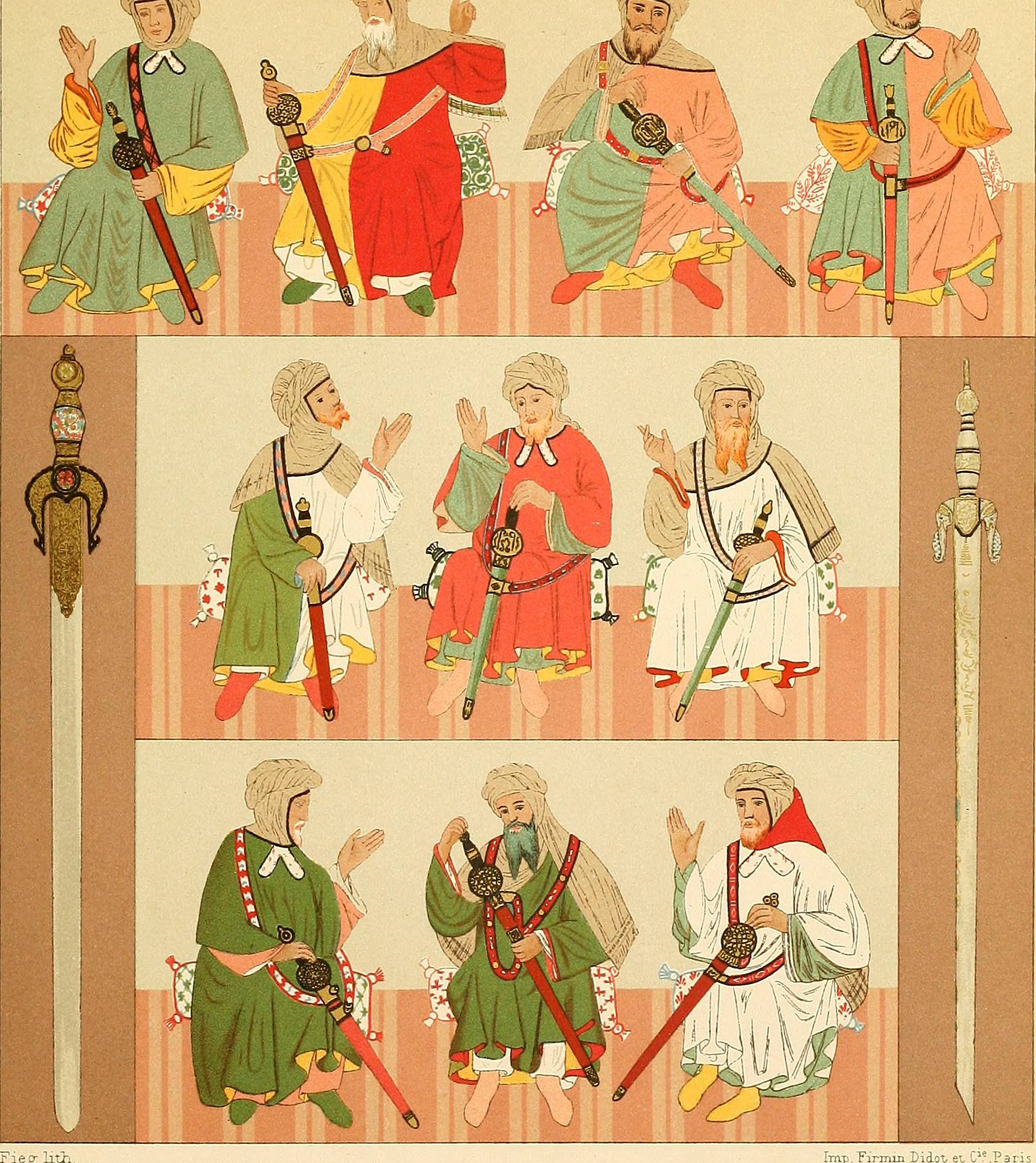
رسمٌ يُوضح ملابس الرجال الأندلُسيين في مملكة غرناطة، وأشكال سُيُوفهم المُزخرفة.

كان الشعب الأندلسي يتمتع بصفات أخلاقية طيبة، ووُصفت صورهم بأنها حسنة، وأنُوفهم مُعتدلة، وألوانهم بيضاء، وشعورهم سوداء، وقُدودهم متوسطة، وألسنتهم عربية فصيحة، تغلب عليها الإمالة، وأنسابهم عربية، وفيهم الكثير من البربر والمُهاجرين. فيما تميزن النساء بالجمال والسحر، واعتدال السمن والطول، ونعومة الجسم، ورشاقة الحركة، ونبل الكلام، وحُسن المُحاورة. وكانت الزينة مهمة لهن بشكل كبير حيث الأصباغ والعطور ونفيس الحُلي. وكان يغلب لباس الملف المصبوغ على اختلاف أصنافه وألوانه شتاءً، إما صيفًا، فكان الكتان والحرير والقطن والأردية الأفريقية والمقاطع التونسية والمآزر المُشقوقة. ارتدى ملوك بني الأحمر القلنسوة، واتخذوها لباسًا حتى نهاية دولتهم، فيما اقتصر ارتداء العمامة على العلماء والقضاة، دون سائر الشعب وحل بدلًا منها القلانس منذ أوائل القرن السابع الهجري. وكان الأمراء والأكابر وقطاع كبير من أبناء الطبقات الميسورة يُؤثرون ارتداء الثياب الإفرنجية اقتداءً بجيرانهم النصارى، ولاسيما في العهد الأخير. بينما تشابهت ثياب وسلاح وعُدة الجندي الأندلسي مع نظيره النصراني، إلى أن عدلوا عنه في عصر ابن الخطيب، وصولًا إلى الجواشن المُختصرة والبيضات المُذهبة والسروج العربية، فيما احتفظ الجنود البربر على الزي المغربي. عمد الغرناطيون إلى الاحتفال بأعيادهم كثيرًا، ولكن في حدود الاعتدال والاقتصاد. فكان الغناء ذائعًا في المُنتديات والمقاهي العامة حيث تجمع الشباب. وغلبتهم الكآبة حينما أصبح العدو على الأبواب يُهدد حياتهم. واشتهرت حفلات ومُباريات الفروسية بالبراعة والرشاقة واختلاط الجنسين، حيث كانت النساء يشهدن هذه الحفلات وغيرها من الحفلات العامة، حيث كن يتمتعن بقسط وافر من الحرية الاجتماعية. وكانت العلاقة بين الأمراء والفرسان المسلمين والنصارى جيدة إلى حد بعيد، رغم ما بهم من صراع مُستمر، حيث كانوا يتبادلون الزيارات وقت السلم وفي المُفاوضات أندادًا كرامًا لقضاء مصالحهم وتسوية مُنازعاتهم. وعلًّ أشهرها كان زيارة هنري الرابع ملك قشتالة إلى أراضي غرناطة في ربيع 1463م، حيث زار ملكها ابن إسماعيل في فحص غرناطة، حيث نُصبت خيمة ملكية أمام أبواب العاصمة، وتبادل الفريقان الهدايا عقب انتهاء الزيارة، ورافقت كوكبة من الفرسان المُسلمين ملك النصارى وصولًا إلى الحدود. كما كانت تلجأ الكثير من الأسر القشتالية، أمثال آل ڤيلا وآل كاسترو، إلى طلب حماية أمير المُسلمين كلما شعرت بالاضطهاد والحيف.

### الإنشاءات العُمرانيَّة

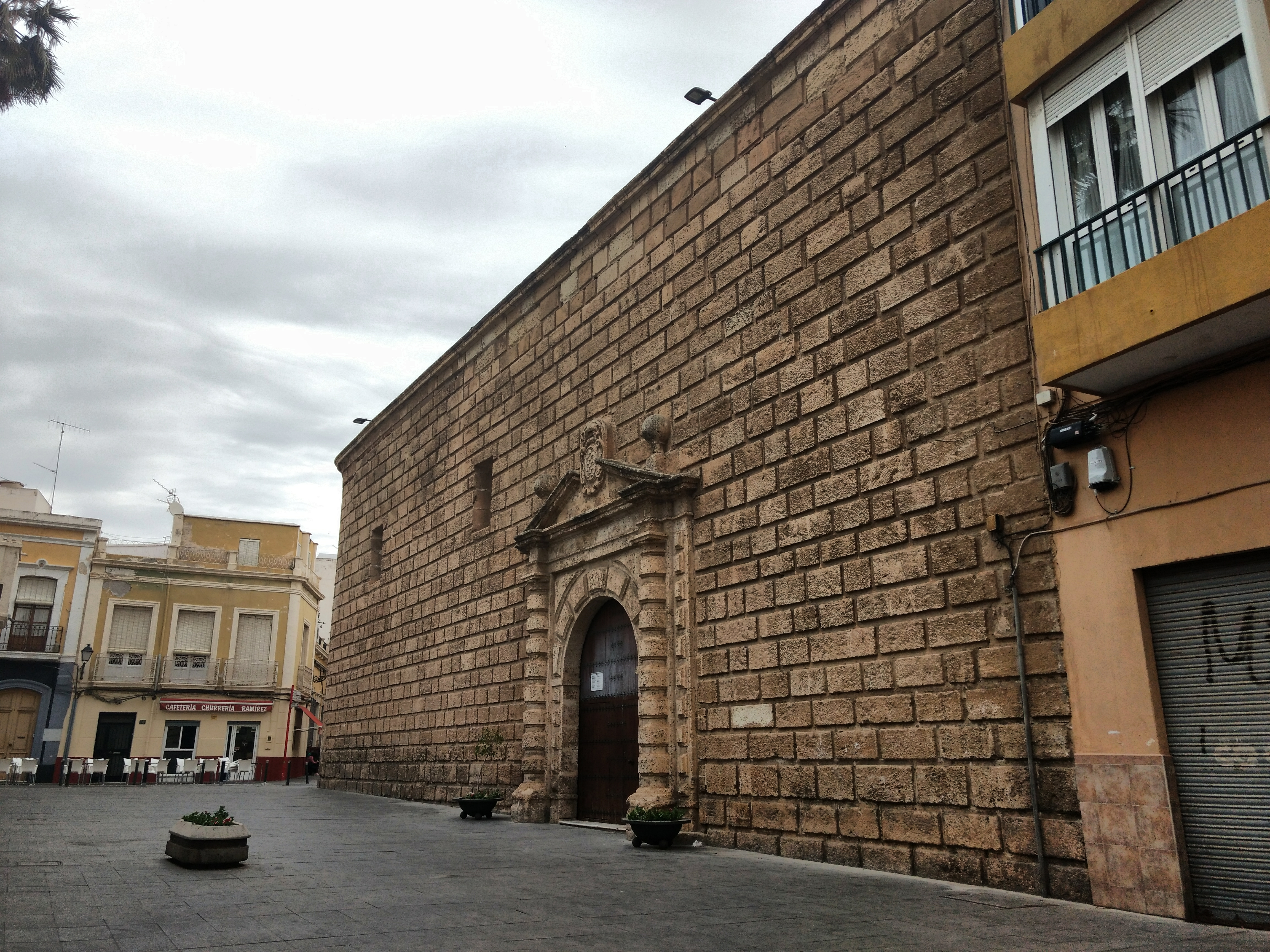
ما أصبح عليه المسجد الجامع في ألمريَّة، أو كنيسة القديس يُوحنَّا الإنجيلي.

حفلت مملكة غرناطة بِصُرُوحٍ وهياكل عظيمة اعتُبرت صفحةً جامعةً من تاريخ الأندلُس المعماري. وقد سمَّى الغربيُّون نمط العمارة الذي شاع بِغرناطة وسائر بلاد الأندلُس بِالعمارة المورسكيَّة، أي العمارة الإسلاميَّة، وكان من سماتها المُميزة المُقرنص والقوس ولبنة العقد والقبَّة والفناء الداخلي والزليج وغيرها. ومن أبرز المعالم والآثار العمرانيَّة التي وُجدت أو قامت في مملكة غرناطة: المسجد الجامع بِألمرية، الذي يُعتقد أنه يعود إلى عهد الحكم المُستنصر بِالله، ويبدو أنَّ نظام بناء هذا المسجد كان على نمط النظام القُرطُبي القائم على تناوب حجرين عرضًا مع حجرٍ طولًا، وقد أُضيفت إليه زيادات من جوانبه الثلاثة الشرقي والغربي والشمالي بِأمر أبي القاسم زُهير الصقلبي الذي حكم طائفة ألمرية خِلال عصر مُلُوك الطوائف. وكان صحن هذا المسجد مغروسًا بِأشجار الليمون والبُرتُقال، ومفروشًا بِالرُخام وتتوسطه نافورة لِلوُضُوء، وقد تحوَّل هذا المسجد إلى كنيسة سنة 1490م سُميت كنيسة القدِّيس يُوحنَّا الإنجيلي (بالإسبانية: Iglesia de San Juan Evangelista)‏. والحقيقة أنَّ نمط العمارة الأندلُسي بلغ أوج تطوُّره وازدهاره في عصر مملكة غرناطة، بعد أن تغذَّى بِالمُؤثرات المشرقيَّة والقوطيَّة والمغربيَّة، بدايةً من العصر الأُموي وُصولًا إلى العهدين المُرابطي والمُوحدي، فعمُرت البلاد بِالقُصُور والحدائق والمُنتزهات والمساجد والدور والمُستشفيات والمدارس، وكانت غرناطة نفسها مركز هذا النشاط العُمراني، فضمَّت في قسمها الشرقي مُتنزَّه «السبطيَّة» وقصر الحمراء وعدَّة أرباض يسكُنها وجُهاء القوم، كما ضمَّت في قسمها الغربي حي القصبة وربض البيازين، وهو أكبر أحياء غرناطة وأوفرها عُمرانًا، وكان يشتمل على أكثر الأسواق التجاريَّة، وفيه قام الجامع الأعظم، وكان من أبدع الجوامع وأحسنها منظرًا، إذ كان مُحكم البناء، وقام سقفه على أعمدةٍ حسانٍ، وجرى داخله الماء. وقد وصف المُؤرِّخ أبو العبَّاس القلقشندي معالم غرناطة وقال أنَّ لها ثلاثة عشر بابًا: «وَغَرنَاطَةُ فِي نِهَايَةِ الحَصَانَةِ وَغَايَةِ النَّزَاهَةِ، تُشبِهُ دِمَشقَ مِن الشَّامِ... وَلَهَا ثَلَاثَةَ عَشَرَ بَابًا: بِابُ إِلبِيرَةَ وَهُوَ أَضخَمُهَا، وَبَابُ الكُحل، وَبَابُ الرَّخَاء، وِبَابُ المَرضَى، وِبَابُ المَصرَع، وَبَابُ الرَّملَة، وِبَابُ الدَبَّاغِين، وَبَابُ الطَوَّابِين، وَبَابُ الفَخَّارِين، وَبَابُ الخَندَق، وَبَابُ الدَّفَاف، وَبَابُ البُنُودِ، وبَابُ الأَسدَر. وَحَولُهَا أَربَعَةُ أَربَاض: رَبضُ الفَخَّارِين، وَرَبضُ الأَجَل، وَهُوَ كَثِيرُ القُصُورٍ والبَسَاتين، وَرَبضُ البَيَازِين... وَمَسَاجِدُهَا وَرِبَاطَاتُهَا لَا تَكَادُ تُحصَى لِكَثرَتِهَا».

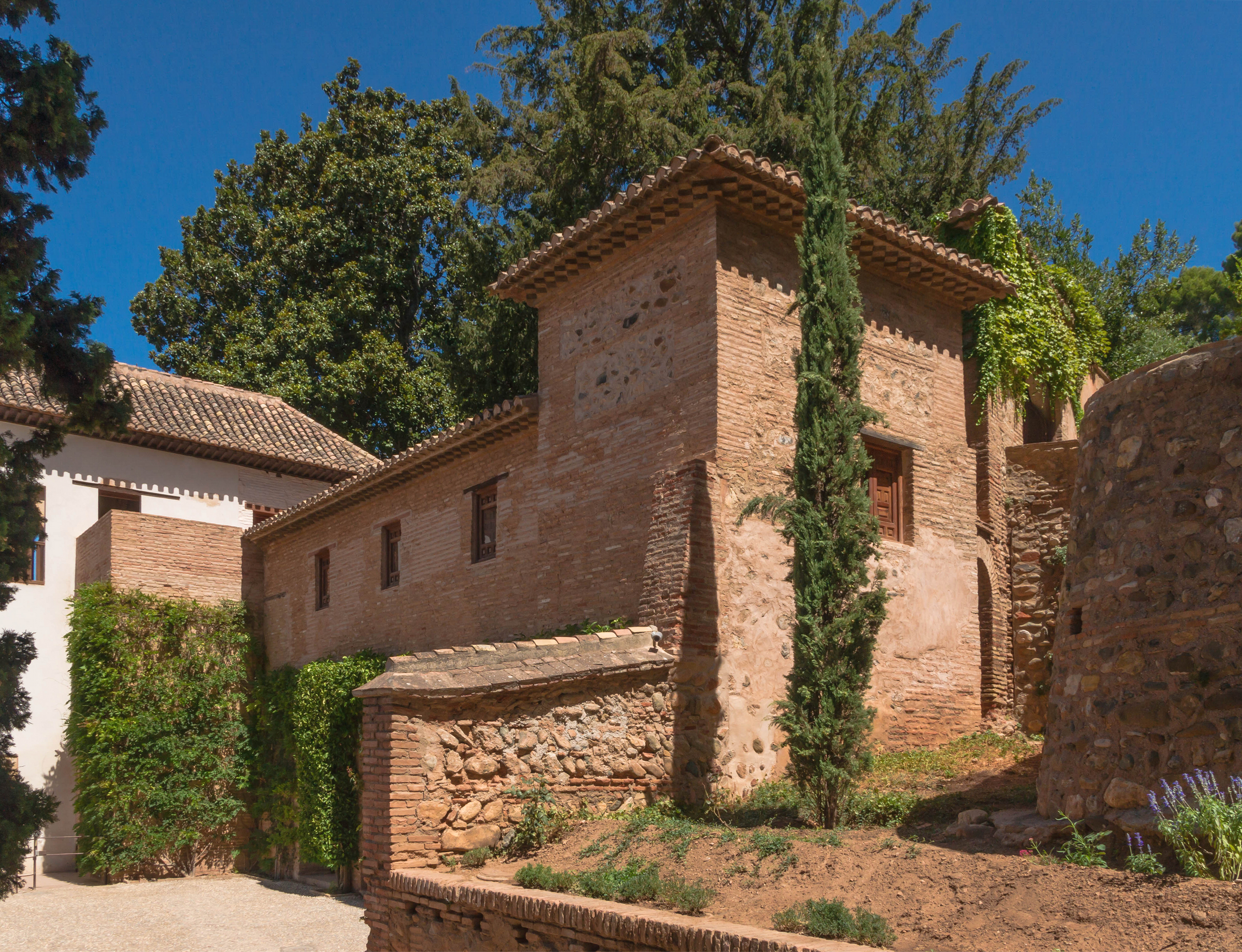
بيتٌ عربيّ تقليديّ في غرناطة.

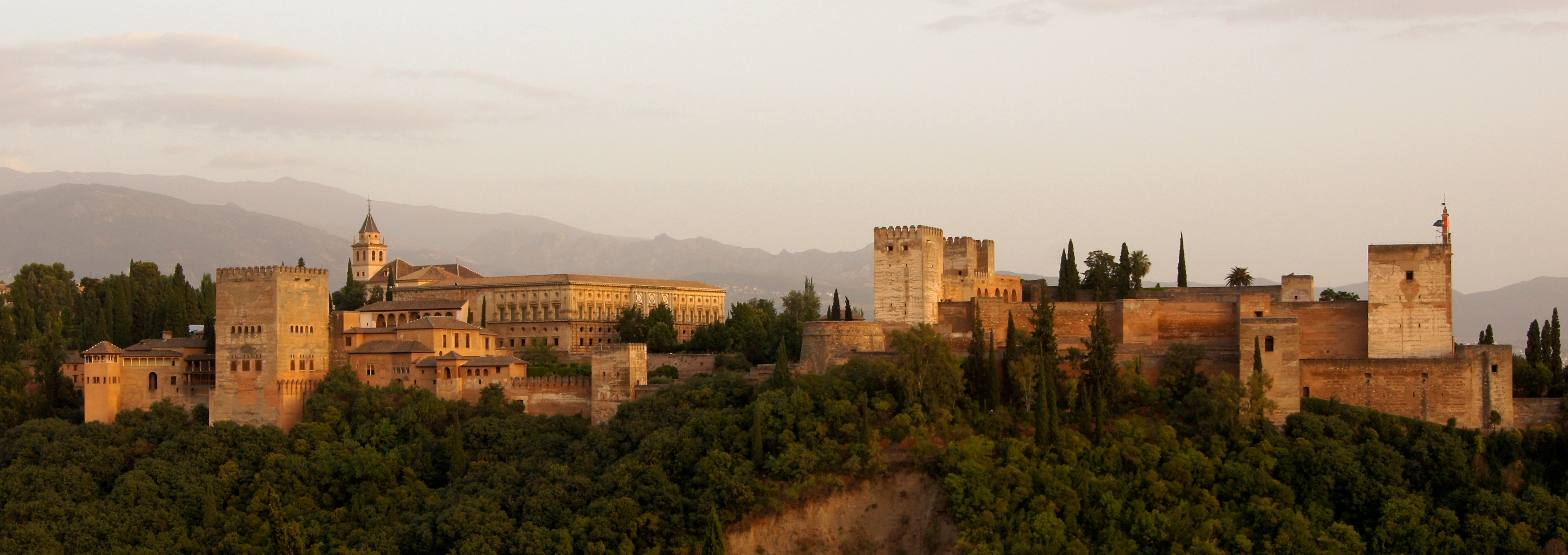
قصر الحمراء، دُرَّة العمارة الأندلُسيَّة في غرناطة، عند الغُرُوب.

نافورة في إحدى حدائق الحمراء.

وكان حبوس بن ماكسن الصنهاجي هو الذي بنى قصبة غرناطة وأسوارها، ثُمَّ زاد في عمارتها باديس بن حبوس من بعده، ثُمَّ تطوَّرت في عهد بني نصر وأصبحت مليئة بالأبنية الفخمة، عامرة بِالقُصُور البديعة، ويقول لسانُ الدين بن الخطيب أنَّ هذه المدينة كانت مُزدحمةً بِالبُيُوت والأبراج التي ناهز عددها في عصره أربعة عشر ألفًا حسب سجلَّات الدواوين المُختصَّة بِحصر الأملاك. وكان الطابع النجدي يغلب على هذه القُصُور في بداية الأمر، ثُمَّ تطوَّر في عصر بني الأحمر، فاختفى نظام الأروقة العموديَّة على جدار صدر المجلس، واختُصرت القاعة على جُدرانٍ تتخلَّلُها شمسيَّات توأميَّة معقودة تُطلُّ على منظرٍ طبيعيٍّ يُدغدغ الأحاسيس ويُثير الشُعُور بِالمُتعة والطمأنينة. إلَّا أنَّ أهم هذه القُصُور جميعًا كان قصر الحمراء، الذي اعتبره المُستشرق الفرنسي إڤاريست ليڤي پروڤنسال «مدينةً حقيقيَّةً مُستقلَّةً إلى جانب غرناطة تُشرف على أحيائها المُنخفضة». وفي هذا الصرح العظيم العديد من القاعات والأجنحة والأبهاء، فيها الكثير من البُرك الاصطناعيَّة التي تُطلُّ عليها سقائف قائمة على عُقُودٍ مُمتدَّة، مُتوشِّحة بِشبكاتٍ جصيَّةٍ من المُعيَّنات المُفرَّغة، وظُللت الكثير من البرك بالأشجار والنباتات المُزهرة كالريحان، ونُقشت على العديد من الجُدران والأعمدة والزوايا آياتٌ قُرآنيَّة وعباراتٌ تتضمَّن أدعية وتوسُّلات وأبيات شعريَّة. وكان المسجد الجامع بِالحمراء أعظم مساجد تلك المملكة الإسلاميَّة، وكان تنجيده وترقيشه وثُريَّاته من أبدع ما شوهد في الأندلُس، وقد بُني من الآجر، وكان مركزًا تدُور حوله الحياة الدينيَّة والاجتماعيَّة والسياسيَّة والعلميَّة في المدينة، وتُعقد فيه اللقاءات والاجتماعات العامَّة الكبيرة، وتُنظر فيه القضايا وتُعطى فيه الدُرُوس. وكانت الحمَّامات من أبرز المعالم المعماريَّة في غرناطة التي لفتت نظر الرحَّالة، واعتُبرت من أهم محاسنها، وكانت تُبنى في العادة بِالقُرب من المساجد حيثُ يسهل على المُسلمين التطهُّر قبل الدُخُول إلى المسجد لِلصلاة، وكان هُناك حمَّاماتٌ لِلرجال وأُخرى لِلنساء، سواء الخاصَّة أم العامَّة.

### الاقتصاد

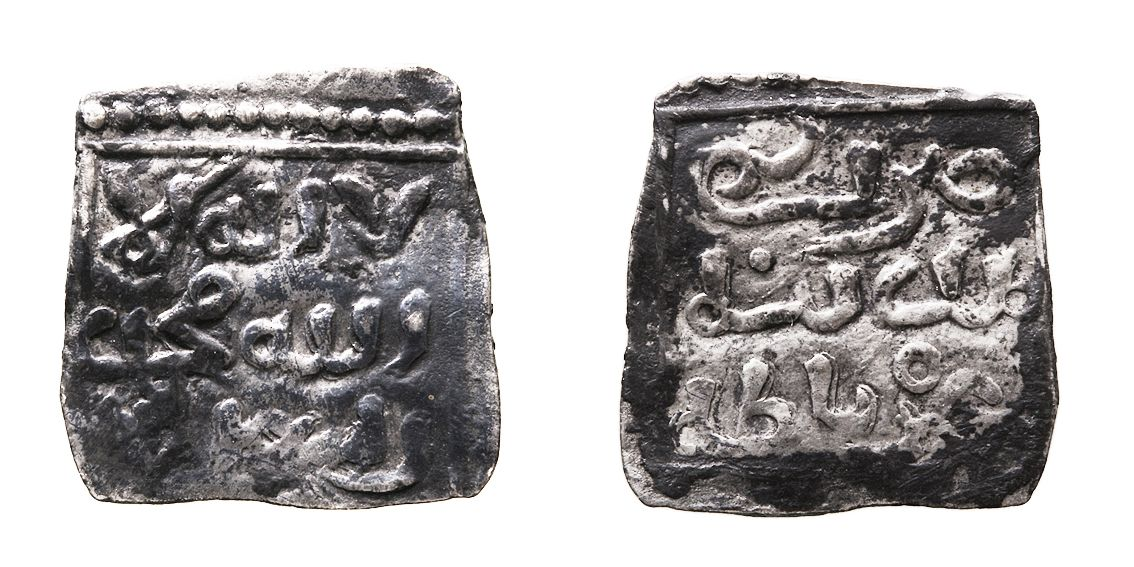
درهمٌ فضيّ ضُرب في غرناطة.

تمتعت الحياة الاقتصادية في مملكة غرناطة بالتقدم والازدهار حيث تعدد المُنتجات الزراعية والصناعية وطرق وأساليب الري والعلاقات التجارية الناجحة مع البلدان القريبة والبعيدة، والتي أدت بدورها إلى نشاطات اقتصادية مُتشابكة كانت بحاجة إلى ضبط القوانين وتنظيم العلاقات وتعيين الحقوق والواجبات. وعليه، كان على مملكة غرناطة إبرام العديد من المُعاهدات التي تضمنت في بنودها النشاط الاقتصادي مع الممالك والدول. وكان من بين هذه المعاهدات تلك التي كانت بين غرناطة وأرغون في سنة 695هـ المُوافقة لِسنة 1296م، والتي عقدها السلطان محمد الفقيه مع يعقوب الثاني والتي كانت تنص على عدم السماح لرعايا الدولتين القيام بأي عمل مُعادٍ لأرض حليفتها ومُمتلكاتها برًا وبحرًا وعلى كل الأصعدة؛ والسماح لرعايا كلتا الدولتين وتُجارها دخول أراضٍ الدولة الأخرى برًا أو بحرًا للبيع والشراء والتسويق، كما كان لهم الحق في الاحتفاظ بفنادقهم وموائدهم ولا يُسن عليهم أي ضرائب جديدة غير تلك المفروضة سلفًا؛ مع تدخل الحاكم أو من ينوب عنه في عودة الحقوق التي يتم التجاوز عنها في دولته لأولئك التجار. إلى أن أضيف إليها في سنة 701هـ المُوافقة لِسنة 1302م منع تجار أرغون  من دخول إشبيلية وغيرها من البلاد التي بينها وبين غرناطة عداء. وُجدد الصلح سنة 721هـ المُوافقة لِسنة 1321م، و721هـ المُوافقة لِسنة 1332م و778هـ المُوافقة لِسنة 1377م حيث تضمن بعض النقاط الجديدة مثل أن يكون الصلح برًا وبحرًا وألا يلحق بأراض الدولتين أو رعايهما ولا سفنهما التجارية أي ضرر بأي حال من الأحوال؛ وأن يبتاع التجار ما يُريدون شراءه عدا الخيل والأسلحة؛ أن يأمن التجار على أموالهم وأنفسهم برًا وبحرًا؛ وأن تكون سفنهم ورعاياهم آمنين وألا يلحق بهم ضررًا ولو كانوا نصارى إضافة إلى جميع المراسي.
فيما نشأت العلاقات الاقتصادية بين مملكتي غرناطة وقشتالة بعد اتحاد الأخيرة مع نظيرتها ليون. استغل فرديناند الوضع السيئ بين الأندلسيين ووضع برنامجًا توسعيًا للسيطرة على وسط وجنوب الأندلس، فبدأ بالاستيلاء على عدد من المدن والقلاع والمعاقل الأندلسية، وهو الوقت التي شهد قوة مملكة غرناطة، حيث خشي فرديناند الثالث على مشاريعه التوسعية واستبعد محمد الأول (ابن الأحمر) إمكانية مُقاومة فشتالة لقوتها. فلجأ إلى عقد مُعاهدة سنة 710هـ المُوافقة لِسنة 1310م، وكانت تنص على تمتع التجار سواءً كانوا مسيحين أو يهود أو مسلمين بِالدُخول والمُتاجرة بحريَّة وأمان في كلتا الدولتين على أن يدفعوا الحقوق المُتعارف عليها؛ وأن يُساعد ملك قشتالة ملك غرناطة على إعادة جباية المدينة أو القلعة التي تفتعل الإفلاس. وفي عام 743هـ المُوافقة لِسنة 1343م، أُضيف إليها أن يكون بإمكان التجار والرحالة الغرناطيين أو المغاربة الدخول إلى قشتالة سالمين أمنين على أنفسهم وبضاعتهم؛ وألا يكون بإمكانهم إخراج الخيول والسلاح والحنطة.

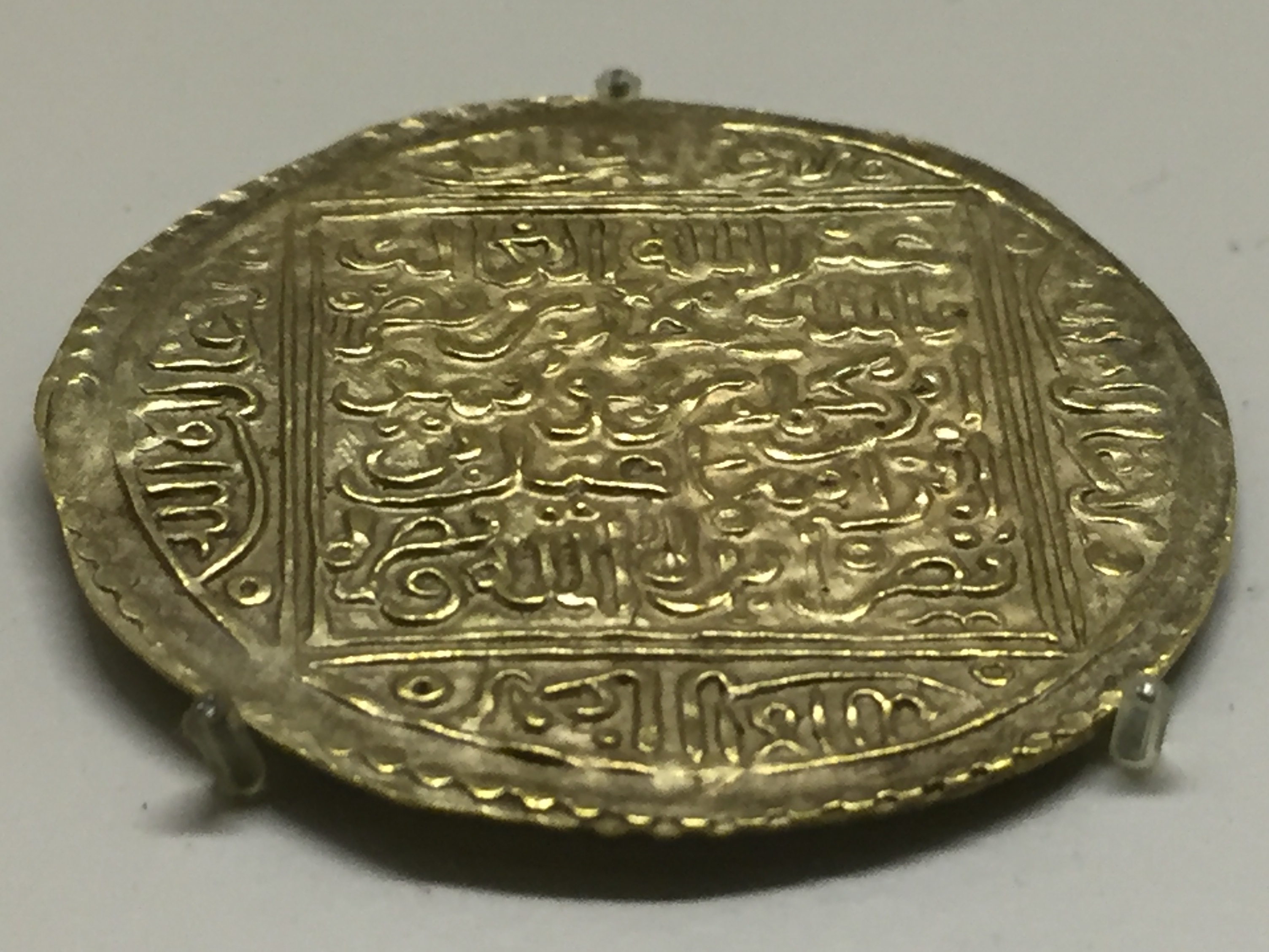
دينارٌ ذهبيٌّ ضُرب في الأندلُس بِمملكة غرناطة، يظهر عليه نقشٌ لِاسم الأمير مُحمَّد بن نصر بن مُحمَّد.

عقدت مملكة غرناطة مع نظيراتها بعض الجمهوريات التجارية والإمارات الإيطالية مثل جنوة وفلورنسا والبُندُقيَّة معاهدات تجارية مُنوعة، والتي اشتملت على السماح لهم بالصيد والمُتاجرة، فيما وصل التجار الإيطاليون إلى الأسواق الأندلسية بحثًا عن المنسوجات المحلية مثل الجلد القرطبي وزيت الزيتون وغيرها. أُسست قنصليةٌ بندقية بمالقة وكذلك فندق خاص بالتجار البنادقة. وساهمت هذه التجارة في إدامة استقلالية مملكة غرناطة في سياق جيو-سياسي زئبقي. وفي نفس الحين كانت العلاقات بين مملكة غرناطة والعالم الإسلامي مرنة وودية. فأقامت غرناطة علاقات اقتصادية لأجل الحصول على مُنتجات الشمال الأفريقي وخاصةً الأصباغ والأصواق والحبوب، فيما كانوا يبيعون بالمقابل الحرير الأندلسي والخشب. ونقل التجار المصريون بعض البضائع إلى غرناطة مثل الكتان واللؤلؤ وبعض الأدوية الشرقية وفي عودتهم يحملون الزعفران والقرمز والورق. كانت موارد الخزينة كثيرة ومُنوعة، وكانت تتكون من ضريبة الأراضي المزروعة، وتبلغ في المتوسط نحو سُبع قيمة المحصول؛ والأموال المرسومة على السفن الواردة والصادرة؛ وموارد دار السكة الملكية وبيت المال من زكاة وصدقات وميراث من لا وارث له؛ وأخماس الغنائم التي كانت تُحصل من العدو مع مُختلف الضرائب التجارية والمهنية. وعلاوة على ذلك، كان للعرش العديد من الأملاك والمزارع، التي كانت تُعرف بـ«المستخلص». وترجع زيادة الضرائب في مملكة غرناطة عن نظيرتها في الدول الإسلامية السابقة إلى استمرار الصراع دون انقطاع بينها وبين النصارى. وقُدر دخل المملكة آنذاك بنحو مليون ومائتي ألف دوقيَّة. وكان «صاحب الأشغال» هو الشخص المُخول بالإشراف على شؤون الدخل والخرج وأعمال الجباية. وتمتع الشعب بالثراء واقتنى الكثيرون الحُلي والجواهر النفيسة ولاسيما أبناء الطبقات العليا.

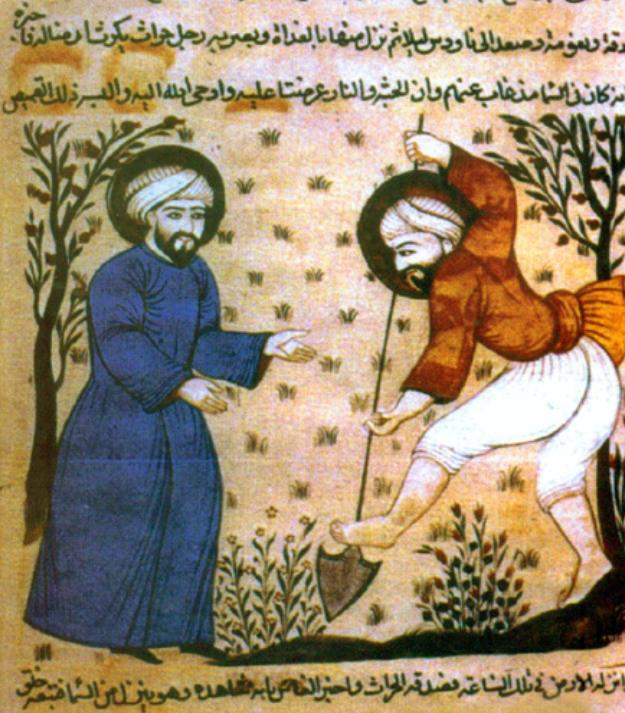
مُنمنمة تُصوِّرُ مُزارعًا أندلُسيًّا يحرثُ الأرض.

#### الزراعة
كان النظام المعروف آنذاك يقتضي تطبيق العقود بين صاحب الأرض والمُزارع لعدة سنوات، وكان ذلك وفق شروط معينة حيث يُقدم المالك الأرض والبذور، فيما يتعهد المُزارع بتأمين النفقات وشراء الحيوانات ودفع أجور العمال وتأمين الحراثة والحصاد واقتسام المحصول مُناصفة. أسهمت طبيعة الأندلس من الجبال والهضاب الوعرة والأودية والأنهار والتربة في ازدهار الزراعة وجعلتها من أبرز موارد الأندلس الاقتصادية. عمل مسلمو الأندلس في الفلاحة وتربية الماشية وغرس الحدائق وتنظيم وسائل الري والصرف واستجلاب الماء وتوزيعه بالطرق الفنية ومعرفة أحوال الجو، وكل ما يتعلق بفنون الزراعة وخواص النبات. ونقل العرب من شمال أفريقيا إلى الأندلس الكثير من الأشجار والمحاصيل مثل القطن والأرز وقصب السكر والزعفران والنخيل، وازدهرت غابات الزيتون وحدائق البرتقال والتوت والكروم في غرناطة ومالقة وشريش. وكانت ضفاف نهر شَنيل بمثابة سلسلة من البسائط الخضراء، التي تتخللها مئات الترع والقنوات؛ فيما كان المرج الشهير «ربض غرناطة» بحقوله وحدائقه النضرة، غرب غرناطة، مسرحًا للمعارك المُستمرة بين المسلمين والنصارى. ووصفها ابن الخطيب عندما نظر إليها وقد حفت بسورها البساتين العريضة والأدواح الملتفة، بحيث صار سورها من خلف ذلك كأنه من سياج قائلًا:

#### الصناعة

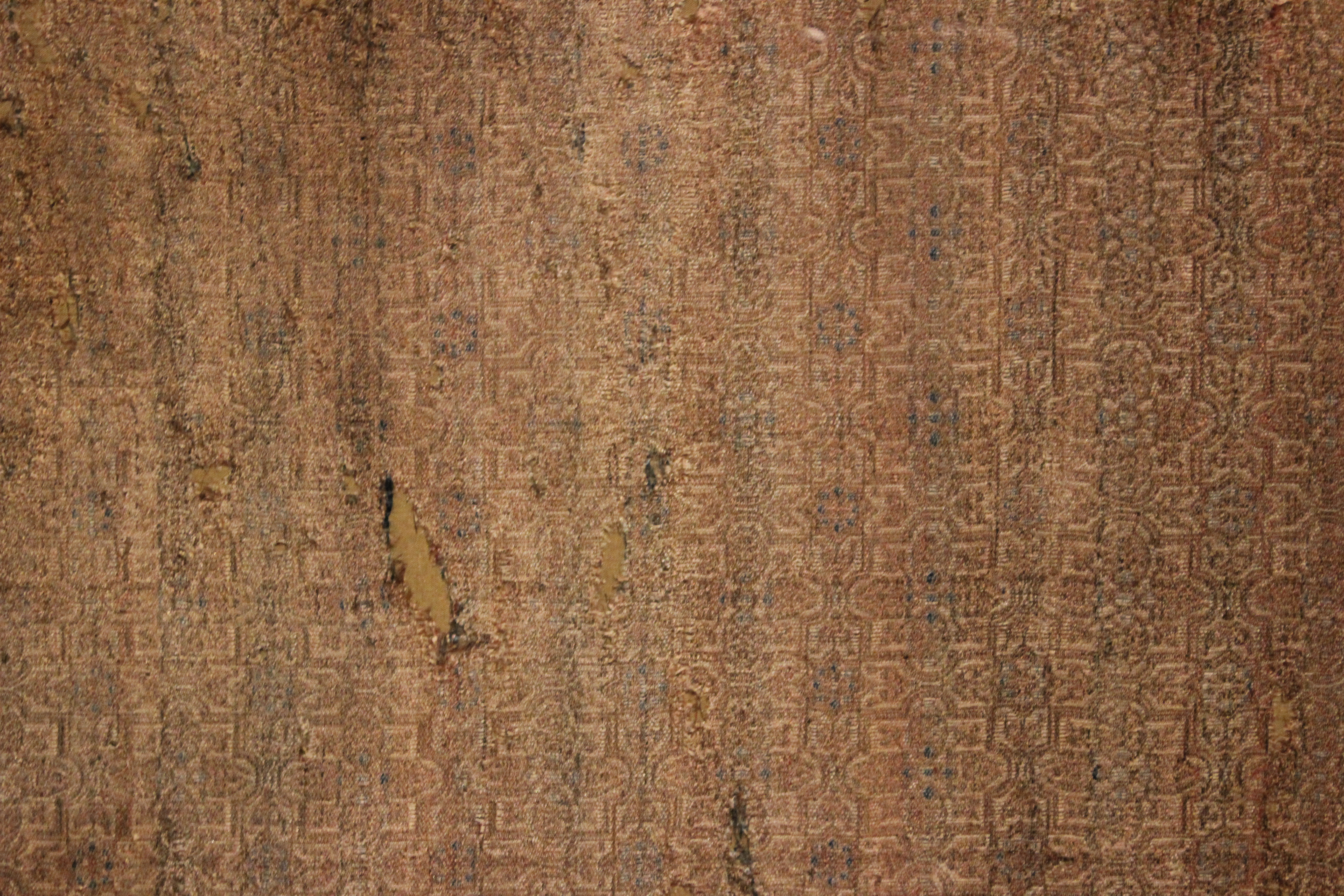
ما تبقَّى من بطَّانيَّةٍ من صناعة غرناطة.

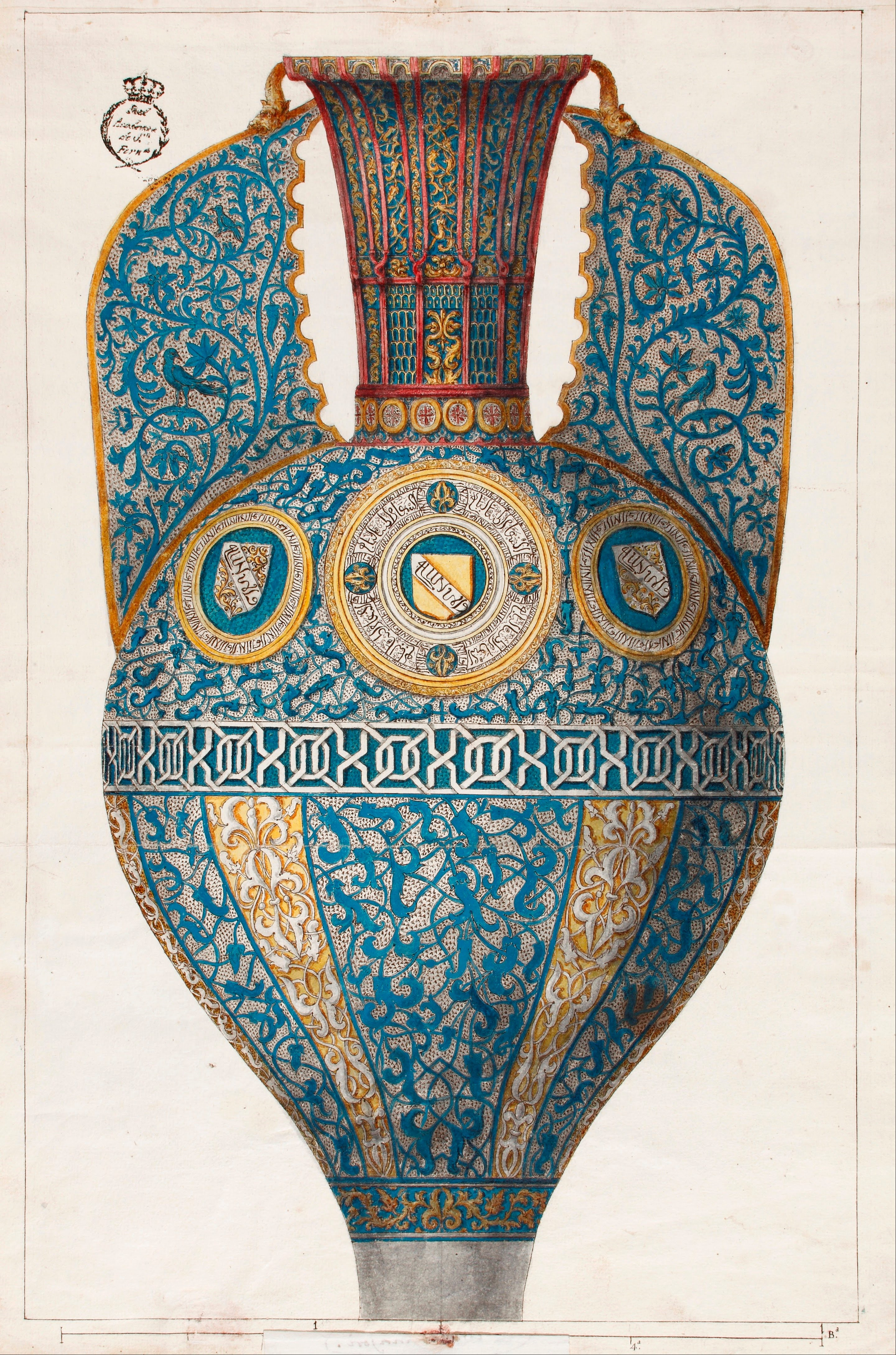
رسمٌ لِجرَّةٍ رُخاميَّة بديعة ترجع لِعصر بني نصر.

اشتهرت الأندلُس بزهو صناعتها وكثرة ثراوتها المعدنية من الحديد والرصاص والزئبق والذهب والفضة وغيرها من المعادن. واشتهرت ألمرية بصناعة النسيج، والتي ورثتها عن قرطبة. كما كان لصناعة الأسلحة والذخيرة رونقًا خاصًا، حيث انعكست هذه الصناعة على قوتها وبسالتها أمام أعدائها لزمن طويل. إضافة إلى أنها كانت تُنتجها بوفرة وتُصدرها إلى معظم الدول الأوروبية. كما عُرفت بصناعة الصوف والحرير والأقمشة المُلونة ذات الجودة العالية في مالقة وألمرية وصناعة الجلود الدقيقة التي برع فيها أهل قرطبة على وجه الخصوص. وعُرف صناعة الثياب باسم «الملبد المختم». فيما وُجدت صناعة السجاد في بسطة. وانعكس تفوق المسلمين في الكيمياء على ميدان الصناعة، فظهر ذلك جليًا في مجال الأدوية والعقاقير واستخراج العطور من الأزهار وتركيب الأصباغ المختلفة، ولاسيما اللون الذهبي، وغيره من الألوان الزاهية. ونقلت عنهم المدن الإيطالية، التي اشتهرت بصناعة الحرير في العصور الوسطى، معظم فنونهم وطرائقهم، وتحديدًا مدينة فلورنسة، التي كانت تستورد كميات كبيرة من الخام من غرناطة، حتى أواخر القرن الخامس عشر الميلادي. وتقدمت غرناطة في صناعة الحرير قي القرنين الثامن والتاسع الهجريين، والتي قال عنها ابن الخطيب: «وكفن بالحرير الذي فضلت به فخرًا وقيته وغلة شريفة وفائدة عظيمة تمتاز بها البلاد وتجبله الرفاق وفضيله لا يشاركها فيها إلا البلاد العراقية». ساعد توفر الرخام اللين على صناعة الأقداح والأطباق والأسطال. فيما كانت صناعة الأوانى الخزفية من الصناعات المُزدهرة حتى العهد الأخير للمملكة، والتي لا زالت تُلقى رواجًا في إشبيلية ومالقة. كما تعرض العديد من المتاحف الإسبانية الكثير من الأواني الخزفية الأندلسية والمورسكية بديعة الصنع حتى الوقت الحالي. وكان لصناعة الجلود الفاخرة المُلونة دورًا هي الأخرى في ازدهار الصناعة، وكان من بينها صناعة الشنط والحزم والأحذية والسروع ومقابض السيوف، والتي انتقلت لاحقًا إلى أوروپَّا عقب نفي المورسكيين، حيث انتقلت معهم صناعة دباغة الجلود وترصيعها بالنقوش. فيما لعبت صناعة الورق دورًا محوريًا قي الصناعة، حيث أنشئت المصانع العظيمة ولاسيما في طليطلة وشاطبة، ونُقلت إلى أوروپَّا عن طريق فرنسا. واكتشف الأب ميخائيل الغزيري عدة مخطوطات، بمكتبة الإسكوريال ترجع إلى القرن الحادي عشر الميلادي، مكتوبة على ورق مصنوع من القطن، وأخرى ترجع إلى القرن الثاني عشر الميلادي، كُتبت على ورق مصنوع من الكتان.

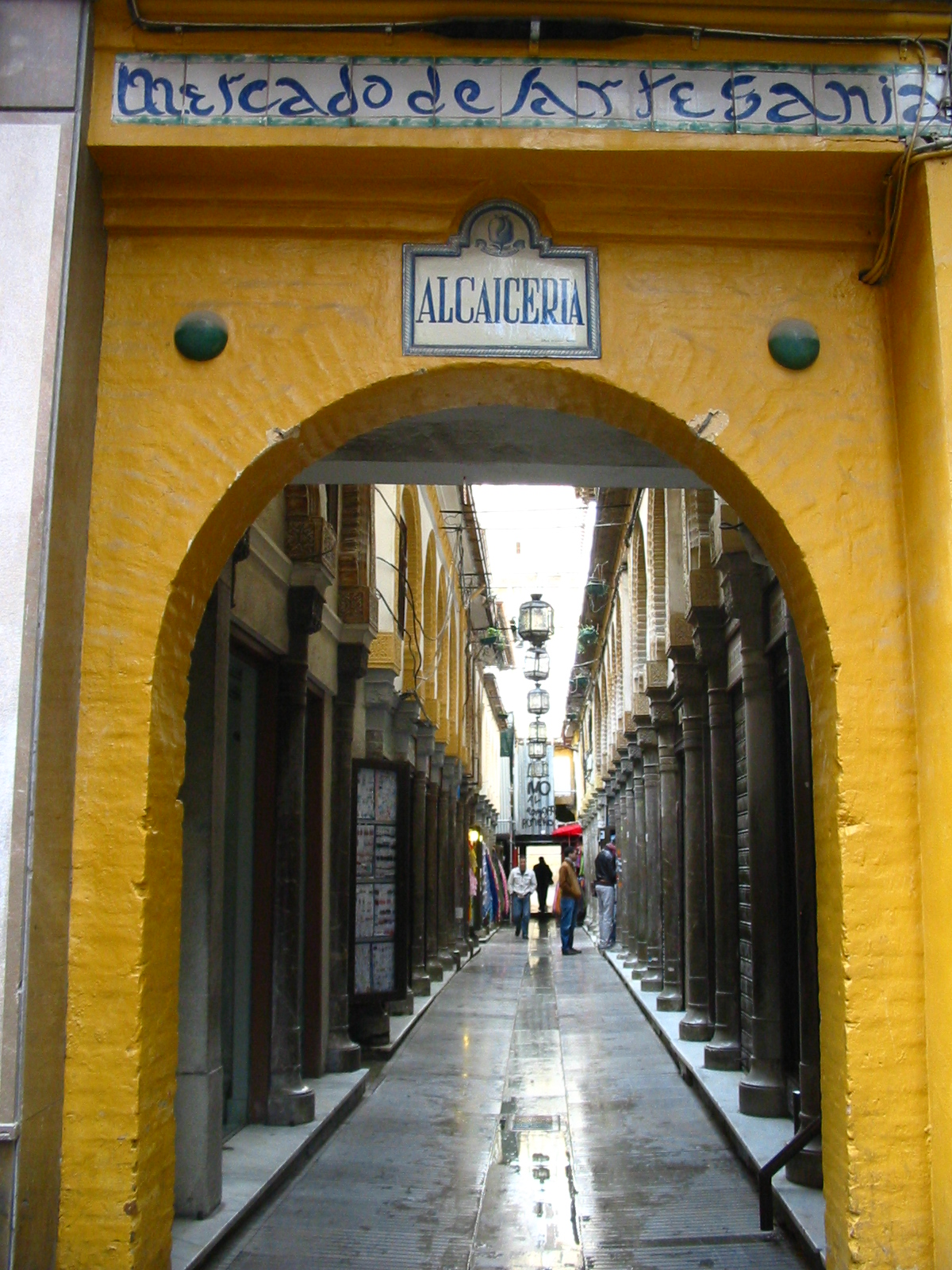
مدخل قيسارية غرناطة.

#### التجارة
شهدت مملكة غرناطة رواجًا كبيرًا للتجارة على المستويين الداخلي والخارجي. وأسهم وجود القيسارية، التي تقع في قلب غرناطة، وانتشار الأسواق والمتاجر والحمامات ووفرة الخيرات في ازدهار التجارة ونشاطها. استخدم بنو الأحمر الدراهم الفضية المُربعة. واعتمد الأندلسيون في حركة البيع والشراء على المثقال لزنة المعادن الثمينة والتوابل والطيوب والأبهار، فيما كانت تزان الفضة بالدراهم، أما الرطل فقد استُخدم في وزن المواد الغذائية عدا الحبوب، التي كانت تُكال بالمد بقسميه: «القصيز» و«القدح». وخارجيًا، ساعد زهو الزراعة والصناعة في غرناطة والموقع الجغرافي على رواج التجارة الخارجية سواءً مع العالم الإسلامي أو الأوروپي. وارتقت التجارة بشكل كبير في القرن الخامس هجريًا والحادي عشر ميلاديًا، فكانت أساطيل الموانئ التجارية في مالقة وألمرية تنقل المُنتجات القادمة من المعامل الصناعية من مُختلف المدن وتنقلها إلى الخارج. وكانت المراكب التجارية تحمل الحرير الخام من مدن المملكة إلى موانىء البحر المتوسط في إيطاليا وفرنسا وأرغون وشمال أفريقيا. فيما كان يُصدر السكر داخليًا إلى الممالك والإمارات المسيحيَّة والبُلدان القريبة. وكانت تُصدر الفواكه المُجففة والمعادن المُصنعة والحُلي والزعفران والرخام إلى الخارج. فيما كانت تستورد المملكة البهار والفلفل والبخور والقرفة والتمور والأصباغ من الشرق؛ والأرز من بلنسية؛ والزيت من قشتالة؛ والقمح من الغرب والرصاص والنحاس من إيطاليا؛ والسمن والجلود والأغنام من شمال أفريقيا. وكانت العلاقات الاقتصادية مع مصر الأكثر تأثيرًا منذ ذلك القرن. وكانت غرناطة خلال القرنين الرابع عشر والخامس عشر الميلاديين من أعظم المراكز التجارية في جنوب أوروپَّا، حتى وصفها بعض المُؤرخين المُعاصرين بأنها «مدينة جميع الأمم». فيما قال عنها أحد المُؤرخين الإسبان: «إنَّ شُهرة سُكَّانها في الأمانة والثقة، بلغت إلى حد أن كلمتهم المُجردة كان يُعتمد عليها أكثر مما يُعتمد على عقد مكتوب بيننا».

### الدين

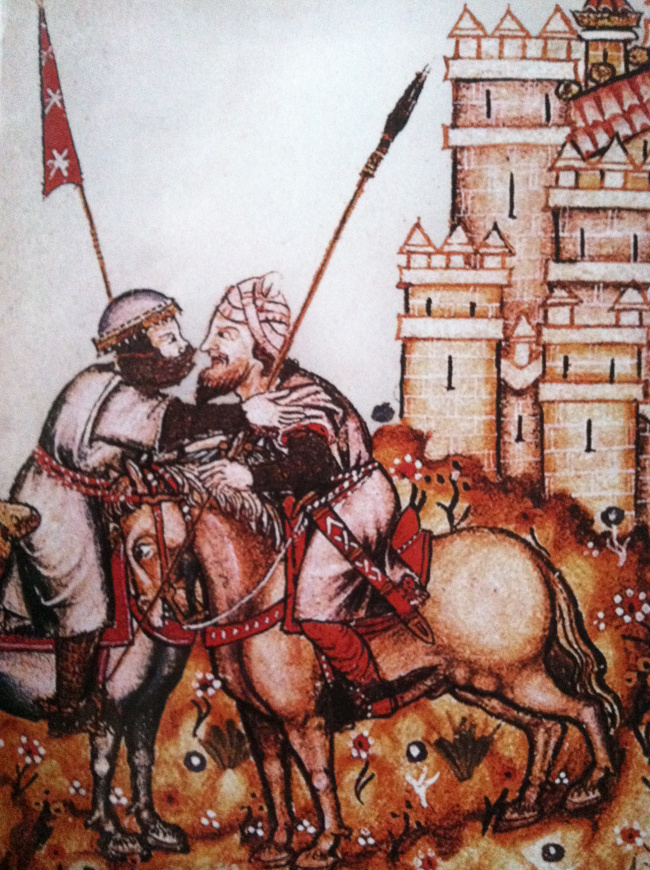
مُنمنمة إفرنجيَّة تُصوِّرُ فارسًا مُسلمًا (يمينًا) وآخر نصرانيّ (يسارًا) يتعانقان، في إشارةٍ إلى المودَّة والسلميَّة التي سادت بين المُسلمين والمسيحيين زمن السلم.

كانت الغالبيَّة الساحقة من أهل مملكة غرناطة تعتنق الإسلام، وكان هُناك أقليَّتان مسيحيَّة رومانيَّة كاثوليكيَّة ويهوديَّة تعيشان جنبًا إلى جنب مع المُسلمين. وكان المُسلمون الغرناطيُّون سُنيُّون مالكيُّون، وفي ذلك يقول لسانُ الدين بن الخطيب: «أَحوَالُ هَذَا القِطرِ فِي الدِّينِ وَصَلَاحُ العَقَائِدِ أَحوَالٌ سُنِيَّةٌ، وَالأَهوَاءُ وَالنَّحلُ فِيهِمُ مَعدُومَةٌ، وَمَذهَبِهِم عَلَى مَذهَبِ الإِمَامِ مَالِك بِن أَنَس إِمَامُ دَارِ الهِجرَةِ جَارِيَةٌ». ومن المعروف أنَّ هذا المذهب انتشر في الأندلُس على يد مجموعةٍ من طُلَّاب العِلم، الذين تلقُّوا تعليمهم بِالمشرق على يد الإمام مالك وغيره من كبار العُلماء. وظلَّت دراسات المذهب المالكي سارية في الأندلُس حتى نهاية الدولة الإسلاميَّة. وقد نبغ في مملكة غرناطة عددٌ كبيرٌ من العُلماء الذين ذاع صيتهم، داخلها وخارجها، وأصبحت لهم مكانة مرموقة وكلمةٌ مسموعة، من بين هؤلاء، العالم الفقيه أبو سعيد فرج لب المُتوفَّى سنة 782هـ المُوافقة لِسنة 1381م، وكان من الأساتذة البارزين بالمدرسة النصريَّة، وقد رجع كثيرٌ من الفُقهاء ومؤلفي النوازل إلى فتواه. ومن تلاميذه الفقيه إبراهيم بن موسى الشاطبي (تُوفي سنة 790هـ/1389م) صاحب كتاب «أصول الفقه»، وابن سراج وله فتاوى عديدة، ومُحمَّد بن علي الفخَّار الإيبيري. ورغم ما ورد من أنَّ المُجتمع النصري كان يهوى حياة اللهو والطرب والمُتعة، إلَّا أنَّ ذلك لم يمنعه من تطبيق القواعد الإسلاميَّة والالتزام بها، والانصراف بحزم إلى الجهاد للدفاع عن الإسلام والمُسلمين ضد الخطر المسيحي؛ فأُمراء بني الأحمر كانوا مُتشبثين بِالأحكام الشرعيَّة، يحرصون على تطبيقها والالتزام بِمبادئها؛ فقد كانوا مُدركين أنَّ بقاءهم في بلاد الأندلُس رهين ببقاء الإسلام. ويذكر ابن الخطيب أنَّ الأمير إسماعيل بن فرج خامس مُلُوك بني الأحمر كان مُتشددًا في مُحاربة البدع، وكُل ما يُخالف قواعد الدين الإسلامي. وشهد المُجتمع الغرناطي حركة زُهدٍ وتصوُّفٍ ازدهرت في هذه الفترة؛ فبسبب المُضايقات المُستمرِّة لِلممالك المسيحيَّة، ولِما كان ينتاب أهل غرناطة من قلقٍ وحسرةٍ مريرةٍ من سُقُوط أراضي المُسلمين تباعًا في أيدي أعدائهم، وجد بعض الناس في التصوُّف ملاذًا وسلوةً لِلهُرُوب من الظُرُوف القاسية التي يعيشونها، فنبغ في هذه الفترة عددٌ من المُتصوِّفة.

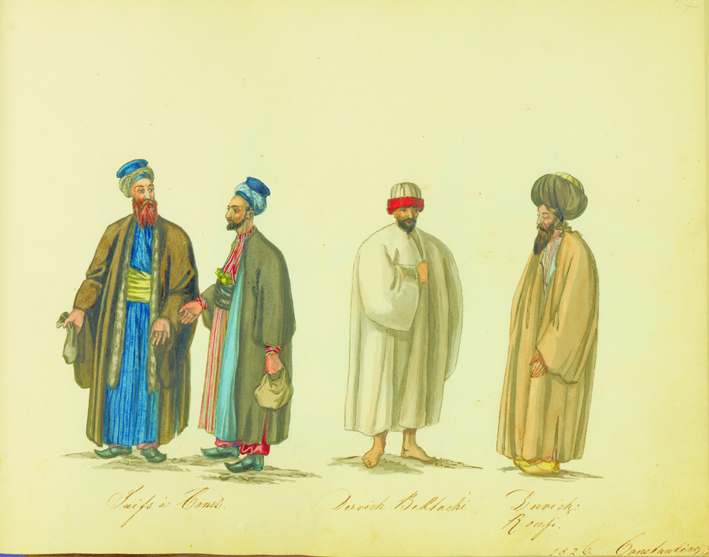
رسمٌ يُصوِّرُ ملابس بعض اليهود العُثمانيين، من أحفاد اليهود الأندلُسيين الذين حطَّ بهم الرحال في أراضي الدولة العُثمانيَّة بُعيد طردهم من الأندلُس. عاش قسمٌ عظيمٌ من هؤلاء في مدينة سالونيك وشكَّلوا فيها جالية مُهمَّة خِلال القُرُون التالية.

شكَّلت مملكة غرناطة ملجأ لِليهود الهاربين من التنصير الإجباري ورُدُود فعل النصارى ضدَّهم في البلاد التي خسرها المُسلمون لِصالح الممالك المسيحيَّة، وقد استمرَّ اليهود يعيشون في المملكة الإسلاميَّة حتَّى سُقُوطها. وعلى الرُغم من التواجد اليهودي هذا في مملكة غرناطة، فلا يبدو أنَّ أُمراء المُسلمين اتخذوا لهم وُزراء من اليهود، على عكس حُكَّام غرناطة في عصر مُلُوك الطوائف. وكان يهود مملكة غرناطة سفارديُّون كحال باقي يهود الأندلُس، ويُعتقد أنَّ عددهم كان قُبيل بداية عمليَّة التهجير والطرد حوالي 300 ألف يهودي أندلُسي، لكنّ هذا الرقم سُرعان ما تقلَّص بعد تهجيرهم بِشكلٍ هائل، حيثُ قُدَّر أنَّ عدد اليهود لم يتجاوز 50 ألف شخص في إسپانيا، خلال أوائل القرن الحادي والعشرين الميلادي، وقد انتهى الأمر بأغلب هؤلاء اليهود أن لجأ إلى أراضي الدولة العُثمانيَّة، بعد أن استقبل العُثمانيُّون اللاجئين من الأندلُس في مُختلف أنحاء إيالات الدولة، ممَّا شكَّل فُرصةّ مُهمَّةً لِليهود استطاعوا عبرها الحفاظ على قيمهم الدينيَّة بِالإضافة إلى عاداتهم وتقاليدهم وثقافتهم الأندلُسيَّة المُميزة. أمَّا النصارى، فقد حافظوا على وُجودهم البارز في ظل مملكة غرناطة، فالجُنُود والمُسافرون والأسرى، جعلوا الاحتكاك مُستمرًّا بين الطرفين الإسلامي والمسيحي، ومن المعروف أنَّ أُمراء المُسلمين اتخذوا وُزراء لهم من المسيحيين أو من ذوي الأُصُول المسيحيَّة، فقد اتخذ الأمير أبو الحجَّاج يُوسُف النصري من أبي النعيم رضوان وزيرًا حاجبًا له، وهو من أصلٍ قشتاليٍّ نصرانيّ كان قد سُبي صبيًّا ونشأ في القصر السُلطانيّ. كذلك وزَّر الأمير أبي الحسن الغالب بِالله وزير أبيه القائد أبو القاسم بن رضوان، صاحب الكفاءة والمُؤهلات الإداريَّة والعسكريَّة والدبلوماسيَّة. وقد أثبت العديد من الوزراء الكتابيين أنهم ذوي كفائة عالية في تدبير شُؤون الدولة التي كُلِّفوا بها، ويبدو أنَّ من أسباب الاستعانة بهم في هذه المناصب هو أنَّ خطرهم كان أقل من خطر المُسلمين على النظام السياسي القائم، فأهلُ الكتاب لم يكن بِمقدورهم أن يطمحوا إلى السُلطة السياسيَّة العُليا، عكس المُسلمين الذين يُمكن أن يبرز منهم من يتطلَّع إلى تولِّي الحُكم بِنفسه ومُنازعة الأمير القائم بِالأمر.

### القضاء

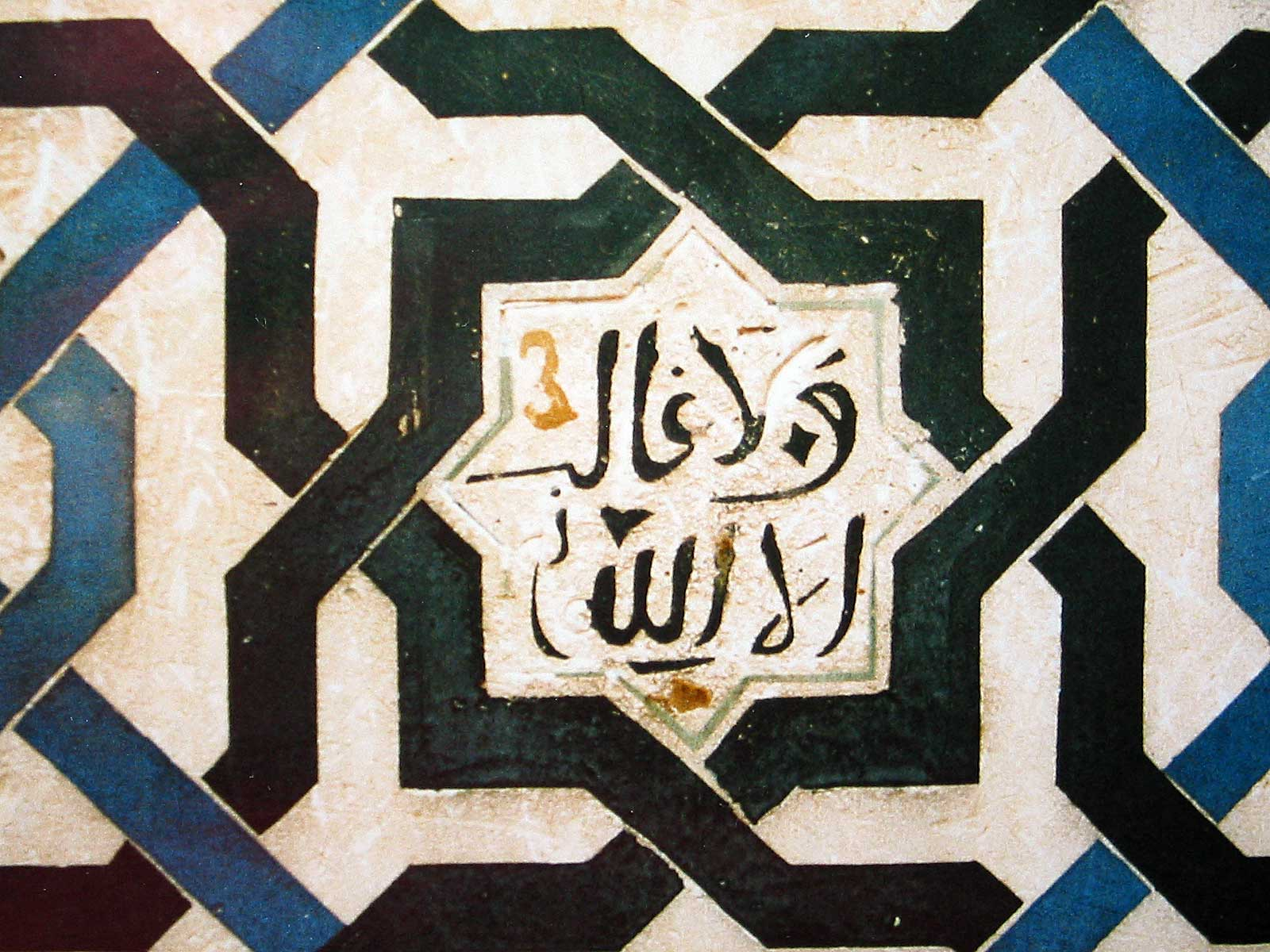
عِبارة «ولا غالب إلّا الله» منقوشة في قصر الحمراء بالأندلُس، وهي شعار القُضاة وقاضي الجماعة.

كانت هناك صلاحيات واسعة للقاضي وكان منصب «قاضي الجماعة» من أرفع المناصب القضائية في الأندلس، وكان يُقابل منصب قاضي القضاة في المشرق الإسلامي. وكان يُعاونه في تصريف القضايا الثانوية قاض مُساعد يُعرف بـ«صاحب الأحكام»، ولعله هو صاحب الشرطة. ويُعاونه أيضًا صاحب السوق المسئول عن أمور السوق بصورة عامة، كما أنه مسئول عن تطبيق فروض الدين ومُلاحقة المنكرات. كان القاضي يجمع في الوقت ذاته بين منصبه ومنصب خطيب الحمراء، أو خطيب الجامع الأعظم، وكان ذلك من المناصب الدينية الرفيعة آنذاك. واتبع القضاء في المملكة المذهب المالكي منذ أواخر القرن الثاني الهجري. كان يُعين القاضي بمرسوم ملكي أو ما يُعرف بـ«الظهير»، وهو المُصطلح الذي يُشير إلى المراسيم والقوانين السلطانية. وكان لكل مدينة قاضيها وخطيبها، ولا يشغل مناصب القضاء سوى أكابر العلماء والفقهاء.
تبعت ولاية الحسبة القضاء أيضًا، وهي وظيفة دينية تقوم على الأمر بالمعروف والنهي عن المُنكر، ومُطاردة المُنكرات والتعزير والتأديب على قدرها، والعمل على احترام الأحكام الشرعية، وقمع الغش والاختلاس في المُعاملات، وأمور المعيشة والمكاييل والموازين. وكان من بين مهامه الأخرى أن يحمل الناس على أداء المصالح العامة مثل تمهيد الطرقات والإضاءة بالليل وغير ذلك. وكان القاضي أبو بكر محمد بن فتح الأنصاري الإشبيلي، الذي تُوفي في سنة 698هـ، من أبرز رجال الحسبة والشرطة في مملكة غرناطة.

#### الشرطة
عُد منصب «متولي الشرطة» من أعظم المناصب القضائية والإدارية، وكان يختص بحفظ النظام والأمن ومُطاردة المُجرمين وأهل الفساد، وتنفيذ العقوبات الجنائية من الحد والتعزير وغيرهما فيمن وجب عليه ذلك، وكان يتولى الاتهام والتحقيق وتوقيع العقوبة دون أدنى تدخل من القاضي. وكان يُعاونه مجموعة من الحراس تجوب أنحاء المدينة ليلًا وتُشرف على حراسة الطُرق والأمكنة وتعقب الجُناة. وأُطلق عليهم لقب «الدرَّابين» الذين كانوا يحملون السلاح وتصحبهم الكلاب. وكان يُنتخب عادةً من كبار القادة أو الخاصَّة، ويتمتع بسلطات قضائية وإدارية واسعة. إلى أن تغير الاسم لاحقًا وأصبح «صاحب المدينة وصاحب الليل».

## الثقافة
كانت الحركة الفكرية والثقافية في الأندلس مُضطربة بعض الشيء في مجالات اللُغة والفقه والعُلوم والفُنون والآداب في أوائل القرن السابع الهجري، الثالث عشر ميلاديًا. فمرت بأطوار عدة: أولهما الفتوة؛ ثانيهما النضج؛ وثالثهما الانحلال الأخير. وانحصرت في ذلك العصر في النواحي الأدبية دون العلمية، فازدهر الأدب والشعر، وزخرت غرناطة بجمهرة من أكابر الأُدباء والشُعراء. وكان أمراء بني الأحمر أنفسهم في طليعة العُلماء والأدباء. واشتهر عميدهم ومُؤسس دولتهم محمد بن الأحمر بحمايته للعلم والأدب، وكانت له أيام خاصة يستقبل فيها الشعراء وينشدونه قصائدهم. وكانت قليلة بعض الشيء المصادر العربية التي تناولت تلك الحقبة الفكرية من التاريخ، حيث هاجر عدد من المُفكرين والكُتّاب إلى المغرب والبلاد الإسلامية الأخرى، إضافة إلى دمار مُعظم الآثار والوثائق الأندلسية آنذاك. كان من بين الشخصيات البارزة ابن الأبار القضاعي وابن الخطيب وابن حريق وابن مرج الكحل والقيسي وابن الفخار وابن الجيان المرسي وأبو الطيب الرندي وابن خروف الإشبيلي وعلي الغساني وابن عربي وابن هذيل.

### العُلوم والآداب

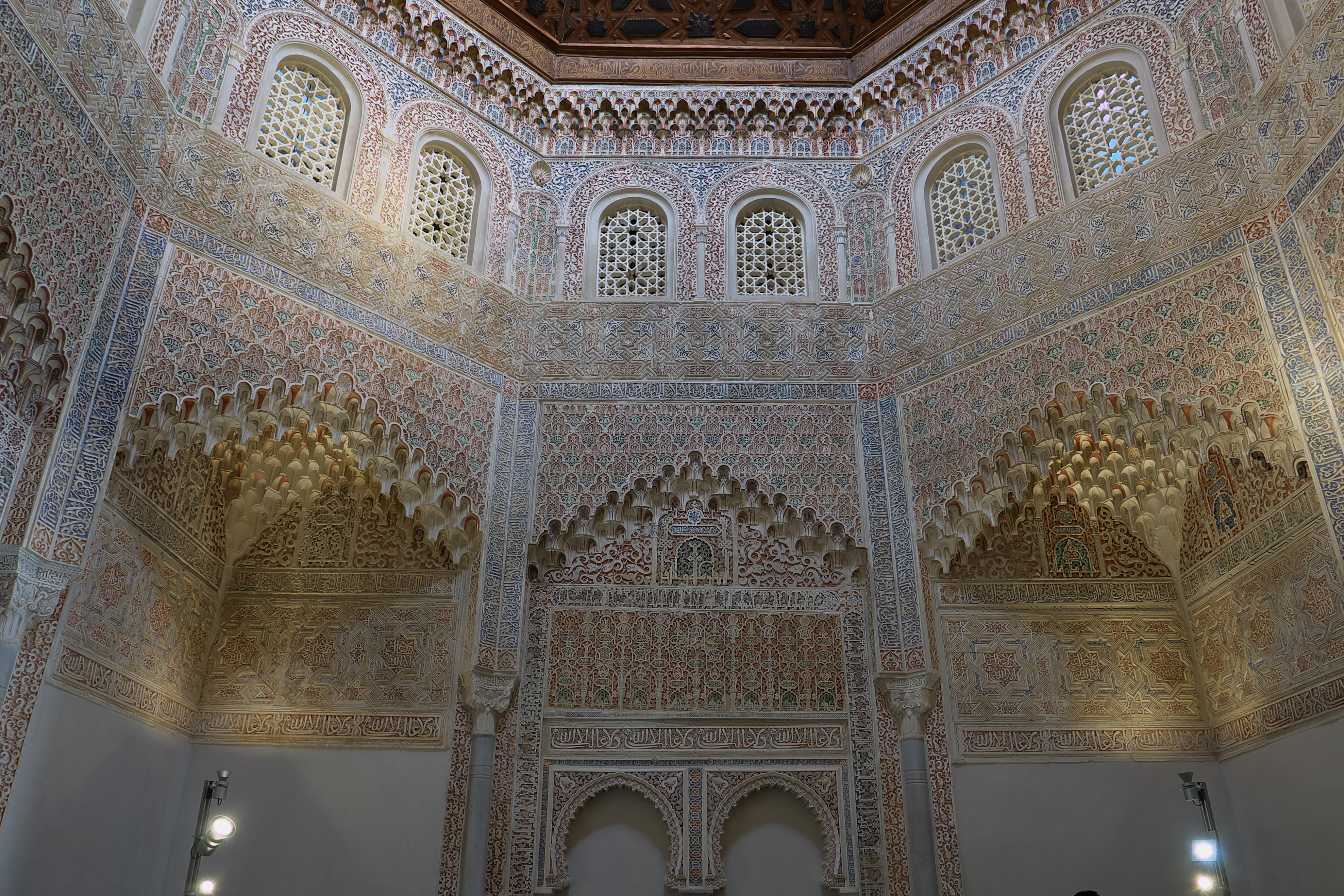
الزخارف والنُقُوش العربيَّة الإسلاميَّة داخل مدرسة غرناطة، إحدى صُروح التعليم في عاصمة المملكة الإسلاميَّة.

شهدت الحركة الأدبية نشاطًا واضحًا خلال هذه الفترة، حيث احتل الشعر والنثر والنظم مكانة كبيرة جراء الأحداث السياسية آنذاك. فكان من ثمره إنتاج شعر المراثي على سبيل المثال لا الحصر. كان محمد بن عبد الله بن أبي بكر القضاعي البلنسي، المعروف بابن الأبار، فقيهًا وكاتبًا وشاعرًا ومُؤرخًا بارزًا في الفقه واللغة والنثر والنظم. كما كتب أيضًا في الأدب والتاريخ. ومن آثاره «تكملة كتاب الصلة» لابن بشكوال، حيث ترجم فيها لأعيان أهل الأندلس وعُلمائها وشُعرائها، ونُشر في مُجلدين ضمن المكتبة الأندلسية. كما أسهم بكتاب «الحلة السيراء»، والذي ترجم فيه لطائفة مُختارة من أعيان الأندلس من أُمراء ووُزراء وكُتاب وشُعراء، ونُشر بعناية المُستشرق رينهارت دوزي، ولكن مع إغفال بعض التراجم. وتوجد منه نسخة خطية كاملة بمكتبة الإسكوريال تحمل رقم 1654 الغزيري، وقام بتحقيقها ونشرها الدكتور حُسين مُؤنس في مجلدين بالقاهرة عام 1964. وله مُؤلفات أُخرى مثل كتاب «تحفة القادم»، حيث يُقدم نُخبة مُختارة من نظم شُعراء الأندلس الذين سبقت وفاتهم مولده، وبعض الطارئين عليها من الغرباء، وتُوجد نسخة خطية منه في الإسكوريال تحمل رقم 356 الغزيري؛ و«إيماض البرق في أدباء الشرق»؛ و«كتاب الإعتاب»، والذي يشتمل على تراجم طائفة من كُتاب الأندلس وبعض الكُتاب المشرقيين، وتُوجد منه نسخة في الإسكوريال تحمل رقم 1731 الغزيري. كان له قصيدة بارزة يُردد فيها صريخ الأندلس ويصف آلامها ومحنها عندما أرسله الأمير أبو جميل زيَّان أمير بلنسية سفيرًا إلى أبي زكريا الحفصي أمير إفريقية، وكان هذا مطلعها:
أما في الغزل، قال
وكان علي بن محمد بن أحمد بن حريق الشاعر البلنسي من أعلام الشعر وألف كتب عديدة في الأدب. وبرع ابن مرج الكحل بنوع خاص في الغزل والشعر الوصفي المُبتكر، وعاش فترة في غرناطة وذاع صيته في سائر الأندلس. ومن أشعاره في وصف عشة بنهر الفنداق الذي يمر بلوشة من قصيدة «عرج بمنعرج الكثيب الأعفر»:
عُدَّ لسان الدين بن الخطيب أعظم كُتاب وشُعراء ومُفكري ومُؤرخي الأندلس في أوج الحركة الفكرية بها. فترك تُراثًا ضخمًا مُنوعًا من مُؤلفات أدبية وتاريخية وطبية، والكثير من القصائد والمُوشحات، ورسائل أدبية وسياسية تمتاز بروعة البيان والأسلوب. ومن أبرز مُؤلفاته «الإحاطة في أخبار غرناطة»، و«التاج المُحلَّى في مُساجلة القدح المُعلَّى»، و«ريحانة الكتاب ونجعة المنتاب»، و«اللمحة البدريَّة في الدولة النصريَّة»، و«رقم الحلل في نظم الدُول»، و«نفاضة الجراب وعلالة الاغتراب»، و«كناسة الدُكَّان بعد انتقال السُكَّان»، و«معيار الاختيار في ذكر المشاهد والديار»، و«السحر والشعر». ومن مُؤلفاته الطبيَّة: «عمل من طب لمن حب»، و«الرجز في عمل الترياق»، و«رسالة تكوين الجنين». ومن مُؤلفاته السياسيَّة: «رسالة في السياسة»، و«كتاب الإشارة إلى أدب الوزارة». وله ديوان شعر عنوانه: «الصيب والجهام والماضي والكهام». ولابن الخطيب تُراث حافل من الرسائل الأدبية والسياسية التي وردت في مُختلف مُؤلفاته، ونقل عنه المقري وابن خلدون. وكان ابن الخطيب من أئمة المُوشحات الأندلسية،واشتهر بتأليف «جادك الغيث»، التي كتب في مطلعها:
كما كان عزيز بن عبد الملك القيسي شاعرًا كبيرًا، حيث برز في أحداث مرسية السياسية آنذاك وظفر بإمارتها مُدة قصيرة. ومن قوله عندما حلت به المحنة:
فيما كان علي بن إبراهيم بن عليّ المعروف بابن الفخار من أعلام الكتابة والنظم وتولى القضاء فترة من الزمن. وبرع في التوشيح إبراهيم بن سهل الإشبيلي، ومن أشعاره:
ومن موشحاته:
كما كان أبو عبد الله محمد بن الجيان المرسي، كاتب ووزير ابن هود، عالمًا بالحديث والرواية وبارعًا في النثر والنظم. ومن شعره قصيدة مطلعها:
برع الأديب والشاعر أبو الطيب صالح بن شريف الرندي في النثر والنظم معًا، وله مقامات بديعة في مجالات عدة، وله تأليف في العروض وفي الشعر سماه «الكافي في علم القوافي»، وأودعه جملة وافرة من نظمه ومُختصرًا في الفرائض. ومن شعره في الغزل والتصوف:
كان أبو عبد الله بن سلبطور من الشعراء المُميزين إلا أنه انكب في نهاية حياته على ملاذته وشهواته وأضاع إرثه وثروته. وأيضًا يظهر كل من الكاتب والشاعر أبو عبد الله محمد بن جُزى، الذي برع في النثر والنظم، والذي أنشأ رحلة ابن بطوطة من مذكرات صاحبها؛ كما ضلع قاض الجماعة، أبو القاسم محمد بن أحمد الشريف الحسيني، في الحديث والفقه والعروض والأدب، وجمع شعره في ديوان أسماه «جهد المقل»؛ و والشاعر والأديب أبو جعفر أحمد بن علي بن محمد بن خاتمة الأنصاري، الذي كتب عن الوباء الكبير الذي عصف بالأندلس سنة 749 هـ (1348 م) رسالة عنوانها: «تحصيل غرض القاصد في تفصيل المرض الوافد»، حيث وصف عصف الوباء وسيره بمدينة ألمرية، وتُوجد نسخة مخطوطة لها بمكتبة الإسكوريال برقم 1785 الغزيري، كما أن له ديوان شعر محفوظ بمكتبة الإسكوريال.
عُد أبو الحسن علي بن محمد بن علي بن خروف الإشبيلي أحد كبار عُلماء اللغة العربية والنحو العربي، الذين شاركوا في علم الأصول ووضعوا شرحًا لكتاب سيبويه «تنقيح الألباب في شرح غوامض الكتاب» وكتب شرحًا للجمل وكتابًا للفرائض. كما كتب ردودًا في علم النحو على أبو زيد السهيلي وعلى جماعة آخرين. وعلى النهج ذاته، كان عمر بن محمد الأزدي الإشبيلي، المعروف بالشلوبين، إمامًا بارعًا في النحو والفقه. كما كان الأديب والرحالة ابن سعيد المغربي مُعاصرًا لابن الأبار القضاعي، وله مُؤلف ضخم من كتابين في فضائل مدن الأندلس والمغرب والمشرق، وهما: «المشرق في حلى المشرق» و«المغرب في حلى المغرب».

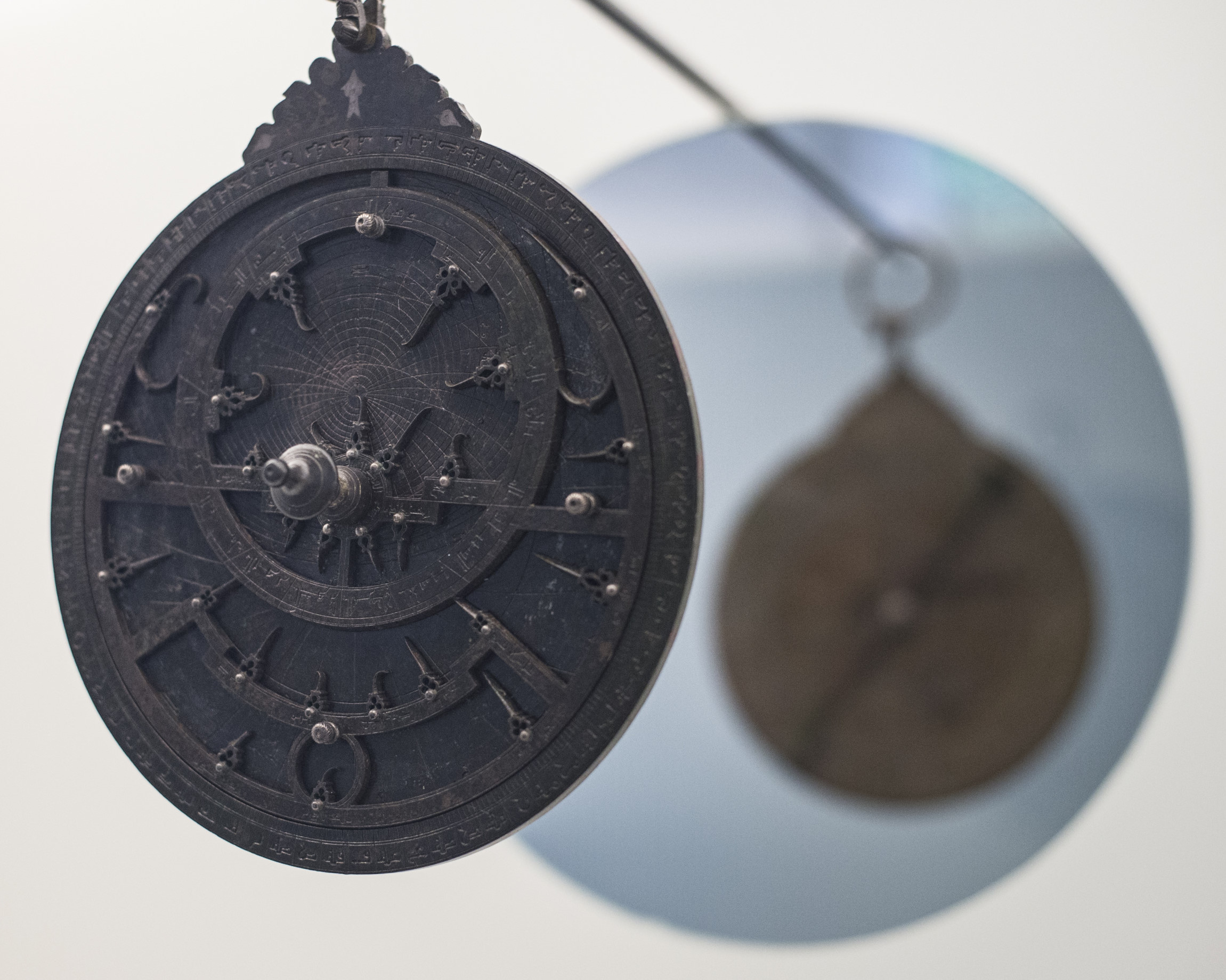
أسطرلابٌ أندلُسيّ من عصر مملكة غرناطة.

أما في الفقه وعلوم الدين، ظهر كل من علي بن أحمد بن محمد الغساني، والذي ألف في شرح الموطأ كتابًا ضخمًا في عشر مُجلدات أسماه «نهج السالك للتفقه في مذهب مالك»، ووضع شرحًا لكتاب مسلم باسم «اقتباس السراج في شرح صحيح مسلم بن الحجاج» وله شرح تفريغ ابن الجلاب سماه «الترصيع في شرح مسائل التفريع»، وصنف في الآداب منظوماته ورسائله، ونظم في شمائل محمد نبي الله كتابًا أسماه «عنوان الفضائل على مضمن كتاب الشمائل» وألف كتاب «الوسيلة إلى إيابة المعنى في أسماء الله الحسنى»؛ وعمر بن عبد المجيد بن عمر الأزدي ثم الرندي الذي برع في علوم النحو والآداب ورواية الحديث، وله كتاب شرح جمل أبي القاسم الزجاجي؛ ويأتي معه المُؤرخ وراوي الحديث عيسى بن سليمان الرعيني الرندي، الذي كتب الكثير من الكتب والمُؤلفات التي ذهبت عقب أسر العدو له، وألف «معجمه» وكتابًا في الصحابة. وقال ابن الأبار عنه «كان حسن الوراقة، ضابطًا مُتقنًا عارفًا بالرجال». كما كان أبو حيان الغرناطي فقيهًا ظاهريًا بارعًا في الحديث والتفسير واللغة والأدب والنثر، ونظم المُوشحات، وترك مُؤلفات عدة في تلك المجالات مثل «الإلماع في إفساد إجازة الطباع» و«إتحاف الأريب بما في القرآن من الغريب» و«النافع في قراءات نافع».

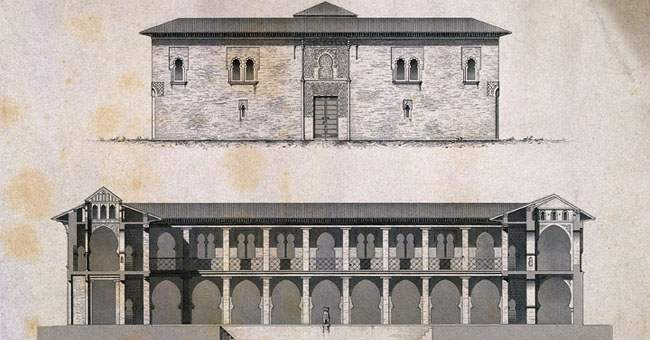
رسم تخيُّلي لما كان عليه بيمارستان غرناطة.

كان محي الدين بن عربي، أحد أشهر المُتصوفين والشعراء والفلاسفة، حاضرًا في هذه الحقبة، والذي تُنسب إليه الطريقة الصوفية. تزيد مًؤلفاته عن 800، إلا أنه لم يتبق منها سوى 100. ومن أشهر مُؤلفاته فصوص الحكم، والفتوحات المكية، وترجمان الأشواق. وغدت تعاليمه في مجال علم الكون ذات أهمية كبيرة في أجزاء عدة من العالم الإسلامي.
لم تزدهر العُلوم كثيرًا كما كانت في الفترات السابقة، حيث انحصرت الحركة الفكرية الأندلسية في ذلك العصر في النواحي الأدبية دون العلمية. فكان فيلسوف غرناطة وحكيمها أبو زكريا يحيى بن هذيل من أشهر علماء ذلك العصر، حيث برع في الطب والفلسفة والعلوم والرياضة، وله ديوان يُسمى «السليمانيات». وكان من شيوخ ابن الخطيب، الذي وصفه بأنه «دُرة بين الناس مُعطلة، وخزانة على كل فائدة مُقفلة». كما كان أبو عثمان سعد بن أحمد بن ليون التجيبي من عُلماء الفقه والهندسة والفلاحة، واختصر العديد من أمهات الكُتب مثل «بهجة المجالس» لابن عبد البر. وأسهم ابن الخطيب في مجالات الطب والفلسفة وكان من تلاميذه الطبيب العالم ابن المهنا، الذي شرح ألفية ابن سينا.

### الفُنُون

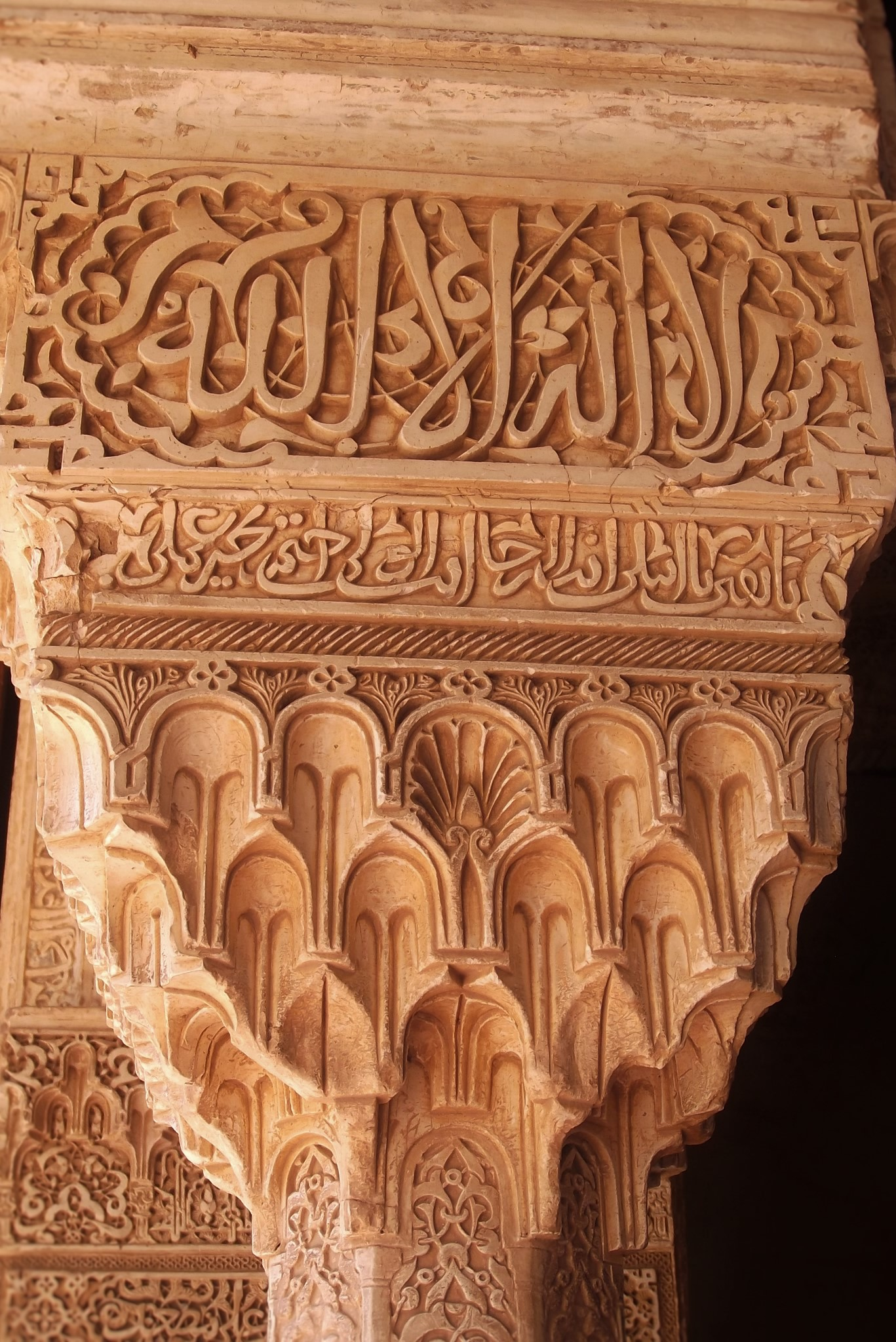
فن النقش الأندلُسي الغرناطي مُمثلٌ بِشهادة لا إله إلَّا الله على أحد أعمدة جنَّة العريف، نُقش تحتها عبارة "يا ثقتي يا أملي، أنت الرجا أنت الولي، اختم بخير عملي".

ازدهرت الفنون كثيرًا في مملكة غرناطة وبلغت ذروة التحرر والافتنان، وكان بنو الأحمر مُحبي وحُماة الفنون. واشتمل الفن على التصوير والنحت والنقوش الرمزية والزخرفة والموسيقى والغناء. وتوسع الفنانون المُسلمون في تصميم المناظر والرسوم والتماثيل المفردة، وصولًًا إلى المناظر المُصورة والمنحوتات. ويبقى قصر الحمراء شاهدًا خالدًا على العمارة والفنون الإسلامية بكل ما يحتويه من نقوش وزخارف وصور فريدة. تأثرت القصور الملكية النصرانية بالقصور الملكية الأندلسية، حيث تطورت بها مظاهر الحصون الرومانيَّة القديمة مع لمحات أندلُسيَّة. فاستُبدل المنزل المُحزن المُوحش قليل الإنارة والتهوية بآخر تغمره أشعة الشمس، فيما تطل أروقته الداخلية على فنائه حيث الماء الجاري. ولا زالت تحتفط الأندلس بالتراث الأندلسي حتى العصر الحالي في قرطبة وإشبيلية وغرناطة وشريش وغيرها من المُدن الأخرى، وكانت تُحبذه الطبقة الأرستقراطية بشكل خاص.
لم يقتصر الأمر على المنازل فحسب، بل تطور ليصل إلى الكثير من الكنائس الإسپانيَّة والپُرتُغاليَّة الأثريَّة، فيظهر ذلك جليًا في عقودها وأروقتها. كما أُقيمت بعض أبراج وهياكل الكنائس الشهيرة على نمط المنارة الإسلامية، فتظهر منارة الخيرالدة بإشبيلية نموذجًا لكثير من الأبراج في كنائس إسبانيا الجنوبية؛ ومُصلى «دير هولجاس الملكي» في برغش على الطراز الإسلامي مع قبة عربية مُقرنصة الزخارف. وعقب سقوط المُدن الأندلسية واحدة تلو الأخرى، كانت غرناطة تُرسل العرفاء إلى قشتالة ليقوموا بإصلاح الصروح الإسلامية القديمة في المدن الأندلسية التي استولت عليها قشتالة، مع نقل المدجنين الفنون الإسلامية إلى الصروح النصرانية.

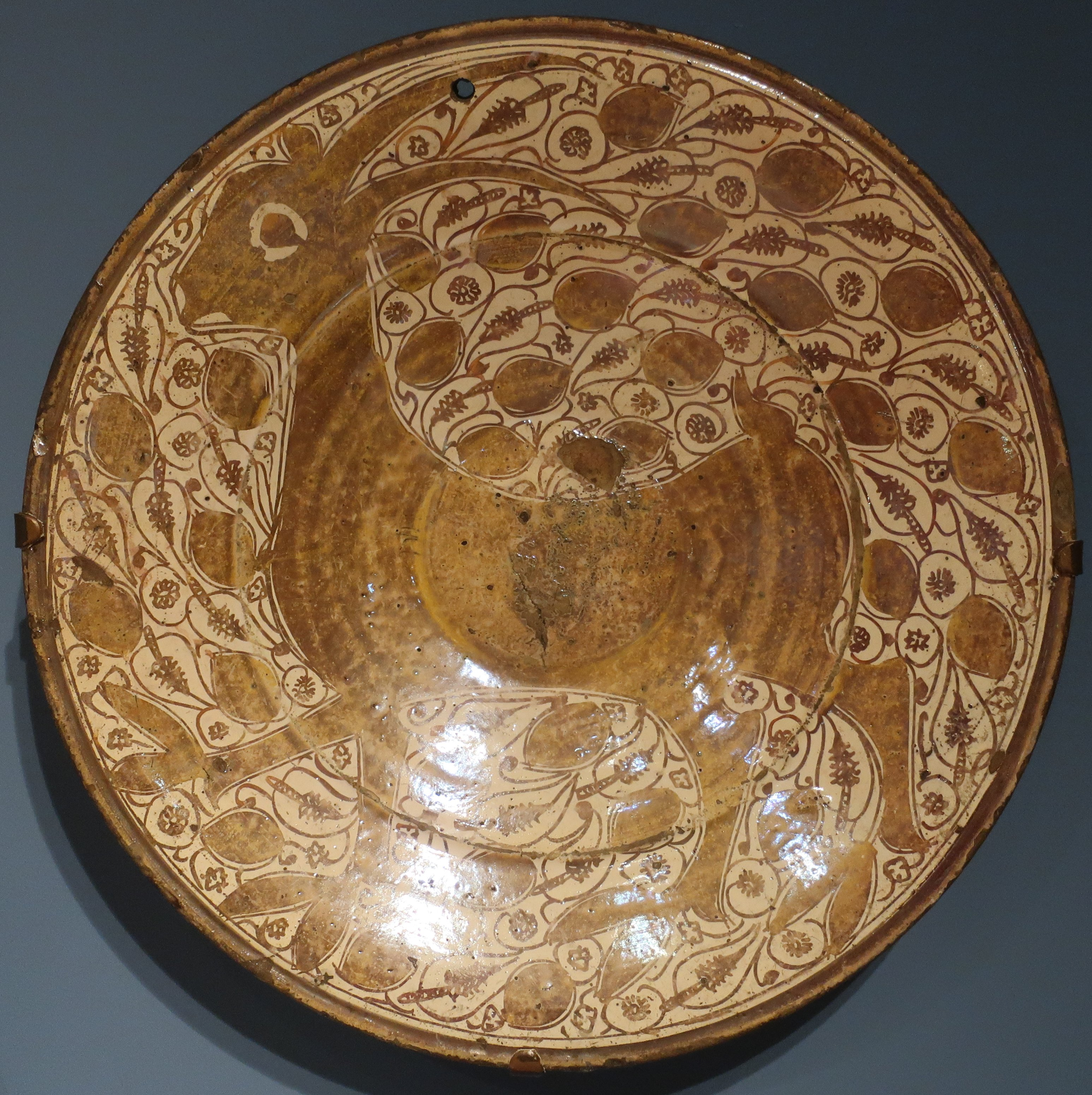
طبقٌ أندلُسيّ يعود لِلعصر النصريّ، نُقشت عليه صورة وعل أو غزال.

كانت الأُمَّة الأندلُسيَّة أُمَّة مُرهفة الشعور والحس، تعشق الفن الجميل والغناء والموسيقى والرقص، وتُحب الحياة الناعمة المُترفة، والتي وصفها ابن الخطيب قائلًا أن غرناطة كانت تزخر بالمقاهي الغنائية التي يؤمها الشعب من سائر الطبقات. وبرع المسلمون في العزف على كثير من الآلات الموسيقية المعروفة حتى اليوم، واخترعوا الكثير منها ولا سيما «القيثارة»، التي كانوا يعتبرونها أجمل الآلات الموسيقية. وأثرت الموسيقى الأندلسية في تطور الموسيقى الإسبانية القديمة، ولا تزال الأوضاع والتقاليد الموسيقية الأندلسية تُمثل مثولًا قويًا في فنون الموسيقى والرقص والغناء الإسپانيَّة الحديثة، فأثَّرت في البداية في قشتالة وغيرها من أنحاء إسپانيا، ثم انتقل هذا الأثر إلى أوروپَّا التي أدت إلى تطور الموسيقى الغربية. ويسرد الأستاذ مانويل گوميث مورينو «أنَّ الأغاني الأصلية للموسيقى الحديثة كانت اقتباسًا أندلسيًا، وأنها كانت في الأصل تُكتب بلغة الرومانس اللاتينيََّة، التي كانت تغلب في اللهجة الشعبية الأندلسية، وعلى الرغم من اندثار آثاره بشكل كبير، إلا إن تكثر في أزجال الشاعر القرطبي ابن قزمان». وترك الأندلسيون مخطوطًا قيمًا في مكتبة الإسكوريال لأبي نصر الفارابي عنوانه: «اسطقسات علم الموسيقى» عن الموسيقى وعناصرها ومبادئها وأوضاعها وأنغامها، وكذلك عن الآلات الموسيقية المُختلفة وأشكالها وتراكيبها. واقتبس الأندلسيون، في بعض الأحيان، من فنون القوط والإفرنج والبيزنطيين والبنادقة، مع إضافة خواصهم وتراثهم الخاص.

### نظام الحُكُم
كان مُلُوك بني نصر يُدينون بمبدأ الحكم المُطلق ويستأثرون بِكُلِّ سُلطةٍ حقيقيَّةٍ ويُباشرون مهام الأمُور بأنفسهم، وهو الأمر الذي كان يُؤدي إلى نُشوب الثورة في أحيانٍ كثيرة. وكان السلاطين يستعينون برأي الزُعماء والقادة ذوي العصبيَّة والتوجيه في الأوقات الخطيرة. إلا أنَّهُ في بعض الفترات، كان يستأثر بِالسُلطة وزيرٌ قويٌّ مثلما حدث في عهد السُلطان أبي عبد الله مُحمَّد المُلقب بِالمخلوع (701- 708هـ)، حيث استأثر بالحكم وزيره أبو عبد الله ابن الحكيم اللخمي؛ وفي عهد السُلطان أبي عبد الله مُحمَّد بن إسماعيل (725- 733هـ)، تمكَّن وزيره ابن المحروق من الظفر بالحكم؛ وفي عهد أخيه السُلطان أبي الحجَّاج يُوسُف (733- 755هـ) تملَّك الحُكم الحاجب أبو النعيم رضوان؛ وُصُولًا إلى عهد السُلطان الغني بالله (755- 793هـ) حين استأثر بالحكم وزيره ابن الخطيب. وكان ينتهي أمر استبداد الوزير بالحكم بانقلاب عنيف وسط أحداث دامية.
انحصرت مناصب الحكم الرئيسية في الوُزارة وقيادة الجيوش والقضاء. عُد الوزير رأس السلطة التنفيذية الحقيقية، حيث كان يُشرف بطريقة مُباشرة أو بتوجيه سُلطاني على تصريف شُئون المملكة وتوجيه سياستها الداخلية والخارجية. وكانت تُسند الوُزارة إلى أحد الأعلام الكتابة والأدب أمثال ابن الحكيم اللخمي وابن الجيِّاب وابن الخطيب وابن زمرك؛ وكانت تتلخص مهامها في تلقي أوامر السلطان وتنفيذها مع تحرير المُكاتبات السُلطانية وصياغة المراسيم مع العمل على توزيع مُختلف الأعمال على أصحاب المناصب. وفي بعض الأحيان، كان يتولَّى الوزير قيادة الجيش في المعارك كما حدث مع الحاجب رضوان، أو يتولى بالإنابة مهام السلطنة مثلما حدث مع ابن الخطيب، الذي لُقب بِـ«ذي الوزارتين»، جنبًا إلى جنب مع ابن الحكيم الرندي. وكان الوزير يُستعين بطائفة من الكتاب لتنفيذ مُختلف المهام، وكثيرًا كانوا يرتقون إلى منصب الوزير.

## الدفاع

### الجيش

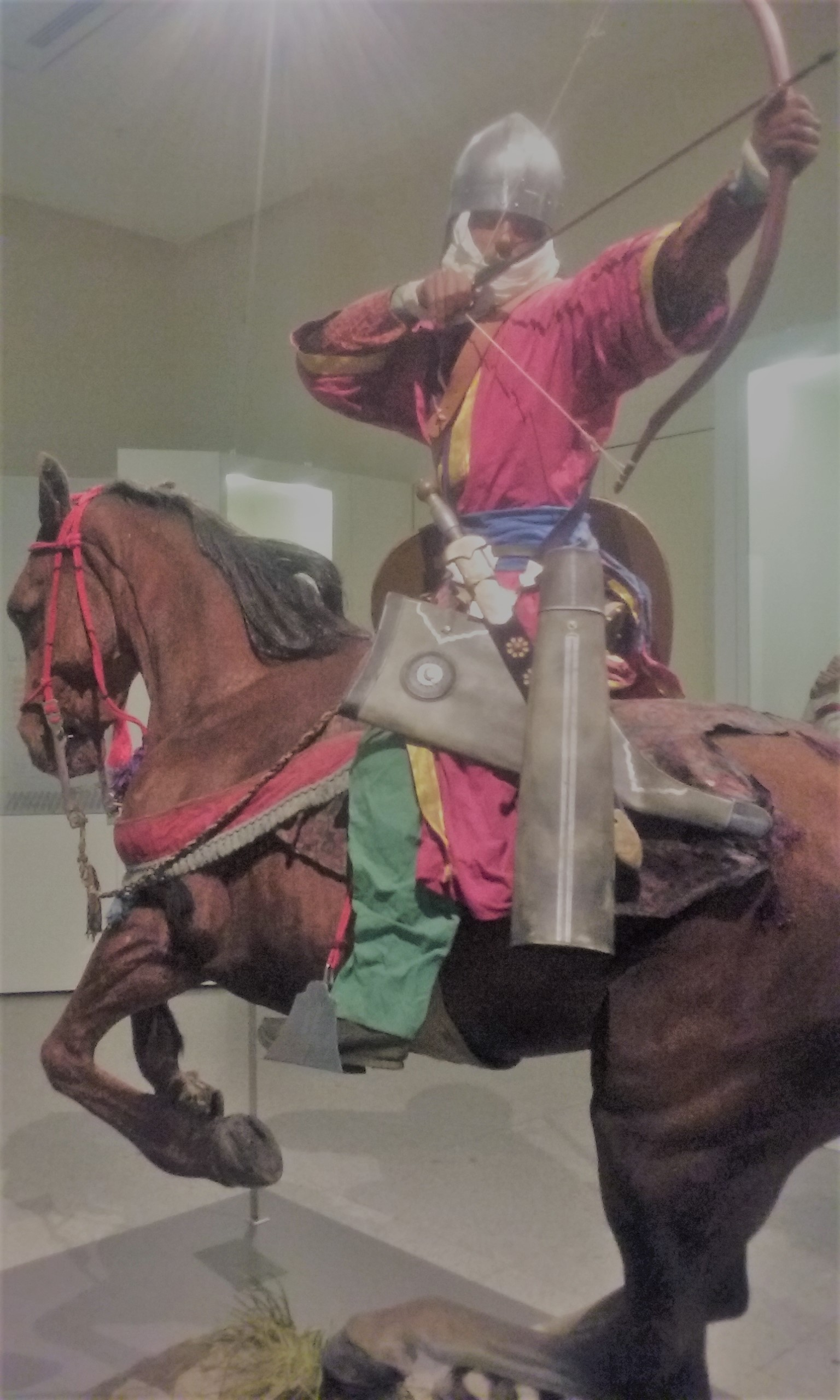
تمثالٌ لِفارسٍ مُسلمٍ من مملكة غرناطة، يُوضح الهيئة التي كان عليها جُنُود الإسلام في تلك البلاد.

عندما هم مُحمَّد بن الأحمر بِتوحيد هيمنة مملكة غرناطة، وضع المُخطط الأساسي لما سيكون لاحقًا جيش المملكة، حيث تشكلت طبقة النبلاء من مجموعتي السكان الأصليين والأجانب. تشكلت المجموعة الأولى من مُلَّاك الأراضي السابقين، الذين كان لديهم مُمتلكات كبيرة ومانوراليَّات واسعة النطاق؛ وكانوا يعيشون بِشكلٍ مُريحٍ وصولًا إلى الترف. فيما تشكَّلت المجموعة الثانية من عائلات نبيلة، اضُطرت إلى الهجرة من الأراضي التي يحتلها المسيحيُّون؛ حيث اضطر أعضاؤها إلى البحث عن عملٍ في البلاط الملكي وعانوا بشدة عندما لم يصلوا إليها. التحق ابن الأحمر بمجموعة الأجانب في الجيش الغرناطي، ولذلك تكون في البداية من مجموعتين من الميليشيات: أولهما كان دائمًا ومدفوع الأجر وكان مُكونًا من النبلاء ويرأسهم الملك؛ وثانيهما من المُرتزقة المؤقتين والمُعينين لأجل مهمة مُحددة، حيث جُند به المحاربون من جميع الأوضاع الاجتماعية. وبدايةً من عام 1264م، وصل إلى الدولة النصريَّة من تلمسان شمال غرب الجزائر أوائل المتطوعين بقيادة الأخوين أبو ثابت أمير بن إدريس وأبو المعارف مُحمَّد، والذين نظموا ميليشيا نظامية أخرى قوامها من المتطوعين البربر والمغاربة المنفيين. إضافة إلى ذلك وعلى غرار أمراء قرطبة وملوك الطائف في القرن الحادي عشر الميلاديّ، عهد الأُمراء النصريين فقط إلى المسيحيين المنفيين أو الفاريين من أراضيهم، وأحيانا الأسرى أو المُتأسلمين أو المُرتدين، وقد كان أغلبهم من القشتاليين. امتدت  قُوَّة غرناطة العسكرية لِمُدَّةٍ تجاوزت القرنين، وكانت يشتمل على عناصر من البربر وجند البشرّات وغيرهما، من المناطق الجبلية، إضافة إلى فرق من أبرع الرُماة والفُرسان، التي اشتهرت في تلك العصور ببراعتها في شدة المُقاومة وحرب العصابات، التي تُرهق الجُيُوش المُنظمة، في ظل الطبيعة الغرناطيَّة الوعرة. وتحولت القواعد الأندلسية جراء الحروب المُتواصلة إلى قلاع منيعة، وشُيدت الحصون القوية في كل مكان يصلح للمُقاومة. وأسهم الحاجب رضوان وولده الغني بالله في بناء سُور غرناطة الكبير المُحيط بربض البيازين، مع تشيسد سلسلة من الأبراج المنيعة، التي تمتد من شرق المملكة إلى غربها.
كانت قيادة الجُيُوش من أهم المناصب في المملكة. وكان يختص بها أسرة بني العلاء، أحد بطون بني مرين ملوك العدوة، والذين توثقت أواصر العلاقة بينهم وبين بني الأحمر، وكان ذلك في نهاية القرن السابع الهجري. وكان يُلقب بِ«شيخ الغُزاة» من يتولَّى القيادة العامَّة له، وكانت الجُنُود المغربية عُنصرًا بارزًا في الجيش الأندلُسي، حيث كانت جُمُوعٌ كثيرةٌ من البربر الذين بقوا منذُ أيَّام المُرابطين والمُوحدين. إلا أنَّ هؤلاء الجنود كانوا يُفضلون الحياة العسكريَّة على الحياة المدنية، وعلى الرغم من نجاهم وخدماتهم الجلية في ميدان الحرب، إلا أنهم كانوا، في بعض الأحيان، يُمثلون بعض الخطر على النظام والعرش، حيث كان لِشُيُوخ الغُزاة من بني العلاء أطماعًا سياسيَّة والتي ظهرت خُطُورتها في بعض الثورات والانقلابات العنيفة.

### الأسطول
سيطرت غرناطة على مدخل البحر المُتوسِّط، استنادًا إلى ثُغُورها الشهيرة مثل جبل طارق والجزيرة الخضراء وطريف ومالقة. وكانت قاعدة أسطول الحرب النصري الأساسية في ميناء ألمرية. ومع ذلك، كان الأسطول ضعيفًا، فاقدًا هيبته، وكان يُستخدم في الغارات على طول ساحل مملكة أرغون أكثر من الحرب الراهنة آنذاك. لم يكن سكان المملكة النصرية مُولعين كثيرًا بالبحريَّة، كما قص ابن خلدون عنهم قائلًا: «كانوا أجانب في البحر». كان لزامًا على الجيش النصري تسجيل المُرتزقة والمغافرين الجراء والمغامرين البحريين. وفي أوج بحرية المملكة النصرية في القرن الرابع عشر الميلادي، برزت شخصتين من ألمرية وهما القائد أبو الحسن علي الرنداحي وابن أخيه أبو عبد الله بن سلبطور. وكانت أهم مهام الأسطول، بعد حماية الشواطىء والثغور، تأمين الصلة المُباشرة بين مملكة غرناطة، وبين إخوانها المُسلمين فيما وراء البحر في المغرب الأقصى، وقد استطاعت الأساطيل الأندلُسيَّة والمغربيَّة، أن تحتفظ بسيادتها في هذه المياه طويلًا، وكان انهيار قُوَّة غرناطة البحرية، وسقوط ثُغُورها في يد النصارى، بدايةً السُقُوط النهائي.

## إرث المُسلمين في الأندلُس

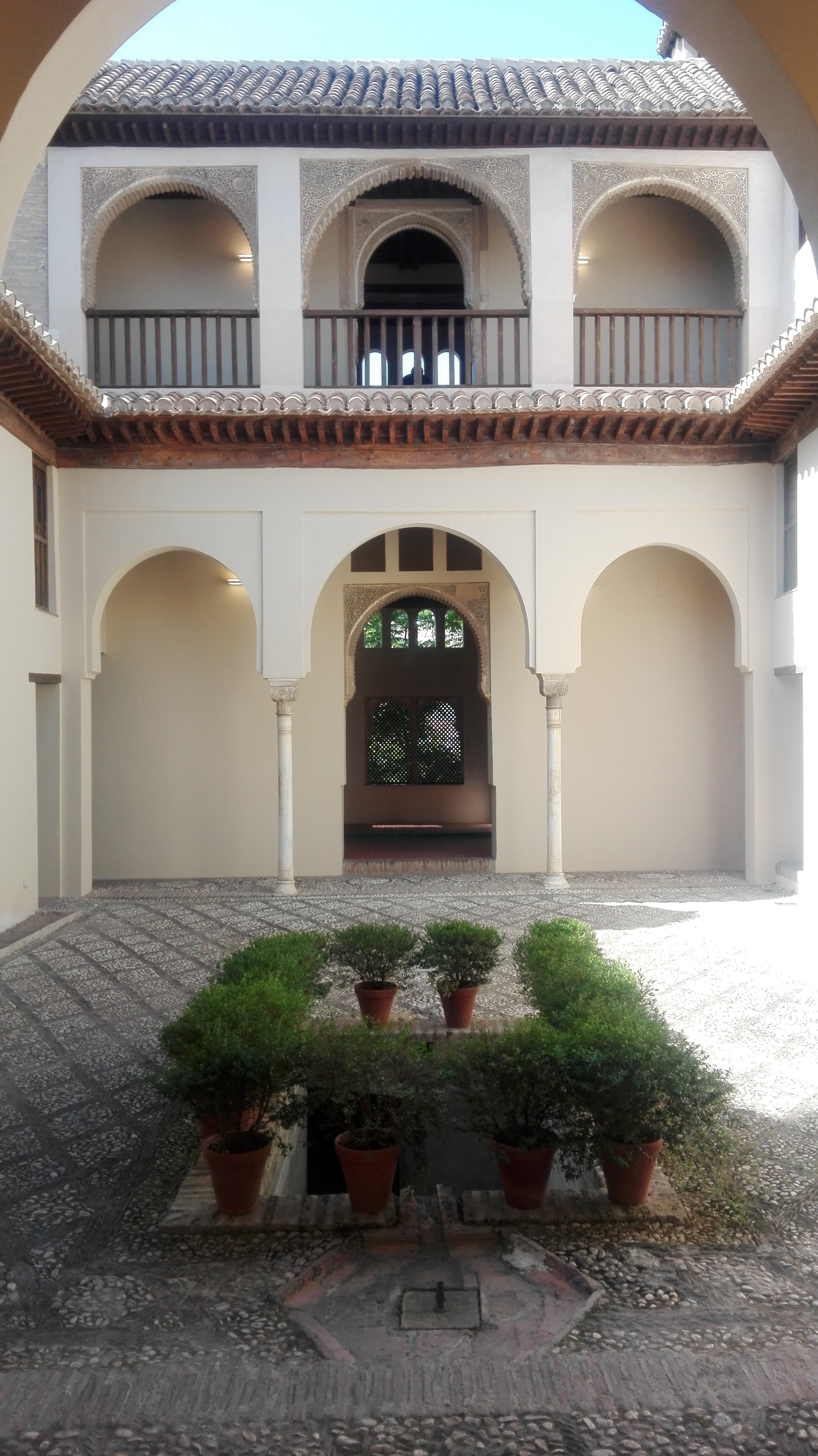
فناء قصر دار الحُرَّة.

كان من إرث العرب في الأندلس «كتاب الفلاحة» لابن بصَّال الطُليطلي (القرن الحادي عشر الميلادي)، الذي نُشر بعناية معهد مولاي الحسن بتطوان سنة 1955م؛ كما يوجد نسخة مخطوطة من كتاب الفلاحة أيضًا لتلميذه أبي زكريا ابن العوام الإشبيلي (أواخر القرن الثاني عشر الميلادي) بمكتبة دير الإسكوريال، ومُؤلف ثالث في الفلاحة أيضًا للطغنري الغرناطي في المكان ذاته.

### قصر دار الحُرَّة
دار الحرة أو منزل السلطانة أو بيت الشريفة هو القصر الذي شيده السُلطان أبو الحسن علي بن سعد لصالح زوجته عائشة الحُرَّة في القرن الخامس عشر الميلاديّ في ربض البيازين بغرناطة، والذي أُضيف إليه دير للراهبات في حديقته عام 1507م عقب سقوط الأندلس. والأميرة عائشة هي والدة أبو عبد الله آخر ملوك بني الأحمر، والتي لعبت دورًا كبيرًا في تأخير سقوط المملكة، وخاصة في بعث روح المُقاومة لدي ابنها. ويحتوي الدار على فناء مُستطيل الشكل يتوسطه بركة صغيرة تميل إلى الجانب الجنوبي مع أروقة على جانبيه الشمالي والجنوبي. ولا يزال الدار يحتفظ بشكله الإسلامي القديم مع زخارفه النصريَّة والنُقُوش المنحوتة في الجص. تقع الغُرف الرئيسية ذات الأسقف العالية خلف أروقة الفناء.

### مدرسة غرناطة ومخزن الفحم
أُسِّست مدرسة غرناطة ومخزن الفحم، المعروف باسم «كورال ديل كاربون» في القرن الرابع عشر ميلاديًا وتحديدًا عام 1336 وكان يُسمى الفندق الجديد. وهي فندق وسوق الغلال الأندلسي الوحيد المحفوظ بحالته الكاملة في شبه الجزيرة الأيبيرية. ويُطابق بناؤه المُخطط الأساسي للفنادق الأندلسية المُبكرة، والتي يُمكن مُقارنته بها على نحو واسع. وكانت الفنادق الأندلسية قديمًا مُتواضعة المساحة، وكانت تُبنى من مخزن أو اثنين مرتفعين. كان مُخطط الطابق بسيطًا للغاية، حيث يتألف من غرف صغيرة حول الفناء الداخلي الرئيسي. وكان يُمكن للتجار أن يُقيموا في غُرف الضيوف في الأعلى، بينما تبيت الحيوانات والبضائع في الطابق الأرضي حول الفناء وبشكل آمن. ومساحة البناء 30 × 30م تقريبًا، مع باحة رئيسية وثلاثة طبقات، ويحتوي الاثنان الأخيران منها على نحو عشرين غُرفة ضيوف في كل طابق، وهي مفتوحة على ممشى مُطب على الفناء الرئيسي. وكان بالإمكان إيواء خمسين تاجرًا في هذا الفندق. كانت الفنادق تخضع لفحص ورقابة دقيقة من قبل المُحتسب، وتتحدث كتبياته مُطولًا عن إدارتها الخاصة.

### الحمام النصري
يقع الحمام النصري بقلعة سالوبرينيا ببلدية سالوبرينيا بمقاطعة غرناطة. وقال المعماري أنطونيو ألماجرو، الباحث في كلية الدراسات العربيَّة بالمجلس الأعلى للبحث العلمي وأحد المسؤولين عن المشروع لراديو سالوبرينيا أنهم اكتشفوا عددًا من الحمَّامات العربيَّة في القلعة تعود إلى القرن الرابع أو الخامس عشر الميلاديين على الأرجح. وأضاف أنه في وقت لاحق وفي العصر النصراني، استُخدم الحرم بوصفه مسكنًا؛ وتحولت إحدى غرف الحمام إلى فناء؛ وفي القرن الثامن عشر الميلاديّ، قاموا بتنفيذ أعمال أخرى أثرت على المباني القديمة.

### بيت الثفرا

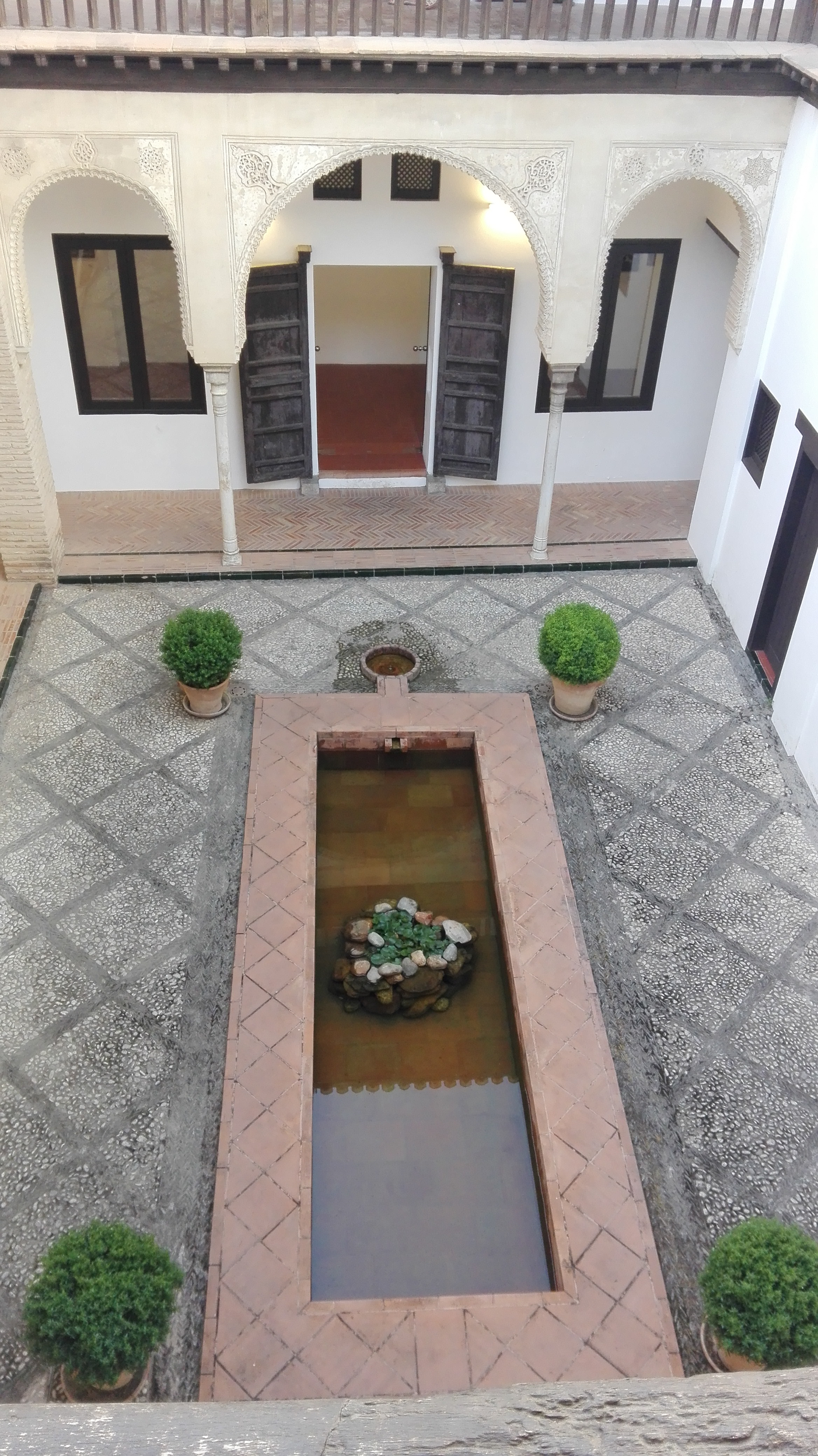
فناء بيت الثفرا.

بُني بيت الثفرا في حي البيازين في القرن الرابع عشر الميلادي، حيث كان يُشيد الأندلسيون الأغنياء منازلهم وقصورهم هناك، وهو الأمر ذاته المُتبع حتى الوقت الحالي. يطل البيت على قصر الحمراء ويُعد مقرًا لمركز التحاور بالبيازين، حيث يحوي عددًا من الصور والجُداريات والزخارف الجصية الأصلية التي تعود إلى ذلك العصر. وعقب سُقُوط غرناطة، سلمت إيزابيلَّا هذا البيت إلى الدون أرناندو دي ثفرا مع بعض مُمتلكات النصريين من قُصُورٍ وأراضي. وفي عام 1931م، أُعلن البيت معلما تاريخيًا فنيًا حتى عام 1946م، حتى قام عمدة غرناطة بضمه لمُجمع غرناطة التاريخي. وفي سنة 1994م، أُعلن موقعًا للتراث العالمي. ويتميز البيت بطرازه الأندلسي مُتعدد الغرف، حيث تتوسطه بركة كبيرة ويُحيط به المساحات الخضراء، ويُعد ضمن خطة تنشيط السياحة في غرناطة.

### مدرسة غرناطة
كانت مدرسة غرناطة أو اليوسفية أو دار العلم أو قصر المدرسة أول جامعة في غرناطة بِالأندلُس وفي أوروپَّا، أسسها الحاجب رضوان سنة 750هـ المُوافقة لِسنة 1349م بناءً على أمر الأمير أبي الحجَّاج يُوسُف. بدأت المدرسة كمركز للعلوم الدينية واللسانية إلى أن أصبحت فيما بعد تهتم بأكثر أنواع العلوم المعروفة آنذاك، وقصدها الطلاب من المناطق  كافة. وقام بالتدريس في هذه المدرسة عدد من كبار عُلماء الأندلس والدول الأخرى أمثال ابن الفخَّار الخولاني ويحيى بن أحمد بن هذيل التجيبي ومنصور الزواوي، وكان يُخصص لهم جراية أو راتبًا نظير قيامهم بالتدريس. ونالت المدرسة شهرة واسعة مما جعل أبناء المغرب، طلابًا ومُعلمين، يفدون للانتساب إليها، ومن علماء المغرب الذين درسوا في اليوسفية الفقيه ابن مرزوق والكاتب عبد القادر بن سوار المغربي. وتهدَّمت المدرسة اليوسفية كليًا بين عامي 1134- 1141هـ / 1722 -1729م، ولم يبق منها سوى محراب الصلاة، وتقع في الدرب الضيق المُحاذي لشارع الملكين الكاثوليكيين تجاه الجهة المُقابلة للمدفن الملكي لكاتدرائية غرناطة. كما عُثر في متحف غرناطة الأثري على لوحة رخامية نُقش عليها تاريخ بناء المدرسة على أيام أبي الحجَّاج يُوسُف: «أمر ببناء هذه الدار للعلم جعلها الله استقامة ونورًا، وأدامها في علوم الدين على الأيام، أمير المسلمين أظلّه الله بعونه، العلي الشهير الكريم السعيد الطاهر الرفيع الهُمام السلطان المؤيد أبو الحجاج يُوسُف ابن العليّ الكريم الكبير الخطير الشهير المجاهد الفاضل العادل أمير المُسلمين وناصر الدين أبي الوليد إسماعيل بن فرج بن نصر كافي الله في الإسلام صنائعه الزاكية وتقبل أعماله الجهاديَّة، وتم ذلك في شهر محرم عام خمسين وسبعمائة».

### بِاللُغة العربيَّة
1. ↑  طقُّوش، مُحمَّد سُهيل (1431هـ - 2010م). تاريخ المُسلمين في الأندلُس 91 - 897هـ \ 710 - 1492م (ط. الثالثة). بيروت - لُبنان: دار النفائس. ص. 577 - 579. ISBN:9789953184128. مؤرشف من الأصل في 23 سبتمبر 2019. اطلع عليه بتاريخ 23 أيلول (سپتمبر) 2019م. {{استشهاد بكتاب}}: تحقق من التاريخ في: |تاريخ الوصول= و|سنة= (مساعدة)
2. ↑  السرجاني، راغب (27 شُباط (فبراير) 2011م). "مملكة غرناطة". قصة الإسلام. مؤرشف من الأصل في 23 أيلول (سپتمبر) 2019م. اطلع عليه بتاريخ 23 أيلول (سپتمبر) 2019م. {{استشهاد ويب}}: تحقق من التاريخ في: |تاريخ الوصول=، |تاريخ=، و|تاريخ أرشيف= (مساعدة)
3. ↑  عنَّان، مُحمَّد عبدُ الله (1417هـ - 1997م). دولة الإسلام في الأندلُس (PDF) (ط. الرابعة). القاهرة - مصر: مكتبة الخانجي. ج. العصر الرابع: نهاية الأندلُس وتاريخ العرب المُتنصرين. ص. 37، 41، 54. مؤرشف من الأصل (PDF) في 23 أيلول (سپتمبر) 2019م. اطلع عليه بتاريخ 23 أيلول (سپتمبر) 2019م. {{استشهاد بكتاب}}: تحقق من التاريخ في: |تاريخ الوصول=، |سنة=، و|تاريخ أرشيف= (مساعدة)
4. ↑  الجنابي، أحمد (4 شُباط (فبراير) 2013م). "غرناطة آخر ممالك الإسلام بالأندلس". الجزيرة.نت. مؤرشف من الأصل في 23 أيلول (سپتمبر) 2019م. اطلع عليه بتاريخ 23 أيلول (سپتمبر) 2019م. {{استشهاد ويب}}: تحقق من التاريخ في: |تاريخ الوصول=، |تاريخ=، و|تاريخ أرشيف= (مساعدة)
5. ↑  المُرَّاكشي، مُحيي الدين عبد الواحد بن عليّ التميمي؛ ضبط وتحقيق: مُحمَّد سعيد العريان ومُحمَّد العربي العلمي (1368هـ - 1949م). المُعجب في تلخيص أخبار المغرب (ط. الأولى). القاهرة - مصر: مطبعة الاستقامة. ص. 323. اطلع عليه بتاريخ 25 أيلول (سپتمبر) 2019م. {{استشهاد بكتاب}}: تحقق من التاريخ في: |تاريخ الوصول= و|سنة= (مساعدة)
6. ↑  ابن أبي زرع، أبو الحسن عليّ بن مُحمَّد بن أحمد بن عُمر الفاسي (1972). الأنيس المُطرب بِروض القرطاس في أخبار مُلُوك المغرب وتاريخ مدينة فاس. الرباط - المغرب: دار المنصور لِلطباعة والوراقة. ص. 241. اطلع عليه بتاريخ 25 أيلول (سپتمبر) 2019م. {{استشهاد بكتاب}}: تحقق من التاريخ في: |تاريخ الوصول= و|سنة= (مساعدة)
7. ↑  المُرَّاكشي، مُحيي الدين عبد الواحد بن عليّ التميمي؛ ضبط وتحقيق: مُحمَّد سعيد العريان ومُحمَّد العربي العلمي (1368هـ - 1949م). المُعجب في تلخيص أخبار المغرب (ط. الأولى). القاهرة - مصر: مطبعة الاستقامة. ص. 242 - 243. اطلع عليه بتاريخ 25 أيلول (سپتمبر) 2019م. {{استشهاد بكتاب}}: تحقق من التاريخ في: |تاريخ الوصول= و|سنة= (مساعدة)
8. 1 2 3 4  ابن خلدون، أبو زيد وليُّ الدين عبد الرحمٰن بن مُحمَّد الحضرمي الإشبيلي؛ تحقيق: خليل شحادة وسُهيل زكَّار (1421هـ - 2000م). ديوان المُبتدأ والخبر في تاريخ العرب والبربر ومن عاصرهم من ذوي الشأن الأكبر (PDF). بيروت - لُبنان: دار الفكر. ص. 337 - 338. مؤرشف من الأصل (PDF) في 25 أيلول (سپتمبر) 2019م. اطلع عليه بتاريخ 25 أيلول (سپتمبر) 2019م. {{استشهاد بكتاب}}: تحقق من التاريخ في: |تاريخ الوصول=، |سنة=، و|تاريخ أرشيف= (مساعدة)
9. ↑  المُرَّاكشي، مُحيي الدين عبد الواحد بن عليّ التميمي؛ ضبط وتحقيق: مُحمَّد سعيد العريان ومُحمَّد العربي العلمي (1368هـ - 1949م). المُعجب في تلخيص أخبار المغرب (ط. الأولى). القاهرة - مصر: مطبعة الاستقامة. ص. 329 - 330. اطلع عليه بتاريخ 25 أيلول (سپتمبر) 2019م. {{استشهاد بكتاب}}: تحقق من التاريخ في: |تاريخ الوصول= و|سنة= (مساعدة)
10. 1 2  ابن خلِّكان، أبو العبَّاس شمسُ الدين أحمد بن مُحمَّد بن إبراهيم بن أبي بكر البرمكي الإربلي؛ تحقيق: إحسان عبَّاس (1972). وفيَّات الأعيان وأنباء أبناء الزمان (PDF). بيروت - لُبنان: دار صادر. ج. الجُزء السابع. ص. 16. مؤرشف من الأصل (PDF) في 25 أيلول (سپتمبر) 2019م. اطلع عليه بتاريخ 25 أيلول (سپتمبر) 2019م. {{استشهاد بكتاب}}: تحقق من التاريخ في: |تاريخ الوصول=، |سنة=، و|تاريخ أرشيف= (مساعدة)
11. ↑  ابن أبي زرع، أبو الحسن عليّ بن مُحمَّد بن أحمد بن عُمر الفاسي (1972). الأنيس المُطرب بِروض القرطاس في أخبار مُلُوك المغرب وتاريخ مدينة فاس. الرباط - المغرب: دار المنصور لِلطباعة والوراقة. ص. 245. اطلع عليه بتاريخ 25 أيلول (سپتمبر) 2019م. {{استشهاد بكتاب}}: تحقق من التاريخ في: |تاريخ الوصول= و|سنة= (مساعدة)
12. ↑  ابن خلدون، أبو زيد وليُّ الدين عبد الرحمٰن بن مُحمَّد الحضرمي الإشبيلي؛ تحقيق: خليل شحادة وسُهيل زكَّار (1421هـ - 2000م). ديوان المُبتدأ والخبر في تاريخ العرب والبربر ومن عاصرهم من ذوي الشأن الأكبر (PDF). بيروت - لُبنان: دار الفكر. ص. 341. مؤرشف من الأصل (PDF) في 25 أيلول (سپتمبر) 2019م. اطلع عليه بتاريخ 25 أيلول (سپتمبر) 2019م. {{استشهاد بكتاب}}: تحقق من التاريخ في: |تاريخ الوصول=، |سنة=، و|تاريخ أرشيف= (مساعدة)
13. 1 2 3 4 5 6  عنَّان، مُحمَّد عبدُ الله (1417هـ - 1997م). دولة الإسلام في الأندلُس (PDF) (ط. الرابعة). القاهرة - مصر: مكتبة الخانجي. ج. العصر الرابع: نهاية الأندلُس وتاريخ العرب المُتنصرين. ص. 31 - 34. مؤرشف من الأصل (PDF) في 23 أيلول (سپتمبر) 2019م. اطلع عليه بتاريخ 23 أيلول (سپتمبر) 2019م. {{استشهاد بكتاب}}: تحقق من التاريخ في: |تاريخ الوصول=، |سنة=، و|تاريخ أرشيف= (مساعدة)
14. ↑  ابن خلدون، أبو زيد وليُّ الدين عبد الرحمٰن بن مُحمَّد الحضرمي الإشبيلي؛ تحقيق: خليل شحادة وسُهيل زكَّار (1421هـ - 2000م). ديوان المُبتدأ والخبر في تاريخ العرب والبربر ومن عاصرهم من ذوي الشأن الأكبر (PDF). بيروت - لُبنان: دار الفكر. ص. 342. مؤرشف من الأصل (PDF) في 25 أيلول (سپتمبر) 2019م. اطلع عليه بتاريخ 25 أيلول (سپتمبر) 2019م. {{استشهاد بكتاب}}: تحقق من التاريخ في: |تاريخ الوصول=، |سنة=، و|تاريخ أرشيف= (مساعدة)
15. 1 2  طقُّوش، مُحمَّد سُهيل (1431هـ - 2010م). تاريخ المُسلمين في الأندلُس 91 - 897هـ \ 710 - 1492م (ط. الثالثة). بيروت - لُبنان: دار النفائس. ص. 563 - 564. ISBN:9789953184128. اطلع عليه بتاريخ 23 أيلول (سپتمبر) 2019م. {{استشهاد بكتاب}}: تحقق من التاريخ في: |تاريخ الوصول= و|سنة= (مساعدة)
16. ↑  ابن الخطيب، أبو عبد الله لسانُ الدين مُحمَّد بن عبد الله بن سعيد بن عبد الله السّلماني (1424هـ - 2003م). الإحاطة في أخبار غرناطة (ط. الأولى). بيروت - لُبنان: دار الكُتُب العلميَّة. ص. 75. ISBN:2745133195. مؤرشف من الأصل في 29 سبتمبر 2019. اطلع عليه بتاريخ 29 أيلول (سپتمبر) 2019م. {{استشهاد بكتاب}}: تحقق من التاريخ في: |تاريخ الوصول= و|سنة= (مساعدة)
17. ↑  ابن عُميرة المخزومي، أبو المُطرَّف أحمد بن عبد الله بن مُحمَّد بن الحسين؛ تحقيق: أ. د. مُحمَّد بن مُعمَّر (2013). رسائل ابن عُميرة الديوانيَّة والإخوانيَّة أو بُغية المُستطرف وغنية المتطرِّف من كلام إمام الكتابة ابن عُميرة أبي المُطرِّف (ط. الأولى). بيروت - لُبنان: دار الكُتُب العلميَّة. ص. 126 - 127 (الهامش). ISBN:9782745173713. مؤرشف من الأصل في 5 تشرين الأوَّل (أكتوبر) 2019م. اطلع عليه بتاريخ 5 تشرين الأوَّل (أكتوبر) 2019م. {{استشهاد بكتاب}}: تحقق من التاريخ في: |تاريخ الوصول=، |سنة=، و|تاريخ أرشيف= (مساعدة)
18. ↑  بخيت، رجب محمود إبراهيم (1430هـ - 2009م). تاريخ الأندلُس من الفتح إلى السُقُوط (ط. الأولى). القاهرة - مصر: مكتبة الإيمان ومكتبة جزيرة الورد. ص. 409. مؤرشف من الأصل في 5 تشرين الأوَّل (أكتوبر) 2019م. اطلع عليه بتاريخ 5 تشرين الأوَّل (أكتوبر) 2019م. {{استشهاد بكتاب}}: تحقق من التاريخ في: |تاريخ الوصول=، |سنة=، و|تاريخ أرشيف= (مساعدة)
19. 1 2  ابن أبي زرع، أبو الحسن عليّ بن مُحمَّد بن أحمد بن عُمر الفاسي (1972). الأنيس المُطرب بِروض القرطاس في أخبار مُلُوك المغرب وتاريخ مدينة فاس. الرباط - المغرب: دار المنصور لِلطباعة والوراقة. ص. 275 - 277. اطلع عليه بتاريخ 5 تشرين الأوَّل (أكتوبر) 2019م. {{استشهاد بكتاب}}: تحقق من التاريخ في: |تاريخ الوصول= و|سنة= (مساعدة)
20. 1 2  طقُّوش، مُحمَّد سُهيل (1431هـ - 2010م). تاريخ المُسلمين في الأندلُس 91 - 897هـ \ 710 - 1492م (ط. الثالثة). بيروت - لُبنان: دار النفائس. ص. 565 - 567. ISBN:9789953184128. اطلع عليه بتاريخ 23 أيلول (سپتمبر) 2019م. {{استشهاد بكتاب}}: تحقق من التاريخ في: |تاريخ الوصول= و|سنة= (مساعدة)
21. 1 2 3  ابن عذاري المُرَّاكشي، أبو العبَّاس أحمد بن مُحمَّد؛ تحقيق: د. عبد الله مُحمَّد عليّ (2009). البيان المُغرب في أخبار الأندلُس والمغرب. بيروت - لُبنان: دار الكُتُب العلميَّة. ج. الجُزء الرابع. ص. 418 - 419. مؤرشف من الأصل في 6 تشرين الأوَّل (أكتوبر) 2019م. اطلع عليه بتاريخ 6 تشرين الأوَّل (أكتوبر) 2019م. {{استشهاد بكتاب}}: تحقق من التاريخ في: |تاريخ الوصول=، |سنة=، و|تاريخ أرشيف= (مساعدة)
22. 1 2  البشر، مُحمَّد بن عبد الرحمٰن (2017). مباهج الأندلُس (ط. الأولى). بيروت - لُبنان: دار الكُتُب العلميَّة. ص. 486 - 487. ISBN:9782745174192. مؤرشف من الأصل في 6 تشرين الأوَّل (أكتوبر) 2019م. اطلع عليه بتاريخ 6 تشرين الأوَّل (أكتوبر) 2019م. {{استشهاد بكتاب}}: تحقق من التاريخ في: |تاريخ الوصول=، |سنة=، و|تاريخ أرشيف= (مساعدة)
23. ↑  ابن عذاري المُرَّاكشي، أبو العبَّاس أحمد بن مُحمَّد؛ تحقيق: أ. د. سُليمان عبد الغني مالكي (2012). التواريخ في أخبار مُلوك الخضرة المُرَّاكشيَّة. القاهرة - مصر: مكتبة الثقافة الدينيَّة. ص. 39. مؤرشف من الأصل في 6 تشرين الأوَّل (أكتوبر) 2019م. اطلع عليه بتاريخ 6 تشرين الأوَّل (أكتوبر) 2019م. {{استشهاد بكتاب}}: تحقق من التاريخ في: |تاريخ الوصول=، |سنة=، و|تاريخ أرشيف= (مساعدة)
24. 1 2 3  عنَّان، مُحمَّد عبدُ الله (1417هـ - 1997م). دولة الإسلام في الأندلُس (PDF) (ط. الرابعة). القاهرة - مصر: مكتبة الخانجي. ج. العصر الرابع: نهاية الأندلُس وتاريخ العرب المُتنصرين. ص. 40 - 43. مؤرشف من الأصل (PDF) في 23 أيلول (سپتمبر) 2019م. اطلع عليه بتاريخ 23 أيلول (سپتمبر) 2019م. {{استشهاد بكتاب}}: تحقق من التاريخ في: |تاريخ الوصول=، |سنة=، و|تاريخ أرشيف= (مساعدة)
25. ↑  ابن الخطيب، أبو عبد الله لسانُ الدين مُحمَّد بن عبد الله بن سعيد بن عبد الله السّلماني (1424هـ - 2003م). الإحاطة في أخبار غرناطة (ط. الأولى). بيروت - لُبنان: دار الكُتُب العلميَّة. ص. 55. ISBN:2745133195. مؤرشف من الأصل في 29 سبتمبر 2019. اطلع عليه بتاريخ 12 تشرين الأوَّل (أكتوبر) 2019م. {{استشهاد بكتاب}}: تحقق من التاريخ في: |تاريخ الوصول= و|سنة= (مساعدة)
26. ↑  ابن أبي زرع، أبو الحسن عليّ بن مُحمَّد بن أحمد بن عُمر الفاسي (1972). الأنيس المُطرب بِروض القرطاس في أخبار مُلُوك المغرب وتاريخ مدينة فاس. الرباط - المغرب: دار المنصور لِلطباعة والوراقة. ص. 245. اطلع عليه بتاريخ 13 تشرين الأوَّل (أكتوبر) 2019م. {{استشهاد بكتاب}}: تحقق من التاريخ في: |تاريخ الوصول= و|سنة= (مساعدة)
27. ↑  عنَّان، مُحمَّد عبدُ الله (1417هـ - 1997م). دولة الإسلام في الأندلُس (PDF) (ط. الرابعة). القاهرة - مصر: مكتبة الخانجي. ج. العصر الرابع: نهاية الأندلُس وتاريخ العرب المُتنصرين. ص. 44 - 46. مؤرشف من الأصل (PDF) في 23 أيلول (سپتمبر) 2019م. اطلع عليه بتاريخ 23 أيلول (سپتمبر) 2019م. {{استشهاد بكتاب}}: تحقق من التاريخ في: |تاريخ الوصول=، |سنة=، و|تاريخ أرشيف= (مساعدة)
28. ↑  ابن خلدون، أبو زيد وليُّ الدين عبد الرحمٰن بن مُحمَّد الحضرمي الإشبيلي؛ تحقيق: خليل شحادة وسُهيل زكَّار (1421هـ - 2000م). ديوان المُبتدأ والخبر في تاريخ العرب والبربر ومن عاصرهم من ذوي الشأن الأكبر (PDF). بيروت - لُبنان: دار الفكر. ج. الجُزء السابع. ص. 252 - 253. مؤرشف من الأصل (PDF) في 13 تشرين الأوَّل (أكتوبر) 2019م. اطلع عليه بتاريخ 13 تشرين الأوَّل (أكتوبر) 2019م. {{استشهاد بكتاب}}: تحقق من التاريخ في: |تاريخ الوصول=، |سنة=، و|تاريخ أرشيف= (مساعدة)
29. ↑  ابن أبي زرع، أبو الحسن عليّ بن مُحمَّد بن أحمد بن عُمر الفاسي (1972). الأنيس المُطرب بِروض القرطاس في أخبار مُلُوك المغرب وتاريخ مدينة فاس. الرباط - المغرب: دار المنصور لِلطباعة والوراقة. ص. 313. اطلع عليه بتاريخ 13 تشرين الأوَّل (أكتوبر) 2019م. {{استشهاد بكتاب}}: تحقق من التاريخ في: |تاريخ الوصول= و|سنة= (مساعدة)
30. 1 2  ابن أبي زرع، أبو الحسن عليّ بن مُحمَّد بن أحمد بن عُمر الفاسي (1339هـ - 1920م). الذخيرة السُنيَّة في تاريخ الدولة المرينيَّة. الجزائر - المُستعمرة الفرنسيَّة: مطبعة جول كرنوبل. ص. 109 - 112. اطلع عليه بتاريخ 13 تشرين الأوَّل (أكتوبر) 2019م. {{استشهاد بكتاب}}: تحقق من التاريخ في: |تاريخ الوصول= و|سنة= (مساعدة)
31. 1 2 3 4  طقُّوش، مُحمَّد سُهيل (1431هـ - 2010م). تاريخ المُسلمين في الأندلُس 91 - 897هـ \ 710 - 1492م (ط. الثالثة). بيروت - لُبنان: دار النفائس. ص. 580 - 581. ISBN:9789953184128. اطلع عليه بتاريخ 13 تشرين الأوَّل (أكتوبر) 2019م. {{استشهاد بكتاب}}: تحقق من التاريخ في: |تاريخ الوصول= و|سنة= (مساعدة)
32. ↑  البشر، مُحمَّد (الجُمُعة 13 شعبان 1437هـ المُوافق فيه 20 أيَّار (مايو) 2016م). "المُدجَّنون". جريدة الجزيرة. مؤرشف من الأصل في 13 تشرين الأوَّل (أكتوبر) 2019م. اطلع عليه بتاريخ 13 تشرين الأوَّل (أكتوبر) 2019م. {{استشهاد ويب}}: تحقق من التاريخ في: |تاريخ الوصول=، |تاريخ=، و|تاريخ أرشيف= (مساعدة)
33. ↑  جميل، قُتيبة محمود؛ جاسم، جاسم الطيف (2016). "بني أشقيلولة ودورهم السياسي في مملكة غرناطة (635-701هـ/ 1238-1301م)". مجلة الملويَّة للدراسات الآثارية والتاريخيَّة. المُجلَّد الثالث ع. العدد الخامس: صفحة 272. مؤرشف من الأصل في 13 تشرين الأوَّل (أكتوبر) 2019م. اطلع عليه بتاريخ 13 تشرين الأوَّل (أكتوبر) 2019م. {{استشهاد بدورية محكمة}}: تحقق من التاريخ في: |تاريخ الوصول=، |تاريخ=، و|تاريخ أرشيف= (مساعدة)
34. ↑  ابن أبي زرع، أبو الحسن عليّ بن مُحمَّد بن أحمد بن عُمر الفاسي (1339هـ - 1920م). الذخيرة السُنيَّة في تاريخ الدولة المرينيَّة. الجزائر - المُستعمرة الفرنسيَّة: مطبعة جول كرنوبل. ص. 127. اطلع عليه بتاريخ 13 تشرين الأوَّل (أكتوبر) 2019م. {{استشهاد بكتاب}}: تحقق من التاريخ في: |تاريخ الوصول= و|سنة= (مساعدة)
35. ↑  ابن الخطيب، أبو عبد الله لسانُ الدين مُحمَّد بن عبد الله بن سعيد بن عبد الله السّلماني (1424هـ - 2003م). الإحاطة في أخبار غرناطة (ط. الأولى). بيروت - لُبنان: دار الكُتُب العلميَّة. ص. 55 - 56. ISBN:2745133195. مؤرشف من الأصل في 29 سبتمبر 2019. اطلع عليه بتاريخ 13 تشرين الأوَّل (أكتوبر) 2019م. {{استشهاد بكتاب}}: تحقق من التاريخ في: |تاريخ الوصول= و|سنة= (مساعدة)
36. ↑  ابن الخطيب، أبو عبد الله لسانُ الدين مُحمَّد بن عبد الله بن سعيد بن عبد الله السّلماني (1424هـ - 2003م). الإحاطة في أخبار غرناطة (ط. الأولى). بيروت - لُبنان: دار الكُتُب العلميَّة. ص. 53. ISBN:2745133195. مؤرشف من الأصل في 29 سبتمبر 2019. اطلع عليه بتاريخ 19 تشرين الأوَّل (أكتوبر) 2019م. {{استشهاد بكتاب}}: تحقق من التاريخ في: |تاريخ الوصول= و|سنة= (مساعدة)
37. ↑  طقُّوش، مُحمَّد سُهيل (1431هـ - 2010م). تاريخ المُسلمين في الأندلُس 91 - 897هـ \ 710 - 1492م (ط. الثالثة). بيروت - لُبنان: دار النفائس. ص. 582. ISBN:9789953184128. اطلع عليه بتاريخ 19 تشرين الأوَّل (أكتوبر) 2019م. {{استشهاد بكتاب}}: تحقق من التاريخ في: |تاريخ الوصول= و|سنة= (مساعدة)
38. ↑  عيسى، إبراهيم أحمد. "غرناطة – رمانة الجنة الأخيرة 2 – ابن الأحمر و المريني". موقع أندلُسيّ. مؤرشف من الأصل في 20 تشرين الأوَّل (أكتوبر) 2019م. اطلع عليه بتاريخ 20 تشرين الأوَّل (أكتوبر) 2019م. {{استشهاد ويب}}: تحقق من التاريخ في: |تاريخ الوصول= و|تاريخ أرشيف= (مساعدة)
39. ↑  ابن أبي زرع، أبو الحسن عليّ بن مُحمَّد بن أحمد بن عُمر الفاسي (1339هـ - 1920م). الذخيرة السُنيَّة في تاريخ الدولة المرينيَّة. الجزائر - المُستعمرة الفرنسيَّة: مطبعة جول كرنوبل. ص. 160 - 161. اطلع عليه بتاريخ 20 تشرين الأوَّل (أكتوبر) 2019م. {{استشهاد بكتاب}}: تحقق من التاريخ في: |تاريخ الوصول= و|سنة= (مساعدة)
40. 1 2 3 4 5  ابن أبي زرع، أبو الحسن عليّ بن مُحمَّد بن أحمد بن عُمر الفاسي (1972). الأنيس المُطرب بِروض القرطاس في أخبار مُلُوك المغرب وتاريخ مدينة فاس. الرباط - المغرب: دار المنصور لِلطباعة والوراقة. ص. 313 - 319. اطلع عليه بتاريخ 20 تشرين الأوَّل (أكتوبر) 2019م. {{استشهاد بكتاب}}: تحقق من التاريخ في: |تاريخ الوصول= و|سنة= (مساعدة)
41. 1 2 3  السلَّاوي الجعفري، أبو العبَّاس شهاب الدين أحمد بن خالد الناصري (2014). الاستقصا لإخبار دول المغرب الأقصى (ط. الأولى). بيروت - لُبنان: دار الكُتُب العلميَّة. ج. الجُزء الأوَّل. ص. 390 - 391. ISBN:9782745154958. مؤرشف من الأصل في 20 تشرين الأوَّل (أكتوبر) 2019م. اطلع عليه بتاريخ 20 تشرين الأوَّل (أكتوبر) 2019م. {{استشهاد بكتاب}}: تحقق من التاريخ في: |تاريخ الوصول=، |سنة=، و|تاريخ أرشيف= (مساعدة)
42. ↑  طقُّوش، مُحمَّد سُهيل (1431هـ - 2010م). تاريخ المُسلمين في الأندلُس 91 - 897هـ \ 710 - 1492م (ط. الثالثة). بيروت - لُبنان: دار النفائس. ص. 586. ISBN:9789953184128. اطلع عليه بتاريخ 20 تشرين الأوَّل (أكتوبر) 2019م. {{استشهاد بكتاب}}: تحقق من التاريخ في: |تاريخ الوصول= و|سنة= (مساعدة)
43. 1 2 3 4  ابن أبي زرع، أبو الحسن عليّ بن مُحمَّد بن أحمد بن عُمر الفاسي (1972). الأنيس المُطرب بِروض القرطاس في أخبار مُلُوك المغرب وتاريخ مدينة فاس. الرباط - المغرب: دار المنصور لِلطباعة والوراقة. ص. 321 - 339. اطلع عليه بتاريخ 20 تشرين الأوَّل (أكتوبر) 2019م. {{استشهاد بكتاب}}: تحقق من التاريخ في: |تاريخ الوصول= و|سنة= (مساعدة)
44. ↑  ابن خلدون، أبو زيد وليُّ الدين عبد الرحمٰن بن مُحمَّد الحضرمي الإشبيلي؛ تحقيق: أ. د. حماه الله ولد السالم (2012). تاريخ الأمازيغ والهجرة الهلاليَّة (مُقتطف من كتاب العبر) مع دراسة قبائل البافور الغامضة (ط. الأولى). بيروت - لُبنان: دار الكُتُب العلميَّة. ج. الجُزء الثاني. ص. 225 - 226. مؤرشف من الأصل في 21 تشرين الأوَّل (أكتوبر) 2019م. اطلع عليه بتاريخ 21 تشرين الأوَّل (أكتوبر) 2019م. {{استشهاد بكتاب}}: تحقق من التاريخ في: |تاريخ الوصول=، |سنة=، و|تاريخ أرشيف= (مساعدة)
45. ↑  ابن خلدون، أبو زيد وليُّ الدين عبد الرحمٰن بن مُحمَّد الحضرمي الإشبيلي؛ تحقيق: خليل شحادة وسُهيل زكَّار (1421هـ - 2000م). ديوان المُبتدأ والخبر في تاريخ العرب والبربر ومن عاصرهم من ذوي الشأن الأكبر (PDF). بيروت - لُبنان: دار الفكر. ج. الجُزء السابع. ص. 119 - 120. مؤرشف من الأصل (PDF) في 13 تشرين الأوَّل (أكتوبر) 2019م. اطلع عليه بتاريخ 13 تشرين الأوَّل (أكتوبر) 2019م. {{استشهاد بكتاب}}: تحقق من التاريخ في: |تاريخ الوصول=، |سنة=، و|تاريخ أرشيف= (مساعدة)
46. ↑  ابن الخطيب، أبو عبد الله لسانُ الدين مُحمَّد بن عبد الله بن سعيد بن عبد الله السّلماني (1424هـ). الإحاطة في أخبار غرناطة (ط. الأولى). بيروت - لُبنان: دار الكُتُب العلميَّة. ج. الجُزء الرابع. ص. 47. مؤرشف من الأصل في 21 تشرين الأوَّل (أكتوبر) 2019م. اطلع عليه بتاريخ 21 تشرين الأوَّل (أكتوبر) 2019م. {{استشهاد بكتاب}}: تحقق من التاريخ في: |تاريخ الوصول=، |سنة=، و|تاريخ أرشيف= (مساعدة)
47. ↑  الحفناوي، حُسام (28 ربيع الآخر 1436هـ - 18 شُباط (فبراير) 2015م). "دور بني مرين الزناتيين في حمل رسالة الإسلام (5)". شبكة الألوكة. مؤرشف من الأصل في 21 تشرين الأوَّل (أكتوبر) 2019م. اطلع عليه بتاريخ 21 تشرين الأوَّل (أكتوبر) 2019م. {{استشهاد ويب}}: تحقق من التاريخ في: |تاريخ الوصول=، |تاريخ=، و|تاريخ أرشيف= (مساعدة)
48. 1 2  الحفناوي، حُسام (28 ربيع الآخر 1436هـ - 18 شُباط (فبراير) 2015م). "الفَصْل الأَخِيْر من فُصُول الجِهاد في حياة السُّلْطان يَعْقوب بن عَبْد الحَقِّ المَرِيْنِي رحمه الله تعالى؛ دَوْرُ بَنِي مَرِيْن الزَّناتِيِّين في حَمْل رِسالة الإسلام (6)". شبكة الألوكة. مؤرشف من الأصل في 21 تشرين الأوَّل (أكتوبر) 2019م. اطلع عليه بتاريخ 21 تشرين الأوَّل (أكتوبر) 2019م. {{استشهاد ويب}}: تحقق من التاريخ في: |تاريخ الوصول=، |تاريخ=، و|تاريخ أرشيف= (مساعدة)
49. ↑  ابن الخطيب، أبو عبد الله لسانُ الدين مُحمَّد بن عبد الله بن سعيد بن عبد الله السّلماني؛ تحقيق: سيِّد كسروي حسن. أعمال الأعلام فيمن بُويع قبل الاحتلام من مُلُوك الإسلام وما يتعلَّق بِذلك من الكلام (ط. الأولى). بيروت - لُبنان: دار الكُتُب العلميَّة. ص. 253 - 254. اطلع عليه بتاريخ 21 تشرين الأوَّل (أكتوبر) 2019م. {{استشهاد بكتاب}}: تحقق من التاريخ في: |تاريخ الوصول= (مساعدة)
50. ↑  ابن خلدون، أبو زيد وليُّ الدين عبد الرحمٰن بن مُحمَّد الحضرمي الإشبيلي؛ تحقيق: خليل شحادة وسُهيل زكَّار (1421هـ - 2000م). ديوان المُبتدأ والخبر في تاريخ العرب والبربر ومن عاصرهم من ذوي الشأن الأكبر (PDF). بيروت - لُبنان: دار الفكر. ج. الجُزء السابع. ص. 273 - 278. مؤرشف من الأصل (PDF) في 13 تشرين الأوَّل (أكتوبر) 2019م. اطلع عليه بتاريخ 13 تشرين الأوَّل (أكتوبر) 2019م. {{استشهاد بكتاب}}: تحقق من التاريخ في: |تاريخ الوصول=، |سنة=، و|تاريخ أرشيف= (مساعدة)
51. 1 2 3  ابن خلدون، أبو زيد وليُّ الدين عبد الرحمٰن بن مُحمَّد الحضرمي الإشبيلي؛ تحقيق: خليل شحادة وسُهيل زكَّار (1421هـ - 2000م). ديوان المُبتدأ والخبر في تاريخ العرب والبربر ومن عاصرهم من ذوي الشأن الأكبر (PDF). بيروت - لُبنان: دار الفكر. ج. الجُزء السابع. ص. 280 - 287. مؤرشف من الأصل (PDF) في 13 تشرين الأوَّل (أكتوبر) 2019م. اطلع عليه بتاريخ 13 تشرين الأوَّل (أكتوبر) 2019م. {{استشهاد بكتاب}}: تحقق من التاريخ في: |تاريخ الوصول=، |سنة=، و|تاريخ أرشيف= (مساعدة)
52. ↑  ابن الخطيب، أبو عبد الله لسانُ الدين مُحمَّد بن عبد الله بن سعيد بن عبد الله السّلماني؛ صحَّحه ووضع فهارسه مُحب الدين الخطيب (1347هـ). اللمحة البدريَّة في الدولة النصريَّة (PDF) (ط. الرابعة عشر). القاهرة - مصر: المطبعة السلفيَّة ومكتبتها. ص. 41 - 45. مؤرشف من الأصل (PDF) في 23 تشرين الأوَّل (أكتوبر) 2019م. اطلع عليه بتاريخ 23 تشرين الأوَّل (أكتوبر) 2019م. {{استشهاد بكتاب}}: تحقق من التاريخ في: |تاريخ الوصول=، |سنة=، و|تاريخ أرشيف= (مساعدة)
53. 1 2 3  خطَّاب، محمود شيت (1424هـ - 2003م). قادة فتح الأندلُس (ط. الأولى). دمشق - سوريا: مُؤسسة عُلُوم القُرآن - منار لِلنشر والتوزيع. ج. الجُزء الثاني. ص. 152 - 155. مؤرشف من الأصل في 23 تشرين الأوَّل (أكتوبر) 2019م. اطلع عليه بتاريخ 23 تشرين الأوَّل (أكتوبر) 2019م. {{استشهاد بكتاب}}: تحقق من التاريخ في: |تاريخ الوصول=، |سنة=، و|تاريخ أرشيف= (مساعدة)
54. ↑  ابن الخطيب، أبو عبد الله لسانُ الدين مُحمَّد بن عبد الله بن سعيد بن عبد الله السّلماني؛ صحَّحه ووضع فهارسه مُحب الدين الخطيب (1347هـ). اللمحة البدريَّة في الدولة النصريَّة (PDF) (ط. الرابعة عشر). القاهرة - مصر: المطبعة السلفيَّة ومكتبتها. ص. 52. مؤرشف من الأصل (PDF) في 23 تشرين الأوَّل (أكتوبر) 2019م. اطلع عليه بتاريخ 23 تشرين الأوَّل (أكتوبر) 2019م. {{استشهاد بكتاب}}: تحقق من التاريخ في: |تاريخ الوصول=، |سنة=، و|تاريخ أرشيف= (مساعدة)
55. 1 2  المقريزي، تقيُّ الدين أبو العبَّاس أحمد بن عليّ بن عبد القادر بن مُحمَّد الشافعي الأثري؛ تحقيق: مُحمَّد السيِّد عُثمان (2009). دُرر العُقُود الفريدة في تراجم الأعيان المُفيدة (ط. الأولى). بيروت - لُبنان: دار الكُتُب العلميَّة. ج. الجُزء الثالث. ص. 427. مؤرشف من الأصل في 23 تشرين الأوَّل (أكتوبر) 2019م. اطلع عليه بتاريخ 23 تشرين الأوَّل (أكتوبر) 2019م. {{استشهاد بكتاب}}: تحقق من التاريخ في: |تاريخ الوصول=، |سنة=، و|تاريخ أرشيف= (مساعدة)
56. 1 2  ابن خلدون، أبو زيد وليُّ الدين عبد الرحمٰن بن مُحمَّد الحضرمي الإشبيلي؛ تحقيق: خليل شحادة وسُهيل زكَّار (1421هـ - 2000م). ديوان المُبتدأ والخبر في تاريخ العرب والبربر ومن عاصرهم من ذوي الشأن الأكبر (PDF). بيروت - لُبنان: دار الفكر. ج. الجُزء السابع. ص. 316 - 317. مؤرشف من الأصل (PDF) في 13 تشرين الأوَّل (أكتوبر) 2019م. اطلع عليه بتاريخ 13 تشرين الأوَّل (أكتوبر) 2019م. {{استشهاد بكتاب}}: تحقق من التاريخ في: |تاريخ الوصول=، |سنة=، و|تاريخ أرشيف= (مساعدة)
57. ↑  ابن الخطيب، أبو عبد الله لسانُ الدين مُحمَّد بن عبد الله بن سعيد بن عبد الله السّلماني؛ صحَّحه ووضع فهارسه مُحب الدين الخطيب (1347هـ). اللمحة البدريَّة في الدولة النصريَّة (PDF) (ط. الرابعة عشر). القاهرة - مصر: المطبعة السلفيَّة ومكتبتها. ص. 62 - 63. مؤرشف من الأصل (PDF) في 23 تشرين الأوَّل (أكتوبر) 2019م. اطلع عليه بتاريخ 23 تشرين الأوَّل (أكتوبر) 2019م. {{استشهاد بكتاب}}: تحقق من التاريخ في: |تاريخ الوصول=، |سنة=، و|تاريخ أرشيف= (مساعدة)
58. 1 2  طقُّوش، مُحمَّد سُهيل (1431هـ - 2010م). تاريخ المُسلمين في الأندلُس 91 - 897هـ \ 710 - 1492م (ط. الثالثة). بيروت - لُبنان: دار النفائس. ص. 595. ISBN:9789953184128. اطلع عليه بتاريخ 20 تشرين الأوَّل (أكتوبر) 2019م. {{استشهاد بكتاب}}: تحقق من التاريخ في: |تاريخ الوصول= و|سنة= (مساعدة)
59. 1 2  عنَّان، مُحمَّد عبدُ الله (24 تمُّوز (يوليو) 2015). راغب السرجاني (المحرر). "أبو الوليد إسماعيل .. السُلطان الغالب بالله". قصة الإسلام. مؤرشف من الأصل في 24 تشرين الأوَّل (أكتوبر) 2019م. اطلع عليه بتاريخ 24 تشرين الأوَّل (أكتوبر) 2019م. {{استشهاد ويب}}: تحقق من التاريخ في: |تاريخ الوصول=، |تاريخ=، و|تاريخ أرشيف= (مساعدة)
60. ↑  ابن الخطيب، أبو عبد الله لسانُ الدين مُحمَّد بن عبد الله بن سعيد بن عبد الله السّلماني؛ تحقيق: أ. د. يُوسُف علي خليل (1424هـ - 2003م). الإحاطة في أخبار غرناطة (ط. الأولى). بيروت - لُبنان: دار الكُتُب العلميَّة. ج. الجُزء الأوَّل. ص. 208 - 210. ISBN:2745133195. اطلع عليه بتاريخ 25 تشرين الأوَّل (أكتوبر) 2019م. {{استشهاد بكتاب}}: تحقق من التاريخ في: |تاريخ الوصول= و|سنة= (مساعدة)
61. ↑  الزركلي، خيرُ الدين بن محمود بن مُحمَّد بن عليّ بن فارس (2002). قاموس الأعلام (ط. الخامسة عشرة). بيروت - لُبنان: دار العلم للملايين. ج. الجُزء الخامس. ص. 325. مؤرشف من الأصل في 27 تشرين الأوَّل (أكتوبر) 2019م. اطلع عليه بتاريخ 27 تشرين الأوَّل (أكتوبر) 2019م. {{استشهاد بكتاب}}: تحقق من التاريخ في: |تاريخ الوصول=، |سنة=، و|تاريخ أرشيف= (مساعدة)
62. 1 2 3  ابن الخطيب، أبو عبد الله لسانُ الدين مُحمَّد بن عبد الله بن سعيد بن عبد الله السّلماني؛ صحَّحه ووضع فهارسه مُحب الدين الخطيب (1347هـ). اللمحة البدريَّة في الدولة النصريَّة (PDF) (ط. الرابعة عشر). القاهرة - مصر: المطبعة السلفيَّة ومكتبتها. ص. 78 - 83. مؤرشف من الأصل (PDF) في 23 تشرين الأوَّل (أكتوبر) 2019م. اطلع عليه بتاريخ 23 تشرين الأوَّل (أكتوبر) 2019م. {{استشهاد بكتاب}}: تحقق من التاريخ في: |تاريخ الوصول=، |سنة=، و|تاريخ أرشيف= (مساعدة)
63. 1 2  "من أعلام الأندلُس: يوسف الأول بن الأحمر ." مجلَّة دعوة الحق، العدد 107. الرباط. مؤرشف من الأصل في 28 تشرين الأوَّل (أكتوبر) 2019م. اطلع عليه بتاريخ 28 تشرين الأوَّل (أكتوبر) 2019م. {{استشهاد ويب}}: تحقق من التاريخ في: |تاريخ الوصول= و|تاريخ أرشيف= (مساعدة)
64. ↑  أرسلان، شكيب (1983). خًلاصة تاريخ الأندلُس (ط. الأولى). بيروت - لُبنان: دار مكتبة الحياة. ص. 169. مؤرشف من الأصل في 28 تشرين الأوَّل (أكتوبر) 2019م. اطلع عليه بتاريخ 28 تشرين الأوَّل (أكتوبر) 2019م. {{استشهاد بكتاب}}: تحقق من التاريخ في: |تاريخ الوصول=، |سنة=، و|تاريخ أرشيف= (مساعدة)
65. 1 2 3 4 5  ابن خلدون، أبو زيد وليُّ الدين عبد الرحمٰن بن مُحمَّد الحضرمي الإشبيلي؛ تحقيق: خليل شحادة وسُهيل زكَّار (1421هـ - 2000م). ديوان المُبتدأ والخبر في تاريخ العرب والبربر ومن عاصرهم من ذوي الشأن الأكبر (PDF). بيروت - لُبنان: دار الفكر. ج. الجُزء السابع. ص. 344 - 348. مؤرشف من الأصل (PDF) في 13 تشرين الأوَّل (أكتوبر) 2019م. اطلع عليه بتاريخ 13 تشرين الأوَّل (أكتوبر) 2019م. {{استشهاد بكتاب}}: تحقق من التاريخ في: |تاريخ الوصول=، |سنة=، و|تاريخ أرشيف= (مساعدة)
66. ↑  الشاهري، مزاحم علَّاوي (2015). الحضارة العربيَّة الإسلاميَّة في المغرب: العصر المريني (ط. الأولى). الموصل - العراق: مركز الكتاب الأكاديمي. ص. 56. ISBN:9789957350376. مؤرشف من الأصل في 29 تشرين الأوَّل (أكتوبر) 2019م. اطلع عليه بتاريخ 29 تشرين الأوَّل (أكتوبر) 2019م. {{استشهاد بكتاب}}: تحقق من التاريخ في: |تاريخ الوصول=، |سنة=، و|تاريخ أرشيف= (مساعدة)
67. ↑  طقُّوش، مُحمَّد سُهيل (1431هـ - 2010م). تاريخ المُسلمين في الأندلُس 91 - 897هـ \ 710 - 1492م (ط. الثالثة). بيروت - لُبنان: دار النفائس. ص. 599. ISBN:9789953184128. اطلع عليه بتاريخ 19 تشرين الأوَّل (أكتوبر) 2019م. {{استشهاد بكتاب}}: تحقق من التاريخ في: |تاريخ الوصول= و|سنة= (مساعدة)
68. ↑  الشريف، أحمد إبراهيم (الثلاثاء 30 تشرين الأوَّل (أكتوبر) 2018م). "بداية النهاية.. تعرف على معركة "طريف" أكبر هزيمة للمُسلمين في الأندلُس". اليوم السابع. مؤرشف من الأصل في 29 تشرين الأوَّل (أكتوبر) 2019م. اطلع عليه بتاريخ 29 تشرين الأوَّل (أكتوبر) 2019م. {{استشهاد ويب}}: تحقق من التاريخ في: |تاريخ الوصول=، |تاريخ=، و|تاريخ أرشيف= (مساعدة)
69. 1 2  طقُّوش، مُحمَّد سُهيل (1431هـ - 2010م). تاريخ المُسلمين في الأندلُس 91 - 897هـ \ 710 - 1492م (ط. الثالثة). بيروت - لُبنان: دار النفائس. ص. 600 - 601. ISBN:9789953184128. اطلع عليه بتاريخ 19 تشرين الأوَّل (أكتوبر) 2019م. {{استشهاد بكتاب}}: تحقق من التاريخ في: |تاريخ الوصول= و|سنة= (مساعدة)
70. ↑  الزركلي، خيرُ الدين بن محمود بن مُحمَّد بن عليّ بن فارس (2002). قاموس الأعلام (ط. الخامسة عشرة). بيروت - لُبنان: دار العلم للملايين. ج. الجُزء الثامن. ص. 217. مؤرشف من الأصل في 28 أكتوبر 2019. اطلع عليه بتاريخ 29 تشرين الأوَّل (أكتوبر) 2019م. {{استشهاد بكتاب}}: تحقق من التاريخ في: |تاريخ الوصول= و|سنة= (مساعدة)
71. ↑  ابن الخطيب، أبو عبد الله لسانُ الدين مُحمَّد بن عبد الله بن سعيد بن عبد الله السّلماني؛ صحَّحه ووضع فهارسه مُحب الدين الخطيب (1347هـ). اللمحة البدريَّة في الدولة النصريَّة (PDF) (ط. الرابعة عشر). القاهرة - مصر: المطبعة السلفيَّة ومكتبتها. ص. 103. مؤرشف من الأصل (PDF) في 23 تشرين الأوَّل (أكتوبر) 2019م. اطلع عليه بتاريخ 23 تشرين الأوَّل (أكتوبر) 2019م. {{استشهاد بكتاب}}: تحقق من التاريخ في: |تاريخ الوصول=، |سنة=، و|تاريخ أرشيف= (مساعدة)
72. 1 2  الخطيب، نبيل خالد (1434هـ - 2013م). لسان الدين ابن الخطيب: نثره وشعره وثقافته في إطار عصره (ط. الأولى). بيروت - لُبنان: دار النهضة العربيَّة. ص. 34 - 35. ISBN:9796500128580. مؤرشف من الأصل في 29 تشرين الأوَّل (أكتوبر) 2019م. اطلع عليه بتاريخ 29 تشرين الأوَّل (أكتوبر) 2019م. {{استشهاد بكتاب}}: تحقق من التاريخ في: |تاريخ الوصول=، |سنة=، و|تاريخ أرشيف= (مساعدة)
73. ↑  ابن الخطيب، أبو عبد الله لسانُ الدين مُحمَّد بن عبد الله بن سعيد بن عبد الله السّلماني؛ صحَّحه ووضع فهارسه مُحب الدين الخطيب (1347هـ). اللمحة البدريَّة في الدولة النصريَّة (PDF) (ط. الرابعة عشر). القاهرة - مصر: المطبعة السلفيَّة ومكتبتها. ص. 116 - 117. مؤرشف من الأصل (PDF) في 23 تشرين الأوَّل (أكتوبر) 2019م. اطلع عليه بتاريخ 23 تشرين الأوَّل (أكتوبر) 2019م. {{استشهاد بكتاب}}: تحقق من التاريخ في: |تاريخ الوصول=، |سنة=، و|تاريخ أرشيف= (مساعدة)
74. ↑  أرسلان، شكيب (1983). خًلاصة تاريخ الأندلُس (ط. الأولى). بيروت - لُبنان: دار مكتبة الحياة. ص. 170. مؤرشف من الأصل في 30 تشرين الأوَّل (أكتوبر) 2019م. اطلع عليه بتاريخ 30 تشرين الأوَّل (أكتوبر) 2019م. {{استشهاد بكتاب}}: تحقق من التاريخ في: |تاريخ الوصول=، |سنة=، و|تاريخ أرشيف= (مساعدة)
75. 1 2  طقُّوش، مُحمَّد سُهيل (1431هـ - 2010م). تاريخ المُسلمين في الأندلُس 91 - 897هـ \ 710 - 1492م (ط. الثالثة). بيروت - لُبنان: دار النفائس. ص. 602 - 603. ISBN:9789953184128. اطلع عليه بتاريخ 19 تشرين الأوَّل (أكتوبر) 2019م. {{استشهاد بكتاب}}: تحقق من التاريخ في: |تاريخ الوصول= و|سنة= (مساعدة)
76. 1 2 3  العبادي، أحمد. "مُحمَّد الغنيّ بِالله ملك غرناطة". صحيفة معهد الدراسات الإسلاميَّة في مدريد. مدريد - إسپانيا: المعهد المصري لِلدرسات الإسلاميَّة. المُجلَّدان الحادي عشر والثاني عشر: صفحة 437 - 442. مؤرشف من الأصل في 2019-10-31. اطلع عليه بتاريخ 31 تشرين الأوَّل (أكتوبر) 2019م. {{استشهاد بدورية محكمة}}: تحقق من التاريخ في: |تاريخ الوصول= (مساعدة) والوسيط غير المعروف |1964 - year= تم تجاهله (مساعدة)
77. ↑  عنَّان، مُحمَّد عبدُ الله (1417هـ - 1997م). دولة الإسلام في الأندلُس (PDF) (ط. الرابعة). القاهرة - مصر: مكتبة الخانجي. ج. العصر الرابع: نهاية الأندلُس وتاريخ العرب المُتنصرين. ص. 173 - 174. مؤرشف من الأصل (PDF) في 23 أيلول (سپتمبر) 2019م. اطلع عليه بتاريخ 23 أيلول (سپتمبر) 2019م. {{استشهاد بكتاب}}: تحقق من التاريخ في: |تاريخ الوصول=، |سنة=، و|تاريخ أرشيف= (مساعدة)
78. ↑  طقُّوش، مُحمَّد سُهيل (1431هـ - 2010م). تاريخ المُسلمين في الأندلُس 91 - 897هـ \ 710 - 1492م (ط. الثالثة). بيروت - لُبنان: دار النفائس. ص. 604. ISBN:9789953184128. اطلع عليه بتاريخ 23 أيلول (سپتمبر) 2019م. {{استشهاد بكتاب}}: تحقق من التاريخ في: |تاريخ الوصول= و|سنة= (مساعدة)
79. 1 2  عنَّان، مُحمَّد عبدُ الله (1417هـ - 1997م). دولة الإسلام في الأندلُس (PDF) (ط. الرابعة). القاهرة - مصر: مكتبة الخانجي. ج. العصر الرابع: نهاية الأندلُس وتاريخ العرب المُتنصرين. ص. 147 - 149. مؤرشف من الأصل (PDF) في 23 أيلول (سپتمبر) 2019م. اطلع عليه بتاريخ 23 أيلول (سپتمبر) 2019م. {{استشهاد بكتاب}}: تحقق من التاريخ في: |تاريخ الوصول=، |سنة=، و|تاريخ أرشيف= (مساعدة)
80. 1 2 3 4 5  طقُّوش، مُحمَّد سُهيل (1431هـ - 2010م). تاريخ المُسلمين في الأندلُس 91 - 897هـ \ 710 - 1492م (ط. الثالثة). بيروت - لُبنان: دار النفائس. ص. 605 - 606. ISBN:9789953184128. اطلع عليه بتاريخ 23 أيلول (سپتمبر) 2019م. {{استشهاد بكتاب}}: تحقق من التاريخ في: |تاريخ الوصول= و|سنة= (مساعدة)
81. ↑  السلمان، عبدُ العزيز بن مُحمَّد (1424هـ). موارد الظمآن لِدُرُوس الزمان (PDF) (ط. الثلاثون). ج. الجُزء الثالث. ص. 23 - 24. مؤرشف من الأصل (PDF) في 2 تشرين الثاني (نوڤمبر) 2019م. اطلع عليه بتاريخ 2 تشرين الثاني (نوڤمبر) 2019م. {{استشهاد بكتاب}}: تحقق من التاريخ في: |تاريخ الوصول=، |سنة=، و|تاريخ أرشيف= (مساعدة)
82. ↑  تحوي هذه المقالة معلومات مترجمة من الطبعة الحادية عشرة لدائرة المعارف البريطانية لسنة 1911 وهي الآن ضمن الملكية العامة.
83. 1 2  عنَّان، مُحمَّد عبدُ الله (1417هـ - 1997م). دولة الإسلام في الأندلُس (PDF) (ط. الرابعة). القاهرة - مصر: مكتبة الخانجي. ج. العصر الرابع: نهاية الأندلُس وتاريخ العرب المُتنصرين. ص. 155 - 160. مؤرشف من الأصل (PDF) في 23 أيلول (سپتمبر) 2019م. اطلع عليه بتاريخ 23 أيلول (سپتمبر) 2019م. {{استشهاد بكتاب}}: تحقق من التاريخ في: |تاريخ الوصول=، |سنة=، و|تاريخ أرشيف= (مساعدة)
84. ↑  "بني سراج بين الحقيقة التاريخيَّة والأساطير الشعبيَّة". موقع أندلُسي. مؤرشف من الأصل في 10 تشرين الثاني (نوڤمبر) 2019م. اطلع عليه بتاريخ 10 تشرين الثاني (نوڤمبر) 2019م. {{استشهاد ويب}}: تحقق من التاريخ في: |تاريخ الوصول= و|تاريخ أرشيف= (مساعدة)
85. 1 2 3 4  عنَّان، مُحمَّد عبدُ الله (1417هـ - 1997م). دولة الإسلام في الأندلُس (PDF) (ط. الرابعة). القاهرة - مصر: مكتبة الخانجي. ج. العصر الرابع: نهاية الأندلُس وتاريخ العرب المُتنصرين. ص. 180 - 185. مؤرشف من الأصل (PDF) في 23 أيلول (سپتمبر) 2019م. اطلع عليه بتاريخ 23 أيلول (سپتمبر) 2019م. {{استشهاد بكتاب}}: تحقق من التاريخ في: |تاريخ الوصول=، |سنة=، و|تاريخ أرشيف= (مساعدة)
86. ↑  عنَّان، مُحمَّد عبدُ الله (1417هـ - 1997م). دولة الإسلام في الأندلُس (PDF) (ط. الرابعة). القاهرة - مصر: مكتبة الخانجي. ج. العصر الرابع: نهاية الأندلُس وتاريخ العرب المُتنصرين. ص. 168. مؤرشف من الأصل (PDF) في 23 أيلول (سپتمبر) 2019م. اطلع عليه بتاريخ 23 أيلول (سپتمبر) 2019م. {{استشهاد بكتاب}}: تحقق من التاريخ في: |تاريخ الوصول=، |سنة=، و|تاريخ أرشيف= (مساعدة)
87. 1 2 3 4  مُؤرِّخ مجهول؛ تحقيق: ألفريد البُستاني (1423هـ - 2002م). نبذة العصر في أخبار مُلُوك بني نصر (PDF) (ط. الأولى). بورسعيد - مصر: مكتبة الثقافة الدينيَّة. ص. 1 - 10. ISBN:9773410773. مؤرشف من الأصل (PDF) في 12 تشرين الثاني (نوڤمبر) 2019م. اطلع عليه بتاريخ 12 تشرين الثاني (نوڤمبر) 2019م. {{استشهاد بكتاب}}: تحقق من التاريخ في: |تاريخ الوصول=، |سنة=، و|تاريخ أرشيف= (مساعدة)
88. ↑  طقُّوش، مُحمَّد سُهيل (1431هـ - 2010م). تاريخ المُسلمين في الأندلُس 91 - 897هـ \ 710 - 1492م (ط. الثالثة). بيروت - لُبنان: دار النفائس. ص. 607. ISBN:9789953184128. اطلع عليه بتاريخ 23 أيلول (سپتمبر) 2019م. {{استشهاد بكتاب}}: تحقق من التاريخ في: |تاريخ الوصول= و|سنة= (مساعدة)
89. 1 2 3 4  مُؤرِّخ مجهول؛ تحقيق: ألفريد البُستاني (1423هـ - 2002م). نبذة العصر في أخبار مُلُوك بني نصر (PDF) (ط. الأولى). بورسعيد - مصر: مكتبة الثقافة الدينيَّة. ص. 13 - 24. ISBN:9773410773. مؤرشف من الأصل (PDF) في 12 تشرين الثاني (نوڤمبر) 2019م. اطلع عليه بتاريخ 12 تشرين الثاني (نوڤمبر) 2019م. {{استشهاد بكتاب}}: تحقق من التاريخ في: |تاريخ الوصول=، |سنة=، و|تاريخ أرشيف= (مساعدة)
90. 1 2 3 4 5  طقُّوش، مُحمَّد سُهيل (1431هـ - 2010م). تاريخ المُسلمين في الأندلُس 91 - 897هـ \ 710 - 1492م (ط. الثالثة). بيروت - لُبنان: دار النفائس. ص. 608 - 609. ISBN:9789953184128. اطلع عليه بتاريخ 23 أيلول (سپتمبر) 2019م. {{استشهاد بكتاب}}: تحقق من التاريخ في: |تاريخ الوصول= و|سنة= (مساعدة)
91. 1 2 3 4 5 6 7  عنَّان، مُحمَّد عبدُ الله (1417هـ - 1997م). دولة الإسلام في الأندلُس (PDF) (ط. الرابعة). القاهرة - مصر: مكتبة الخانجي. ج. العصر الرابع: نهاية الأندلُس وتاريخ العرب المُتنصرين. ص. 216 - 222. مؤرشف من الأصل (PDF) في 23 أيلول (سپتمبر) 2019م. اطلع عليه بتاريخ 23 أيلول (سپتمبر) 2019م. {{استشهاد بكتاب}}: تحقق من التاريخ في: |تاريخ الوصول=، |سنة=، و|تاريخ أرشيف= (مساعدة)
92. 1 2  عطيَّات، أحمد مُحمَّد (2012). الأندلُس من السُقُوط إلى محاكم التفتيش (ط. الأولى). عمَّان - الأُردُن: دار أمواج للنشر والتوزيع. ص. 101 - 102. ISBN:9796500041797. مؤرشف من الأصل في 13 تشرين الثاني (نوڤمبر) 2019م. اطلع عليه بتاريخ 13 تشرين الثاني (نوڤمبر) 2019م. {{استشهاد بكتاب}}: تحقق من التاريخ في: |تاريخ الوصول=، |سنة=، و|تاريخ أرشيف= (مساعدة)
93. ↑  ابن أيَّاس، أبو البركات زين العابدين مُحمَّد بن أحمد الحنفي الناصري القاهري؛ تحقيق: مُحمَّد مُصطفى (1404هـ - 1984م). بدائع الزُهُور في وقائع الدُهُور (PDF) (ط. الأولى). القاهرة - مصر: الهيئة المصريَّة العامَّة لِلكتاب. ج. الجُزء الثالث. ص. 244 - 245. مؤرشف من الأصل (PDF) في 13 تشرين الثاني (نوڤمبر) 2019م. اطلع عليه بتاريخ 13 تشرين الثاني (نوڤمبر) 2019م. {{استشهاد بكتاب}}: تحقق من التاريخ في: |تاريخ الوصول=، |سنة=، و|تاريخ أرشيف= (مساعدة)
94. 1 2  أبو لبدة، رانية أحمد إبراهيم؛ إشراف: أ. د. وائل أبو صالح (2007). شعر الحُرُوب والفتن في الأندلُس (عصر بني الأحمر) (PDF) (رسالة ماجستير). نابلس - فلسطين: جامعة النجاح الوطنية. ص. 44 - 45. مؤرشف من الأصل (PDF) في 13 تشرين الثاني (نوڤمبر) 2019م. اطلع عليه بتاريخ 13 تشرين الثاني (نوڤمبر) 2019م. {{استشهاد بكتاب}}: تحقق من التاريخ في: |تاريخ الوصول=، |سنة=، و|تاريخ أرشيف= (مساعدة)
95. ↑  طقُّوش، مُحمَّد سُهيل (1431هـ - 2010م). تاريخ المُسلمين في الأندلُس 91 - 897هـ \ 710 - 1492م (ط. الثالثة). بيروت - لُبنان: دار النفائس. ص. 610. ISBN:9789953184128. اطلع عليه بتاريخ 23 أيلول (سپتمبر) 2019م. {{استشهاد بكتاب}}: تحقق من التاريخ في: |تاريخ الوصول= و|سنة= (مساعدة)
96. ↑  المهناوي، مُحمَّد (29 حُزيران (يونيو) 2014م). "أسرار الصناعات الحربيَّة في المغرب: شكَّل إهمالها أهم عوامل تراجع صموده أمام الأطماع الأجنبية". جريدة المساء. مُحرِّك مغرس. مؤرشف من الأصل في 16 تشرين الثاني (نوڤمبر) 2019م. اطلع عليه بتاريخ 16 تشرين الثاني (نوڤمبر) 2019م. {{استشهاد ويب}}: تحقق من التاريخ في: |تاريخ الوصول=، |تاريخ=، و|تاريخ أرشيف= (مساعدة)
97. 1 2  مُؤرِّخ مجهول؛ تحقيق: ألفريد البُستاني (1423هـ - 2002م). نبذة العصر في أخبار مُلُوك بني نصر (PDF) (ط. الأولى). بورسعيد - مصر: مكتبة الثقافة الدينيَّة. ص. 29. ISBN:9773410773. مؤرشف من الأصل (PDF) في 12 تشرين الثاني (نوڤمبر) 2019م. اطلع عليه بتاريخ 12 تشرين الثاني (نوڤمبر) 2019م. {{استشهاد بكتاب}}: تحقق من التاريخ في: |تاريخ الوصول=، |سنة=، و|تاريخ أرشيف= (مساعدة)
98. 1 2 3  المُقري التلمساني، شهابُ الدين أبو العبَّاس أحمد بن مُحمَّد بن أحمد ابن يحيى القُرشي؛ تحقيق: د. مريم يُوسُف طويل، د. يُوسُف علي طويل (1995). نفحُ الطيب من غصن الأندلُس الرطيب وذكر وزيرها لسانُ الدين ابن الخطيب (ط. الأولى). بيروت - لُبنان: دار الكُتُب العلميَّة. ج. الجُزء السادس. ص. 277 - 279. مؤرشف من الأصل في 16 تشرين الثاني (نوڤمبر) 2019م. اطلع عليه بتاريخ 16 تشرين الثاني (نوڤمبر) 2019م. {{استشهاد بكتاب}}: تحقق من التاريخ في: |تاريخ الوصول=، |سنة=، و|تاريخ أرشيف= (مساعدة)
99. 1 2 3 4  عنَّان، مُحمَّد عبدُ الله (1417هـ - 1997م). دولة الإسلام في الأندلُس (PDF) (ط. الرابعة). القاهرة - مصر: مكتبة الخانجي. ج. العصر الرابع: نهاية الأندلُس وتاريخ العرب المُتنصرين. ص. 232 - 235. مؤرشف من الأصل (PDF) في 23 أيلول (سپتمبر) 2019م. اطلع عليه بتاريخ 23 أيلول (سپتمبر) 2019م. {{استشهاد بكتاب}}: تحقق من التاريخ في: |تاريخ الوصول=، |سنة=، و|تاريخ أرشيف= (مساعدة)
100. 1 2  مُؤرِّخ مجهول؛ تحقيق: ألفريد البُستاني (1423هـ - 2002م). نبذة العصر في أخبار مُلُوك بني نصر (PDF) (ط. الأولى). بورسعيد - مصر: مكتبة الثقافة الدينيَّة. ص. 37 - 39. ISBN:9773410773. مؤرشف من الأصل (PDF) في 12 تشرين الثاني (نوڤمبر) 2019م. اطلع عليه بتاريخ 12 تشرين الثاني (نوڤمبر) 2019م. {{استشهاد بكتاب}}: تحقق من التاريخ في: |تاريخ الوصول=، |سنة=، و|تاريخ أرشيف= (مساعدة)
101. ↑  جمال، إيثار (6 تشرين الأوَّل (أكتوبر) 2018م). "موسى بن أبي غسَّان.. بطل غرناطة المجهول الذي فضّل الموت على الاستسلام". ساسة پوست. مؤرشف من الأصل في 16 تشرين الثاني (نوڤمبر) 2019م. اطلع عليه بتاريخ 16 تشرين الثاني (نوڤمبر) 2019م. {{استشهاد ويب}}: تحقق من التاريخ في: |تاريخ الوصول=، |تاريخ=، و|تاريخ أرشيف= (مساعدة)
102. 1 2  مُؤرِّخ مجهول؛ تحقيق: ألفريد البُستاني (1423هـ - 2002م). نبذة العصر في أخبار مُلُوك بني نصر (PDF) (ط. الأولى). بورسعيد - مصر: مكتبة الثقافة الدينيَّة. ص. 41 - 43. ISBN:9773410773. مؤرشف من الأصل (PDF) في 12 تشرين الثاني (نوڤمبر) 2019م. اطلع عليه بتاريخ 12 تشرين الثاني (نوڤمبر) 2019م. {{استشهاد بكتاب}}: تحقق من التاريخ في: |تاريخ الوصول=، |سنة=، و|تاريخ أرشيف= (مساعدة)
103. ↑  المضواحي، مُحمَّد يحيى (2016). الأندلُسيُّون عقب سُقُوط غرناطة (ط. الأولى). الإسكندريَّة - مصر: كتوبيا للنشر والتوزيع. ص. 107. مؤرشف من الأصل في 17 تشرين الثاني (نوڤمبر) 2019م. اطلع عليه بتاريخ 17 تشرين الثاني (نوڤمبر) 2019م. {{استشهاد بكتاب}}: تحقق من التاريخ في: |تاريخ الوصول=، |سنة=، و|تاريخ أرشيف= (مساعدة)
104. ↑  عنَّان، مُحمَّد عبدُ الله (1417هـ - 1997م). دولة الإسلام في الأندلُس (PDF) (ط. الرابعة). القاهرة - مصر: مكتبة الخانجي. ج. العصر الرابع: نهاية الأندلُس وتاريخ العرب المُتنصرين. ص. 255. مؤرشف من الأصل (PDF) في 23 أيلول (سپتمبر) 2019م. اطلع عليه بتاريخ 23 أيلول (سپتمبر) 2019م. {{استشهاد بكتاب}}: تحقق من التاريخ في: |تاريخ الوصول=، |سنة=، و|تاريخ أرشيف= (مساعدة)
105. 1 2  عنَّان، مُحمَّد عبدُ الله (1417هـ - 1997م). دولة الإسلام في الأندلُس (PDF) (ط. الرابعة). القاهرة - مصر: مكتبة الخانجي. ج. العصر الرابع: نهاية الأندلُس وتاريخ العرب المُتنصرين. ص. 265 - 266. مؤرشف من الأصل (PDF) في 23 أيلول (سپتمبر) 2019م. اطلع عليه بتاريخ 23 أيلول (سپتمبر) 2019م. {{استشهاد بكتاب}}: تحقق من التاريخ في: |تاريخ الوصول=، |سنة=، و|تاريخ أرشيف= (مساعدة)
106. ↑  السلَّاوي الجعفري، أبو العبَّاس شهاب الدين أحمد بن خالد الناصري (2014). الاستقصا لإخبار دول المغرب الأقصى (ط. الأولى). بيروت - لُبنان: دار الكُتُب العلميَّة. ج. الجُزء الثاني. ص. 189. ISBN:9782745154958. مؤرشف من الأصل في 17 تشرين الثاني (نوڤمبر) 2019م. اطلع عليه بتاريخ 17 تشرين الثاني (نوڤمبر) 2019م. {{استشهاد بكتاب}}: تحقق من التاريخ في: |تاريخ الوصول=، |سنة=، و|تاريخ أرشيف= (مساعدة)
107. ↑  مُؤلِّف مجهول (17 كانون الثاني (يناير) 2013م). "قصيدة في رثاء الأندلس". جريدة المحجَّة، العدد 393. مؤرشف من الأصل في 17 تشرين الثاني (نوڤمبر) 2019م. اطلع عليه بتاريخ 17 تشرين الثاني (نوڤمبر) 2019م. {{استشهاد ويب}}: تحقق من التاريخ في: |تاريخ الوصول=، |تاريخ=، و|تاريخ أرشيف= (مساعدة)
108. 1 2 3 4 5 6 7 8 9  طقُّوش، مُحمَّد سُهيل (1431هـ - 2010م). تاريخ المُسلمين في الأندلُس 91 - 897هـ \ 710 - 1492م (ط. الثالثة). بيروت - لُبنان: دار النفائس. ص. 615 - 619. ISBN:9789953184128. مؤرشف من الأصل في 2020-09-10. اطلع عليه بتاريخ 23 أيلول (سپتمبر) 2019م. {{استشهاد بكتاب}}: تحقق من التاريخ في: |تاريخ الوصول= و|سنة= (مساعدة)
109. ↑  حلَّاق، حسَّان (1431هـ - 2010م). موسوعة العائلات البيروتيَّة: الجُذُور التاريخيَّة لِلعائلات البيروتيَّة ذات الأُصُول العربيَّة واللُبنانيَّة والعُثمانيَّة (ط. الأولى). بيروت - لُبنان: دار النهضة العربيَّة. ج. الجُزء الأوَّل. ص. 32. ISBN:9786144021415. {{استشهاد بكتاب}}: تحقق من التاريخ في: |سنة= (مساعدة)
110. 1 2  الكتَّاني، علي المُنتصر (2005). انبعاث الإسلام في الأندلُس (ط. الأولى). بيروت - لُبنان: دار الكُتب العلميَّة. ص. 64 - 65. ISBN:9782745148230. مؤرشف من الأصل في 17 تشرين الثاني (نوڤمبر) 2019م. اطلع عليه بتاريخ 17 تشرين الثاني (نوڤمبر) 2019م. {{استشهاد بكتاب}}: تحقق من التاريخ في: |تاريخ الوصول=، |سنة=، و|تاريخ أرشيف= (مساعدة)
111. ↑  إمبر، كولينز؛ الحارس، عبدُ اللطيف (صيف العام 1999\1420هـ). "قضايا المثال والمشروعيَّة في التاريخ العُثماني المُبكر". مجلَّة الاجتهاد. دار الاجتهاد. العدد الثالث والأربعون: 121. {{استشهاد بدورية محكمة}}: تحقق من التاريخ في: |تاريخ= (مساعدة)
112. ↑  إيڤانوڤ، نيقولاي؛ نقله إلى العربيَّة: يُوسُف عطا الله (1988). الفتح العُثماني لِلأقطار العربيَّة: 1516 - 1574 (ط. الأولى). بيروت - لُبنان: دار الفارابي. ص. 237 - 244. اطلع عليه بتاريخ 17 تشرين الثاني (نوڤمبر) 2019م. {{استشهاد بكتاب}}: تحقق من التاريخ في: |تاريخ الوصول= و|سنة= (مساعدة)
113. ↑  ابن الخطيب، أبو عبد الله لسانُ الدين مُحمَّد بن عبد الله بن سعيد بن عبد الله السّلماني (1424هـ - 2003م). الإحاطة في أخبار غرناطة (ط. الأولى). بيروت - لُبنان: دار الكُتُب العلميَّة. ص. 140. ISBN:2745133195. مؤرشف من الأصل في 29 سبتمبر 2019. اطلع عليه بتاريخ 29 أيلول (سپتمبر) 2019م. {{استشهاد بكتاب}}: تحقق من التاريخ في: |تاريخ الوصول= و|سنة= (مساعدة)
114. ↑  ابن الخطيب، أبو عبد الله لسانُ الدين مُحمَّد بن عبد الله بن سعيد بن عبد الله السّلماني (1424هـ - 2003م). الإحاطة في أخبار غرناطة (ط. الأولى). بيروت - لُبنان: دار الكُتُب العلميَّة. ص. 141. ISBN:2745133195. مؤرشف من الأصل في 29 سبتمبر 2019. اطلع عليه بتاريخ 29 أيلول (سپتمبر) 2019م. {{استشهاد بكتاب}}: تحقق من التاريخ في: |تاريخ الوصول= و|سنة= (مساعدة)
115. 1 2  ابن الخطيب، أبو عبد الله لسانُ الدين مُحمَّد بن عبد الله بن سعيد بن عبد الله السّلماني (1424هـ - 2003م). الإحاطة في أخبار غرناطة (ط. الأولى). بيروت - لُبنان: دار الكُتُب العلميَّة. ص. 81،99،142. ISBN:2745133195. مؤرشف من الأصل في 29 سبتمبر 2019. اطلع عليه بتاريخ 29 أيلول (سپتمبر) 2019م. {{استشهاد بكتاب}}: تحقق من التاريخ في: |تاريخ الوصول= و|سنة= (مساعدة)
116. ↑  ابن الخطيب، أبو عبد الله لسانُ الدين مُحمَّد بن عبد الله بن سعيد بن عبد الله السّلماني (1347م). اللمحة البدرية في الدولة النصرية (ط. الأولى). القاهرة - مصر: المطبعة السلفية ومكتبتها. ص. 28. مؤرشف من الأصل في 29 سبتمبر 2019. اطلع عليه بتاريخ 29 أيلول (سپتمبر) 2019م. {{استشهاد بكتاب}}: تحقق من التاريخ في: |تاريخ الوصول= و|سنة= (مساعدة)
117. ↑  العيدروس، مُحمَّد حسن (1433هـ - 2012م). العصر الأندلُسي: العمارة والفُنُون الأندلُسيَّة في غرناطة وطُليطلة وقُرطُبة (ط. الأولى). القاهرة - مصر: دار الكتاب الحديث. ص. 26 - 77. اطلع عليه بتاريخ 30 تشرين الثاني (نوڤمبر) 2019م. {{استشهاد بكتاب}}: تحقق من التاريخ في: |تاريخ الوصول= و|سنة= (مساعدة)
118. 1 2  الخطيب، نبيل خالد (1434هـ - 2013م). لسان الدين ابن الخطيب (713 - 776هـ / 1313 - 1374م): نثره و شعره و ثقافته في إطار عصره (ط. الأولى). بيروت - لُبنان: دار النهضة العربيَّة. ص. 49 - 51. ISBN:9796500128580. مؤرشف من الأصل في 1 كانون الأوَّل (ديسمبر) 2019م. اطلع عليه بتاريخ 1 كانون الأوَّل (ديسمبر) 2019م. {{استشهاد بكتاب}}: تحقق من التاريخ في: |تاريخ الوصول=، |سنة=، و|تاريخ أرشيف= (مساعدة)
119. ↑  القلقشندي، شهاب‌ الدين أبو العبَّاس أحمد بن عليّ بن أحمد بن عبد الله الفزاري (1333هـ - 1915م). صُبح الأعشى في صناعة الإنشا (PDF). القاهرة - مصر: دار الكُتب الخديويَّة. ج. الجُزء الخامس. ص. 214. مؤرشف من الأصل (PDF) في 1 كانون الأوَّل (ديسمبر) 2019م. اطلع عليه بتاريخ 1 كانون الأوَّل (ديسمبر) 2019م. {{استشهاد بكتاب}}: تحقق من التاريخ في: |تاريخ الوصول=، |سنة=، و|تاريخ أرشيف= (مساعدة)
120. ↑  العيدروس، مُحمَّد حسن (1433هـ - 2012م). العصر الأندلُسي: العمارة والفُنُون الأندلُسيَّة في غرناطة وطُليطلة وقُرطُبة (الطبعة الأولى). القاهرة - مصر: دار الكتاب الحديث. صفحة 130 - 133. اطلع عليه بتاريخ 30 تشرين الثاني (نوڤمبر) 2019م.
121. ↑  ابن الخطيب، أبو عبد الله لسانُ الدين مُحمَّد بن عبد الله بن سعيد بن عبد الله السّلماني (1424هـ - 2003م). كناسة الدكان بعد انتقال السكان : حول العلاقات السياسية بين مملكتى غرناطة والمغرب في القرن الثامن الهجرى (ط. الأولى). بيروت - لُبنان: دار الكُتُب العلميَّة. ص. 138. {{استشهاد بكتاب}}: تحقق من التاريخ في: |تاريخ الوصول= و|سنة= (مساعدة) والوسيط |تاريخ الوصول بحاجة لـ |مسار= (مساعدة)
122. ↑  عبد حمزة محسن المياحي (1996). العلاقات السياسية لمملكة غرناطة (أطروحة دكتوراه) (ط. الأولى). كلية الآداب، جامعة البصرة. ص. 157،158. {{استشهاد بكتاب}}: تحقق من التاريخ في: |تاريخ الوصول= (مساعدة) والوسيط |تاريخ الوصول بحاجة لـ |مسار= (مساعدة)صيانة الاستشهاد: مكان بدون ناشر (link)
123. ↑  شكيب أرسلان (1997م). الحلل السندسية في الأخبار والآثار الأندلسية. بيروت - لبنان: دار الكتب العلمية. ج. الأول. ص. 229،287،288. {{استشهاد بكتاب}}: تحقق من التاريخ في: |تاريخ الوصول= و|سنة= (مساعدة) والوسيط |تاريخ الوصول بحاجة لـ |مسار= (مساعدة)
124. ↑  محمد عبدالله عنان (1417هـ-1997م). نهاية الأندلس وتاريخ العرب المتنصرين (ط. الرابعة). القاهرة - مصر: مكتبة الخانجي. ص. 120. {{استشهاد بكتاب}}: تحقق من التاريخ في: |تاريخ الوصول= و|سنة= (مساعدة) والوسيط |تاريخ الوصول بحاجة لـ |مسار= (مساعدة)
125. ↑  مارياوس أربياس باولا (1963م). بنو مرين في الاتفاقيات المبرمة بين أرغون وغرناطة (ط. الثاني). تطوان - المغرب: دار الجيل. ص. 197. {{استشهاد بكتاب}}: تحقق من التاريخ في: |تاريخ الوصول= و|سنة= (مساعدة) والوسيط |تاريخ الوصول بحاجة لـ |مسار= (مساعدة)
126. ↑  ابن الخطيب، أبو عبد الله لسانُ الدين مُحمَّد بن عبد الله بن سعيد بن عبد الله السّلماني (1958م). مشاهدات لسان الدين بن الخطيب في المغرب والأندلس (ط. الأولى). الإسكندرية - مصر: مطبعة جامعة الإسكندرية. ص. 75. {{استشهاد بكتاب}}: تحقق من التاريخ في: |تاريخ الوصول= و|سنة= (مساعدة) والوسيط |تاريخ الوصول بحاجة لـ |مسار= (مساعدة)
127. ↑  أحمد بن محمد بن عذاري المراكشي أبو العباس (1983م). البيان المغرب في أخبار الأندلس والمغرب (ط. الثانية). بيروت - لبنان: دار الثقافة. ص. 249،250. {{استشهاد بكتاب}}: تحقق من التاريخ في: |تاريخ الوصول= و|سنة= (مساعدة) والوسيط |تاريخ الوصول بحاجة لـ |مسار= (مساعدة)
128. ↑  ابن الأبار، محمد بن عبد الله بن أبي بكر القضاعي البلنسي (1985م). الحلة السيراء (ط. الثانية). القاهرة - مصر: دار المعارف. ص. 23،24. {{استشهاد بكتاب}}: تحقق من التاريخ في: |تاريخ الوصول= و|سنة= (مساعدة) والوسيط |تاريخ الوصول بحاجة لـ |مسار= (مساعدة)
129. ↑  عبد حمزة محسن المياحي (1996). العلاقات السياسية لمملكة غرناطة (أطروحة دكتوراه) (ط. الأولى). كلية الآداب، جامعة البصرة. ص. 134،133. {{استشهاد بكتاب}}: تحقق من التاريخ في: |تاريخ الوصول= (مساعدة) والوسيط |تاريخ الوصول بحاجة لـ |مسار= (مساعدة)صيانة الاستشهاد: مكان بدون ناشر (link)
130. ↑  عبد حمزة محسن المياحي (1996). العلاقات السياسية لمملكة غرناطة (أطروحة دكتوراه) (ط. الأولى). كلية الآداب، جامعة البصرة. ص. 142،141. {{استشهاد بكتاب}}: تحقق من التاريخ في: |تاريخ الوصول= (مساعدة) والوسيط |تاريخ الوصول بحاجة لـ |مسار= (مساعدة)صيانة الاستشهاد: مكان بدون ناشر (link)
131. ↑  يوسف شكري فرحات (1413هـ - 1993م). غرناطة في ظل بني الأحمر. بيروت - لبنان: دار الجيل. ص. 126،127. {{استشهاد بكتاب}}: تحقق من التاريخ في: |تاريخ الوصول= و|سنة= (مساعدة) والوسيط |تاريخ الوصول بحاجة لـ |مسار= (مساعدة)
132. ↑  عبد الرحمن الحجي (1976م). التاريخ الأندلسي من الفتح حتى سقوط غرناطة (ط. الثانية). دمشق، سوريا: دار القلم. ج. الثامن. ص. 42. {{استشهاد بكتاب}}: تحقق من التاريخ في: |تاريخ الوصول= (مساعدة) والوسيط |تاريخ الوصول بحاجة لـ |مسار= (مساعدة)
133. ↑  أحمد بن محمد المقري التلمساني (1388هـ- 1968م). نفح الطيب من غصن الأندلس الرطيب (ط. الثانية). بيروت، لبنان: دار صادر. ج. الثامن. ص. 42. {{استشهاد بكتاب}}: تحقق من التاريخ في: |تاريخ الوصول= و|سنة= (مساعدة) والوسيط |تاريخ الوصول بحاجة لـ |مسار= (مساعدة)
134. ↑  ابن الخطيب، أبو عبد الله لسانُ الدين مُحمَّد بن عبد الله بن سعيد بن عبد الله السّلماني (1424هـ - 2003م). الإحاطة في أخبار غرناطة (ط. الأولى). بيروت - لُبنان: دار الكُتُب العلميَّة. ص. 143. ISBN:2745133195. مؤرشف من الأصل في 29 سبتمبر 2019. اطلع عليه بتاريخ 29 أيلول (سپتمبر) 2019م. {{استشهاد بكتاب}}: تحقق من التاريخ في: |تاريخ الوصول= و|سنة= (مساعدة)
135. ↑  عنَّان، مُحمَّد عبدُ الله (1417هـ - 1997م). دولة الإسلام في الأندلُس (PDF) (ط. الرابعة). القاهرة - مصر: مكتبة الخانجي. ج. العصر الرابع: نهاية الأندلُس وتاريخ العرب المُتنصرين: نظم الحكم والحياة الاجتماعية والفكرية في مملكة غرناطة. ص. 447. مؤرشف من الأصل (PDF) في 23 تشرين الثاني (نوفمبر) 2019م. اطلع عليه بتاريخ 17 تشرين الثاني (نوفمبر) 2019م. {{استشهاد بكتاب}}: تحقق من التاريخ في: |تاريخ الوصول=، |سنة=، و|تاريخ أرشيف= (مساعدة)
136. ↑  يوسف شكري فرحات (1413هـ - 1993م). غرناطة في ظل بني الأحمر. بيروت - لبنان: دار الجيل. ص. 121. {{استشهاد بكتاب}}: تحقق من التاريخ في: |تاريخ الوصول= و|سنة= (مساعدة) والوسيط |تاريخ الوصول بحاجة لـ |مسار= (مساعدة)
137. ↑  غوستاف لوبون، حضارة العرب، ص339
138. ↑  عنَّان، مُحمَّد عبدُ الله (1417هـ - 1997م). دولة الإسلام في الأندلُس (PDF) (ط. الرابعة). القاهرة - مصر: مكتبة الخانجي. ج. العصر الرابع: نهاية الأندلُس وتاريخ العرب المُتنصرين: نظم الحكم والحياة الاجتماعية والفكرية في مملكة غرناطة. ص. 444-445. مؤرشف من الأصل (PDF) في 23 تشرين الثاني (نوفمبر) 2019م. اطلع عليه بتاريخ 17 تشرين الثاني (نوفمبر) 2019م. {{استشهاد بكتاب}}: تحقق من التاريخ في: |تاريخ الوصول=، |سنة=، و|تاريخ أرشيف= (مساعدة)
139. ↑  ابن الخطيب، أبو عبد الله لسانُ الدين مُحمَّد بن عبد الله بن سعيد بن عبد الله السّلماني (1424هـ - 2003م). الإحاطة في أخبار غرناطة (ط. الأولى). بيروت - لُبنان: دار الكُتُب العلميَّة. ص. 122،123. ISBN:2745133195. مؤرشف من الأصل في 29 سبتمبر 2019. اطلع عليه بتاريخ 29 أيلول (سپتمبر) 2019م. {{استشهاد بكتاب}}: تحقق من التاريخ في: |تاريخ الوصول= و|سنة= (مساعدة)
140. ↑  ابن غالب الغرناطي محمد بن غالب (1956). فرحة الأنفس في تاريخ الأندلس. مصر: مطبعة مصر. ص. 283. {{استشهاد بكتاب}}: تحقق من التاريخ في: |تاريخ الوصول= (مساعدة) والوسيط |تاريخ الوصول بحاجة لـ |مسار= (مساعدة)
141. ↑  شهاب الدين أبو عبد الله ياقوت بن عبد الله الرومي الحموي (1995). معجم البلدان (ط. الثانية). بيروت، لبنان: دار صادر. ج. الثامن. ص. 42. {{استشهاد بكتاب}}: تحقق من التاريخ في: |تاريخ الوصول= (مساعدة) والوسيط |تاريخ الوصول بحاجة لـ |مسار= (مساعدة)
142. ↑  يوسف شكري فرحات (1413هـ - 1993م). غرناطة في ظل بني الأحمر. بيروت - لبنان: دار الجيل. ص. 122. {{استشهاد بكتاب}}: تحقق من التاريخ في: |تاريخ الوصول= و|سنة= (مساعدة) والوسيط |تاريخ الوصول بحاجة لـ |مسار= (مساعدة)
143. ↑  أحمد بن محمد المقري التلمساني (1388 - 1968). نفح الطيب من غصن الأندلس الرطيب (ط. الثانية). بيروت، لبنان: دار صادر. ج. الثامن. ص. 42. {{استشهاد بكتاب}}: تحقق من التاريخ في: |تاريخ الوصول= و|سنة= (مساعدة) والوسيط |تاريخ الوصول بحاجة لـ |مسار= (مساعدة)
144. ↑  ابن الخطيب، أبو عبد الله لسانُ الدين مُحمَّد بن عبد الله بن سعيد بن عبد الله السّلماني (1424هـ - 2003م). الإحاطة في أخبار غرناطة (ط. الأولى). بيروت - لُبنان: دار الكُتُب العلميَّة. ص. 99. ISBN:2745133195. مؤرشف من الأصل في 29 سبتمبر 2019. اطلع عليه بتاريخ 29 أيلول (سپتمبر) 2019م. {{استشهاد بكتاب}}: تحقق من التاريخ في: |تاريخ الوصول= و|سنة= (مساعدة)
145. ↑  عنَّان، مُحمَّد عبدُ الله (1417هـ - 1997م). دولة الإسلام في الأندلُس (PDF) (ط. الرابعة). القاهرة - مصر: مكتبة الخانجي. ج. العصر الرابع: نهاية الأندلُس وتاريخ العرب المُتنصرين: نظم الحكم والحياة الاجتماعية والفكرية في مملكة غرناطة. ص. 445 -446. مؤرشف من الأصل (PDF) في 23 تشرين الثاني (نوفمبر) 2019م. اطلع عليه بتاريخ 17 تشرين الثاني (نوفمبر) 2019م. {{استشهاد بكتاب}}: تحقق من التاريخ في: |تاريخ الوصول=، |سنة=، و|تاريخ أرشيف= (مساعدة)
146. ↑  مريم قاسم طويل (1994م). مملكة المرية في عهد المعتصم بن صمادح 443هـ - 484. الدار البيضاء - المغرب: مكتبة الوحدة العربية. ص. 122. {{استشهاد بكتاب}}: تحقق من التاريخ في: |تاريخ الوصول= و|سنة= (مساعدة) والوسيط |تاريخ الوصول بحاجة لـ |مسار= (مساعدة)
147. ↑  ابن الخطيب، أبو عبد الله لسانُ الدين مُحمَّد بن عبد الله بن سعيد بن عبد الله السّلماني (1424هـ - 2003م). الإحاطة في أخبار غرناطة (ط. الأولى). بيروت - لُبنان: دار الكُتُب العلميَّة. ص. 138. ISBN:2745133195. مؤرشف من الأصل في 29 سبتمبر 2019. اطلع عليه بتاريخ 29 أيلول (سپتمبر) 2019م. {{استشهاد بكتاب}}: تحقق من التاريخ في: |تاريخ الوصول= و|سنة= (مساعدة)
148. ↑  ابن الخطيب، أبو عبد الله لسانُ الدين مُحمَّد بن عبد الله بن سعيد بن عبد الله السّلماني (1424هـ - 2003م). الإحاطة في أخبار غرناطة (ط. الأولى). بيروت - لُبنان: دار الكُتُب العلميَّة. ص. 137-139. ISBN:2745133195. مؤرشف من الأصل في 29 سبتمبر 2019. اطلع عليه بتاريخ 29 أيلول (سپتمبر) 2019م. {{استشهاد بكتاب}}: تحقق من التاريخ في: |تاريخ الوصول= و|سنة= (مساعدة)
149. ↑  زكريا بن محمد بن محمود القزويني (1389ه-1969م). آثار البلاد وأخبار العباد. بيروت - لبنان: دار صادر. ص. 122. {{استشهاد بكتاب}}: تحقق من التاريخ في: |تاريخ الوصول= و|سنة= (مساعدة) والوسيط |تاريخ الوصول بحاجة لـ |مسار= (مساعدة)
150. ↑  عصام كاطع داود. العلاقات الاقتصادية لمملكة غرناطة (635-897 هـ/1238-1492م) (PDF). البصرة - العراق: قسم التاريخ الإسلامي، كلية الدراسات التاريخية، جامعة البصرة. مؤرشف من الأصل (PDF) في 18 تشرين الثاني (نوفمبر) 2019م. اطلع عليه بتاريخ 17 تشرين الثاني (نوفمبر) 2019م. {{استشهاد بكتاب}}: تحقق من التاريخ في: |تاريخ الوصول= و|تاريخ أرشيف= (مساعدة)
151. ↑  ليفي بروفنسال (2010). حضارة العرب في الأندلس. القاهرة - مصر: دار العالم العربي. ص. 53،54. {{استشهاد بكتاب}}: تحقق من التاريخ في: |تاريخ الوصول= (مساعدة) والوسيط |تاريخ الوصول بحاجة لـ |مسار= (مساعدة)
152. ↑  عنَّان، مُحمَّد عبدُ الله (1417هـ - 1997م). دولة الإسلام في الأندلُس (PDF) (ط. الرابعة). القاهرة - مصر: مكتبة الخانجي. ج. العصر الرابع: نهاية الأندلُس وتاريخ العرب المُتنصرين: نظم الحكم والحياة الاجتماعية والفكرية في مملكة غرناطة. ص. 446 -447. مؤرشف من الأصل (PDF) في 23 تشرين الثاني (نوفمبر) 2019م. اطلع عليه بتاريخ 17 تشرين الثاني (نوفمبر) 2019م. {{استشهاد بكتاب}}: تحقق من التاريخ في: |تاريخ الوصول=، |سنة=، و|تاريخ أرشيف= (مساعدة)
153. ↑  أحمد ثاني الدوسري، تقديم  عبد الهادي التازي (2004). الحياة الاجتماعية في غرناطة في عصر دولة بني الأحمر: الحياة الدينيَّة  في مملكة غرناطة. أبو ظبي: المُجتمع الثقافي. نشر موقع المعرفة الأندلُسيَّة. نسخة محفوظة 1 ديسمبر 2019 على موقع واي باك مشين.
154. 1 2  السامرَّائي، أُسامة عبد الحميد حُسين (2012). تاريخ الوزارة في الأندلُس: 138 - 897هـ / 755 - 1492م. بيروت: دار الكُتب العلميَّة. ISBN 978-2-7451-7583-0 نسخة محفوظة 1 ديسمبر 2019 على موقع واي باك مشين.
155. ↑  قصة اليهود الذين حمتهم الدولة العُثمانيَّة من المذابح بعد سُقُوط الأندلُس. عربي پوست. نُشر يوم 2 آب (أغسطس) 2019م نسخة محفوظة 1 ديسمبر 2019 على موقع واي باك مشين.
156. ↑  شبارو، عصام محمد (1992). قاضي القضاة في الإسلام. بيروت - لبنان: دار النهضة العربيَّة. ص. 18–20. {{استشهاد بكتاب}}: تحقق من التاريخ في: |سنة= (مساعدة)
157. 1 2  الشرطة في الأندلس .. تاريخها وتطور نظامها نسخة محفوظة 19 سبتمبر 2018 على موقع واي باك مشين.
158. ↑  أحمد بن محمد المقري التلمساني (1388هـ- 1968م). نفح الطيب من غصن الأندلس الرطيب (ط. الثالث). بيروت، لبنان: دار صادر. ج. الثامن. ص. 70، 74، 197. {{استشهاد بكتاب}}: تحقق من التاريخ في: |تاريخ الوصول= و|سنة= (مساعدة) والوسيط |تاريخ الوصول بحاجة لـ |مسار= (مساعدة)
159. 1 2 3  عنَّان، مُحمَّد عبدُ الله (1417هـ - 1997م). دولة الإسلام في الأندلُس (PDF) (ط. الرابعة). القاهرة - مصر: مكتبة الخانجي. ج. العصر الرابع: نهاية الأندلُس وتاريخ العرب المُتنصرين: نظم الحكم والحياة الاجتماعية والفكرية في مملكة غرناطة. ص. 442-443. مؤرشف من الأصل (PDF) في 23 تشرين الثاني (نوفمبر) 2019م. اطلع عليه بتاريخ 17 تشرين الثاني (نوفمبر) 2019م. {{استشهاد بكتاب}}: تحقق من التاريخ في: |تاريخ الوصول=، |سنة=، و|تاريخ أرشيف= (مساعدة)
160. ↑  نظام الحسبة في الإسلام نسخة محفوظة 24 نوفمبر 2019 على موقع واي باك مشين.
161. ↑  دور الحسبة في حفظ المجتمعات وخطورة تركها نسخة محفوظة 15 أبريل 2019 على موقع واي باك مشين.
162. ↑  نظام الحسبة في الإسلام نسخة محفوظة 29 أكتوبر 2018 على موقع واي باك مشين.
163. ↑  النباهي، تاريخ قضاة الأندلس، ص5، 125 - 126. فرحات، غرناطة، ص90، 101 - 102
164. ↑  أحمد بن محمد المقري التلمساني (1388هـ- 1968م). نفح الطيب من غصن الأندلس الرطيب (ط. الأول). بيروت، لبنان: دار صادر. ج. الثامن. ص. 101. {{استشهاد بكتاب}}: تحقق من التاريخ في: |تاريخ الوصول= و|سنة= (مساعدة) والوسيط |تاريخ الوصول بحاجة لـ |مسار= (مساعدة)
165. ↑  ابن خلدون (1377). المقدمة. بيروت، لبنان: مؤسسة الرسالة. ج. الأول. ص. 209. {{استشهاد بكتاب}}: تحقق من التاريخ في: |تاريخ الوصول= (مساعدة) والوسيط |تاريخ الوصول بحاجة لـ |مسار= (مساعدة)
166. ↑  نظام الشرطة في الغرب الإسلامي 2-6 هـ /8-12 م (رسالة دكتوراه) نسخة محفوظة 17 نوفمبر 2019 على موقع واي باك مشين.
167. ↑  ابن الخطيب، أبو عبد الله لسانُ الدين مُحمَّد بن عبد الله بن سعيد بن عبد الله السّلماني؛ صحَّحه ووضع فهارسه مُحب الدين الخطيب (1347هـ). اللمحة البدريَّة في الدولة النصريَّة (PDF) (ط. الرابعة عشر). القاهرة - مصر: المطبعة السلفيَّة ومكتبتها. ص. 31. مؤرشف من الأصل (PDF) في 23 تشرين الأوَّل (أكتوبر) 2019م. اطلع عليه بتاريخ 23 تشرين الأوَّل (أكتوبر) 2019م. {{استشهاد بكتاب}}: تحقق من التاريخ في: |تاريخ الوصول=، |سنة=، و|تاريخ أرشيف= (مساعدة)
168. ↑  الكتبي، مُحمَّد بن شاكر (1974م). فوات الوفيات. صفحة 226-227. بيروت - لبنان: دار صادر.
169. ↑  المُقري التلمساني، شهابُ الدين أبو العبَّاس أحمد بن مُحمَّد بن أحمد ابن يحيى القُرشي (1388هـ- 1968م). نفحُ الطيب من غصن الأندلُس الرطيب وذكر وزيرها لسانُ الدين ابن الخطيب، المُجلَّد الثاني (الطبعة الثانية). صفحة 578-580. بيروت - لبنان: دار صادر
170. ↑  ابن الأبار البلنسي :أدرك بخيلك خيل الله أندلسا نسخة محفوظة 24 نوفمبر 2019 على موقع واي باك مشين.
171. ↑  ابن الأبار الإشبيلي > قصيدة: لم تدر ما خلدت عيناك في خلدي
172. ↑  ابن الأبار، مُحمَّد بن عبد الله بن أبي بكر القضاعي (1415هـ - 1995م). التكملة لكتاب الصلة (الطبعة الثانية). صفحة 23 - 24. بيروت - لبنان: دار الفكر للطباعة
173. ↑  شعره ودخوله غرناطة نسخة محفوظة 5 أكتوبر 2018 على موقع واي باك مشين.
174. ↑  المُقري التلمساني، شهابُ الدين أبو العبَّاس أحمد بن مُحمَّد بن أحمد ابن يحيى القُرشي (1388هـ- 1968م). نفحُ الطيب من غصن الأندلُس الرطيب وذكر وزيرها لسانُ الدين ابن الخطيب، المُجلَّد الثاني (الطبعة الثانية). صفحة 26 - 28. بيروت - لبنان: دار صادر
175. ↑  القصيدة: عرج بمنعرج الكثيب الأعفر نسخة محفوظة 2020-05-02 على موقع واي باك مشين.
176. ↑  المُقري التلمساني، شهابُ الدين أبو العبَّاس أحمد بن مُحمَّد بن أحمد ابن يحيى القُرشي (1388هـ- 1968م). أزهار الرياض في أخبار عياض (1358هـ - 1939م)، الجُزء الثاني. صفحة 189 - 190. لقاهرة - مصر: لجنة التأليف والترجمة والنشر
177. ↑  المُقري التلمساني، شهابُ الدين أبو العبَّاس أحمد بن مُحمَّد بن أحمد ابن يحيى القُرشي (1388هـ- 1968م). نفحُ الطيب من غصن الأندلُس الرطيب وذكر وزيرها لسانُ الدين ابن الخطيب، المُجلَّد الثاني (الطبعة الثانية). صفحة 419 - 426. بيروت - لبنان: دار صادر
178. ↑  موشح زمان الوصل: قصيدة جادك الغيث نسخة محفوظة 17 مايو 2018 على موقع واي باك مشين.
179. ↑  موشح زمان الوصل (جادك الغيث) نسخة محفوظة 28 فبراير 2019 على موقع واي باك مشين.
180. ↑  أبو جعفر أحمد بن إبراهيم الغرناطي (1429هـ - 2008م). صلة الصلة. صفحة 165. مصر: مكتبة الثقافة الدينية.
181. ↑  أبو جعفر أحمد بن إبراهيم الغرناطي (1429هـ - 2008م). صلة الصلة. صفحة 135. مصر: مكتبة الثقافة الدينية.
182. ↑  المُقري التلمساني، شهابُ الدين أبو العبَّاس أحمد بن مُحمَّد بن أحمد ابن يحيى القُرشي (1388هـ- 1968م). نفحُ الطيب من غصن الأندلُس الرطيب وذكر وزيرها لسانُ الدين ابن الخطيب، المُجلَّد الثاني (الطبعة الثانية). صفحة 304. بيروت - لبنان: دار صادر
183. ↑  مضى الوصلُ إلاَّ منية ً تبعثُ الأسى نسخة محفوظة 24 نوفمبر 2019 على موقع واي باك مشين.
184. ↑  ليلُ الهوى يقظانْ نسخة محفوظة 24 نوفمبر 2019 على موقع واي باك مشين.
185. ↑  الكتَّاني، نور الهُدى (1985م). الأدب الصوفي في المغرب والأندلس في عهد الموحدين (الطبعة الثانية). صفحة 115. تاريخ الوصول 17 تشرين الثاني (نوفمبر) 2019م نسخة محفوظة 2020-05-16 على موقع واي باك مشين.
186. ↑  المُقري التلمساني، شهابُ الدين أبو العبَّاس أحمد بن مُحمَّد بن أحمد ابن يحيى القُرشي (1388هـ- 1968م). نفحُ الطيب من غصن الأندلُس الرطيب وذكر وزيرها لسانُ الدين ابن الخطيب، المُجلَّد الثاني (الطبعة الثانية). صفحة 486-595. بيروت - لبنان: دار صادر
187. ↑  المُقري التلمساني، شهابُ الدين أبو العبَّاس أحمد بن مُحمَّد بن أحمد ابن يحيى القُرشي (1388هـ- 1968م). نفحُ الطيب من غصن الأندلُس الرطيب وذكر وزيرها لسانُ الدين ابن الخطيب، المُجلَّد الثاني (الطبعة الثانية). صفحة 595-596. بيروت - لبنان: دار صادر
188. ↑  أحمد بن محمد المقري التلمساني (1388هـ- 1968م).أزهار الرياض في أخبار عياض (1358 هـ - 1939 م). الجزء الثاني. القاهرة، مصر: لجنة التأليف والترجمة والنشر. صفحة 195.
189. ↑  أحمد بن محمد المقري التلمساني (1388هـ- 1968م). نفح الطيب من غصن الأندلس الرطيب. الثامن (الطبعة الثانية). بيروت، لبنان: دار صادر. صفحة 107.
190. ↑  ابن الخطيب، أبو عبد الله لسانُ الدين مُحمَّد بن عبد الله بن سعيد بن عبد الله السّلماني (1424هـ - 2003م). الإحاطة في أخبار غرناطة (الطبعة الأولى). بيروت - لُبنان: دار الكُتُب العلميَّة. صفحات 247 - 267. ISBN 2-7451-3319-5. اطلع عليه بتاريخ 12 تشرين الأوَّل (أكتوبر) 2019م.
191. ↑  سير أعلام النبلاء: ابن خروف النحوي نسخة محفوظة 2020-05-16 على موقع واي باك مشين.
192. ↑  موقع أهل القرآن, آحمد صبحي منصور, الخميس 22 ابريل 2010 نسخة محفوظة 22 يونيو 2017 على موقع واي باك مشين.
193. ↑  تنقيح الألباب في شرح غوامض الكتاب نسخة محفوظة 2020-05-02 على موقع واي باك مشين.
194. ↑  شرح كتاب سيبويه المسمى تنقيح الألباب في شرح غوامض الكتاب نسخة محفوظة 2020-05-03 على موقع واي باك مشين.
195. ↑  ابن الأبار، محمد بن عبد الله بن أبي بكر القضاعي البلنسي (1415هـ- 1995م). التكملة لكتاب الصلة. بيروت - لبنان: دار الفكر للطباعة. ج. الثالث. ص. 122. {{استشهاد بكتاب}}: تحقق من التاريخ في: |تاريخ الوصول= و|سنة= (مساعدة) والوسيط |تاريخ الوصول بحاجة لـ |مسار= (مساعدة)
196. ↑  صلاح الدين خليل بن إيبيك الصفدي (2000م). الوافي بالوفيات (ط. الأولى). بيروت - لبنان: دار إحياء التراث العربي. {{استشهاد بكتاب}}: تحقق من التاريخ في: |تاريخ الوصول= و|سنة= (مساعدة) والوسيط |تاريخ الوصول بحاجة لـ |مسار= (مساعدة)
197. ↑  ابن سعيد المغربي نسخة محفوظة 28 أبريل 2019 على موقع واي باك مشين.
198. ↑  إبراهيم بن نور الدين/ابن فرحون المالكي (2018م). الديباج المذهب في معرفة أعيان علماء المذهب المالكي (ط. الثانية). بيروت - لبنان: دار الكتب العلمية. ص. 304. {{استشهاد بكتاب}}: تحقق من التاريخ في: |تاريخ الوصول= و|سنة= (مساعدة) والوسيط |تاريخ الوصول بحاجة لـ |مسار= (مساعدة)
199. ↑  أبي عبد الله بن عسكر، أبي بكر بن خميس (1420 ه- 1999م). مطلع الأنوار ونزهة البصائر والأبصار (ط. الثانية). بيروت - لبنان: دار الغرب الإسلامي. ص. 326. مؤرشف من الأصل في 2020-05-02. اطلع عليه بتاريخ 17 تشرين الثاني (نوفمبر) 2019م. {{استشهاد بكتاب}}: تحقق من التاريخ في: |تاريخ الوصول= و|سنة= (مساعدة)
200. ↑  عبد المجيد الأزدي نسخة محفوظة 1 فبراير 2018 على موقع واي باك مشين.
201. ↑  شمس الدين الذهبي (1985)، سير أعلام النبلاء، تحقيق: شعيب الأرنؤوط، مجموعة (ط. 1)، بيروت: مؤسسة الرسالة، ج. 23، ص. 22، OCLC:4770539064، QID:Q113078038 – عبر المكتبة الشاملة
202. ↑  سير أعلام النبلاء: الرعيني نسخة محفوظة 2020-05-16 على موقع واي باك مشين.
203. ↑  الأعلام - خير الدين الزركلي - ج 5 - الصفحة 103 نسخة محفوظة 2020-05-16 على موقع واي باك مشين.
204. ↑  ابن بشكوال/أبو القاسم خلف الأندلسي (2008م). الصلة ومعه (التكملة لكتاب الصلة) ومعه (صلة الصلة) 1-6. بيروت - لبنان: دار الكتب العلمية. ج. الخامس. ص. 136. {{استشهاد بكتاب}}: تحقق من التاريخ في: |تاريخ الوصول= و|سنة= (مساعدة) والوسيط |تاريخ الوصول بحاجة لـ |مسار= (مساعدة)
205. ↑  أحمد بن محمد المقري التلمساني (1388هـ- 1968م). نفح الطيب من غصن الأندلس الرطيب. الجزء الثالث. بيروت، لبنان: دار صادر. صفحات 258 - 263.
206. ↑  أحمد بن محمد المقري التلمساني (1388هـ- 1968م). نفح الطيب من غصن الأندلس الرطيب. الجزء الثالث. بيروت، لبنان: دار صادر. صفحة 52 و258.
207. ↑  أحمد بن محمد المقري التلمساني (1388هـ- 1968م). نفح الطيب من غصن الأندلس الرطيب. الجزء الثالث. بيروت، لبنان: دار صادر. صفحة 302.
208. ↑  أحمد بن محمد المقري التلمساني (1388هـ- 1968م). نفح الطيب من غصن الأندلس الرطيب. الجزء الرابع. بيروت، لبنان: دار صادر. صفحة 756.
209. ↑  عنَّان، مُحمَّد عبدُ الله (1417هـ - 1997م). دولة الإسلام في الأندلُس. العصر الرابع: نهاية الأندلُس وتاريخ العرب المُتنصرين: نظم الحكم والحياة الاجتماعية والفكرية في مملكة غرناطة (الطبعة الرابعة). القاهرة - مصر: مكتبة الخانجي. صفحة 513. مؤرشف من الأصل (PDF) في 23 تشرين الثاني (نوفمبر) 2019م. اطلع عليه بتاريخ 17 تشرين الثاني (نوفمبر) 2019م.
210. ↑  الإحاطة في أخبار غرناطة (الطبعة الأولى). بيروت - لُبنان: دار الكُتُب العلميَّة. صفحات 142-143. ISBN 2-7451-3319-5. اطلع عليه بتاريخ 29 أيلول (سپتمبر) 2019م. نسخة محفوظة 29 سبتمبر 2019 على موقع واي باك مشين.
211. ↑  معجم ميخائيل الغزيري، الجزء الأول، صفحة 347.
212. ↑  عنَّان، مُحمَّد عبدُ الله (1417هـ - 1997م). دولة الإسلام في الأندلُس. العصر الرابع: نهاية الأندلُس وتاريخ العرب المُتنصرين: نظم الحكم والحياة الاجتماعية والفكرية في مملكة غرناطة (الطبعة الرابعة). القاهرة - مصر: مكتبة الخانجي. صفحة 440. مؤرشف من الأصل (PDF) في 23 تشرين الثاني (نوفمبر) 2019م. اطلع عليه بتاريخ 17 تشرين الثاني (نوفمبر) 2019م.
213. ↑  عنَّان، مُحمَّد عبدُ الله (1417هـ - 1997م). دولة الإسلام في الأندلُس. العصر الرابع: نهاية الأندلُس وتاريخ العرب المُتنصرين: نظم الحكم والحياة الاجتماعية والفكرية في مملكة غرناطة (الطبعة الرابعة). القاهرة - مصر: مكتبة الخانجي. صفحات 440-441. مؤرشف من الأصل (PDF) في 23 تشرين الثاني (نوفمبر) 2019م. اطلع عليه بتاريخ 17 تشرين الثاني (نوفمبر) 2019م.
214. ↑  ابن الخطيب، أبو عبد الله لسانُ الدين مُحمَّد بن عبد الله بن سعيد بن عبد الله السّلماني (1424هـ - 2003م). الإحاطة في أخبار غرناطة (الطبعة الأولى). بيروت - لُبنان: دار الكُتُب العلميَّة. صفحة 517. ISBN 2-7451-3319-5. اطلع عليه بتاريخ 29 أيلول (سپتمبر) 2019م. نسخة محفوظة 29 سبتمبر 2019 على موقع واي باك مشين.
215. ↑  المُقري التلمساني، شهابُ الدين أبو العبَّاس أحمد بن مُحمَّد بن أحمد ابن يحيى القُرشي (1388هـ- 1968م). نفحُ الطيب من غصن الأندلُس الرطيب وذكر وزيرها لسانُ الدين ابن الخطيب، المُجلَّد الثاني (الطبعة الثانية). صفحة 538. بيروت - لبنان: دار صادر
216. ↑  أحمد بن محمد المقري التلمساني (1388هـ- 1968م). نفح الطيب من غصن الأندلس الرطيب. الجُزء الثاني. بيروت، لبنان: دار صادر. صفحة 73.
217. ↑  قصر دار الحرة
218. ↑  العامري، محمد بشير حسن راضي. الأنوار الحضارية من القطوف الأندلسية اليانعة. المنهل. 2016. صفحة 118. رقم الإيداع: 9796500285528.
219. ↑  افتتاح معرض الأندلس بمناسبة الاحتفالات بألفية غرناطة العربية نسخة محفوظة 2020-05-02 على موقع واي باك مشين.
220. ↑  أوليفيا ريمي كونستبل (2002م). التجارة والتجار في الأندلس 900-1500. الرياض - المملكة العربية السعودية: دار المعارف. ص. 189. مؤرشف من الأصل في 2020-05-16. اطلع عليه بتاريخ 21 تشرين الثاني (نوفمبر) 2019م. {{استشهاد بكتاب}}: تحقق من التاريخ في: |تاريخ الوصول= و|سنة= (مساعدة)
221. ↑  المدرسة النصرية بغرناطة نسخة محفوظة 2020-05-03 على موقع واي باك مشين.
222. ↑  غرناطة شمس العرب حين سطعت في سماء الأندلس نسخة محفوظة 2020-05-16 على موقع واي باك مشين.
223. ↑  عنَّان، مُحمَّد عبدُ الله (1417هـ - 1997م). الآثار الأندلسية الباقية في إسبانيا والبرتغال. القاهرة - مصر: مكتبة الخانجي. 1961.

### بِلُغاتٍ أجنبيَّة
1. ↑  Miranda، Ambroxio Huici (1970). "The Iberian Peninsula and Sicily". في Holt، P.M؛ Lambton، Ann K.S.؛ Lewis، Bernard (المحررون). The Cambridge History of Islam. Cambridge University Press. ج. Vol. 2A. ص. 429. {{استشهاد بكتاب}}: |المجلد= يحوي نصًّا زائدًا (مساعدة)
2. ↑  González, Julio [بالإسبانية] (2006). Las conquistas de Fernando III en Andalucía (بالإسبانية). Editorial Maxtor Librería. pp. 62–63. ISBN:84-9761-277-9.
3. ↑  Shadis، Miriam (1999)، "Berenguela of Castile's Political Motherhood"، في Parsons، John Carmi؛ Wheeler، Bonnie (المحررون)، Medieval Mothering، New York: Taylor & Francis، ص. 348، ISBN:978-0-8153-3665-5
4. ↑  O'Callaghan، Joseph F. (17 مارس 2011). The Gibraltar Crusade: Castile and the Battle for the Strait. University of Pennsylvania Press. ص. 42. ISBN:0-8122-0463-8. مؤرشف من الأصل في 2019-08-03.
5. ↑  Terrasse, Henri (1965). "Gharnata". In Lewis, B.; Pellat, Ch.; Schacht, J. (eds.). The Encyclopaedia of Islam, New Edition, Volume II: C–G (بالإنجليزية). Leiden: E. J. Brill. p. 1016. ISBN:90-04-07026-5.
6. ↑  Harvey، L.P. [بالإنجليزية] (1992). "The Rise of Banu'l-Ahmar". Islamic Spain, 1250 to 1500. Chicago, IL: University of Chicago Press. ص. 29. ISBN:978-0226319629.
7. ↑  Harvey، L.P. [بالإنجليزية] (1992). "The Rise of Banu'l-Ahmar". Islamic Spain, 1250 to 1500. Chicago, IL: University of Chicago Press. ص. 20–21. ISBN:978-0226319629.
8. ↑  Kennedy، Hugh (2014). Muslim Spain and Portugal: A Political History of Al-Andalus. London and New York: Routledge. ص. 267, 274. ISBN:978-1317870418. مؤرشف من الأصل في 2020-05-02.
9. ↑  Latham, John Derek; Fernández-Puertas, Antonio (1993). "Nasrids". In Bosworth, C. E.; van Donzel, E.; Heinrichs, W. P.; Pellat, Ch. (eds.). The Encyclopaedia of Islam, New Edition, Volume VII: Mif–Naz (بالإنجليزية). Leiden: E. J. Brill. p. 1021. ISBN:90-04-09419-9.
10. ↑  Miranda، Ambroxio Huici (1970). "The Iberian Peninsula and Sicily". في Holt، P.M.؛ Lambton، Ann K.S.؛ Lewis، Bernard (المحررون). The Cambridge History of Islam. Cambridge, England: Cambridge University Press. ج. Vol. 2A. ص. 429. ISBN:978-0521219488. {{استشهاد بكتاب}}: |المجلد= يحوي نصًّا زائدًا (مساعدة)
11. ↑  Doubleday، Simon R. (1 ديسمبر 2015). The Wise King: A Christian Prince, Muslim Spain, and the Birth of the Renaissance. New York: Basic Books. ص. 46. ISBN:978-0465073917. مؤرشف من الأصل في 2020-05-04.
12. ↑  O'Callaghan، Joseph F. (17 مارس 2011). The Gibraltar Crusade: Castile and the Battle for the Strait. University of Pennsylvania Press. ص. 41. ISBN:978-0-8122-0463-6. مؤرشف من الأصل في 2019-08-03.
13. ↑  Carrasco Manchado, Ana I. (2009). "Al-Andalus Nazarí". Al-Andalus. Historia de España VI (بالإسبانية). Madrid: Ediciones Istmo. pp. 402, 429, 439. ISBN:978-84-7090-431-8.
14. ↑  Harvey، L. P. [بالإنجليزية] (1992). Islamic Spain, 1250 to 1500. Chicago: University of Chicago Press. ص. 154. ISBN:978-0-226-31962-9. مؤرشف من الأصل في 2019-08-02.
15. ↑  Díez, Gonzalo Martínez (2005). El Condado de Castilla, 711-1038: La Historia Frente a La Leyenda (بالإسبانية). Marcial Pons Historia. p. 41. Archived from the original on 2020-05-02. Retrieved 2016-12-27.
16. ↑  Harvey، L. P. [بالإنجليزية] (1992). Islamic Spain, 1250 to 1500. Chicago: University of Chicago Press. ص. 158. ISBN:978-0-226-31962-9. مؤرشف من الأصل في 2019-08-02.
17. ↑  Harvey، L. P. [بالإنجليزية] (1992). Islamic Spain, 1250 to 1500. Chicago: University of Chicago Press. ص. 159–160. ISBN:978-0-226-31962-9. مؤرشف من الأصل في 2019-08-02.
18. ↑  O'Callaghan، Joseph F. (2011). The Gibraltar Crusade: Castile and the Battle for the Strait. Philadelphia: University of Pennsylvania Press. ص. 112. ISBN:978-0812204636. مؤرشف من الأصل في 2019-08-03.
19. ↑  O'Callaghan، Joseph F. (2011). The Gibraltar Crusade: Castile and the Battle for the Strait. Philadelphia: University of Pennsylvania Press. ص. 113. ISBN:978-0812204636. مؤرشف من الأصل في 2019-08-03.
20. ↑  Latham, John Derek; Fernández-Puertas, Antonio (1993). "Nasrids". In Bosworth, C. E.; van Donzel, E.; Heinrichs, W. P.; Pellat, Ch. (eds.). The Encyclopaedia of Islam, New Edition, Volume VII: Mif–Naz (بالإنجليزية). Leiden: E. J. Brill. p. 1022. ISBN:90-04-09419-9.
21. ↑  Vidal Castro, Francisco. "Muhammad III". In Real Academia de la Historia [بالإنجليزية] (ed.). Diccionario Biográfico electrónico (بالإسبانية). Archived from the original on 2019-10-23.
22. ↑  Benavides, Antonio [بالإنجليزية] (1860). Memorias de Don Fernando IV de Castilla (بالإسبانية) (الأولى ed.). Madrid: Imprenta de Don José Rodríguez. pp. 242–243. Archived from the original on 2020-05-16.
23. ↑  Boto Varela، Gerardo (2004). "Sobre reyes y tumbas en la catedral de León: discursos visuales de poder político y honra sacra". Congreso Internacional "La Catedral de León en la Edad Media" (ط. الأولى). León: Universidad de León: Servicio de Publicaciones. ص. 33. ISBN:84-9773-161-1. {{استشهاد بكتاب}}: الوسيط غير المعروف |laguage= تم تجاهله (مساعدة)
24. ↑  Fernández-Puertas، Antonio (أبريل 1997). "The Three Great Sultans of al-Dawla al-Ismā'īliyya al-Naṣriyya Who Built the Fourteenth-Century Alhambra: Ismā'īl I, Yūsuf I, Muḥammad V (713-793/1314-1391)". Journal of the Royal Asiatic Society. Third Series. ج. 7 ع. No. 1: 7. {{استشهاد بدورية محكمة}}: |العدد= يحتوي على نص زائد (مساعدة)
25. ↑  Jackson، William G. F. [بالإنجليزية] (1986). The Rock of the Gibraltarians. Cranbury, NJ: Associated University Presses. ص. 42–44. ISBN:0-8386-3237-8.
26. ↑  Callaghan، Joseph O. (2011). The Gibraltar Crusade: Castile and the Battle for the Strait. فيلادلفيا: University of Pennsylvania Press. ص. 188. ISBN:978-0812223026.
27. ↑  Hillgarth، J.N. (1976). The Spanish Kingdoms, 1250-1516. Clarendon Press. ج. Vol. I. ص. 342. {{استشهاد بكتاب}}: |المجلد= يحوي نصًّا زائدًا (مساعدة)
28. ↑  Callaghan، Joseph O. (2011). The Gibraltar Crusade: Castile and the Battle for the Strait. فيلادلفيا: University of Pennsylvania Press. ص. 187. ISBN:978-0812223026.
29. ↑  Tuchman, Barbara Wertheim (1978), A distant mirror: the calamitous 14th century, Random House. p. 228.
30. ↑  Storer، Edward (1911). Peter the Cruel, the life of the notorious Don Pedro of Castile, together with an account of his relations with the famous Maria de Padlla. London: John Lane. ص. 226. مؤرشف من الأصل في 2023-03-10.
31. ↑  Baynes، T.S.، المحرر (1875–1889). "Antequera" . موسوعة بريتانيكا (ط. التاسعة). ج. II. ص. 102. {{استشهاد بموسوعة}}: يحتوي الاستشهاد على وسيط غير معروف وفارغs: |1= و|coauthors= (مساعدة)
32. ↑  Joseph F. O'Callaghan, The Last Crusade in the West: Castile and the Conquest of Granada, (University of Pennsylvania Press, 2014), page 214.
33. ↑  Hunt, Jocelyn. Spain 1474–1598. Routledge, 2013, (ردمك 9781136759093). p. 5 نسخة محفوظة 2020-05-16 على موقع واي باك مشين.
34. ↑  Irving، Washington (1829). Conquest of Granada From the Manuscript of Fray Antonio Agapida. New York: A. L. Burt. ص. 172. (Republished in 2002 by Simon Publications, (ردمك 1-9315-4180-9))
35. ↑  Hillgarth، J. N. (1978). The Spanish Kingdoms: 1250–1516.  Volume II: 1410–1516, Castilian Hegemony. Oxford: Clarendon Press, Oxford University Press. ص. 386. ISBN:0-1982-2531-8.
36. ↑  Jiménez Marín، Alfonso (2010). Jiménez Martín A. (المحرر). La Catedral después de Carlín. Aula Hernán Ruiz, Catedral de Sevilla. ص. 2014–209. ISBN:978-84-614-3498-5.
37. ↑  Harvey، L. P. [بالإنجليزية] (16 مايو 2005). Muslims in Spain, 1500 to 1614. University of Chicago Press. ص. 53–55. ISBN:978-0-226-31963-6. مؤرشف من الأصل في 2017-01-13.
38. ↑  Harvey، L. P. [بالإنجليزية] (16 مايو 2005). Muslims in Spain, 1500 to 1614. University of Chicago Press. ص. 49. ISBN:978-0-226-31963-6. مؤرشف من الأصل في 2017-01-13.
39. ↑  Carr، Matthew (2009). The Purging of Muslim Spain. The New Press. ص. 74. ISBN:9781595583611. مؤرشف من الأصل في 2021-12-15.
40. ↑  Soria Mesa, Enrique (1 Jan 2012). "Los moriscos que se quedaron. La permanencia de la población de origen islámico en la España Moderna: Reino de Granada, siglos XVII-XVIII" [The Moriscos who remained. The permanence of Islamic origin population in Early Modern Spain: Kingdom of Granada, XVII-XVIII centuries]. Vínculos de Historia (بالإسبانية) (1): 205–230. hdl:10396/11147. ISSN:2254-6901. Archived from the original on 2017-07-15. Retrieved 2019-05-18 – via Dialnet.
41. ↑  William Hickling Prescott (1866م). History of the Reign of Ferdinand and Isabella, in Two Volumes (Volumes I and II). لندن - المملكة المتحدة: George Routledge and Sons. ص. 192. {{استشهاد بكتاب}}: تحقق من التاريخ في: |تاريخ الوصول=، |سنة=، و|تاريخ أرشيف= (مساعدة)، |archive-date= requires |archive-url= (مساعدة)، والوسيط |تاريخ الوصول بحاجة لـ |مسار= (مساعدة)
42. ↑  González Arévalo، Raúl (2015). "Italian Renaissance Diplomacy and Commerce with Western Mediterranean Islam: Venice, Florence, and the Nasrid Kingdom of Granada in the Fifteenth Century". I Tatti Studies in the Italian Renaissance. ج. 18 ع. 1: 215–232. DOI:10.1086/680520. ISSN:0393-5949. مؤرشف من الأصل في 2020-05-02.
43. ↑  William Hickling Prescott (1866م). History of the Reign of Ferdinand and Isabella, in Two Volumes (Volumes I and II). لندن - المملكة المتحدة: George Routledge and Sons. ص. 191. {{استشهاد بكتاب}}: تحقق من التاريخ في: |تاريخ الوصول=، |سنة=، و|تاريخ أرشيف= (مساعدة)، |archive-date= requires |archive-url= (مساعدة)، والوسيط |تاريخ الوصول بحاجة لـ |مسار= (مساعدة)
44. ↑  William Hickling Prescott (1859م). HISTORY OF THE REIGN OF PHILIP THE SECOND KING OF SPAIN. لندن - المملكة المتحدة: Routledge, Warnes and Routledge Farrington Street. ج. V. III. ص. 12-29. {{استشهاد بكتاب}}: تحقق من التاريخ في: |تاريخ الوصول=، |سنة=، و|تاريخ أرشيف= (مساعدة)، |archive-date= requires |archive-url= (مساعدة)، والوسيط |تاريخ الوصول بحاجة لـ |مسار= (مساعدة)
45. ↑  Ibrahim Kalin, Salim Ayduz, Caner Dagli (2014م). The Oxford Encyclopedia of Philosophy, Science, and Technology in Islam. أكسفورد - إنجلترا: Oxford University Press. ج. الخامس. ص. 162. {{استشهاد بكتاب}}: تحقق من التاريخ في: |تاريخ الوصول= و|سنة= (مساعدة)، الوسيط |تاريخ الوصول بحاجة لـ |مسار= (مساعدة)، والوسيط غير المعروف |رقم الإيداع= تم تجاهله (مساعدة)صيانة الاستشهاد: أسماء متعددة: قائمة المؤلفين (link)
46. 1 2  Manuel Gómez-Moreno. La civilización árabe y sus monumentos en España. Arquitectura Nº 19 (nov-1919)  págs 305-319. نسخة محفوظة 2020-05-02 على موقع واي باك مشين.
47. ↑  Murphy's History of the Mohammedan Empire in Spain, 296, A. D.39
48. ↑  Tapia Garrido (1986). (Almería musulmana II (1172/1492. Almería: Cajal. ص. 70–72. ISBN:84-85219-67-8.
49. ↑  Tapia Garrido (1986). (Almería musulmana II (1172/1492. Almería: Cajal. صفحات 70–72. ISBN 84-85219-67-8.
50. ↑  معلومات عن قصر دار الحرة على موقع iaph.es نسخة محفوظة 2021-01-07 على موقع واي باك مشين.
51. ↑  Palacio de la Dal al horra, Casa de la Reina, de la Sultana, de la Honesta, Dar al Hurra نسخة محفوظة 2020-05-02 على موقع واي باك مشين.
52. ↑  Los investigadores constatan la existencia de unos baños árabes en el Castillo (Salobreña, Granada) نسخة محفوظة 2020-05-02 على موقع واي باك مشين.
53. ↑  Casa de Zafra نسخة محفوظة 2020-05-02 على موقع واي باك مشين.
54. ↑  Casa de Zafra. Centro de Interpretación del Albaicín نسخة محفوظة 13 مايو 2019 على موقع واي باك مشين.
55. ↑  Casa de Zafra Siglo XIV-XV. Periodo Nazarí نسخة محفوظة 3 أكتوبر 2018 على موقع واي باك مشين.

## وصلات خارجيَّة
- أخبار مملكة غرناطة في المصادر المشرقيَّة. بِقلم: د. آمنة محمود الذيابات البطوش، أُستاذة مُساعدة في قسم التاريخ، كُليَّة العُلُوم الاجتماعيَّة، جامعة حائل.
- إسپانٌ يرفضون الاحتفال بذكرى إسقاط مملكة غرناطة العربيَّة عام 1492. بِقلم: صُبيح صادق، جريدة الشرق الأوسط. نُشر يوم الجُمُعة 2 ربيع الأوَّل 1435هـ المُوافق فيه 3 كانون الثاني (يناير) 2014م.
- مملكة غرناطة: آخر معاقل الإسلام في الأندلُس. بِقلم: رُفيدة مُحمَّد، جامعة الخُرطُوم.
- مديحٌ مورسكي غرناطي من إنشاد فرقة الفردوس الإسپانيَّة على يوتيوب.